# Arquitectura contemporánea (2000-presente)
La arquitectura contemporánea es la arquitectura del siglo XXI. Ningún estilo es dominante. Los arquitectos contemporáneos trabajan en varios estilos diferentes, desde el posmodernismo, la arquitectura high-tech y nuevas referencias e interpretaciones de la arquitectura popular. Algunos de estos estilos y enfoques hacen uso de tecnología muy avanzada y materiales de construcción modernos, como estructuras de tubos que permiten la construcción de edificios más altos, livianos y resistentes que los del siglo XX, mientras que otros priorizan el uso de materiales naturales y ecológicos como piedra, madera y cal. Una tecnología común a todas las formas de arquitectura contemporánea es el uso de nuevas técnicas de diseño asistido por computadora. Los edificios y estilos contemporáneos varían mucho. Algunas presentan estructuras de concreto envueltas en mamparas de vidrio o aluminio, fachadas muy asimétricas y secciones en voladizo que cuelgan sobre la calle. Los rascacielos se tuercen o se rompen en facetas cristalinas.
Mientras que los principales monumentos de la arquitectura moderna del siglo XX se concentraron principalmente en Estados Unidos y Europa occidental, la arquitectura contemporánea es global; se han construido nuevos edificios importantes en China, Rusia, América Latina y, particularmente, en las monarquías del Golfo Pérsico; el Burj Khalifa en Dubái fue el edificio más alto del mundo en 2009.
Además, a finales del siglo XX surgió la Nueva Arquitectura Clásica, una respuesta tradicionalista a la arquitectura modernista. El siglo XXI vio el surgimiento de múltiples organizaciones dedicadas a la promoción de la arquitectura local y/o tradicional. Los ejemplos incluyen la Red Internacional para la Construcción, la Arquitectura y el Urbanismo Tradicionales (INTBAU), el Instituto de Arquitectura y Arte Clásicos (ICAA), el Premio de Arquitectura Driehaus, y el movimiento de arquitectura complementaria. Los nuevos arquitectos tradicionales incluyen a Michael Graves, Léon Krier, Yasmeen Lari, Robert Stern y Abdel-Wahed El-Wakil.
La mayoría de los hitos de la arquitectura contemporánea son obras de un pequeño grupo de arquitectos que trabajan a escala internacional. Muchos fueron diseñados por arquitectos ya famosos a finales del siglo XX, entre ellos Mario Botta, Frank Gehry, Jean Nouvel, Norman Foster, Ieoh Ming Pei y Renzo Piano, mientras que otros son obra de una nueva generación nacida durante o después de la Segunda Guerra Mundial. entre ellos Zaha Hadid, Santiago Calatrava, Daniel Libeskind, Jacques Herzog, Pierre de Meuron, Rem Koolhaas y Shigeru Ban. Otros proyectos son obra de colectivos de varios arquitectos, como UNStudio y SANAA, o grandes agencias multinacionales como Skidmore, Owings & Merrill.

## Museos

El Pabellón Cuadracci del Museo de Arte de Milwaukee por Santiago Calatrava (2001)
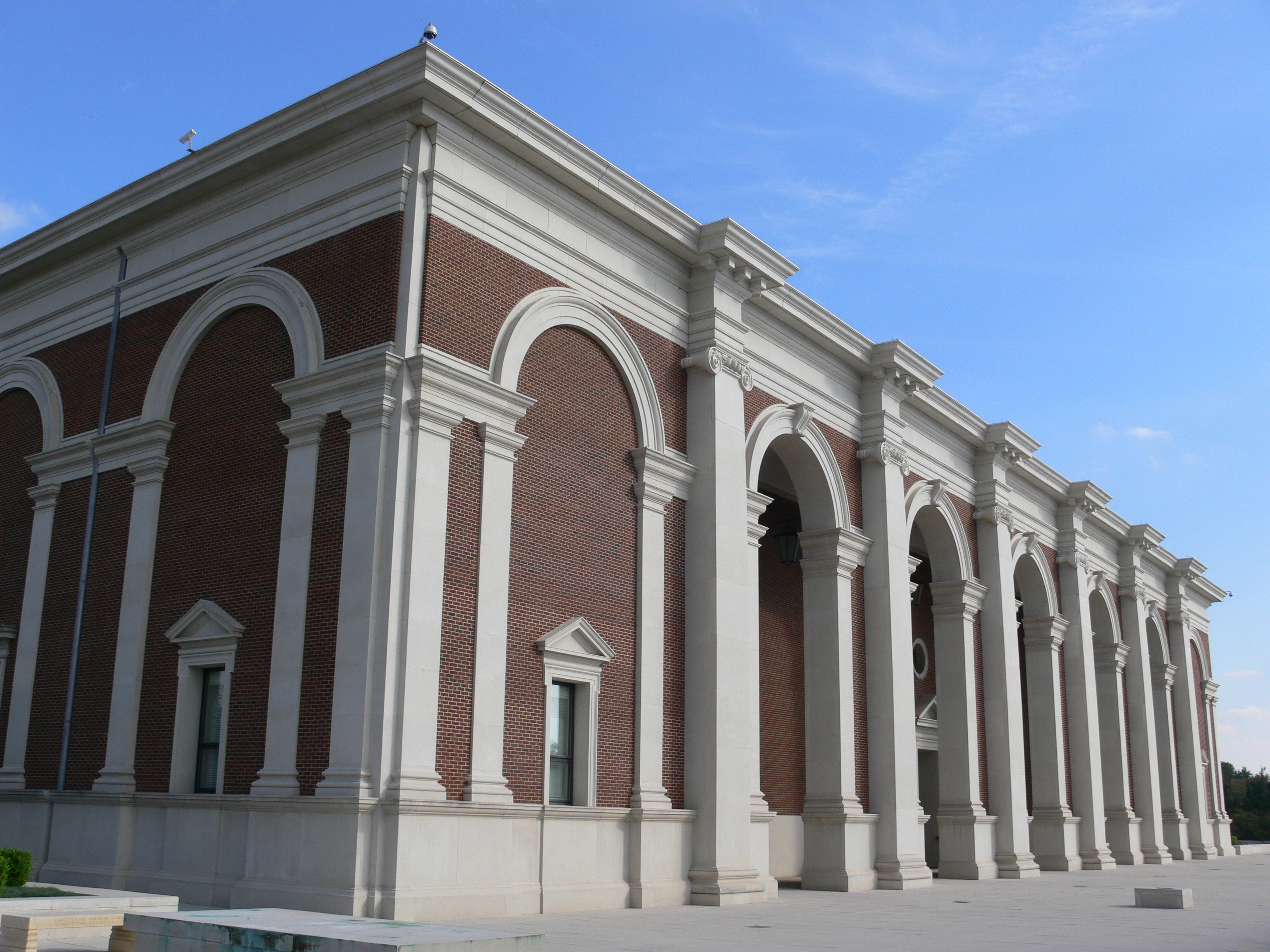
Museo Meadows en Dallas, Texas por HBRA arquitectos (2001)
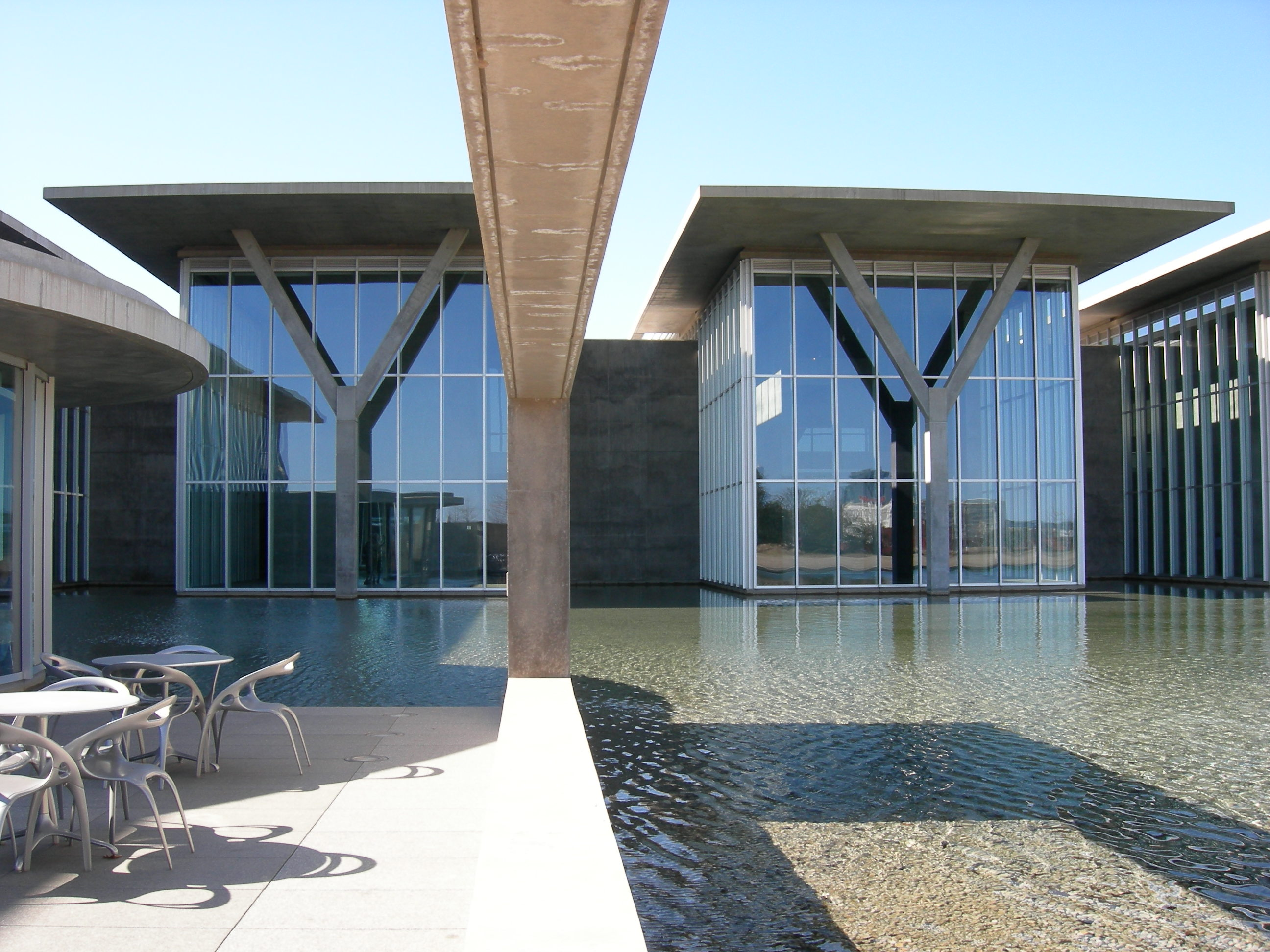
Museo de Arte Moderno de Fort Worth, Fort Worth, Texas por Tadao Andō (2002)
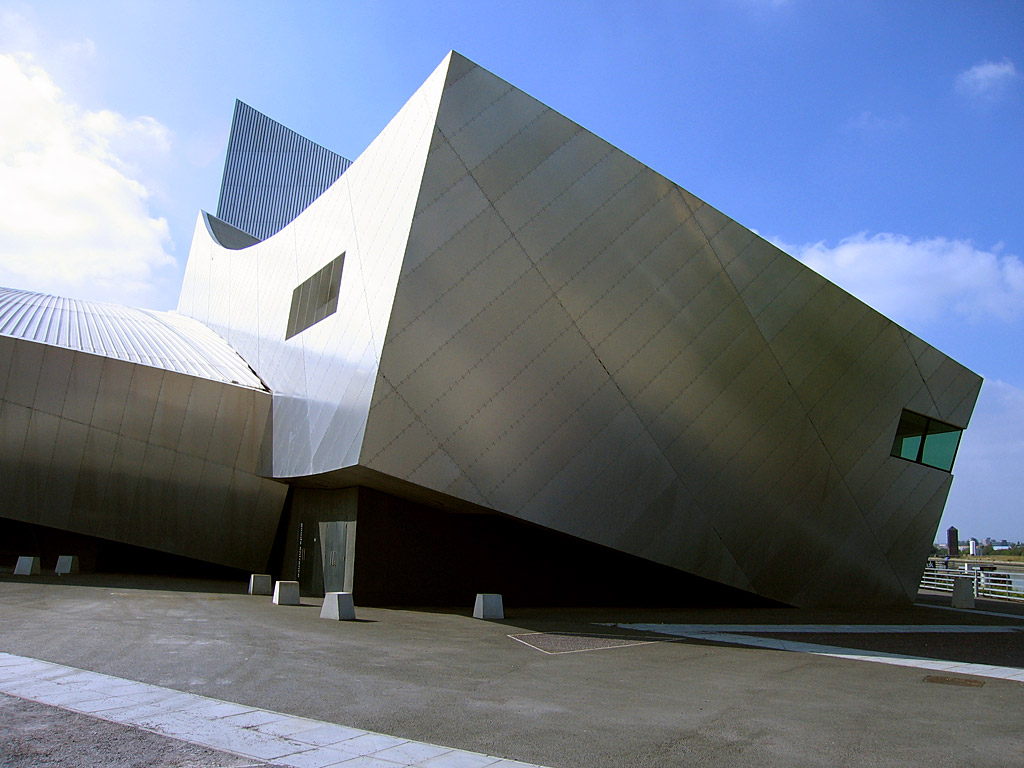
Museo Imperial de la Guerra Norte en Mánchester, Inglaterra por Daniel Libeskind (2002)
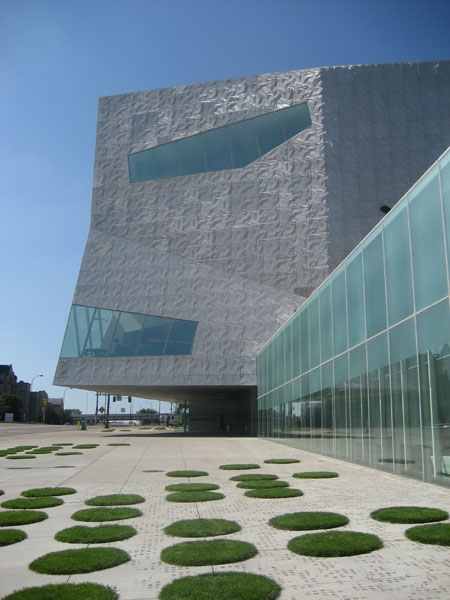
Centro de Arte Walker en Mineápolis, Minnesota por Herzog & de Meuron (2005)
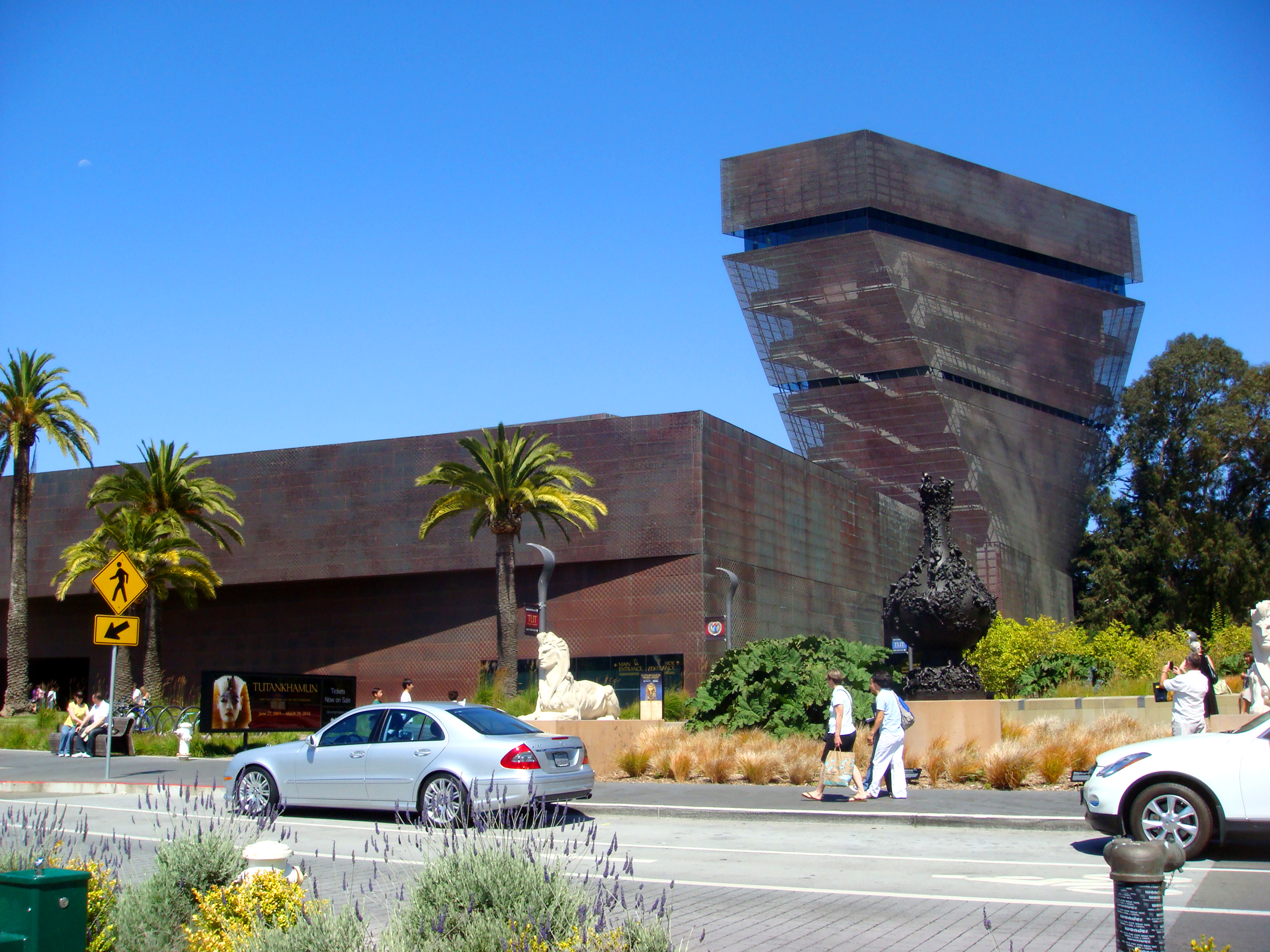
De Young Museum en San Francisco, California por Herzog & de Meuron (2005)
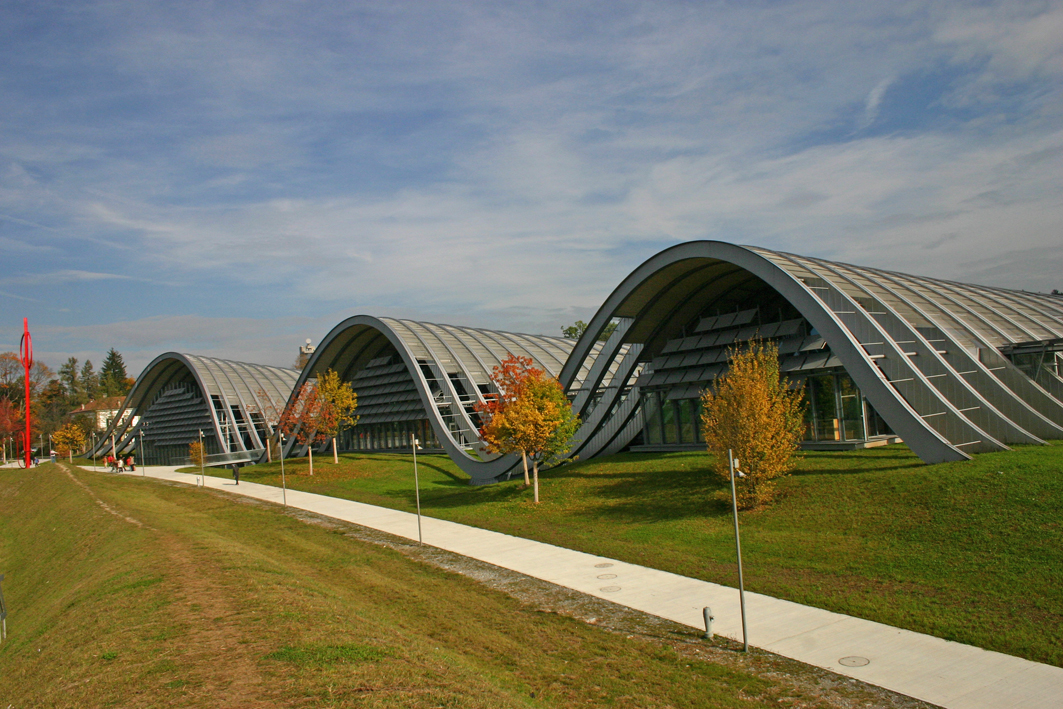
Zentrum Paul Klee en Berna, Suiza por Renzo Piano (2005)
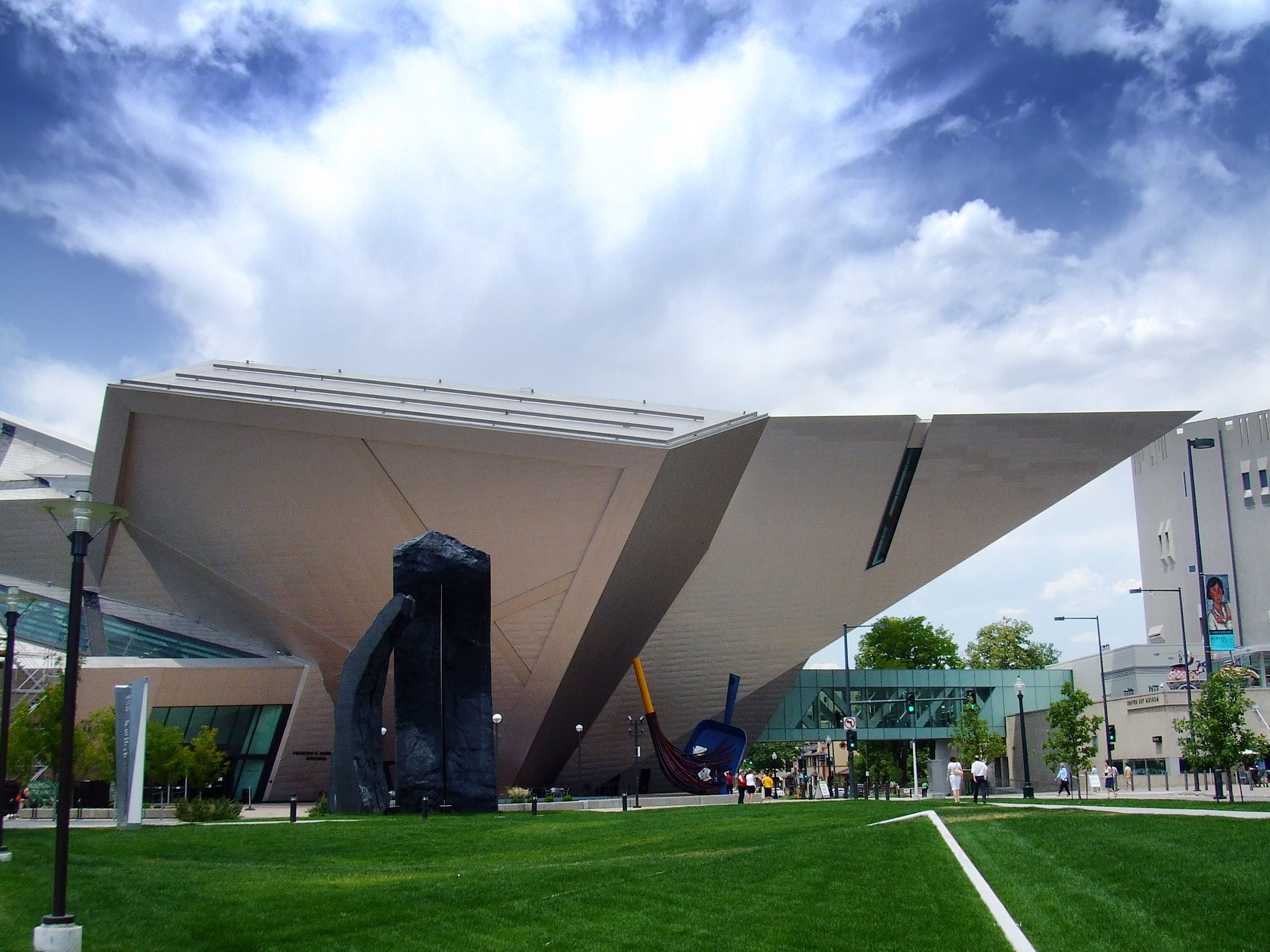
Museo de Arte de Denver en Denver, Colorado por Daniel Libeskind (2006)
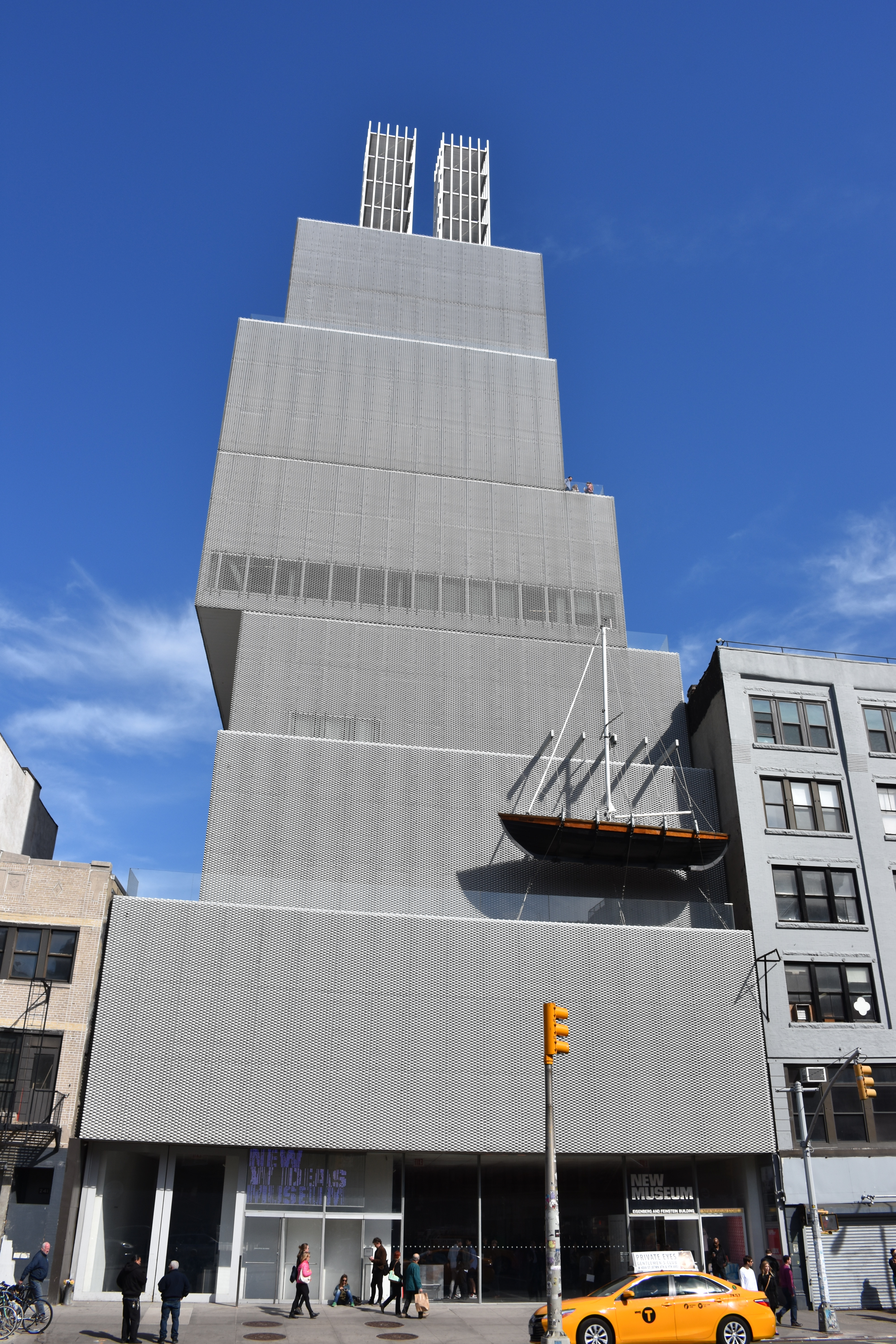
New Museum en Nueva York por SANAA (2007)
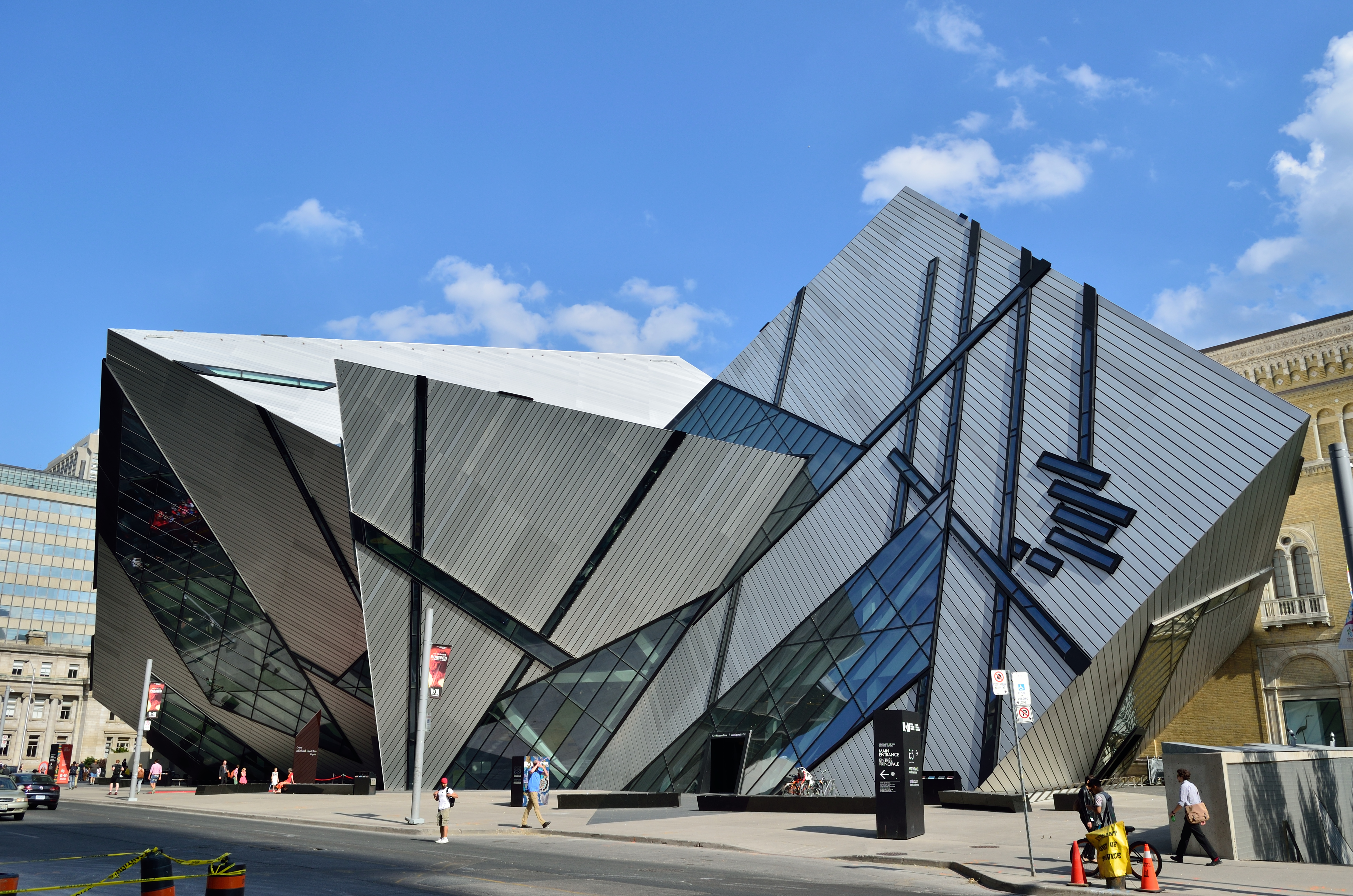
Museo Real de Ontario en Toronto, Canadá por Daniel Libeskind (2007)
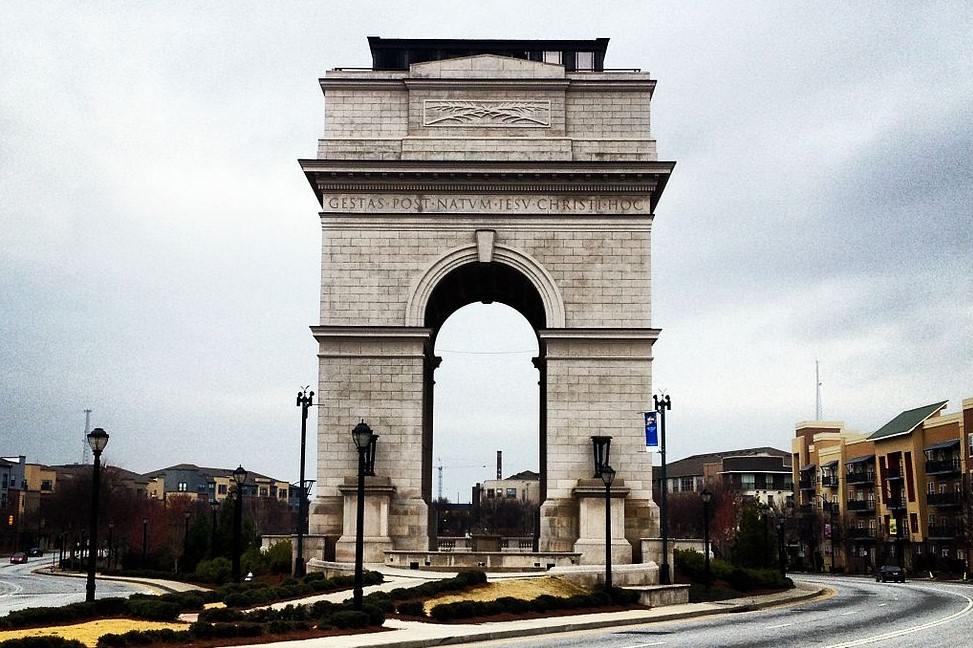
Millennium Gate Museum en Atlanta, Estados Unidos, por ADAM Architecture (2008)
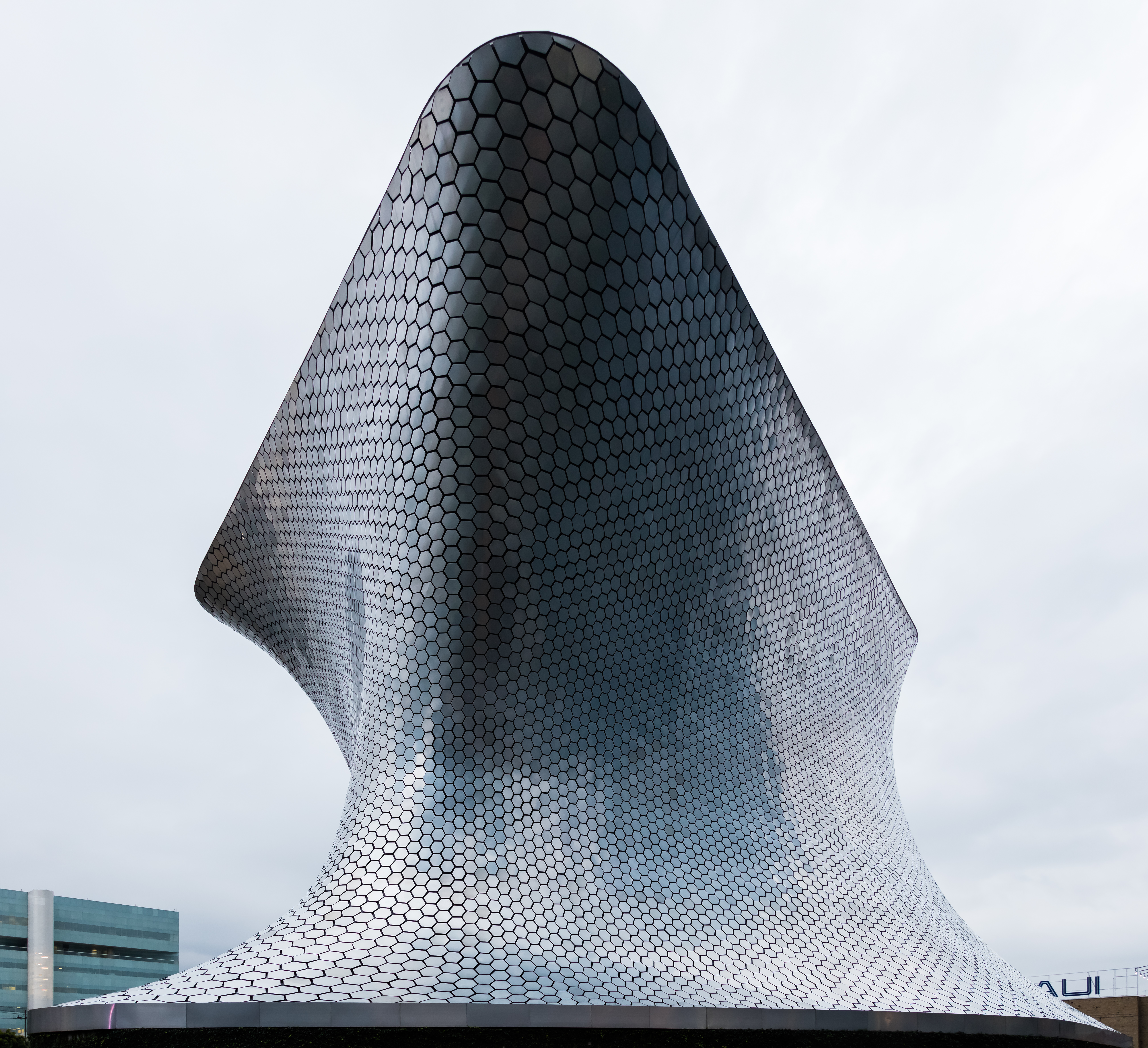
Museo Soumaya en Ciudad de México, México, por Fernando Romero (2011)
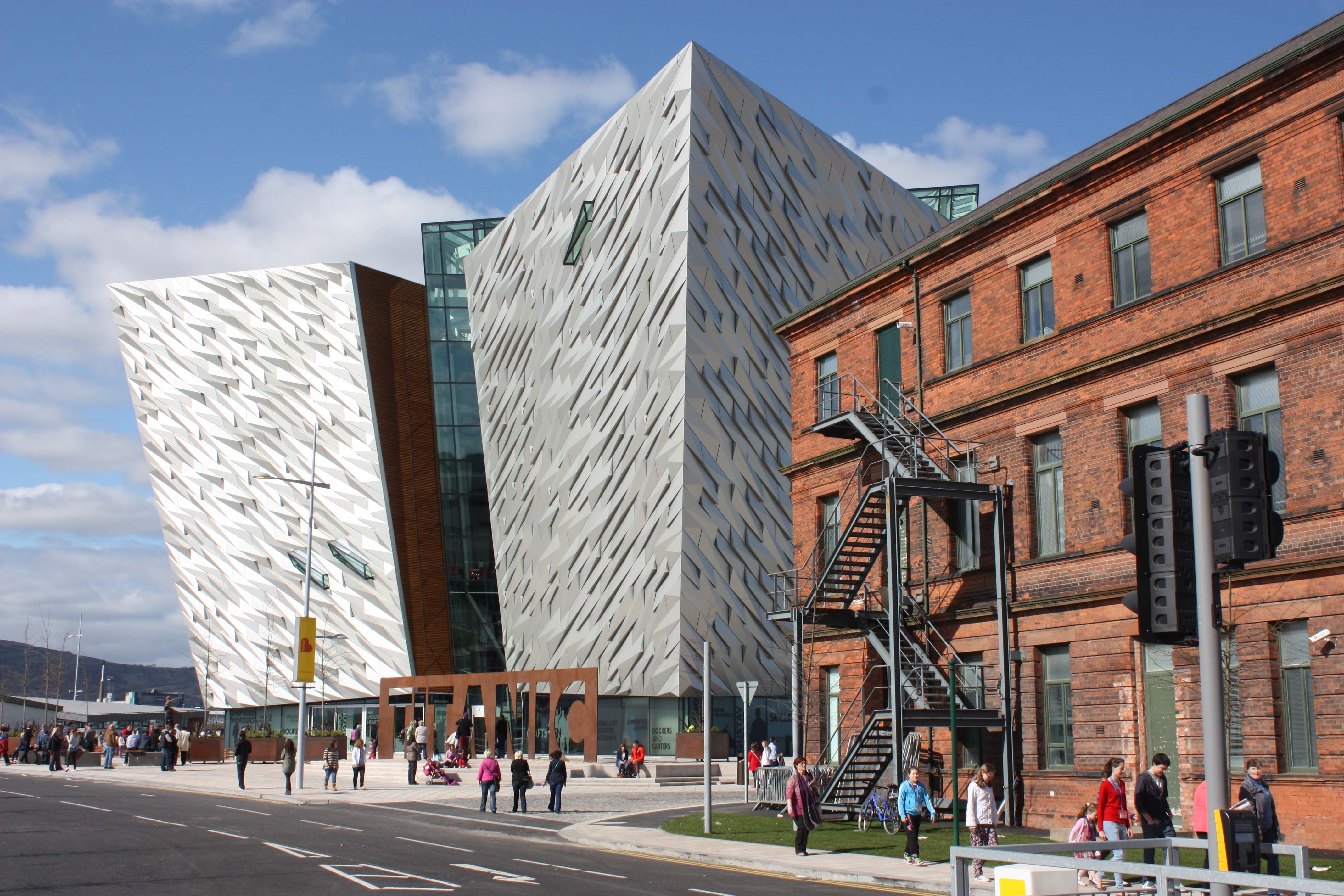
Museo del Titanic en Belfast, Irlanda del norte, por Eric Kuhne and Associates (2012)
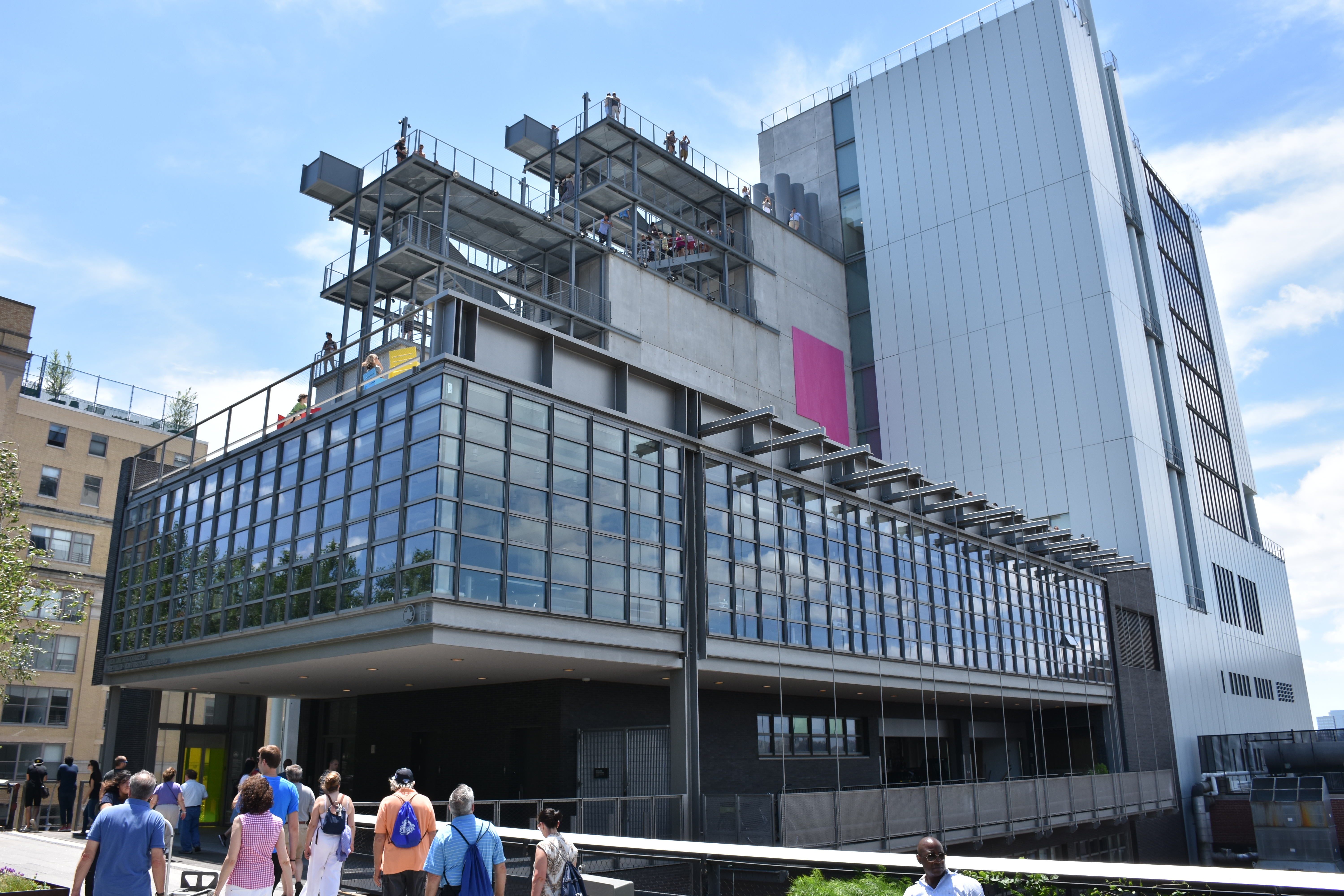
Museo Whitney de Arte de Nueva York por Renzo Piano (2015)
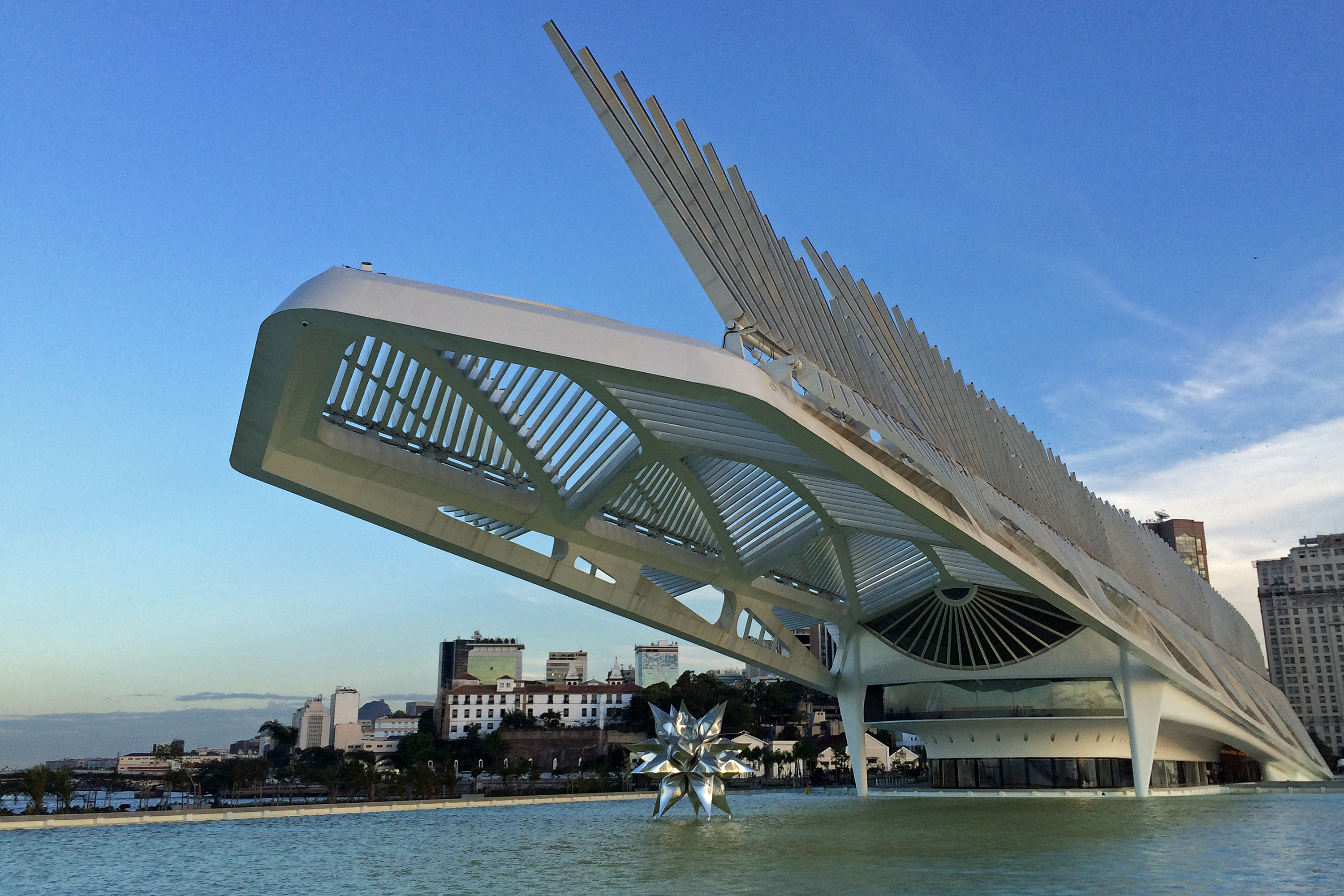
Museo del Mañana en Rio de Janeiro, Brasil, por Santiago Calatrava (2015)
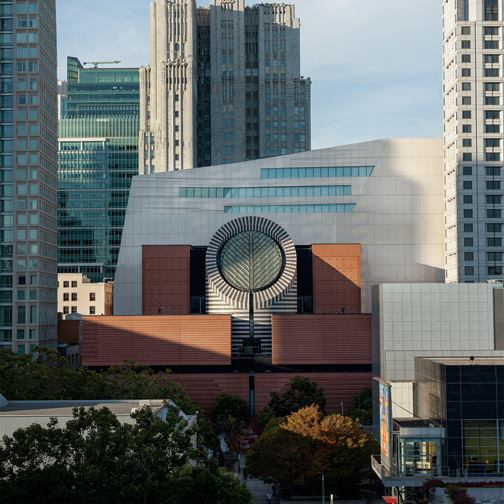
Museo de Arte Moderno de San Francisco por Mario Botta (frente) y Snøhetta (2016)
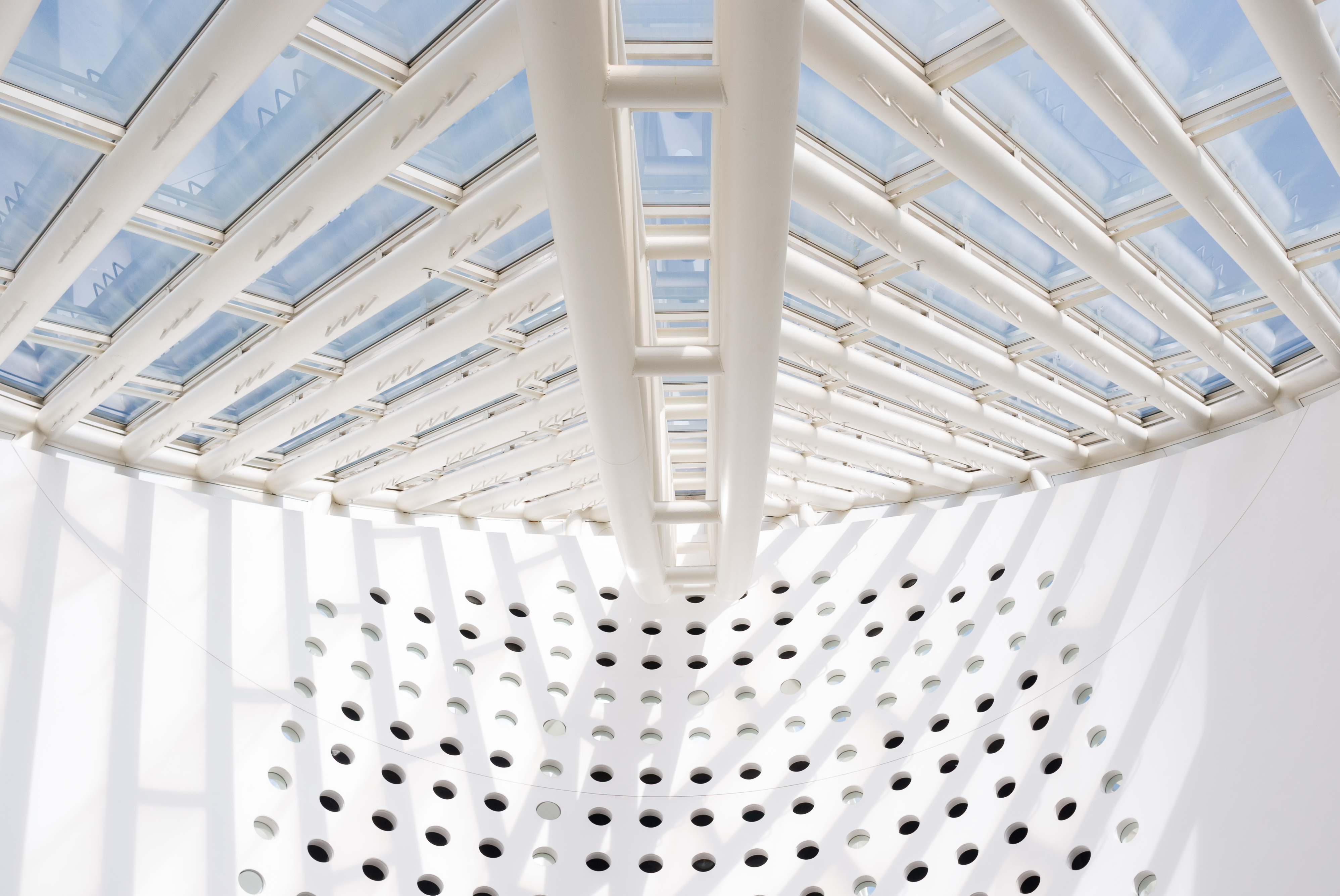
Techo del Museo de Arte Moderno de San Francisco por Snøhetta (2016)

Algunas de las obras más llamativas e innovadoras de la arquitectura contemporánea son los museos de arte, que a menudo son ejemplos de arquitectura escultórica y son obras emblemáticas de importantes arquitectos. El Pabellón Quadracci del Museo de Arte de Milwaukee, fue diseñado por el arquitecto español Santiago Calatrava. Su estructura incluye un brise soleil móvil en forma de ala que se abre para una envergadura de 217 pies (66,1 m) durante el día, plegándose sobre la estructura alta y arqueada durante la noche o en caso de mal tiempo. El Walker Art Center de Minneapolis (2005), fue diseñado por los arquitectos suizos Herzog & de Meuron, quienes diseñaron el museo Tate Modern de Londres, y que ganaron el Premio Pritzker en 2001. Actualiza y proporciona un contraste con la austera estructura modernista anterior diseñada por Edward Larrabee Barnes al agregar una torre de cinco pisos revestida con paneles de aluminio gris delicadamente esculpidos, que cambian de color con la luz cambiante, conectando mediante una amplia galería de vidrio que conduce al edificio antiguo.
El arquitecto estadounidense de origen polaco Daniel Libeskind, es uno de los arquitectos de museos contemporáneos más prolíficos; fue académico antes de comenzar a diseñar edificios y fue uno de los primeros defensores de la teoría arquitectónica del deconstructivismo. El exterior de su Museo Imperial de la Guerra del Norte en Mánchester, Inglaterra (2002), tiene un exterior que se asemeja, dependiendo de la luz y la hora del día, a enormes y rotos pedazos de tierra o placas de armadura, y se dice que simboliza la destrucción de la guerra. En 2006, terminó el Edificio Hamilton del Museo de Arte de Denver en Estados Unidos, compuesto por veinte planos inclinados, ninguno de ellos paralelo o perpendicular, cubiertos con 230.000 pies cuadrados de paneles de titanio. El crítico de arquitectura del New York Times, Nicolai Ouroussoff, escribió que "en un edificio de paredes inclinadas y habitaciones asimétricas (geometrías torturadas generadas puramente por consideraciones formales) es prácticamente imposible disfrutar del arte". Libeskind completó otro museo sorprendente, el Museo Real de Ontario en Toronto, Canadá (2007), también conocido como "El Cristal", un edificio cuya forma se asemeja a un cristal roto.
El Museo De Young de San Francisco se inauguró en 2005, reemplazando una estructura más antigua que resultó gravemente dañada en un terremoto en 1989. El nuevo museo fue diseñado para integrarse con el paisaje natural del parque y resistir fuertes terremotos. El edificio puede moverse hasta 3 pies (91,4 cm) sobre placas deslizantes con rodamientos de bolas y amortiguadores de fluido viscoso que absorben energía cinética. El Zentrum Paul Klee de Renzo Piano es un museo de arte cerca de Berna, Suiza. El museo se integra en el paisaje a través de tres colinas onduladas hechas de acero y vidrio. A su vez, las otras dos "colinas" contienen un centro educativo y oficinas administrativas.
El Centro Pompidou-Metz, en Metz, Francia, (2010), una sucursal del museo de arte moderno Centro Pompidou de París, fue diseñado por Shigeru Ban, arquitecto japonés que ganó el Premio Pritzker en 2014. El techo es la característica más espectacular del edificio; es un 90 m (98,4 yd) de ancho hexágono con una superficie de 8 m² (9,6 yd²), compuesto por dieciséis kilómetros de madera laminada encolada, que se cruzan para formar unidades de madera hexagonales que se asemejan al patrón de caña de un sombrero chino. Toda la estructura de madera está cubierta con una membrana de fibra de vidrio blanca y una capa de teflón protege de la luz solar directa y deja pasar la luz.
La Fondation Louis Vuitton de Frank Gehry (2014) es la galería de arte contemporáneo ubicada junto al Bois de Boulogne en París que fue inaugurada en octubre de 2014. Gehry describió su arquitectura como inspirada en el Grand Palais y en los enormes invernaderos de cristal del Jardín de los invernaderos de Auteuil cerca del parque, construido por Jean-Camille Formigé en 1894-1895. Gehry tuvo que trabajar dentro de estrictas restricciones de altura y volumen, lo que requería que cualquier parte del edificio de más de dos pisos fuera de vidrio. Las estructuras de la galería interior están recubiertas de un hormigón blanco reforzado con fibra llamado Ductal. Similar en concepto al Walt Disney Concert Hall de Gehry, el edificio está envuelto en paneles de vidrio curvos que se asemejan a velas infladas por el viento. Las "Velas" de vidrio están hechas de 3.584 paneles de vidrio laminado, cada uno con una forma diferente, especialmente curvados para su lugar en el diseño. Dentro de las velas hay un grupo de torres de dos pisos que contienen 11 galerías de diferentes tamaños, con terrazas con jardines de flores y espacios en la azotea para exhibiciones.
El Museo Whitney de Arte Estadounidense en Nueva York de Renzo Piano (2015) adoptó un enfoque muy diferente al de los museos escultóricos de Frank Gehry. El Whitney tiene una fachada de aspecto industrial y se integra con el vecindario. Michael Kimmelman, el crítico de arquitectura de The New York Times calificó el edificio como una "mezcolanza de estilos", pero destacó su similitud con el Centro Pompidou, en la forma en que se mezclaba con los espacios públicos que lo rodeaban. "A diferencia de muchas arquitecturas de renombre", escribió Kimmelman, "no se trata de un edificio trofeo de forma extraña en el que deban encajarse todos los elementos prácticos de un museo en funcionamiento".
El Museo de Arte Moderno de San Francisco es en realidad dos edificios de diferentes arquitectos encajados; una estructura posmodernista anterior (1995) de cinco pisos del arquitecto suizo Mario Botta, a la que se ha unido una galería blanca mucho más grande de diez pisos de la firma noruega Snøhetta (2016). El edificio ampliado incluye un muro verde vivo de plantas nativas en San Francisco; una galería libre en la planta baja con 25 pies (7,6 m) altas paredes de vidrio que colocarán el arte a la vista de los transeúntes y tragaluces de vidrio que inundarán de luz los pisos superiores de las oficinas (aunque no las galerías). La reacción crítica ante el edificio fue mixta. Roberta Smith de The New York Times dijo que el edificio estableció un nuevo estándar para los museos y escribió: "La fachada ondulada e inclinada del nuevo edificio, plagada de sutiles curvas y protuberancias, establece una alternativa brillante a las cajas de bordes rectos del modernismo tradicional y la rebelión contra ellos iniciada por Frank Gehry, con sus acrobacias inspiradas en la computadora". Por otro lado, el crítico de The Guardian de Londres comparó la fachada del edificio con "un merengue gigantesco con un toque de Ikea".

## Salas de conciertos

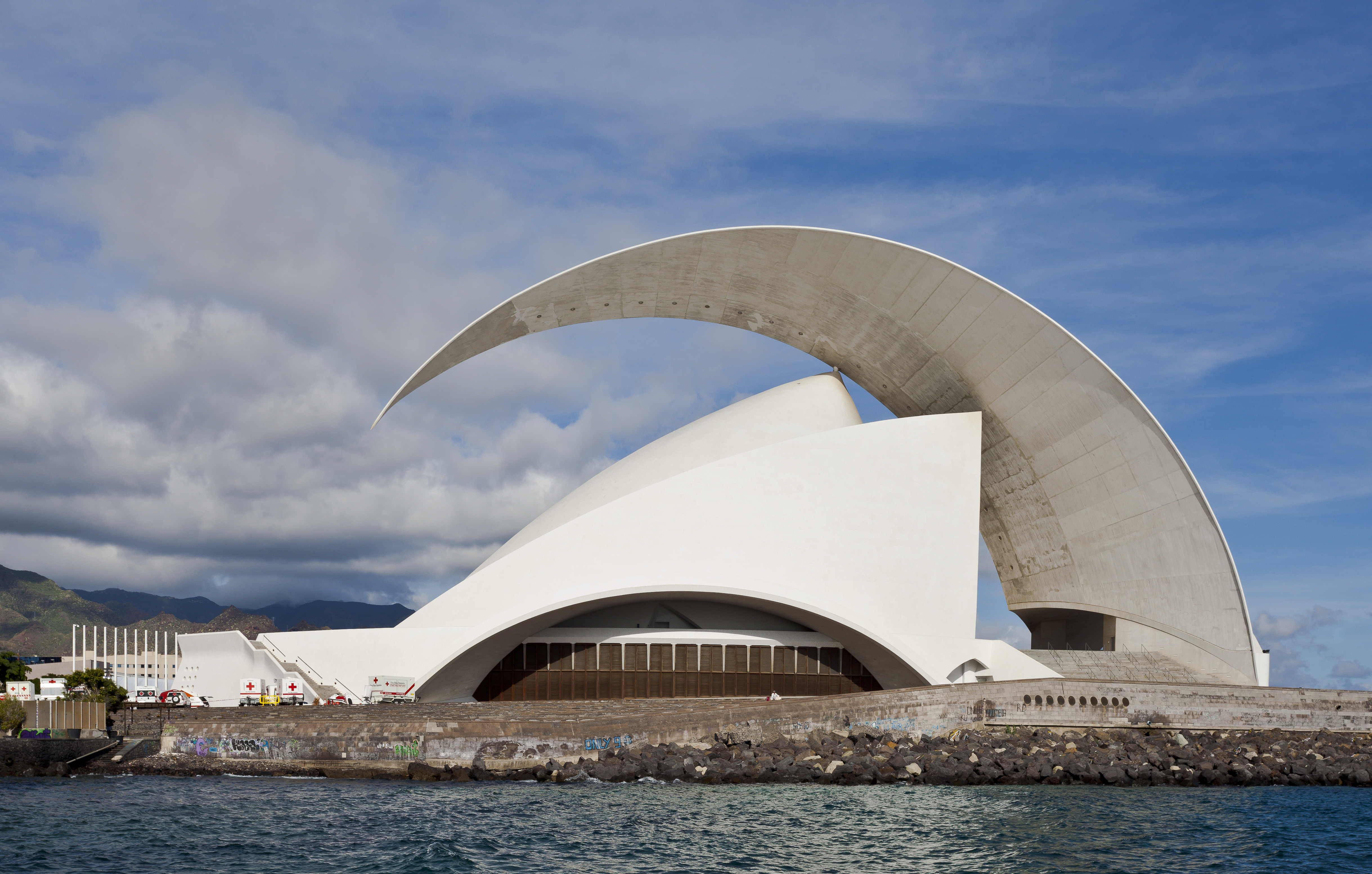
Auditorio de Tenerife en Canarias, España por Santiago Calatrava (2003)
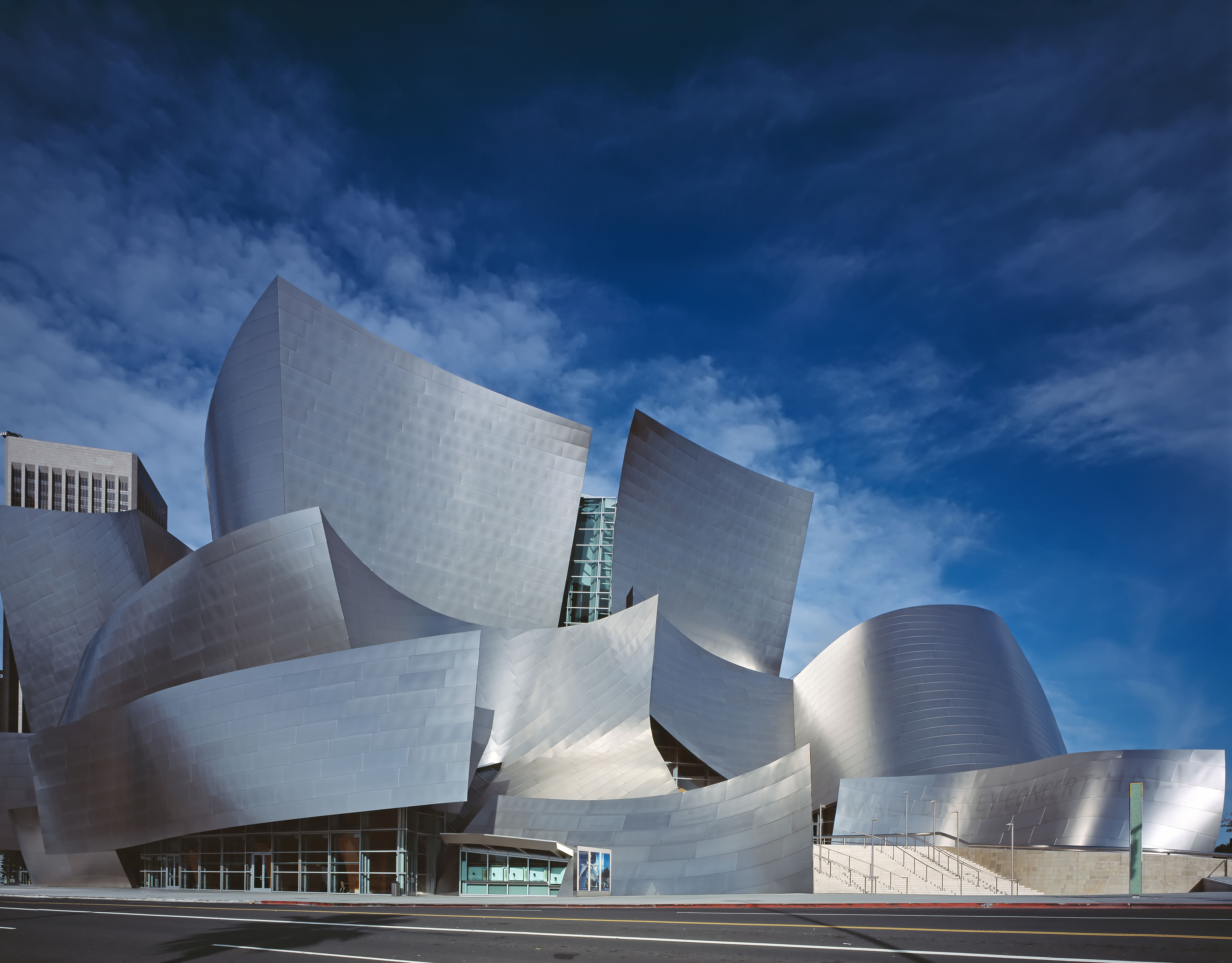
Walt Disney Concert Hall en Los Ángeles por Frank Gehry (2003)
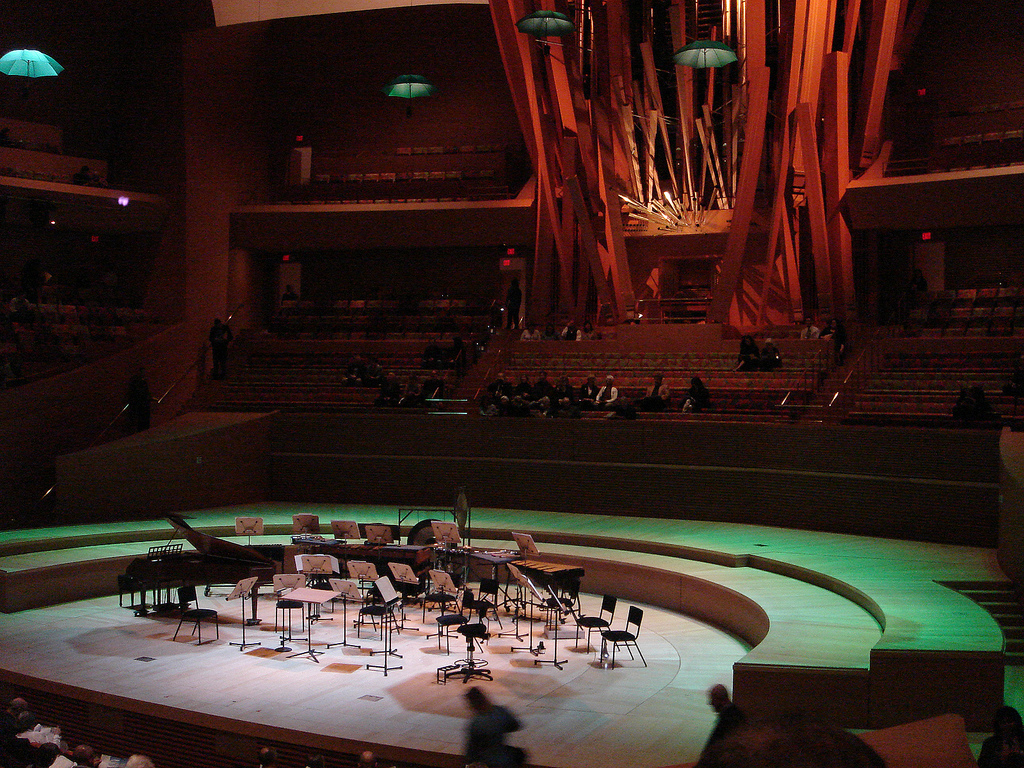
Interior del Walt Disney Concert Hall con un órgano diseñado por Frank Gehry  (2003)
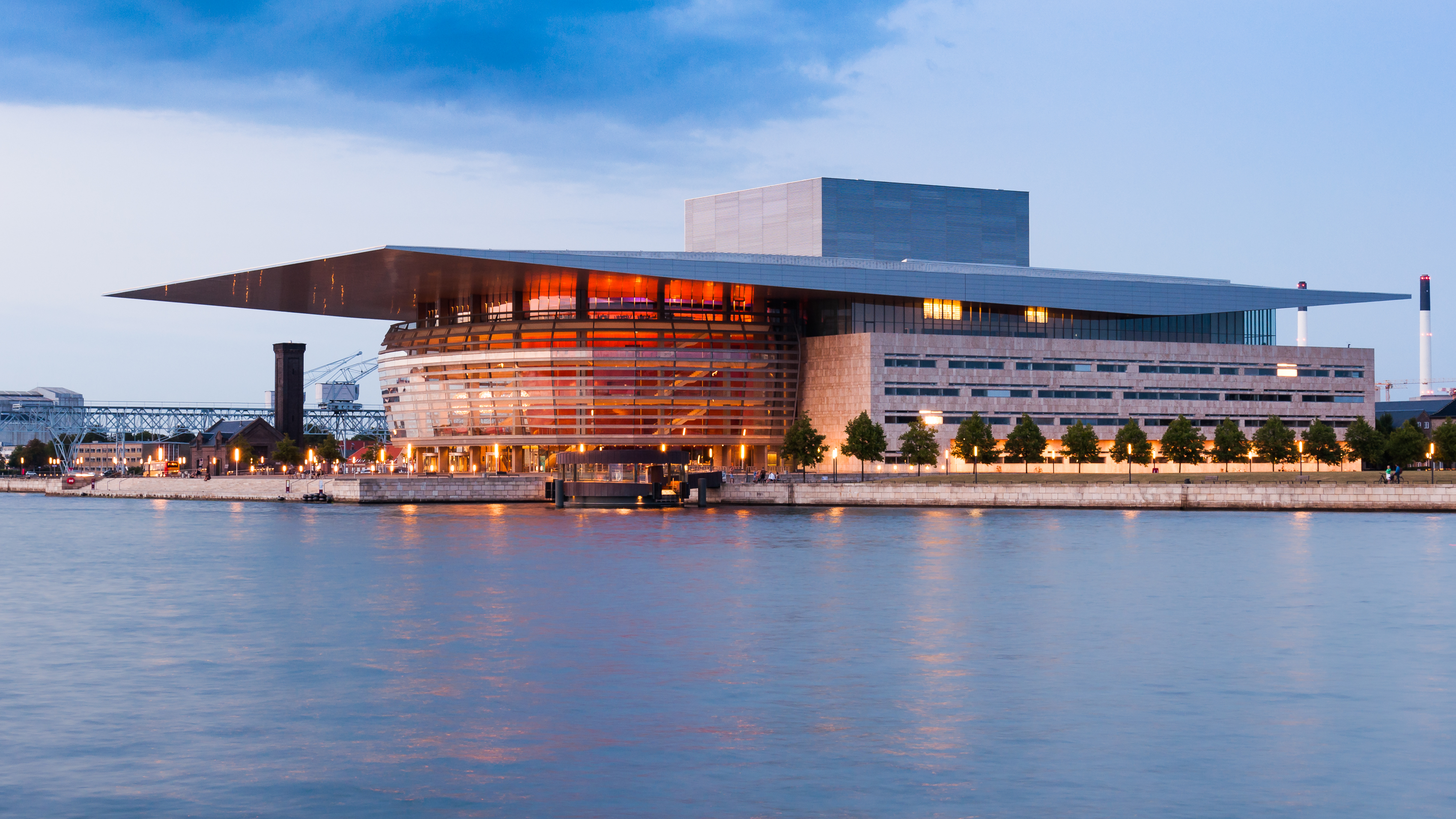
Ópera de Copenhague en Dinamarca por Henning Larsen (2005)
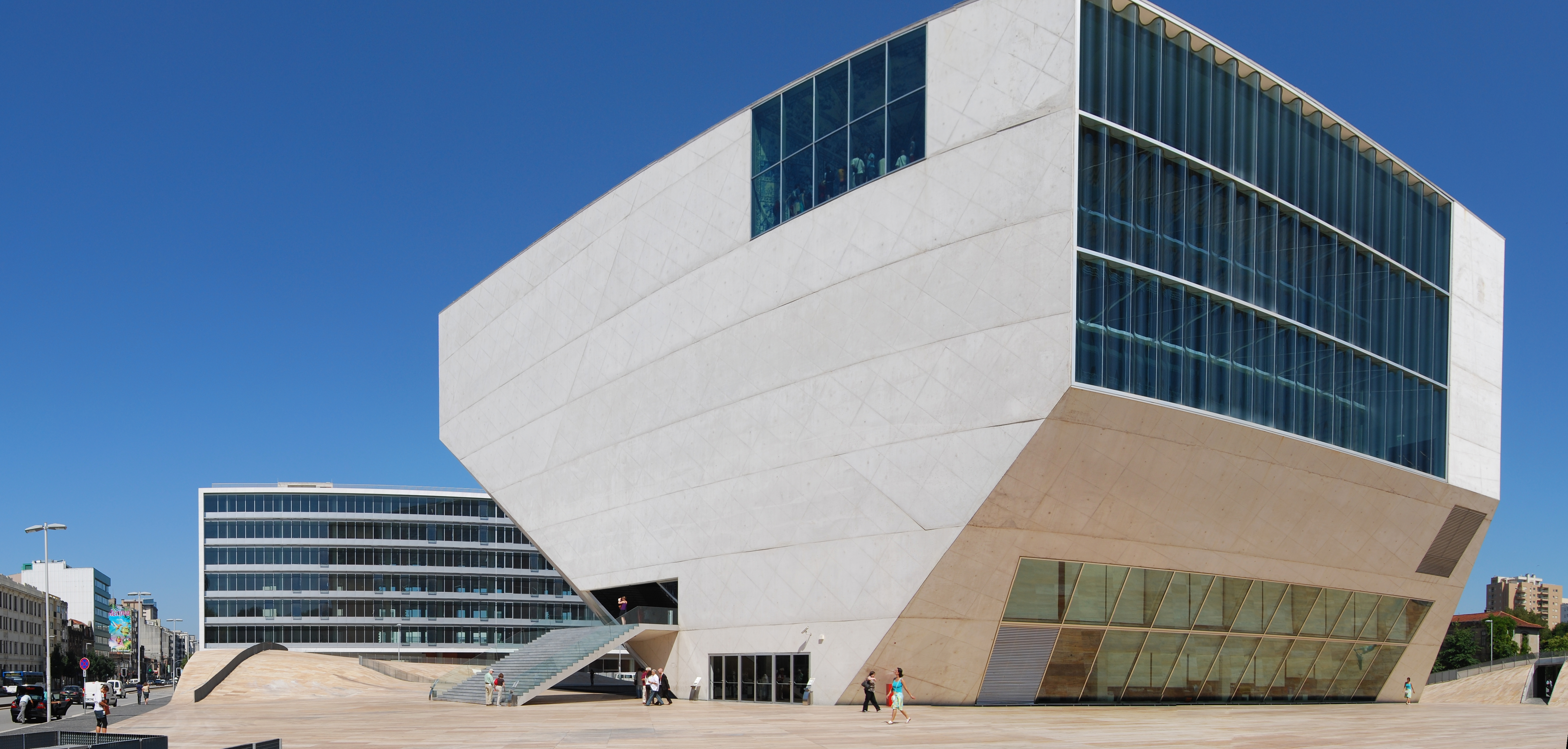
Casa da Música en Oporto, Portugal, por Rem Koolhaas (2005)
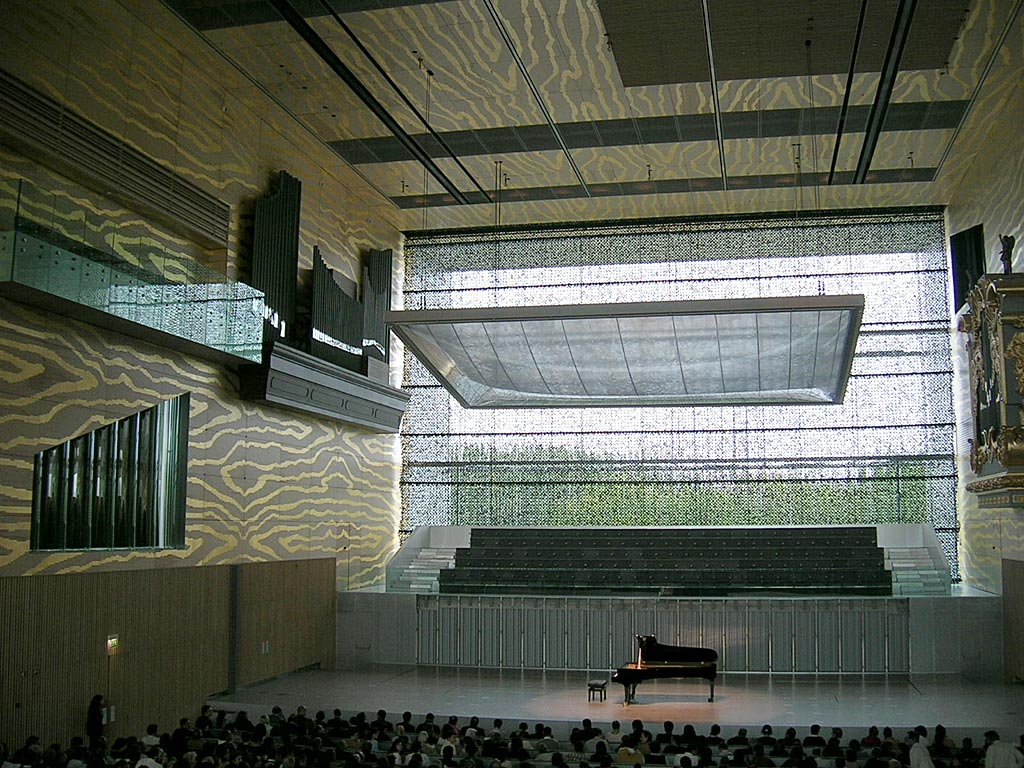
Interior de la Casa da Música por Rem Koolhaas (2005)
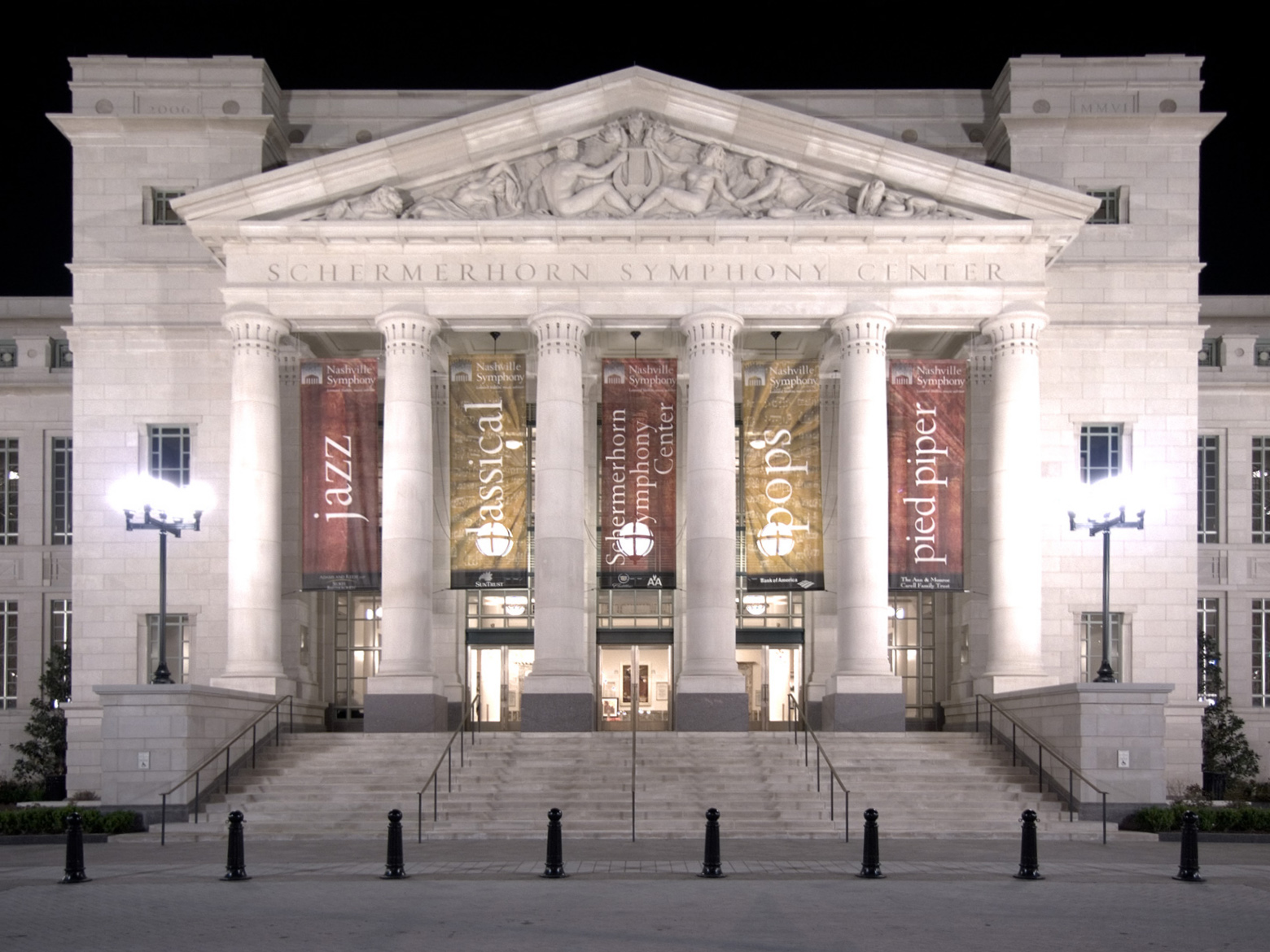
Centro Sinfónico Schermerhorn en Nashville, Estados Unidos, por David M. Schwarz y Earl Swensson (2006)
Ópera de Oslo en Noruega por Snohetta (2008)
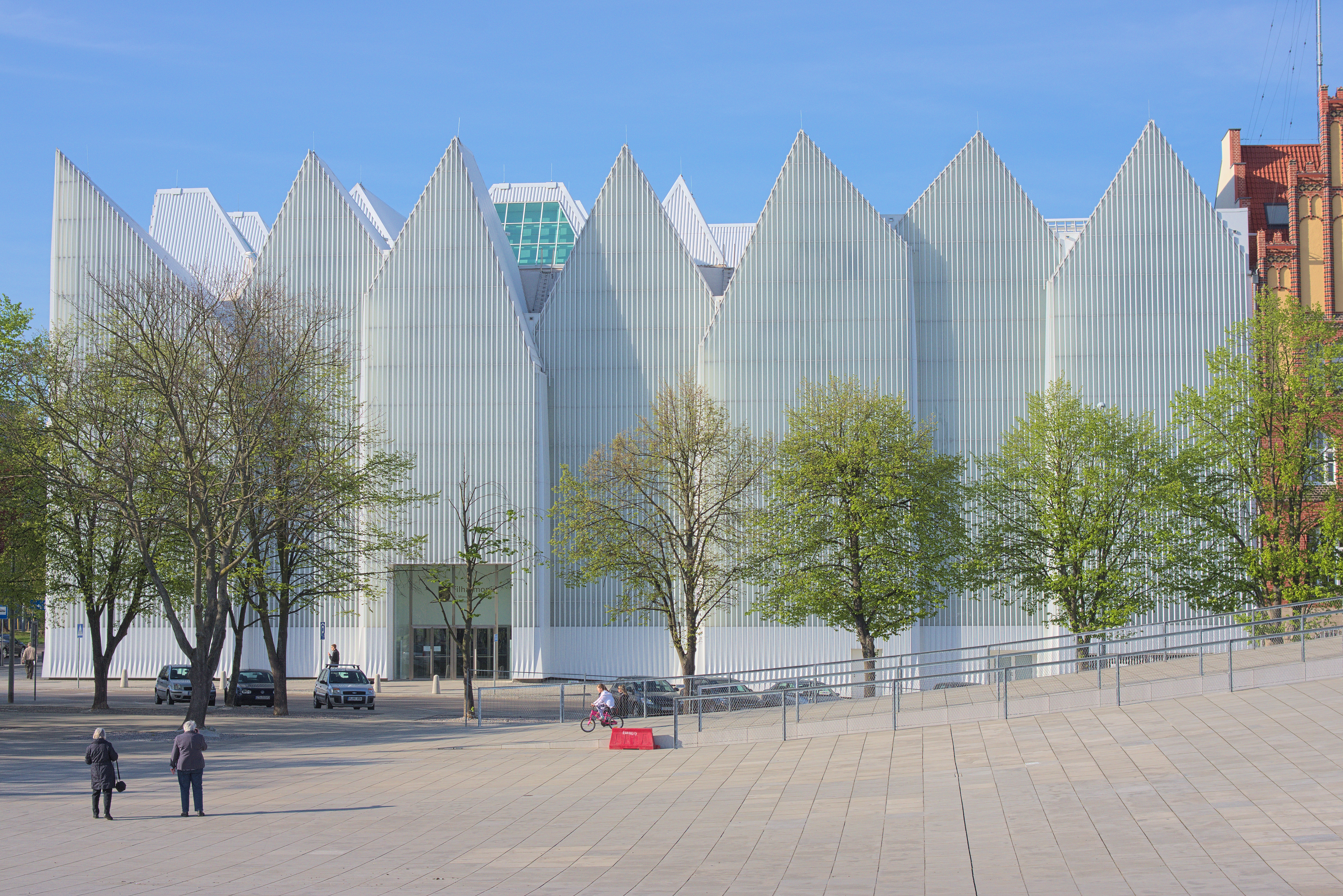
Filarmónica de Szczecin en Polonia por Barozzi Veiga (2014)
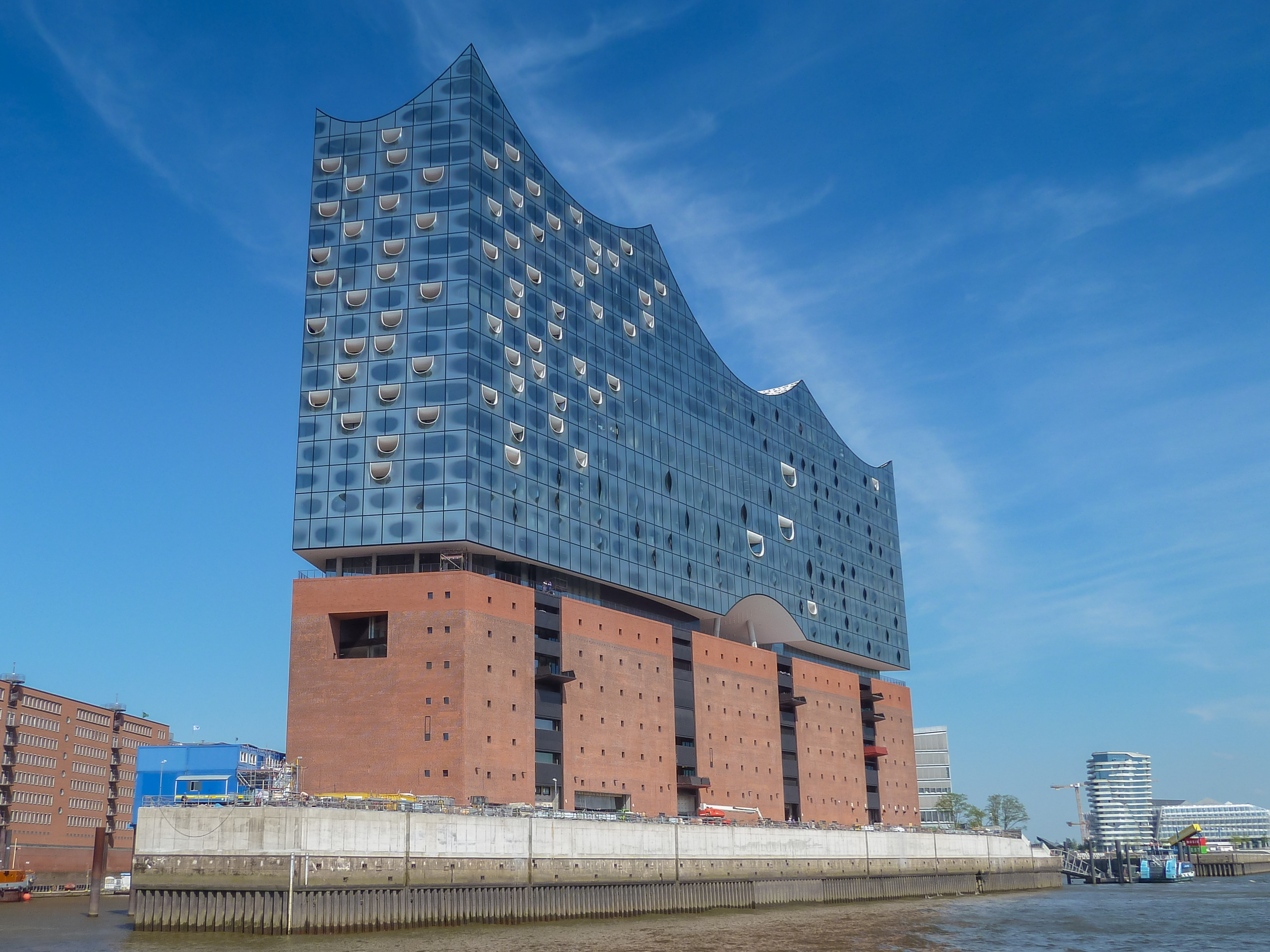
Filarmónica del Elba en Hamburgo, Alemania, por Herzog & de Meuron (2017)

El Auditorio de Tenerife (2003) fue diseñado por  Santiago Calatrava y cuenta con un ala en forma de concha de hormigón armado. El proyectil toca el suelo sólo en dos puntos. El Walt Disney Concert Hall de Los Ángeles (2003) es una de las principales obras del arquitecto Frank Gehry. El exterior es de acero inoxidable, con forma como las velas de los veleros. El interior es de estilo Vineyard, con el público rodeando el escenario.
La Casa da Música en Oporto, Portugal, del arquitecto holandés Rem Koolhaas (2005) es única entre las salas de conciertos por tener dos paredes hechas enteramente de vidrio. Nicolai Ouroussoff, crítico de arquitectura del New York Times, escribió: "La forma cincelada de hormigón del edificio, apoyada sobre una alfombra de piedra pulida, sugiere una bomba a punto de explotar. Declaró que en su originalidad fue una de las salas de conciertos más importantes construidas en los últimos 100 años". El interior de la Ópera de Copenhague de Henning Larsen (2005) tiene suelo de roble y paredes de arce para mejorar la acústica del sombrero. El palco real de la Reina, normalmente situado en la parte trasera, está al lado del escenario. El Centro Sinfónico Schermerhorn en Nashville, Tennessee, de David M. Schwarz y Earl Swensson (2006), es un ejemplo de nueva arquitectura clásica, tomada literalmente de modelos romanos y griegos. 
Tres salas de conciertos recibieron el Premio de Arquitectura Contemporánea de la Unión Europea: la Ópera de Oslo (2008), la sala de conciertos Harpa (2011) y la Filarmónica de Szczecin (2014). La Filarmónica de París del arquitecto francés Jean Nouvel se inauguró en 2015. La sala de conciertos está en La Villette. El exterior del edificio toma la forma de un brillante acantilado irregular cortado por aletas horizontales que revelan un amplificador que conduce hacia arriba. El exterior está revestido con miles de pequeñas piezas de aluminio en tres colores diferentes, del blanco al gris y al negro. Un camino conduce por la rampa hasta la cima del edificio hasta una terraza con una vista espectacular de la autopista periférica que rodea la ciudad. Los asientos se pueden reorganizar en diferentes estilos según el tipo de música interpretada. Cuando se inauguró, el crítico de arquitectura del Guardian de Londres lo comparó con una nave espacial que se había estrellado en las afueras de la ciudad.
La Filarmónica del Elba que fue inaugurada en enero de 2017, es el edificio habitado más alto de la ciudad, con una altura de 110 metros (360,9 pies). La sala de conciertos de cristal con capacidad para 2.100 personas al estilo Vineyard está situada sobre un antiguo almacén. La sala de conciertos situada en el centro está aislada del sonido de las otras partes del edificio por una "cáscara de huevo" de paneles de yeso y papel y un aislamiento que recuerda a almohadas de plumas.

## Rascacielos

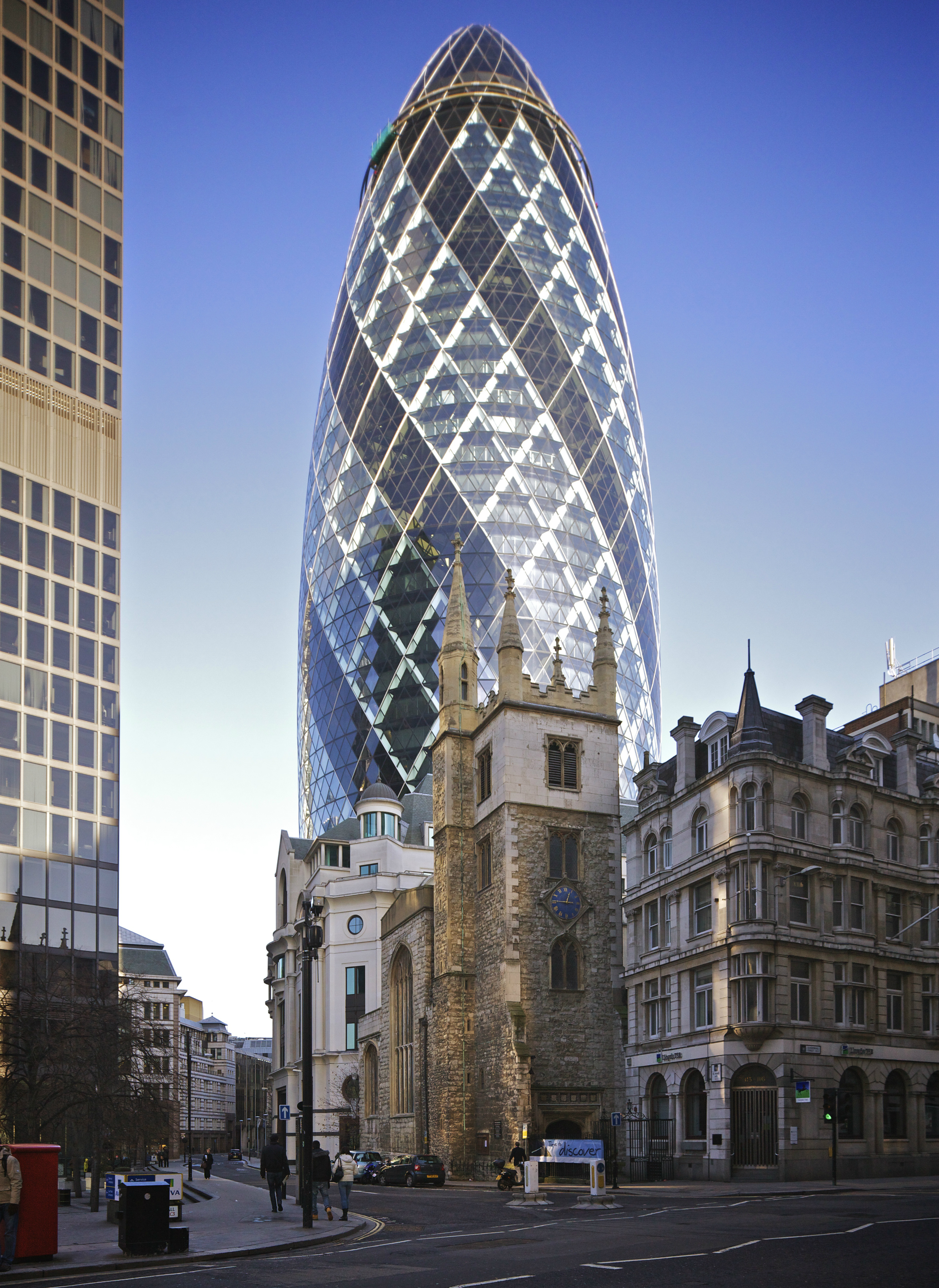
30 St Mary Axe  en Londres, por Norman Foster (2004)
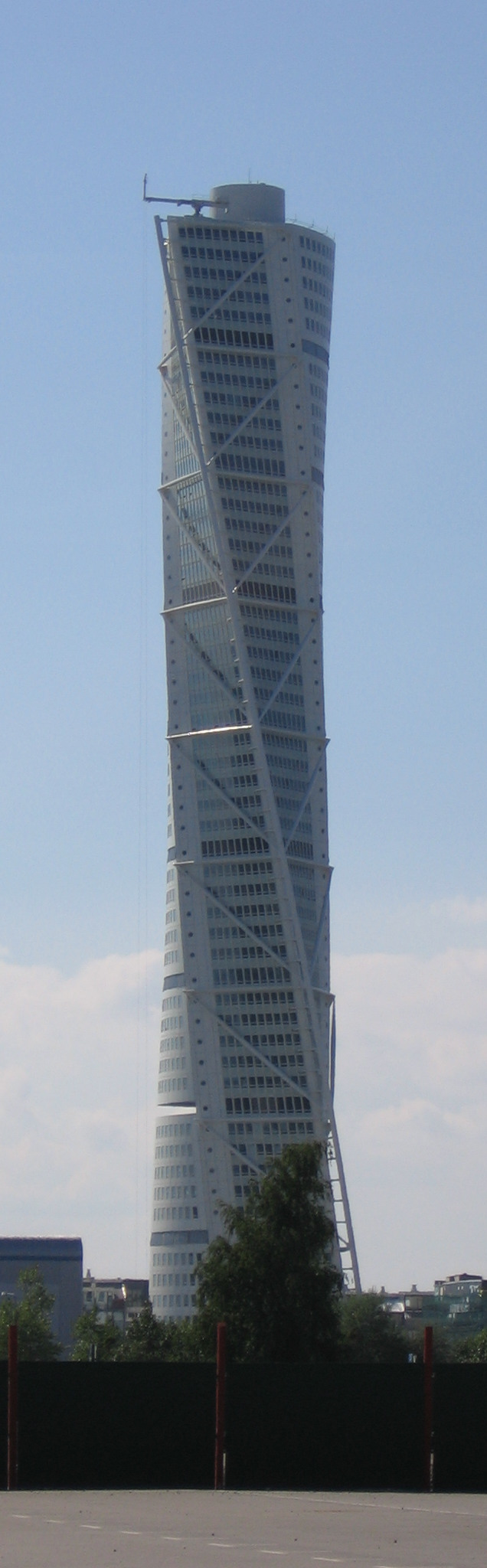
Turning Torso enMalmö, Suecia, por Santiago Calatrava (2005)
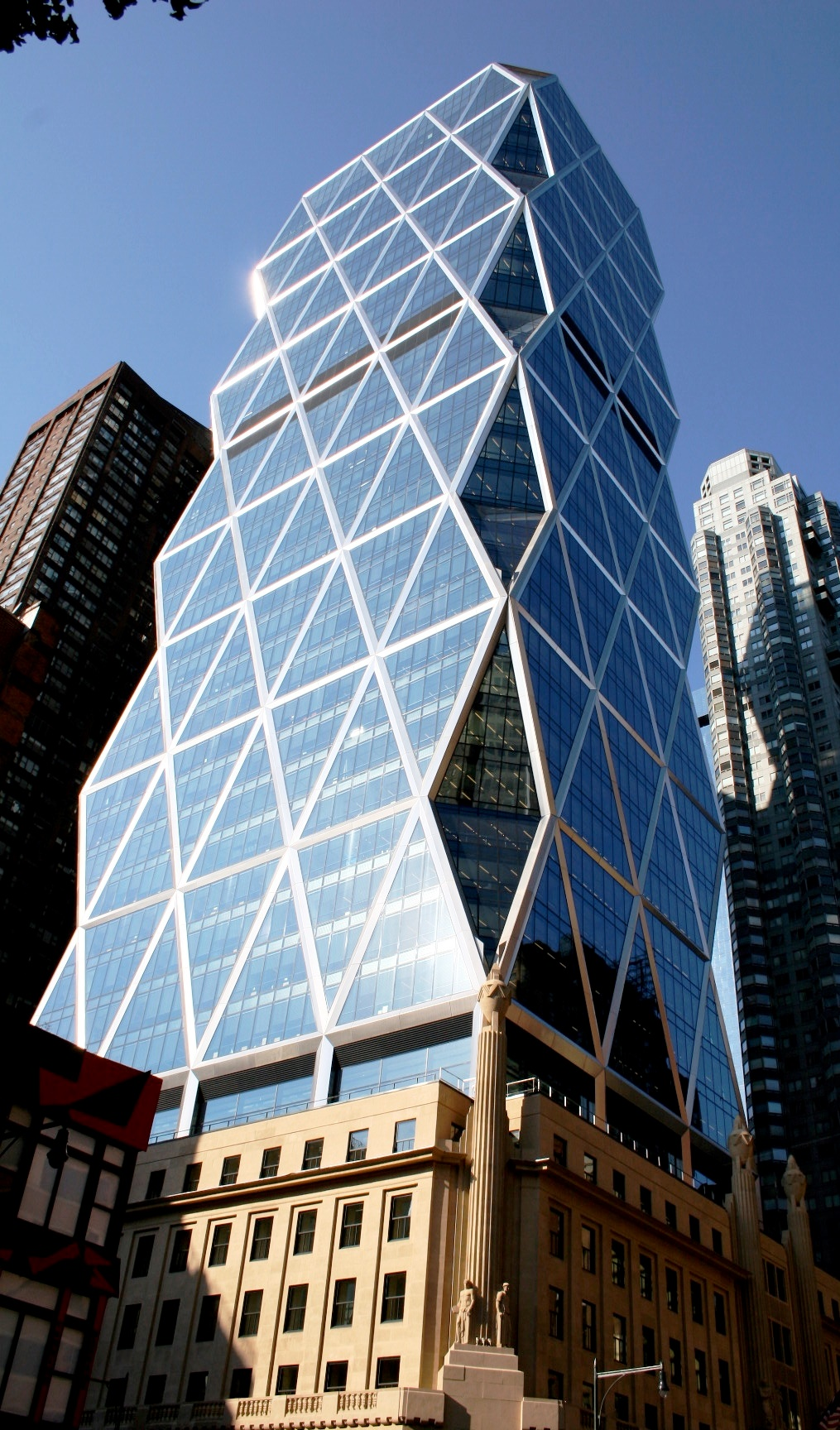
Hearst Tower en Nueva York por Norman Foster (2006)
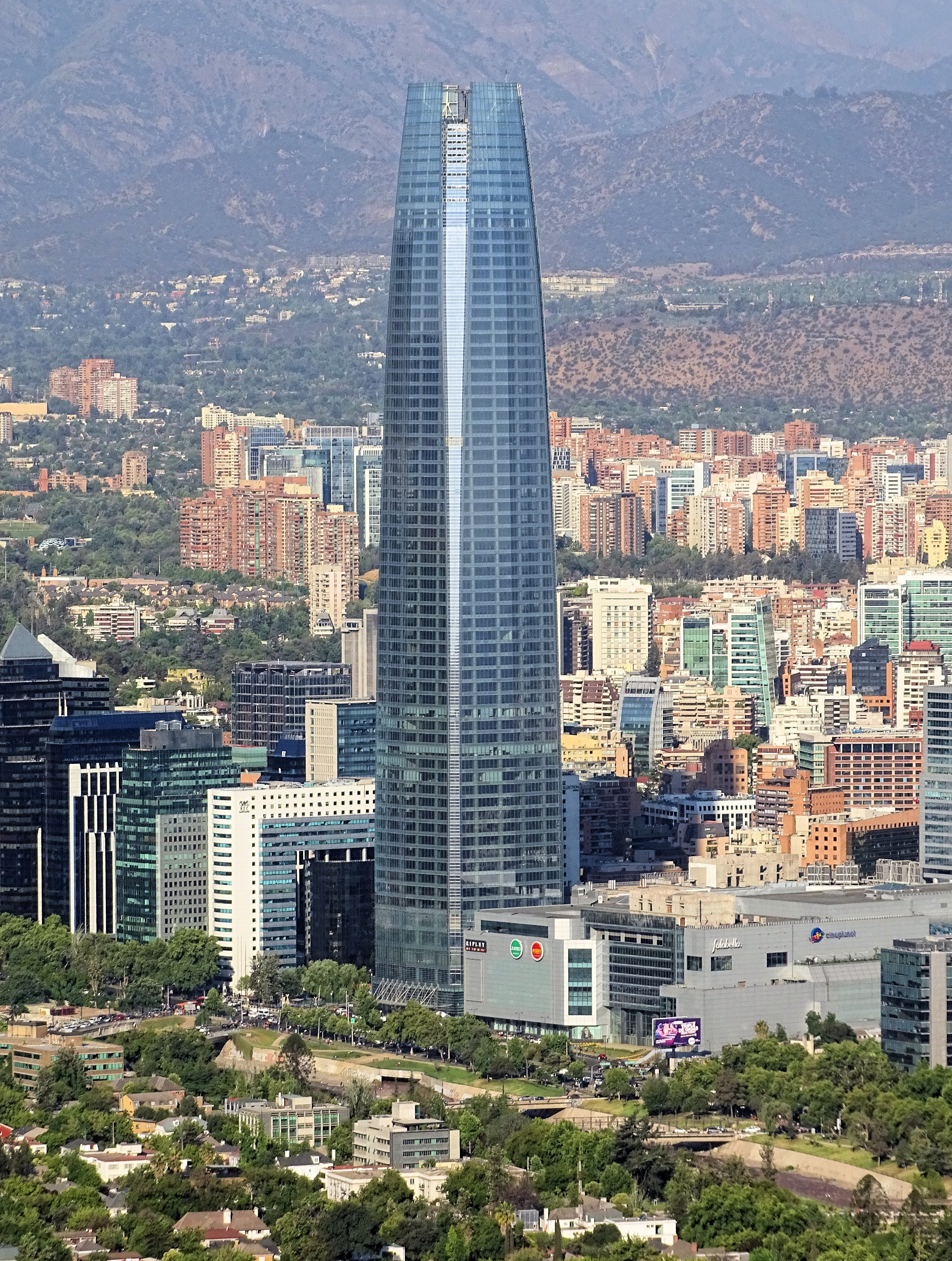
Gran Torre Costanera en Santiago de Chile, por César Pelli (2011)
The Shard en Londres por Renzo Piano (2012)
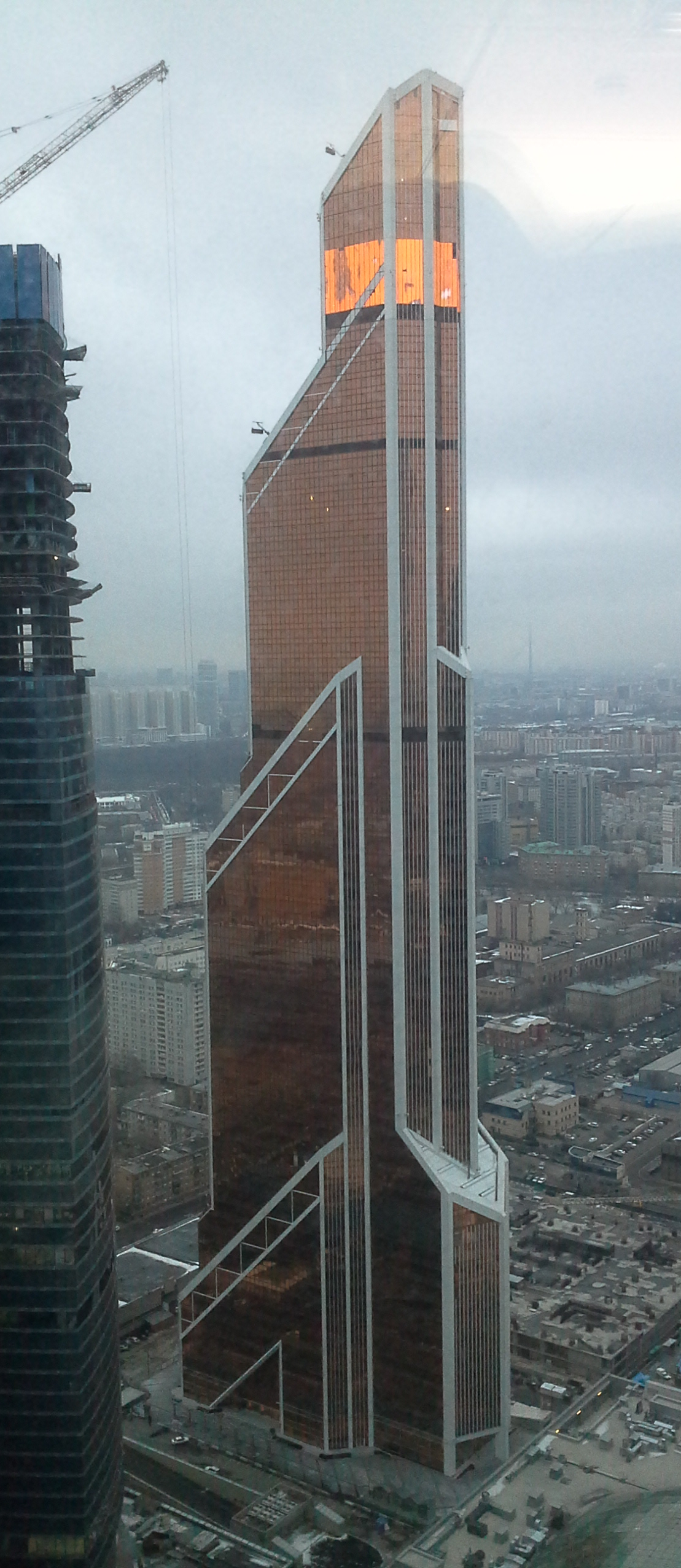
Mercury City Tower en Moscú, por Frank Williams y asociados (2012)
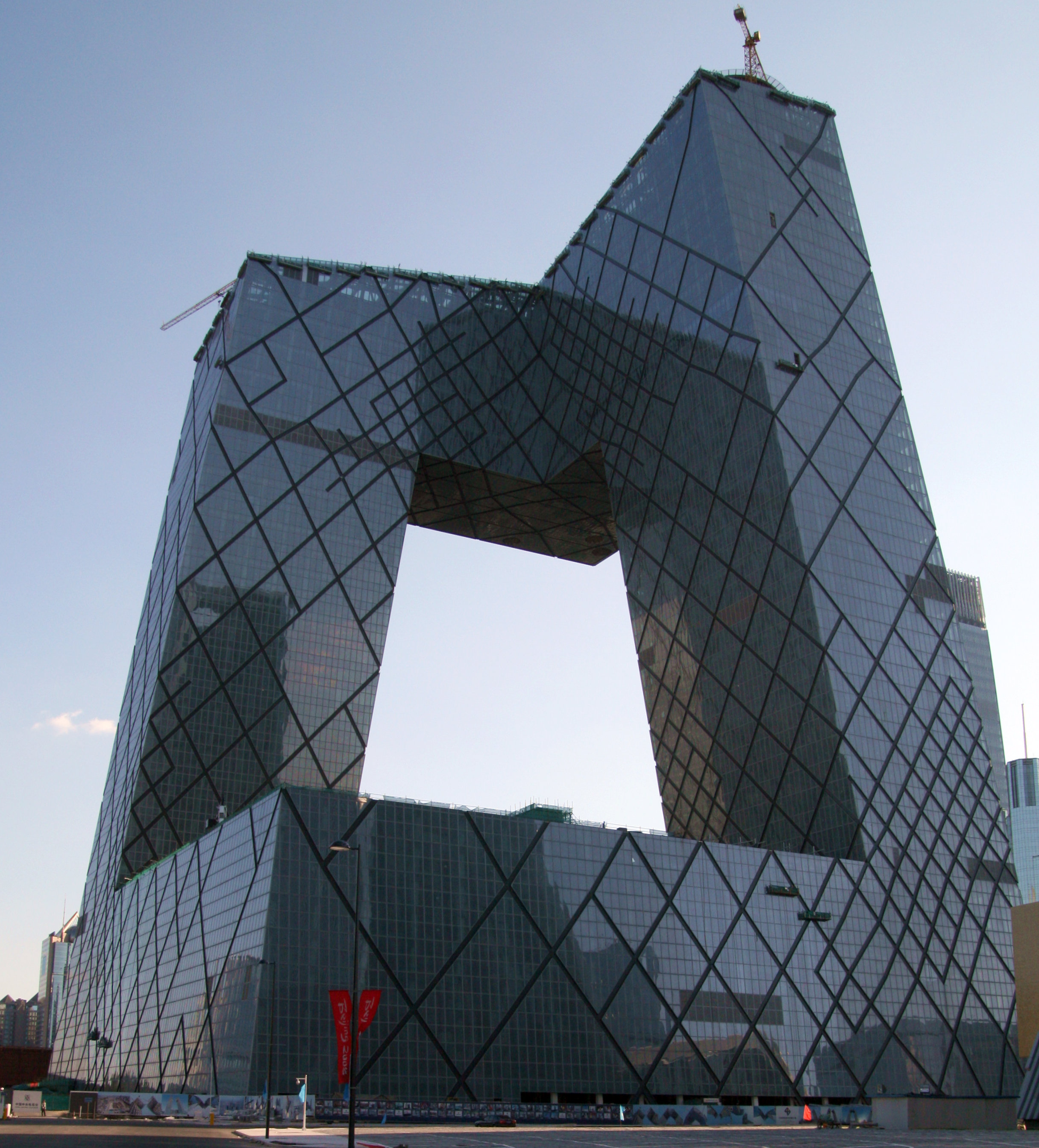
Sede de CCTV en Pekín por Rem Koolhaas (2012)
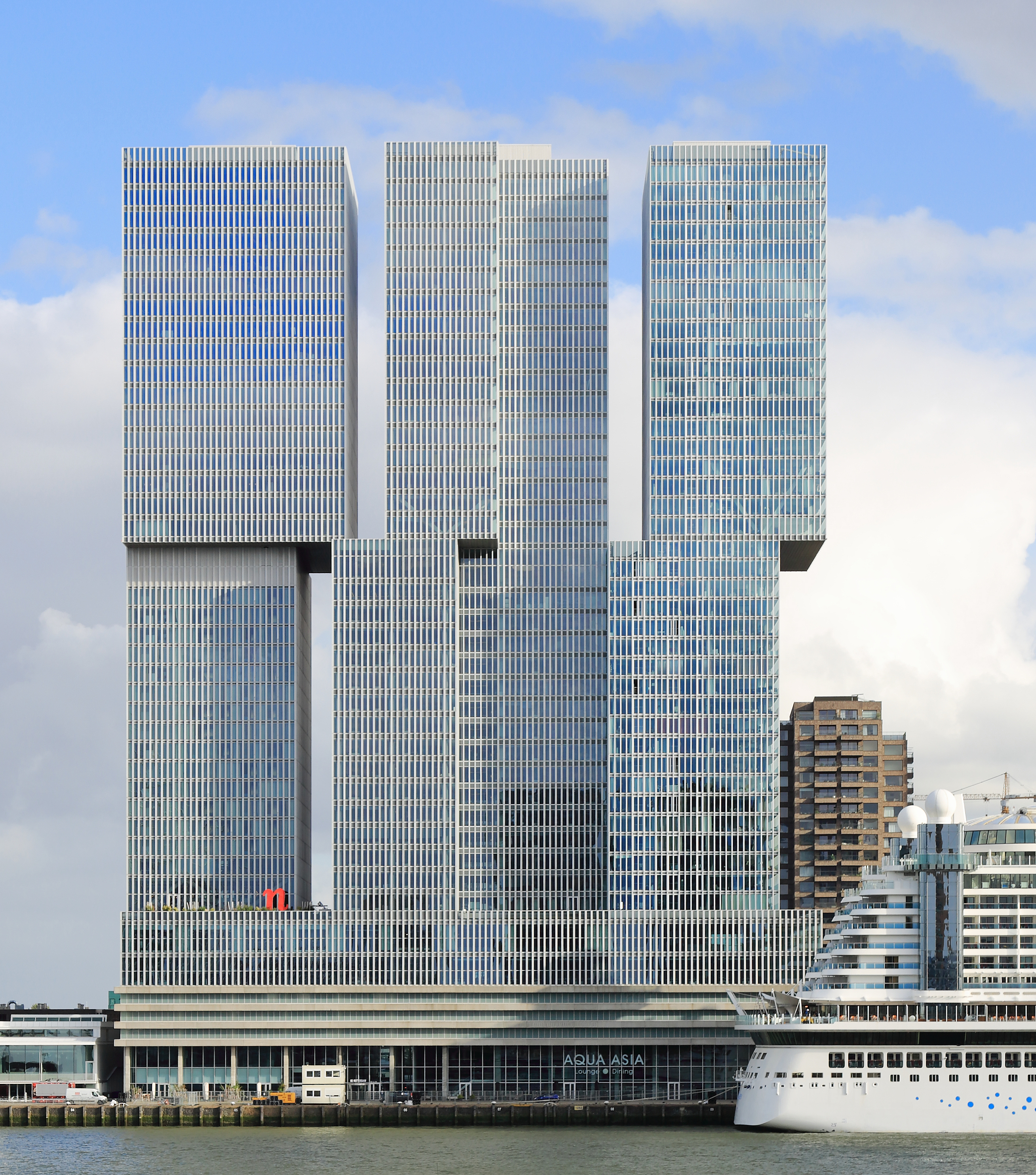
De Rotterdam en Róterdam, Países Bajos, por Office for Metropolitan Architecture (2013)
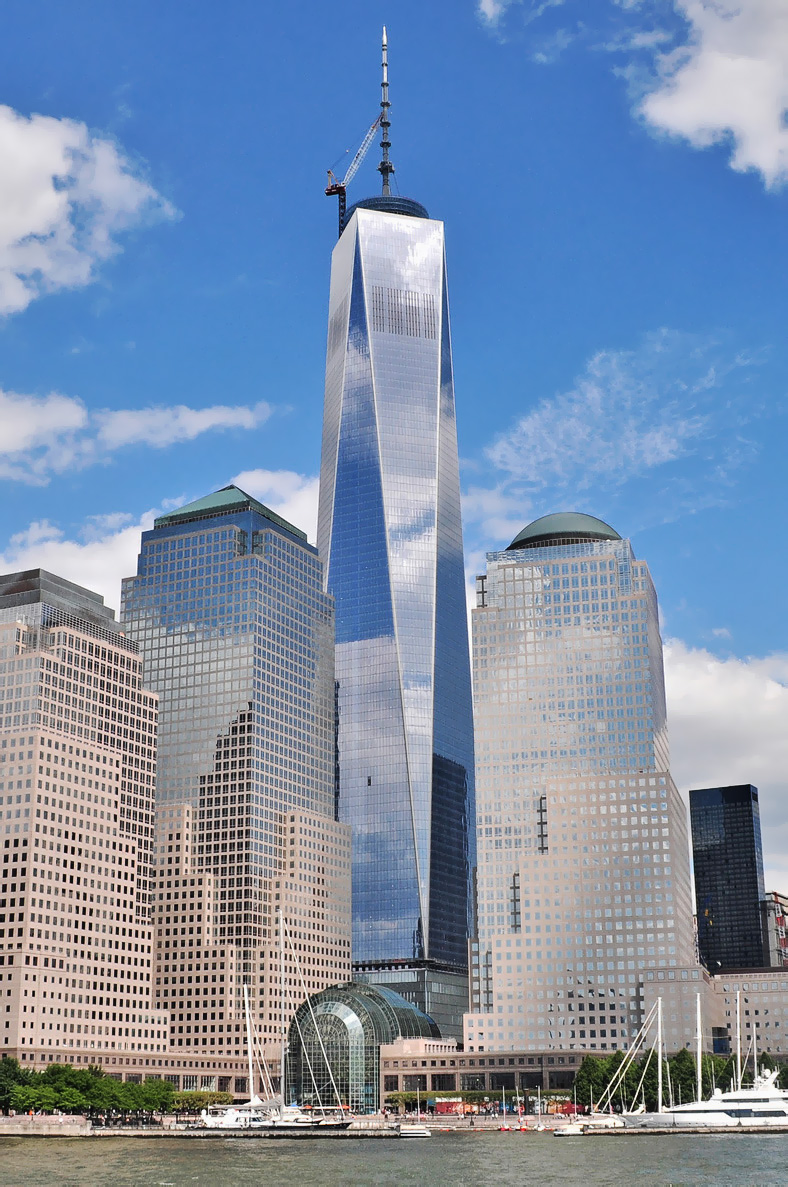
One World Trade Center en Nueva York por David Childs de SOM (2014)
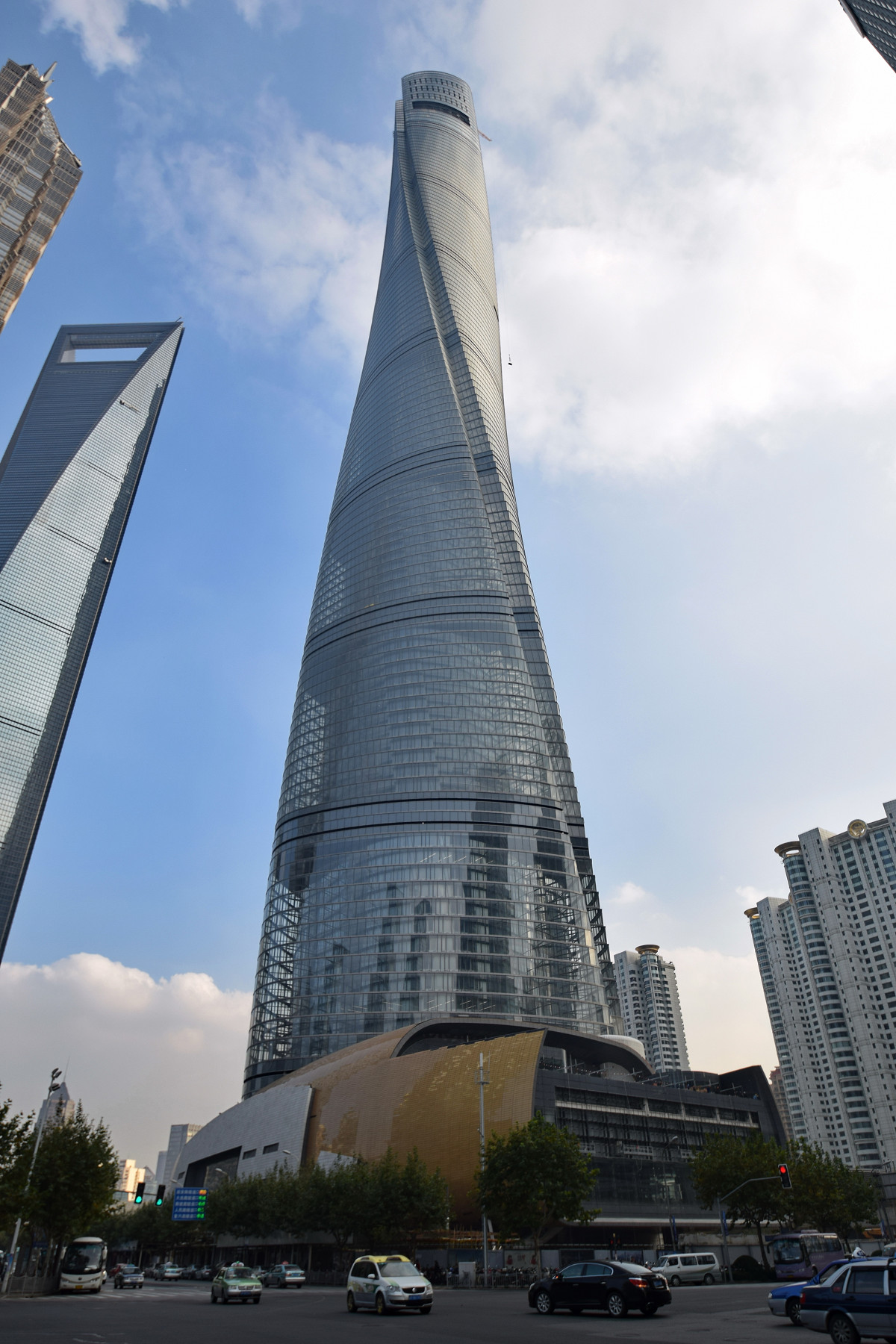
Torre de Shanghái en China por Gensler (2015)
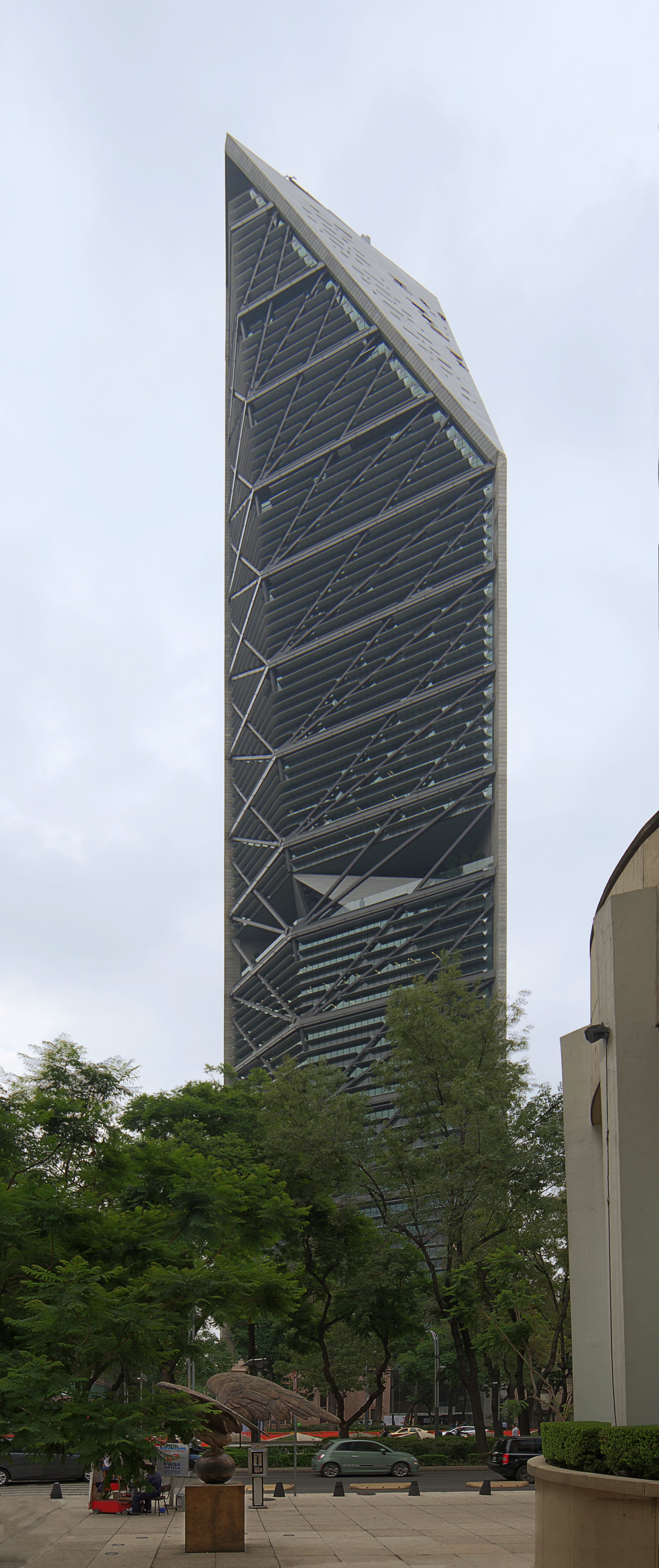
Torre Reforma en Ciudad de México (2016)
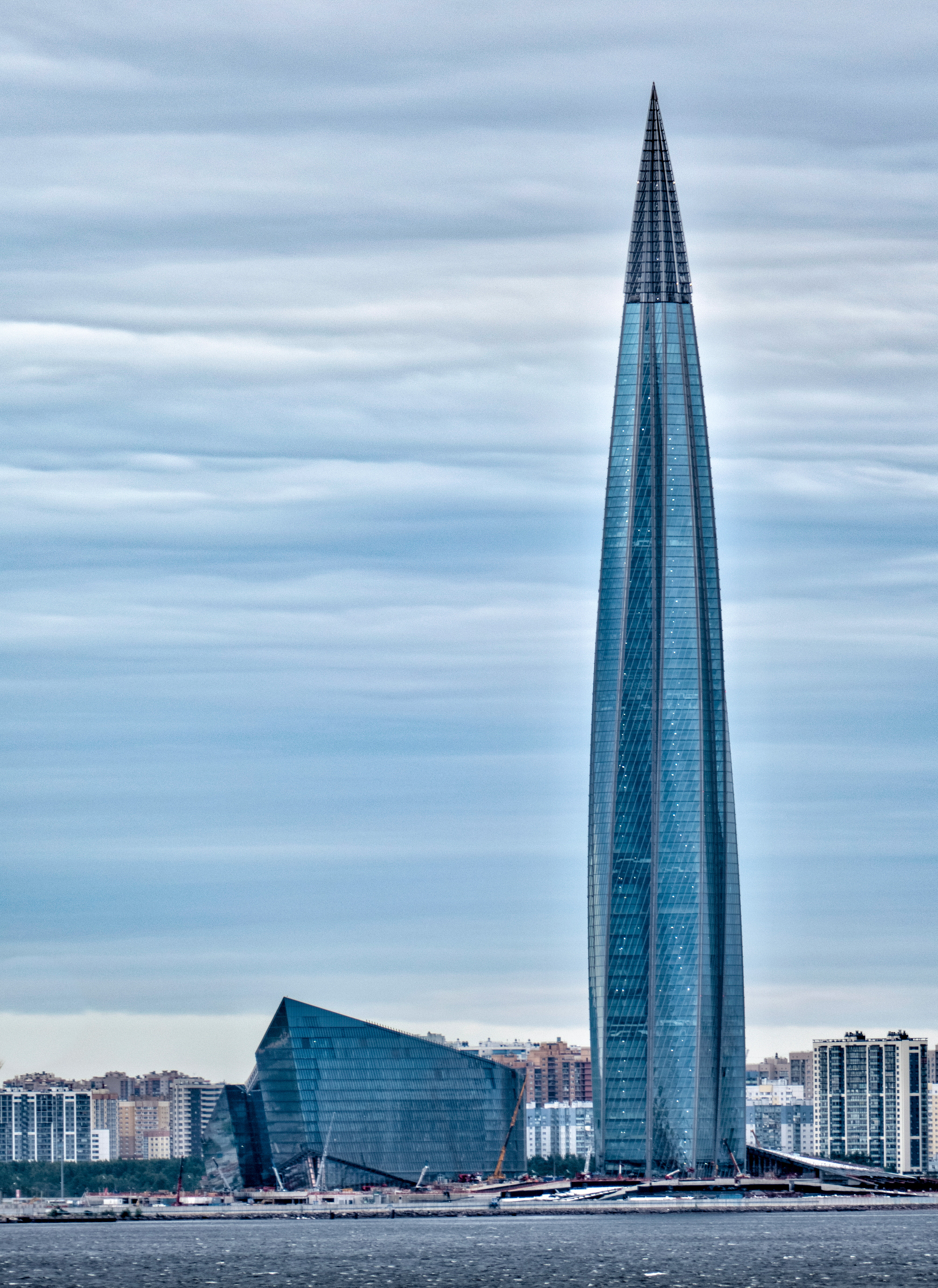
Lakhta Center en San Petersburgo (2019)
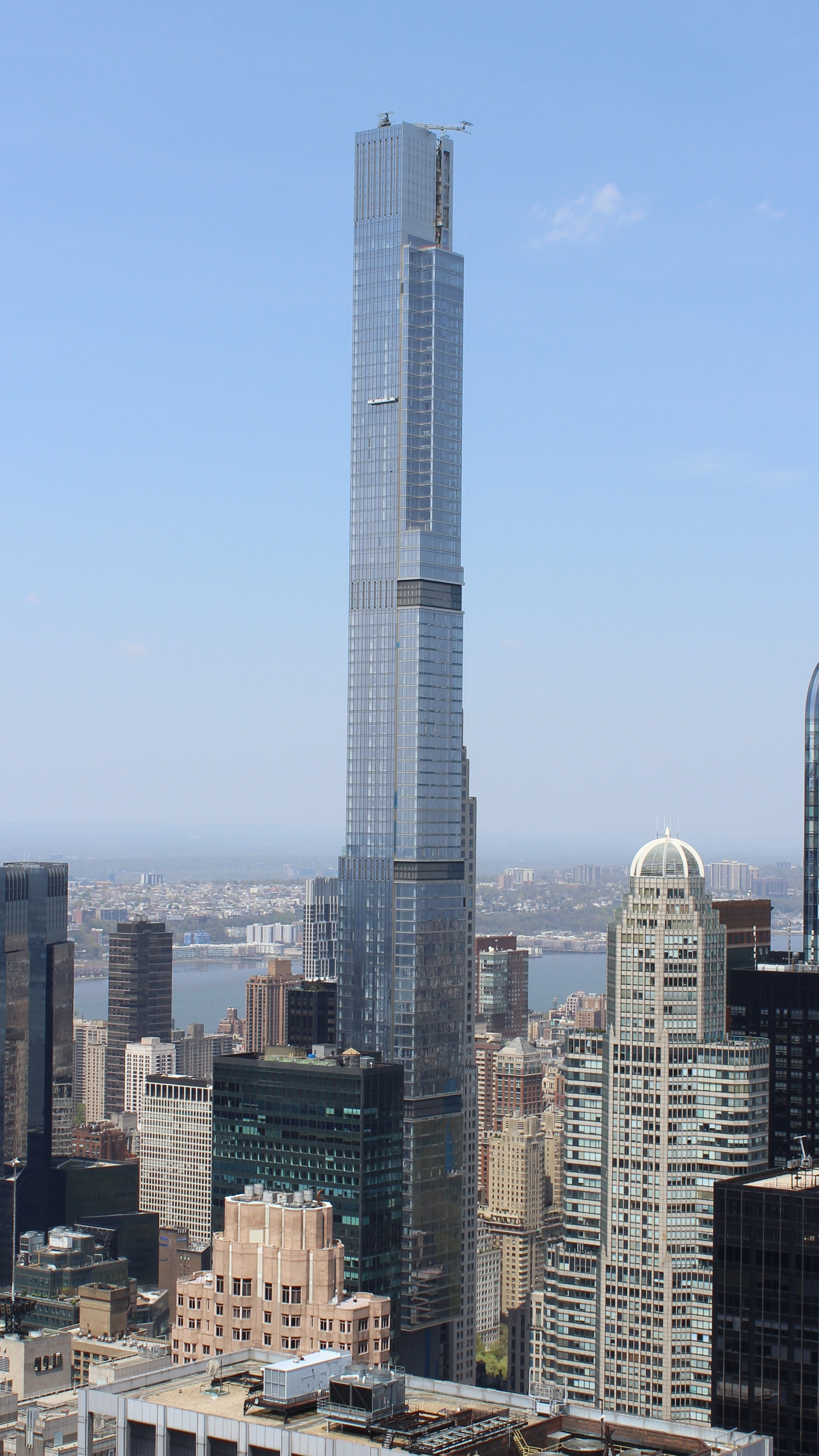
Central Park Tower en Nueva York (2020)
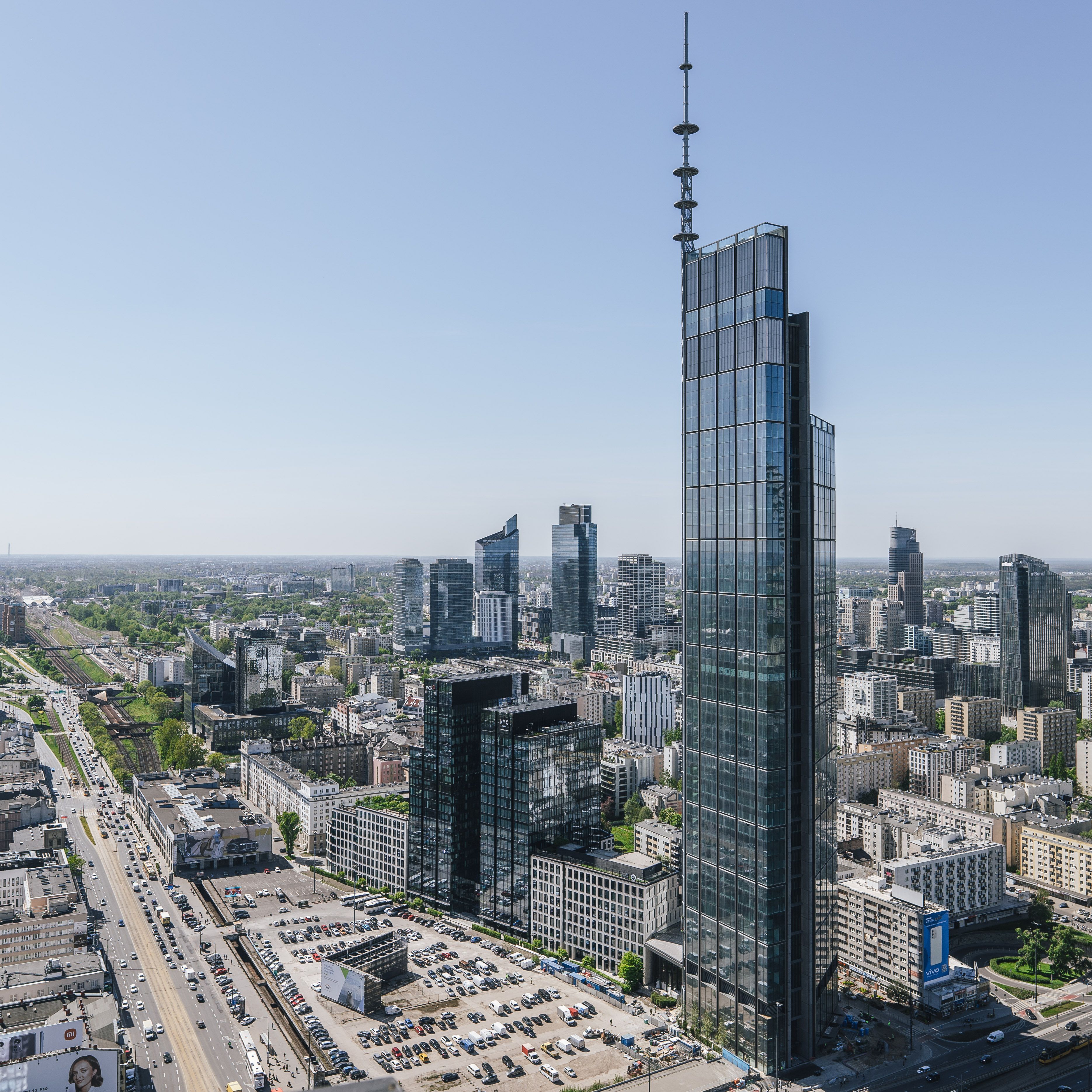
Varso en Varsovia por Norman Foster (2022)

El rascacielos (generalmente definido como un edificio de más de 40 pisos de altura) apareció por primera vez en Chicago en la década de 1890 y en el siglo XXI se encontraron rascacielos en casi todas las grandes ciudades del mundo. Una nueva tecnología de construcción, la estructura de tubos enmarcados, fue desarrollada por primera vez en Estados Unidos en 1963 por el ingeniero estructural Fazlur Rahman Khan de Skimore, Owings and Merrill, que permitió la construcción de edificios superaltos, que necesitaban menos paredes interiores y tenían más espacio de la ventana y podría resistir mejor las fuerzas laterales, como los vientos fuertes.
El Burj Khalifa en Dubái, Emiratos Árabes Unidos, es la estructura más alta del mundo, con una altura de 829,8 m (2722 pies). La estructura principal es de hormigón armado. El Burj Khalifa fue diseñado por Adrian Smith, entonces de Skidmore, Owings & Merrill (SOM). También fue arquitecto principal de la Torre Jin Mao, la Torre Pearl River y el Trump International Hotel & Tower. Adrian Smith y su propio estudio son los arquitectos del edificio que pretende sustituir al Burj-Khalifa como el edificio más alto del mundo. Se prevé que la Torre Jeddah en Yeda, Arabia Saudita, tenga 1.008 metros, o (3.307 pies) y será el primer edificio en superar el kilómetro de altura. La construcción comenzó en 2013 y está previsto que el proyecto esté terminado en 2025.
Después de la destrucción de las torres gemelas del World Trade Center en los atentados del 11 de septiembre, se diseñó un nuevo rascacielos, el One World Trade Center, inaugurado en 2015, tiene 1,776 pies (0,5 m) de altura, lo que lo convierte en el edificio más alto del hemisferio occidental.
En Londres, uno de los hitos contemporáneos más notables es 30 St Mary Axe, conocido popularmente como "The Gherkin", diseñado por Norman Foster (2004). Reemplazó a la London Millennium Tower, un proyecto mucho más alto que Foster había propuesto anteriormente para el mismo sitio, que habría sido el edificio más alto de Europa, pero era tan alto que interfería con el patrón de vuelo hacia el aeropuerto de Heathrow. La estructura de acero del Gherkin está integrada en la fachada de cristal.El edificio más alto de Polonia y de la Unión Europea (a partir de 2023) es Varso en Varsovia, diseñado por Norman Foster. Terminado en 2022, tiene 310 metros (1017,1 pies) de altura.
El edificio más alto de Moscú es la Torre de la Federación, diseñada por Sergei Tchoban junto con Peter Schweger. Terminado en 2017, con una altura de 373 metros, superó a Mercury City Tower, que cuando se construyó fue el edificio más alto de Europa. El edificio más alto de China en 2015 es la Torre de Shanghái del estudio de arquitectura y diseño estadounidense Gensler. Tiene 632 metros (2073,5 pies) de altura y 127 pisos, lo que lo convirtió en 2016 en el segundo edificio más alto del mundo. También cuenta con los ascensores más rápidos, que alcanzan una velocidad de 20,5 metros por segundo (67,3 pies/s; 73,8 km/h).
La mayoría de los rascacielos están diseñados para expresar modernidad; la excepción más notable es el Abraj Al Bait, un complejo de siete hoteles rascacielos construido por el gobierno de Arabia Saudita para albergar a los peregrinos que llegan al santuario sagrado de La Meca. La pieza central del grupo es el Makkah Palace Clock Tower Hotel, con una torre de estilo gótico; fue el cuarto edificio más alto del mundo en 2016, 581,1 metros (1906,5 pies) de altura.

## Edificios residenciales

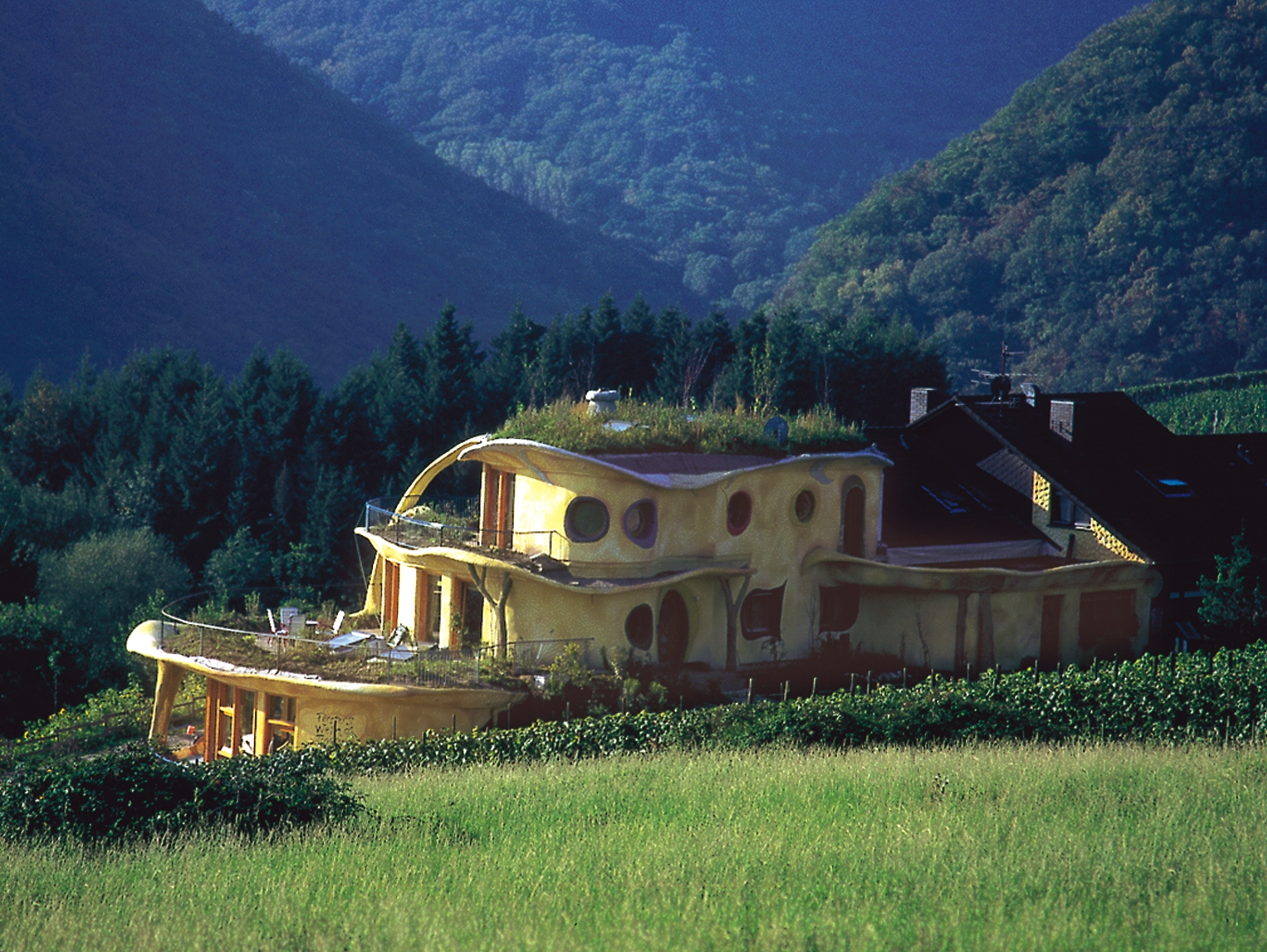
Försters Weinterrassen en Alemania por Udo Heimermann (2000)
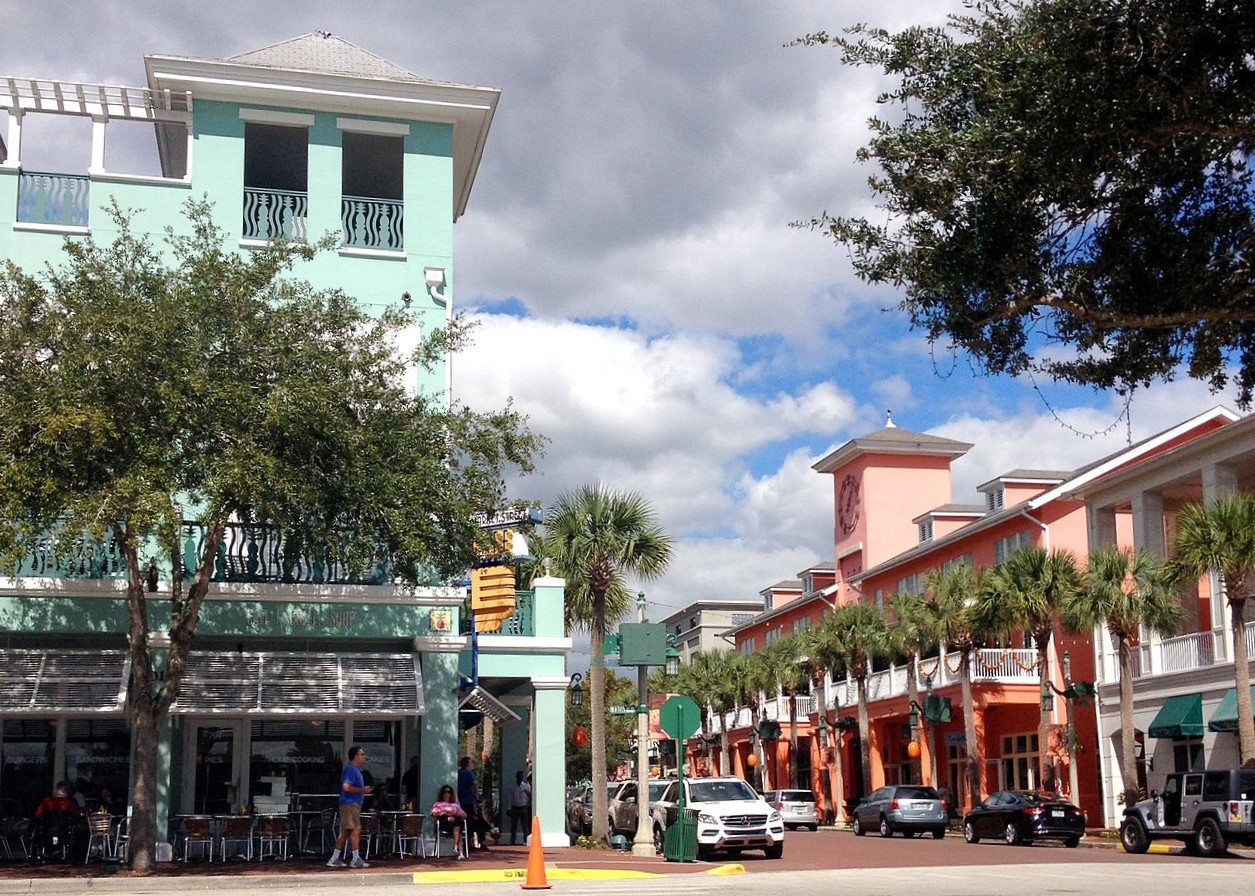
Edificios de Celebration, Estados Unidos por Cooper Robertson (2000)
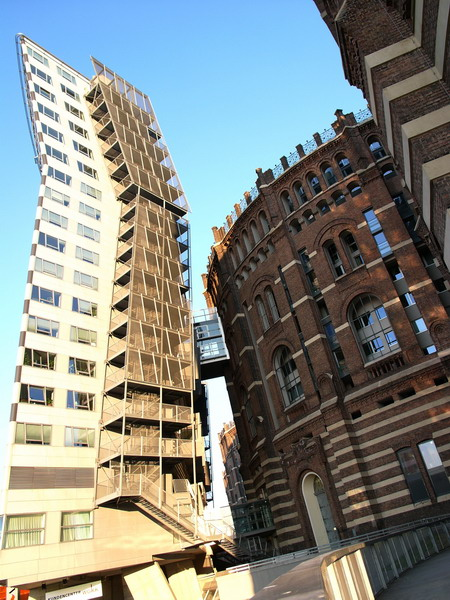
Gasómetros de Viena, Austria, por Coop Himmelb(l)au (2001)
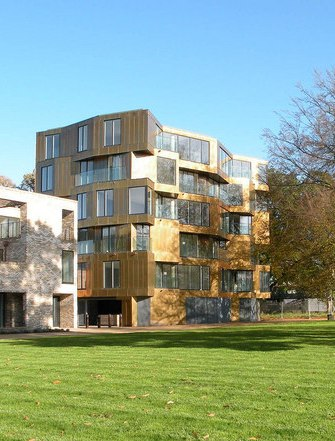
Accordia en Cambridge, Inglaterra, por Alison Brooks (2003-2011)
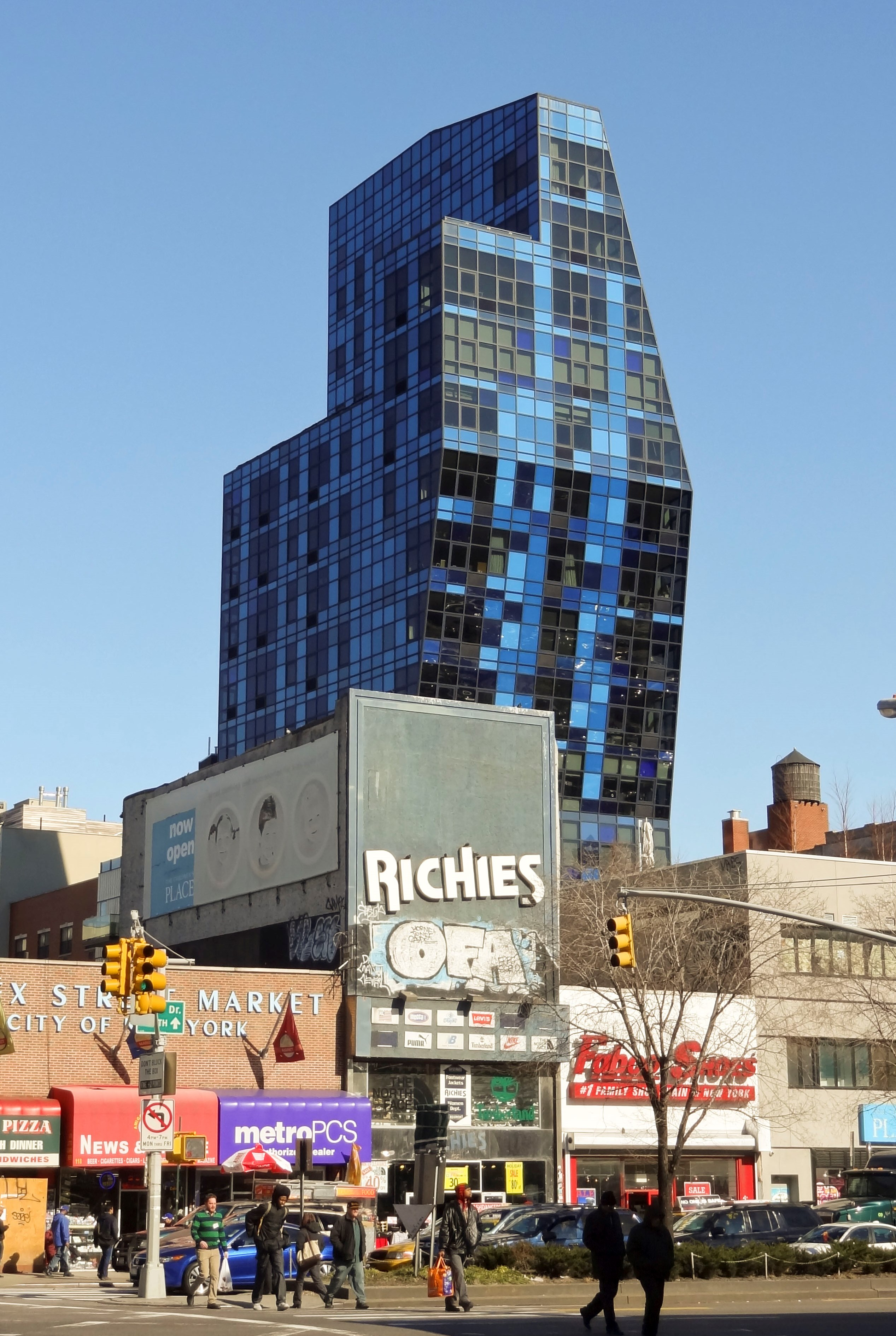
Blue Condominium en Nueva York por Bernard Tschumi (2007)
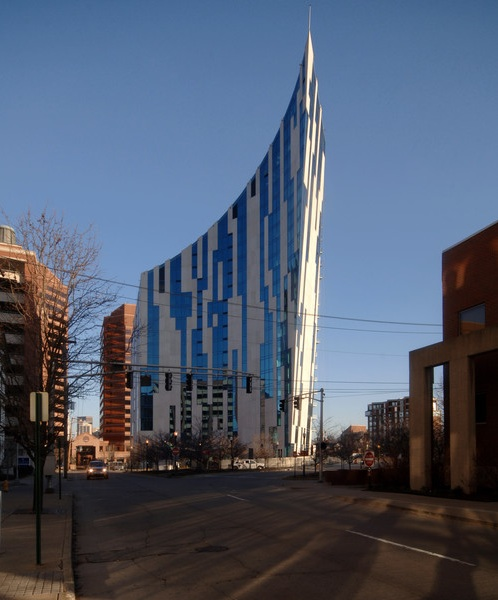
The Ascent at Roebling's Bridge en Covington, Estados Unidos, por Daniel Libeskind (2008)
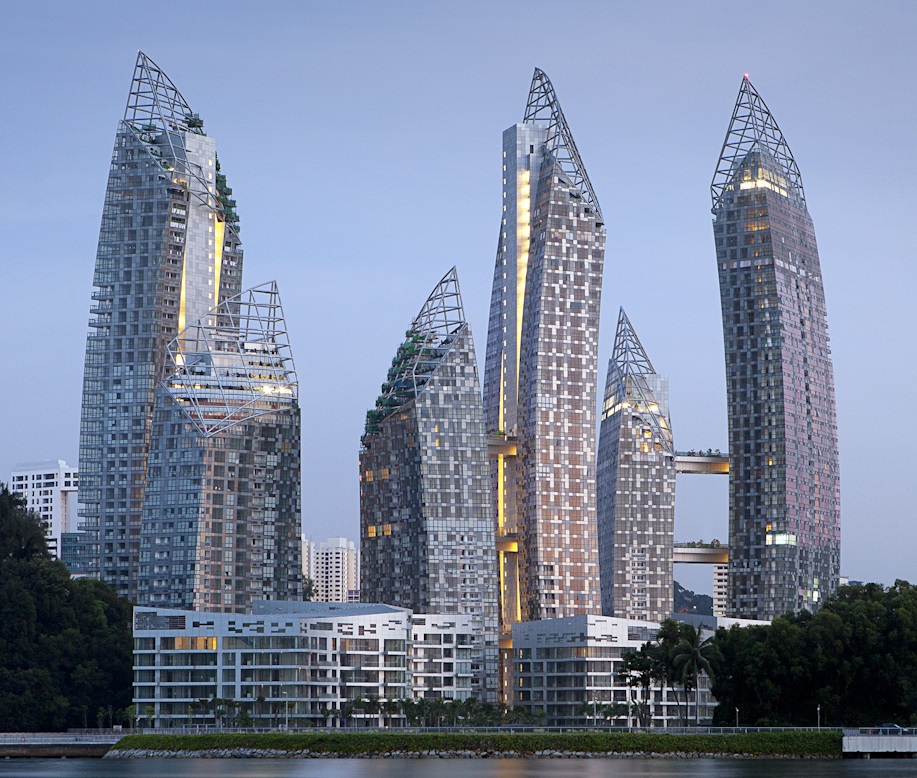
Reflections at Keppel Bay en Singapur por Daniel Libeskind (2011)
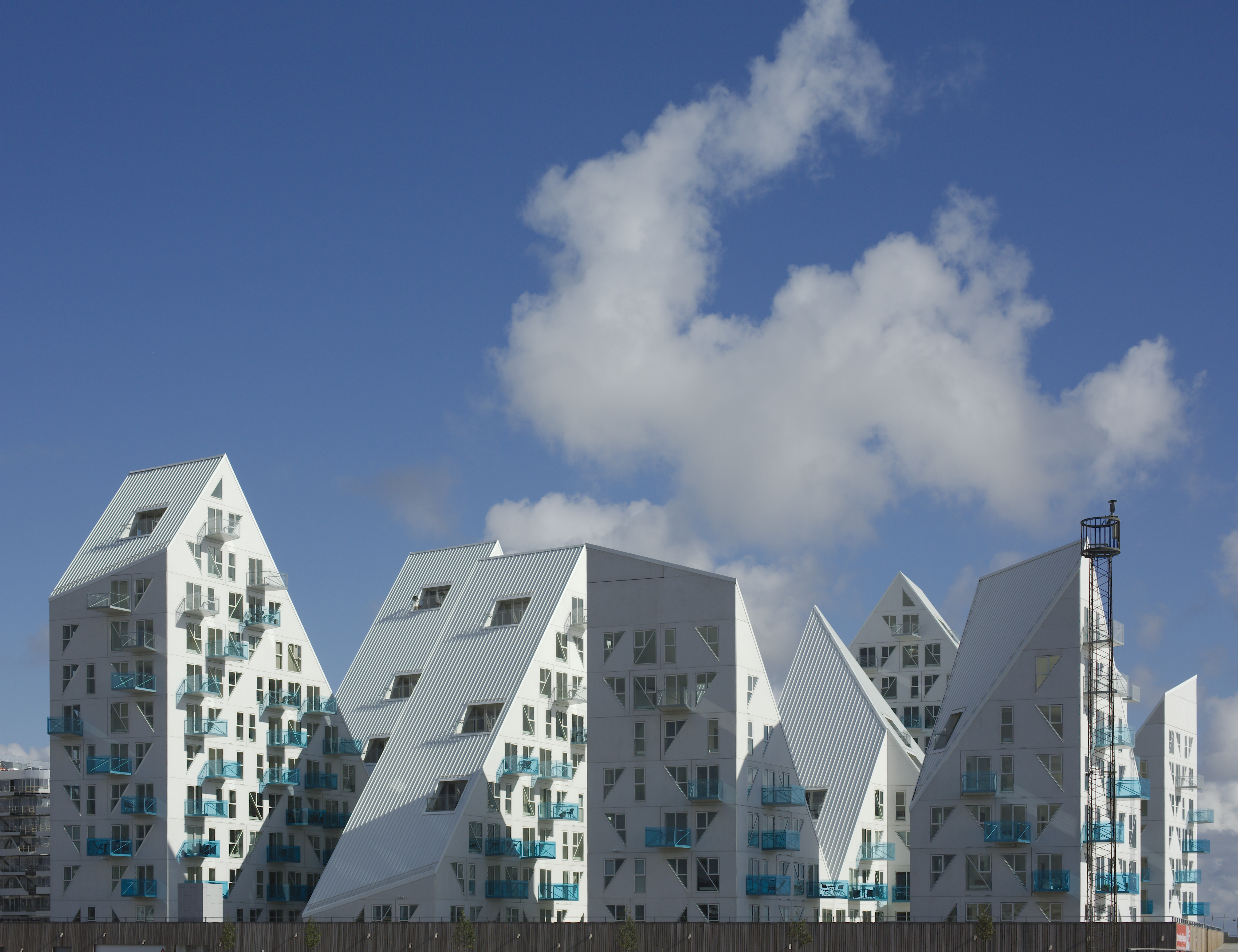
Isbjerget en Aarhus, Dinamarca, inspirado en la forma y el color de los icebergs (2013)

Una tendencia en la arquitectura residencial contemporánea, particularmente en la reconstrucción de barrios antiguos en las grandes ciudades, es la torre de condominios de lujo, con apartamentos en venta muy caros diseñados por "starchitects", es decir, arquitectos de fama internacional. Estos edificios frecuentemente tienen poca relación con la arquitectura de su vecindario, pero son obras emblemáticas de sus arquitectos. Una característica alegre de la arquitectura residencial contemporánea es el color; Bernard Tschumi utiliza baldosas cerámicas de colores en las fachadas y formas inusuales para resaltar sus edificios. Un ejemplo es el Blue Condominium en Nueva York (2007).
Otra tendencia contemporánea es la conversión de edificios industriales en comunidades residenciales mixtas. Un ejemplo son los Gasómetros de Viena, un grupo de cuatro enormes torres de producción de gas de ladrillo construidas a finales del siglo XIX. Se han transformado en un complejo mixto residencial, de oficinas y comercial, terminado entre 1999 y 2001. Algunas residencias están ubicadas dentro de las torres y otras en edificios nuevos anexos a ellas. Cada torre fue construida por un arquitecto destacado y los participantes fueron Jean Nouvel, Coop Himmelblau, Manfred Wehldorn y Wilhelm Holzbauer. Se conservaron los históricos muros exteriores de las torres.
Daniel Libeskind (nacido en 1946), nació en Polonia y estudió, enseñó y practicó arquitectura en los Estados Unidos. Es conocido tanto por sus escritos como por su arquitectura; fue uno de los fundadores del movimiento llamado deconstructivismo. Mejor conocido por sus museos, también construyó un notable complejo de edificios de apartamentos residenciales en Singapur (2011) y The Ascent at Roebling's Bridge, un edificio de apartamentos de 22 pisos en Kentucky (2008). El nombre de este último proviene del puente colgante Roebling, cercano al río Ohio.
El Isbjerget, "iceberg" en danés, en Aarhus, Dinamarca (2013), es un grupo de cuatro edificios con 210 apartamentos, tanto de alquiler como de propiedad. El complejo fue diseñado por los estudios daneses CEBRA y JDS Architects, el arquitecto francés Louis Paillard y el estudio holandés SeARCH. El diseño y color de los edificios está inspirado en los icebergs. Los edificios están revestidos de terrazo blanco y tienen balcones de cristal azul.

## Arquitectura religiosa

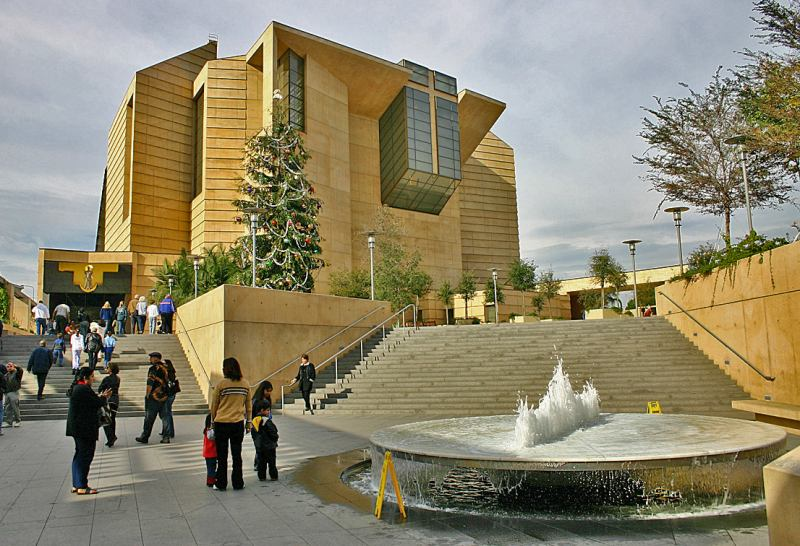
Catedral de Nuestra Señora de los Ángeles en Los Ángeles, Estados Unidos, por Rafael Moneo (2002)
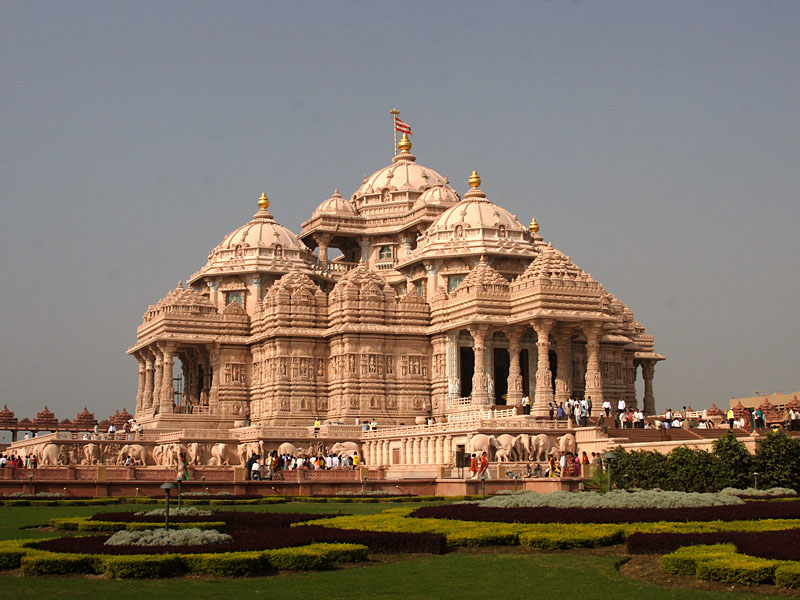
Akshardham en Nueva Delhi, India, por miembros de la familia Sompura (2005)
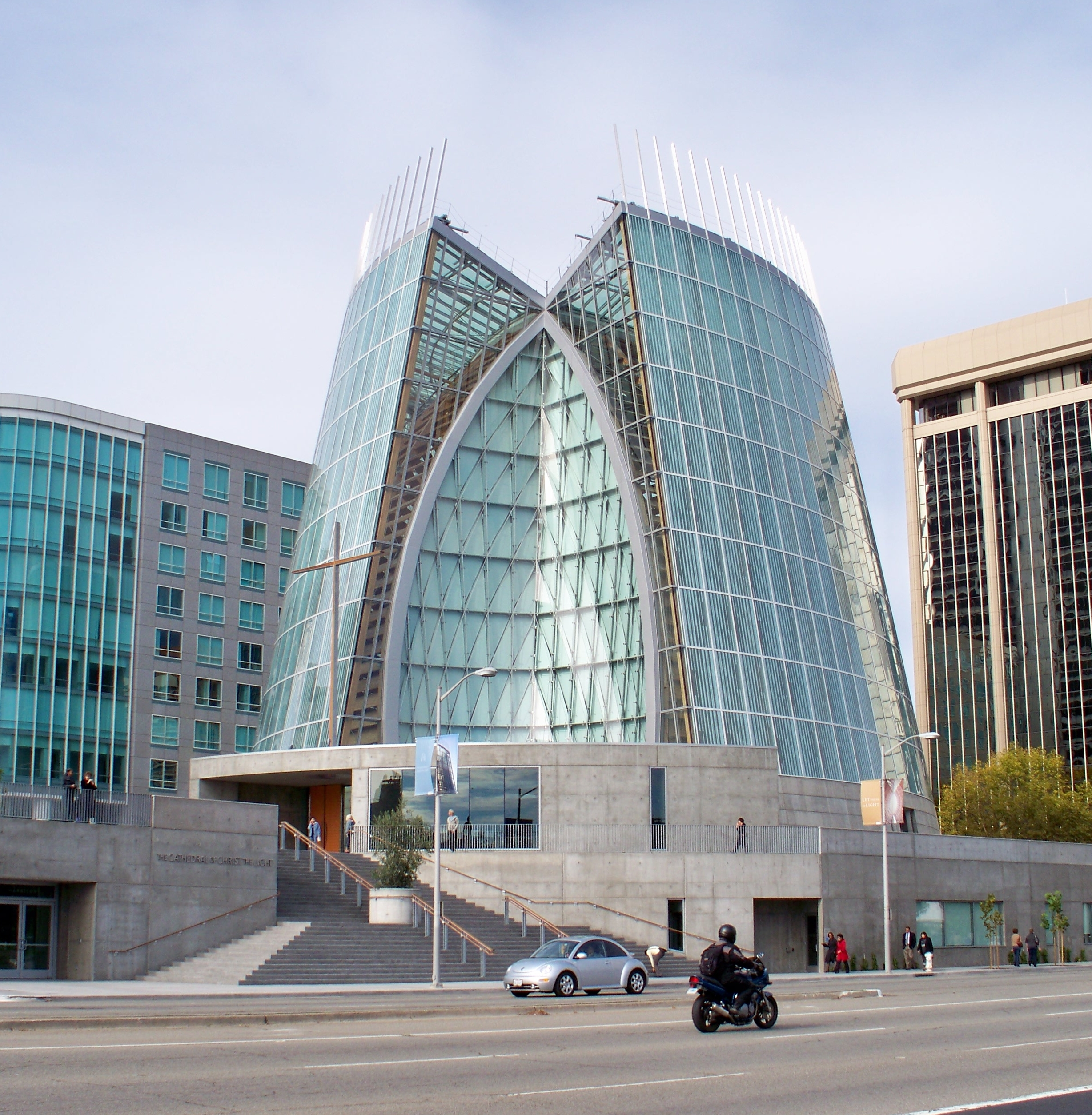
Catedral de Cristo la Luz en Oakland, Estados Unidos, por SOM (2008)
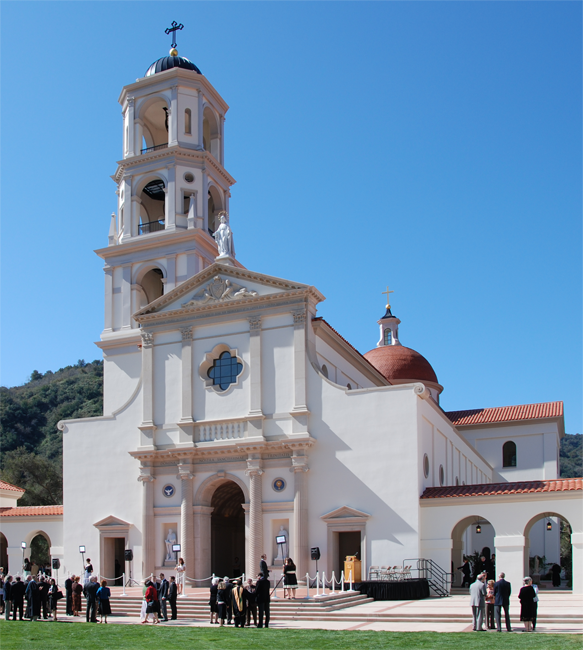
Capilla del Thomas Aquinas College por Duncan Stroik (2009)
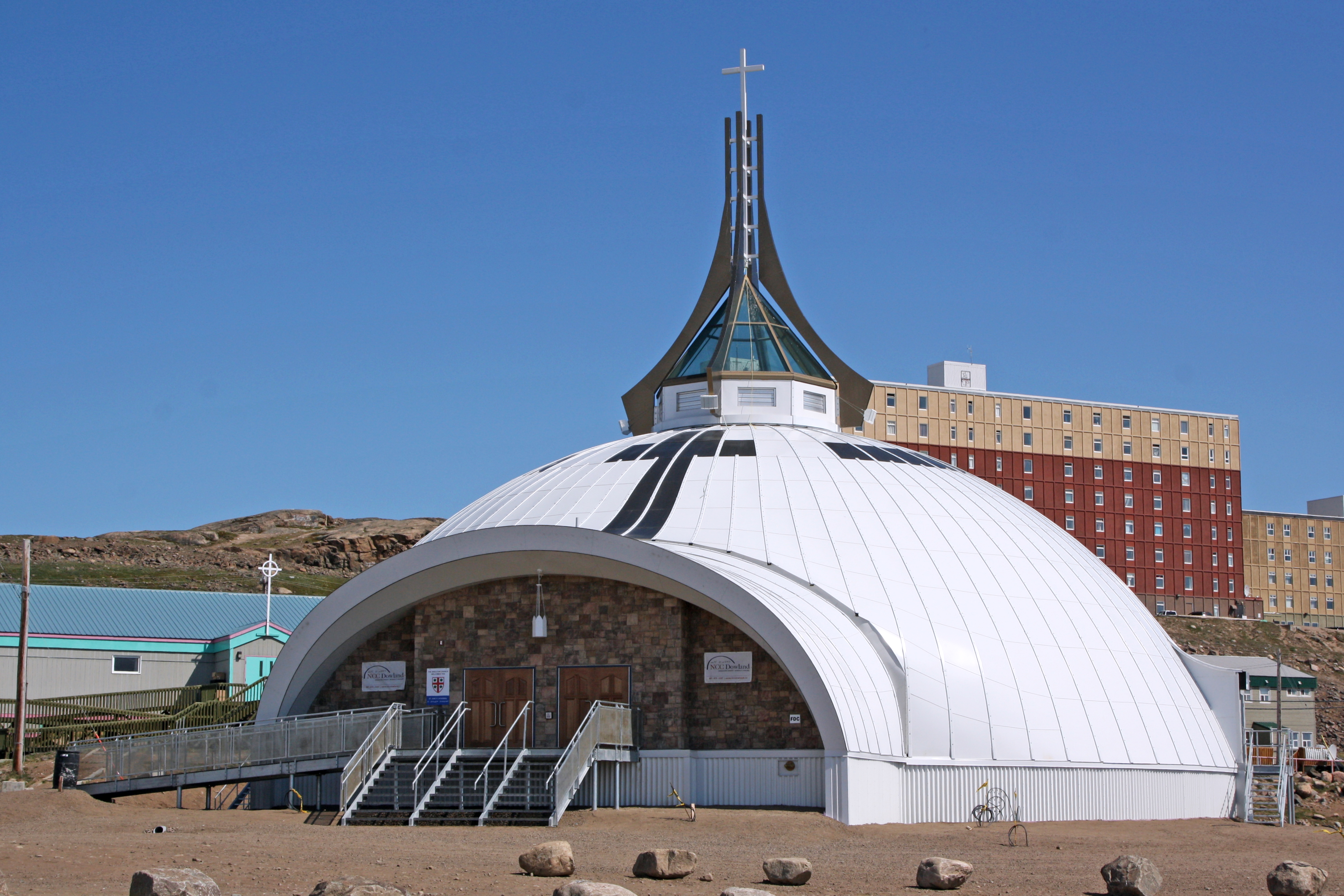
Catedral Anglicana de San Judas en Iqaluit, Canadá (2012)
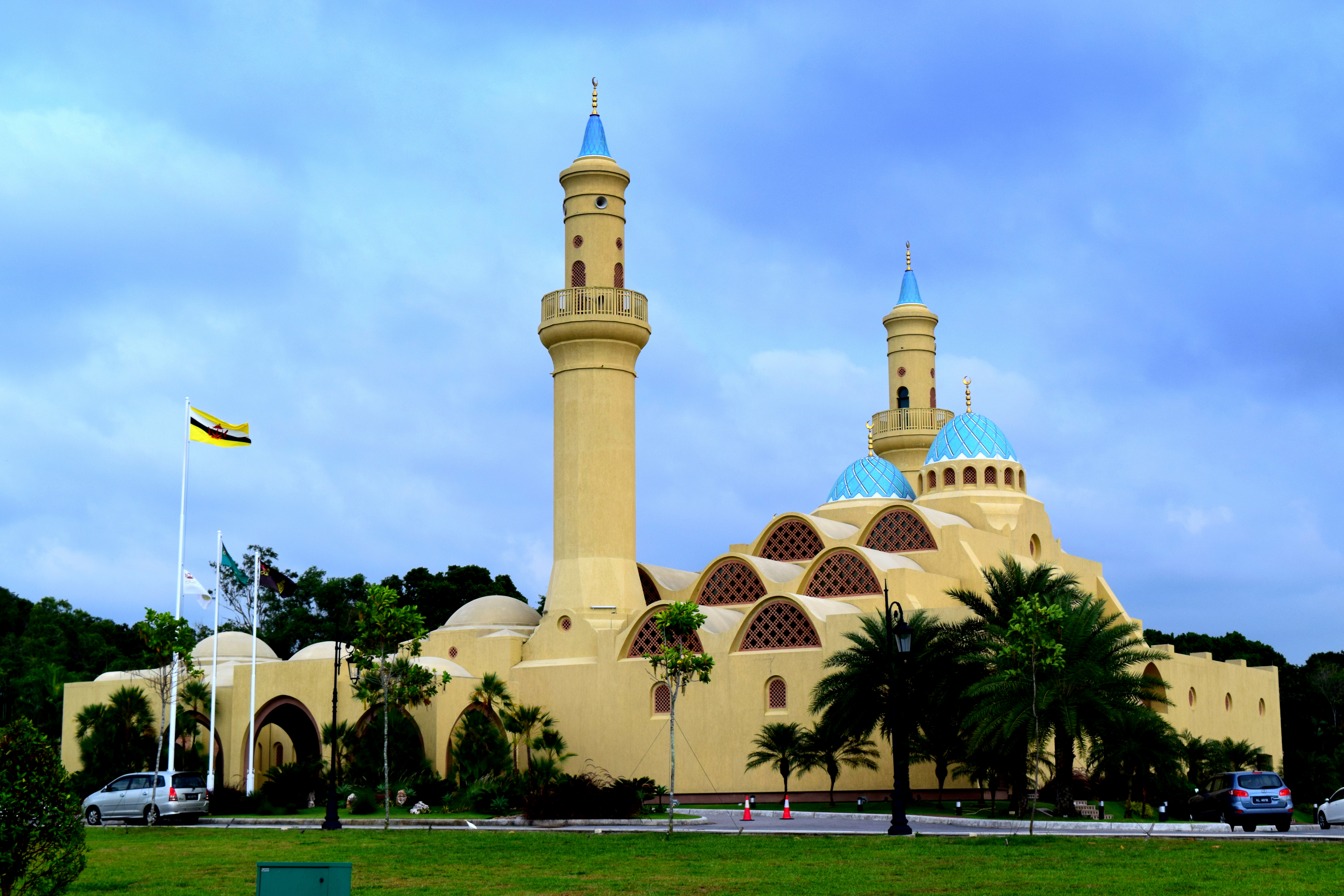
Mezquita Ash-Shaliheen en Bandar Seri Begawan, Brunéi, por Abdel-Wahed El-Wakil (2012)
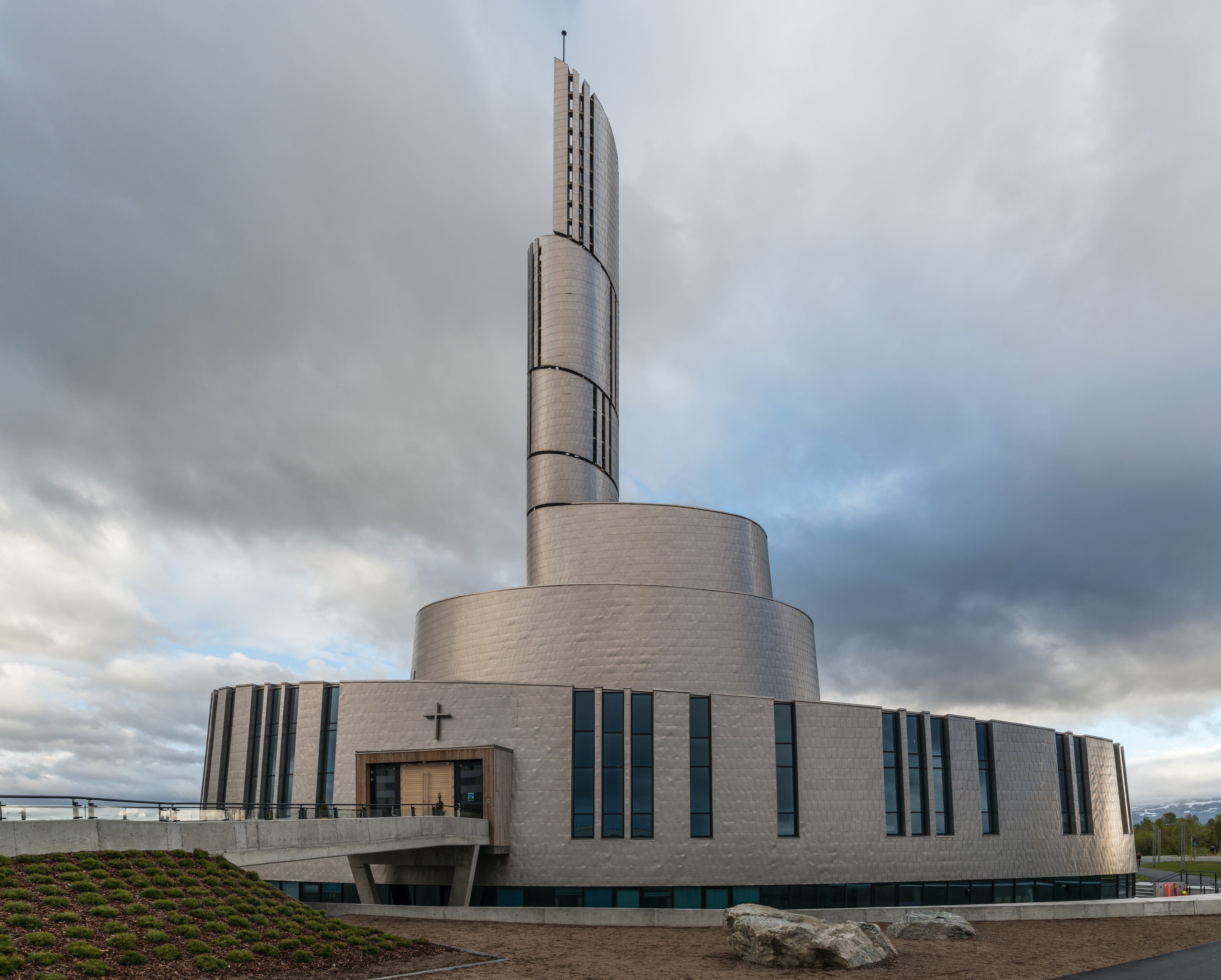
La Catedral de la Aurora Boreal en Alta, Noruega, por los arquitectos daneses Schmidt, Hammer y Lassen (2013)
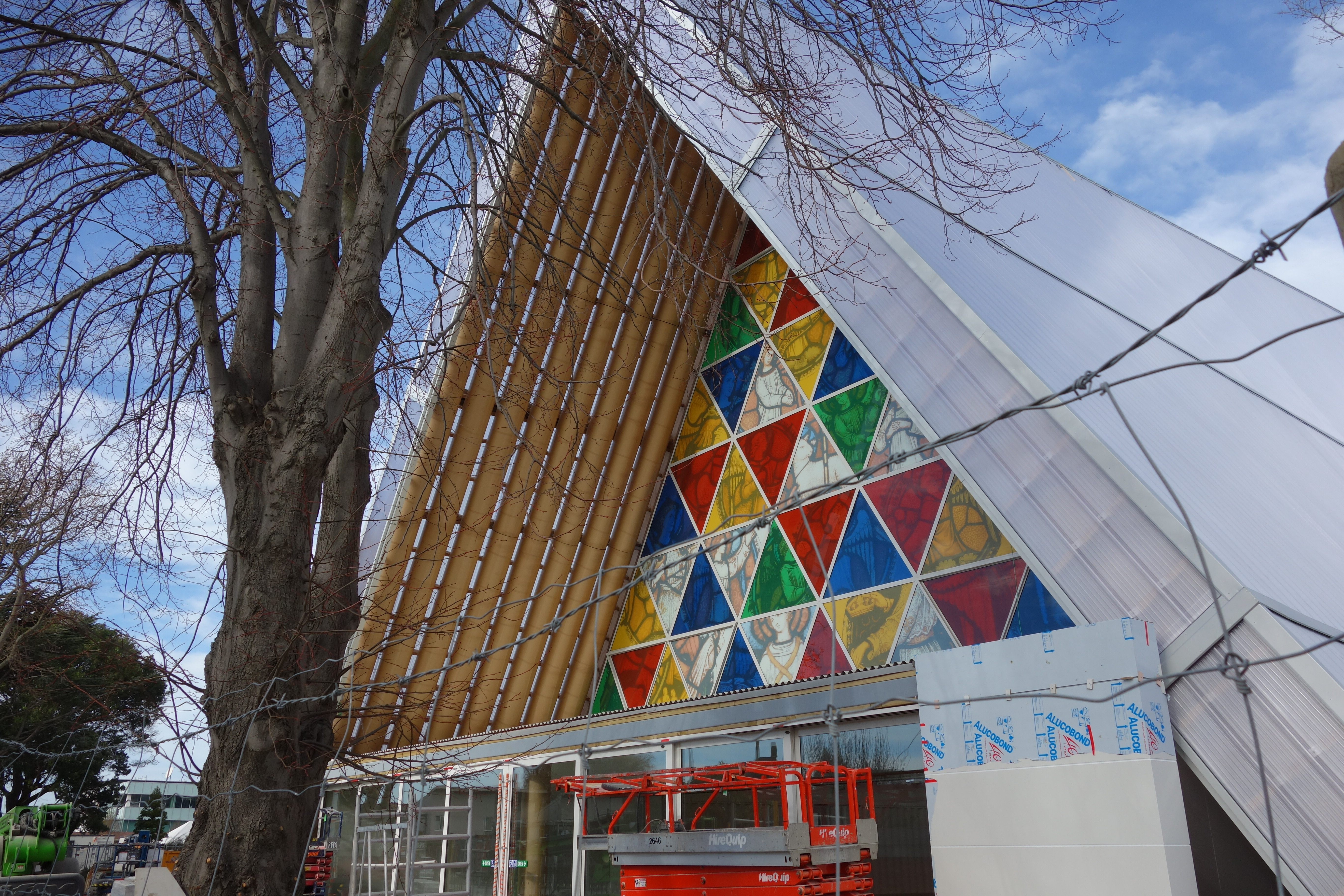
La Catedral de Carton en Christchurch, Nueva Zelanda por Shigeru Ban (2013)
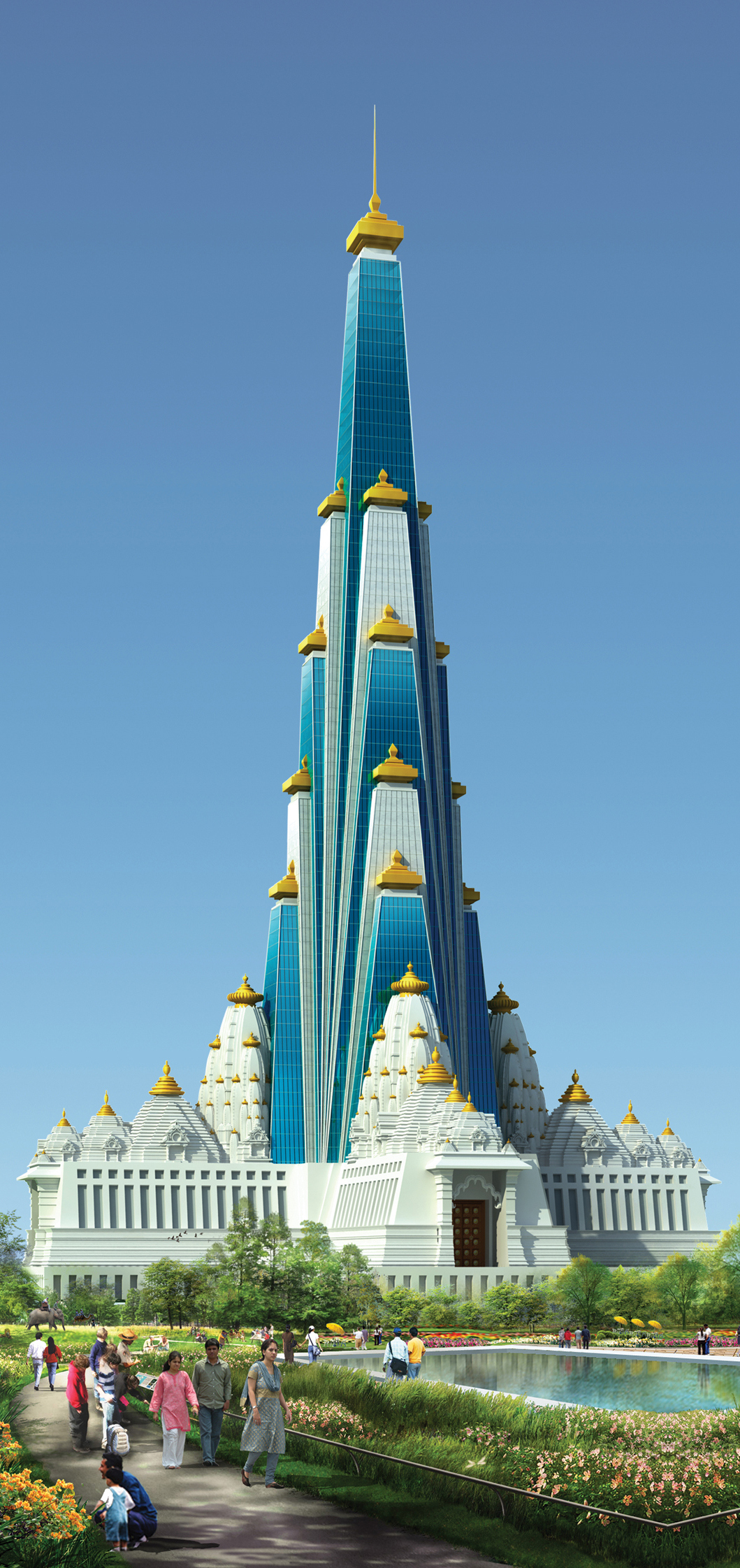
Vrindavan Chandrodaya Mandir en Mathura, India, (2016)
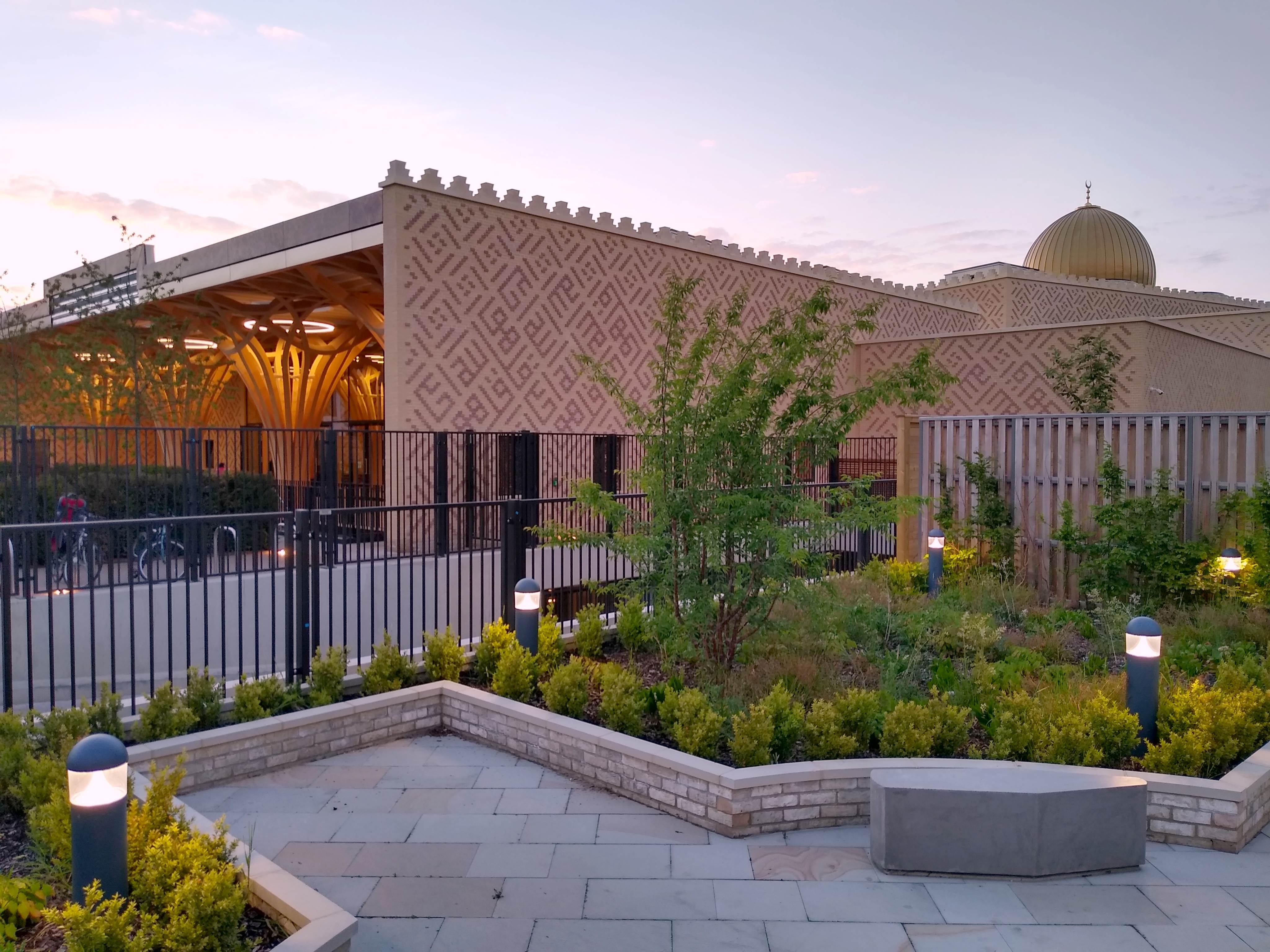
Mezquita central de Cambridge en Inglaterra, apodada como la primera 'eco-mezquita' de Europa, por Marks Barfield Architects (2019)

Se construyeron pocas iglesias contemporáneas entre 2000 y 2017. Los arquitectos de iglesias, salvo algunas excepciones, rara vez mostraron la misma libertad de expresión que los arquitectos de museos, salas de conciertos y otros grandes edificios. La nueva catedral para la ciudad de Los Ángeles, fue diseñada en estilo posmoderno por el arquitecto español Rafael Moneo. La Catedral de la Aurora Boreal, de la firma internacional con sede en Dinamarca Schmidt, Hammer and Lassen, está ubicada en Alta, Noruega, una de las ciudades más septentrionales del mundo. Sus otras obras importantes incluyen la Biblioteca Nacional de Dinamarca en Copenhague.
El Vrindavan Chandrodaya Mandir es un templo hindú en Vrindivan, en el estado de Uttar Pradesh en India, que estaba en construcción a finales de 2016. Los arquitectos son InGenious Studio Pvt. Limitado. Ltd. de Gurgaon y Quintessence Design Studio de Noida, en India. La entrada es de estilo tradicional Nagara de la arquitectura india, mientras que la torre es contemporánea, con una fachada de vidrio hasta el piso 70. Cuando esté terminada, con 700 pies (213,4 m) o 70 pisos, será la estructura religiosa más alta del mundo.Una de las iglesias contemporáneas más inusuales es la Catedral Anglicana de San Judas en Iqaluit, Canadá. La iglesia está construida en forma de iglú y sirve a la población de habla inuit de la región.
Otra iglesia contemporánea inusual es la Catedral de Cartón en Christchurch, Nueva Zelanda, diseñada por el arquitecto japonés Shigeru Ban. Reemplazó a la catedral principal de la ciudad, dañada por el terremoto de Christchurch de 2011. La catedral, con capacidad para setecientas personas, se eleva 21 metros (23,0 yd) encima del altar. Los materiales utilizados incluyen 60 centímetros (23,6 plg) tubos de cartón de diámetro, madera y acero. El techo es de policarbonato, con ocho contenedores de envío formando las paredes.

## Estadios

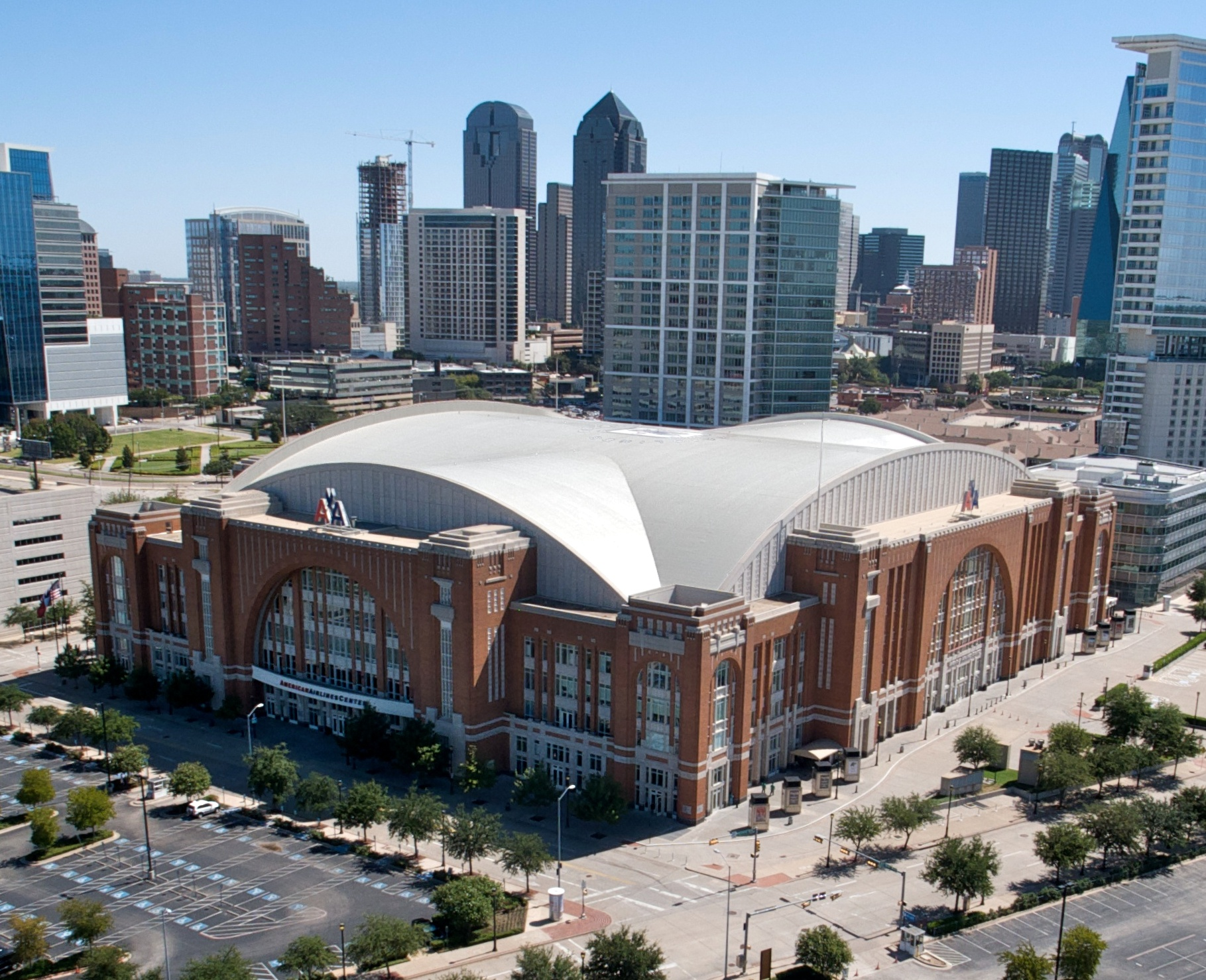
American Airlines Center en Dallas, Estados Unidos, por David M. Schwarz Architects (2001)
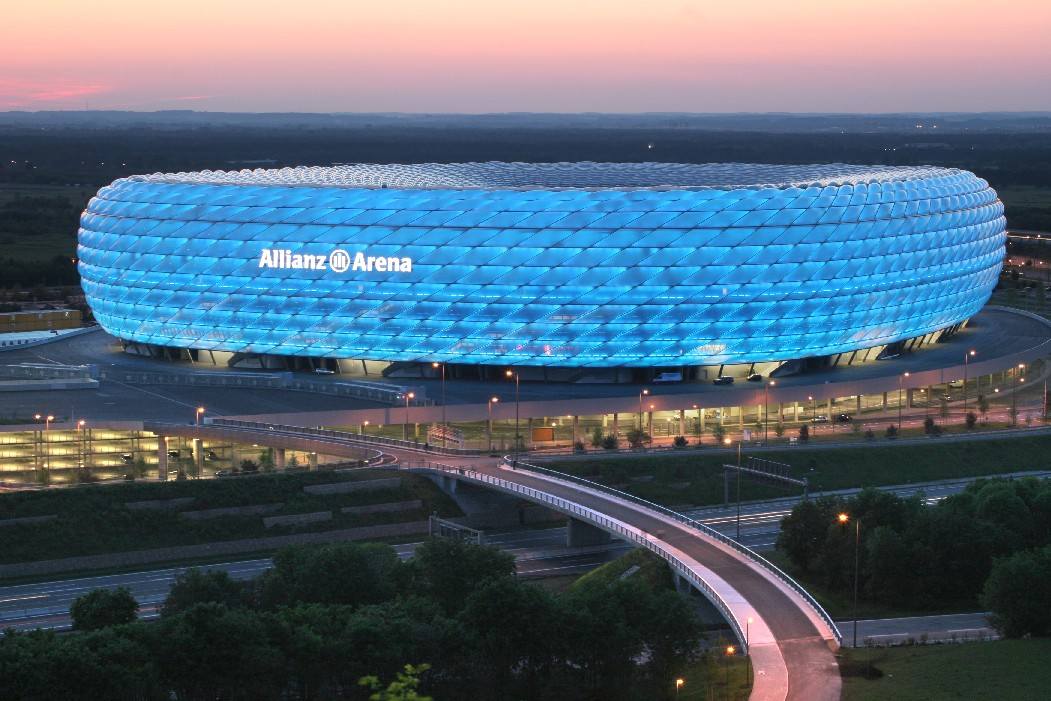
Allianz Arena en Múnich, Alemania, por Herzog & de Meuron (2005)
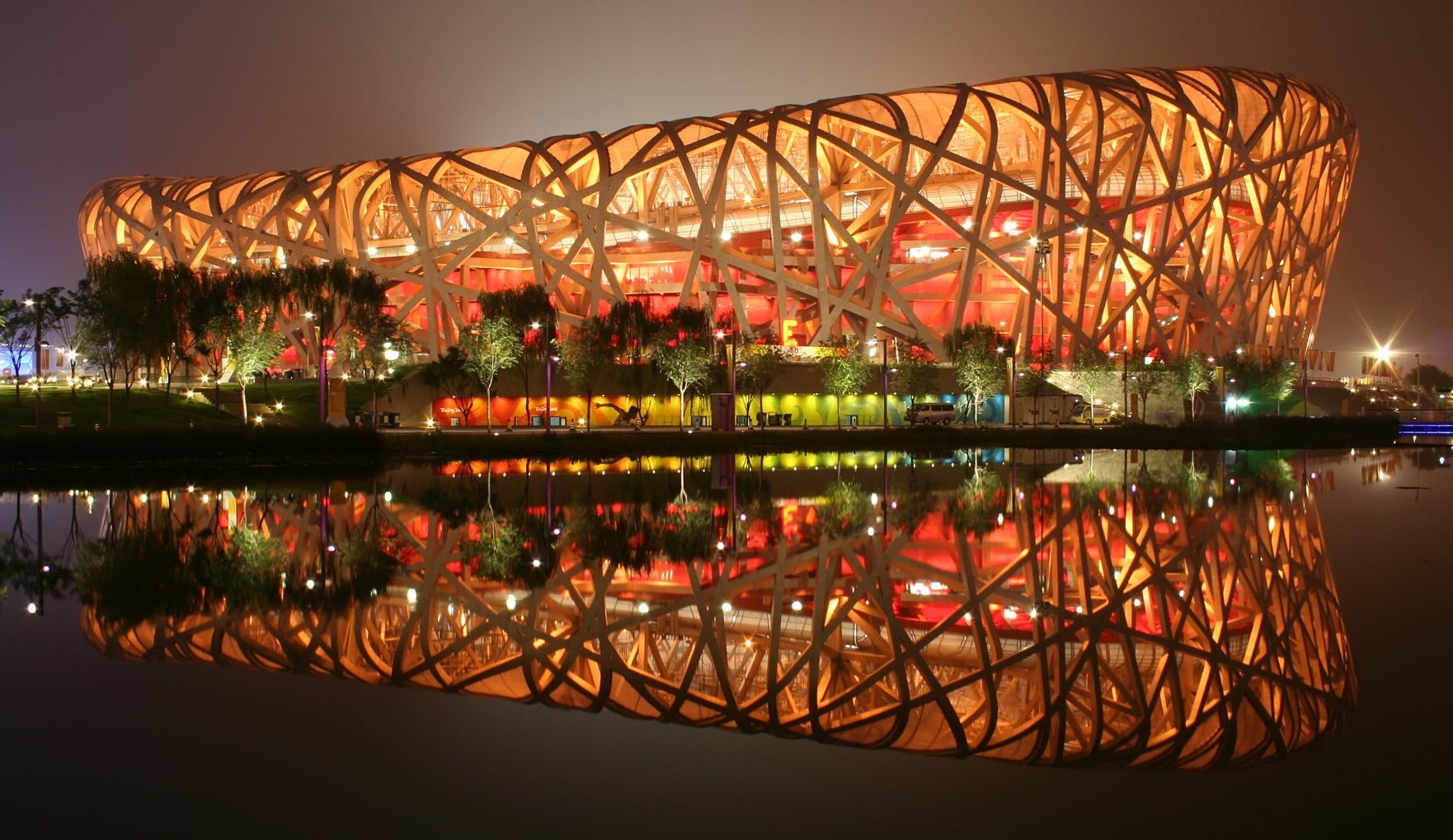
Estadio Nacional de Pekín por Herzog & de Meuron (2008)
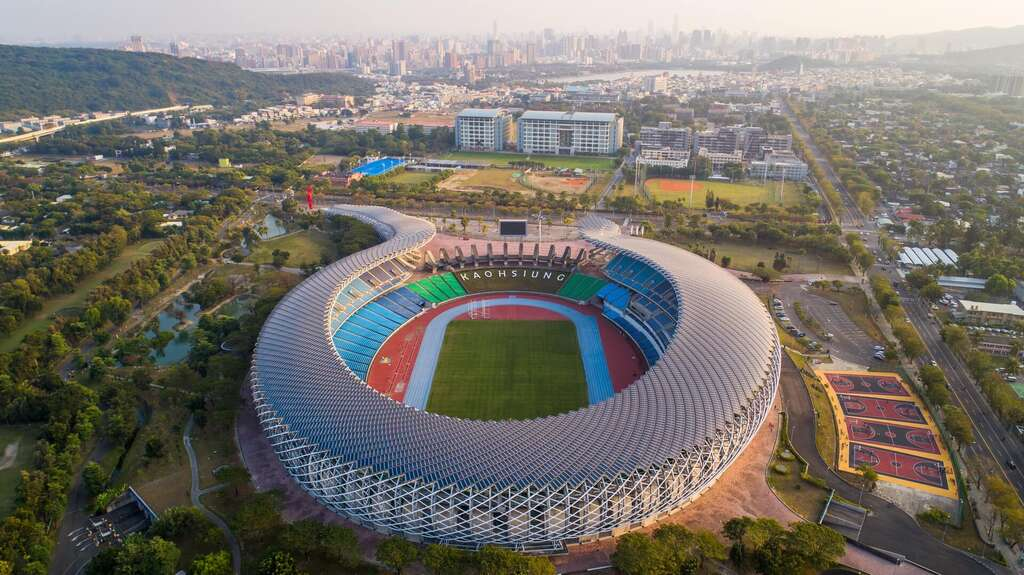
Estadio Nacional de Kaohsiung en Taiwán por Toyoo Itō (2009)
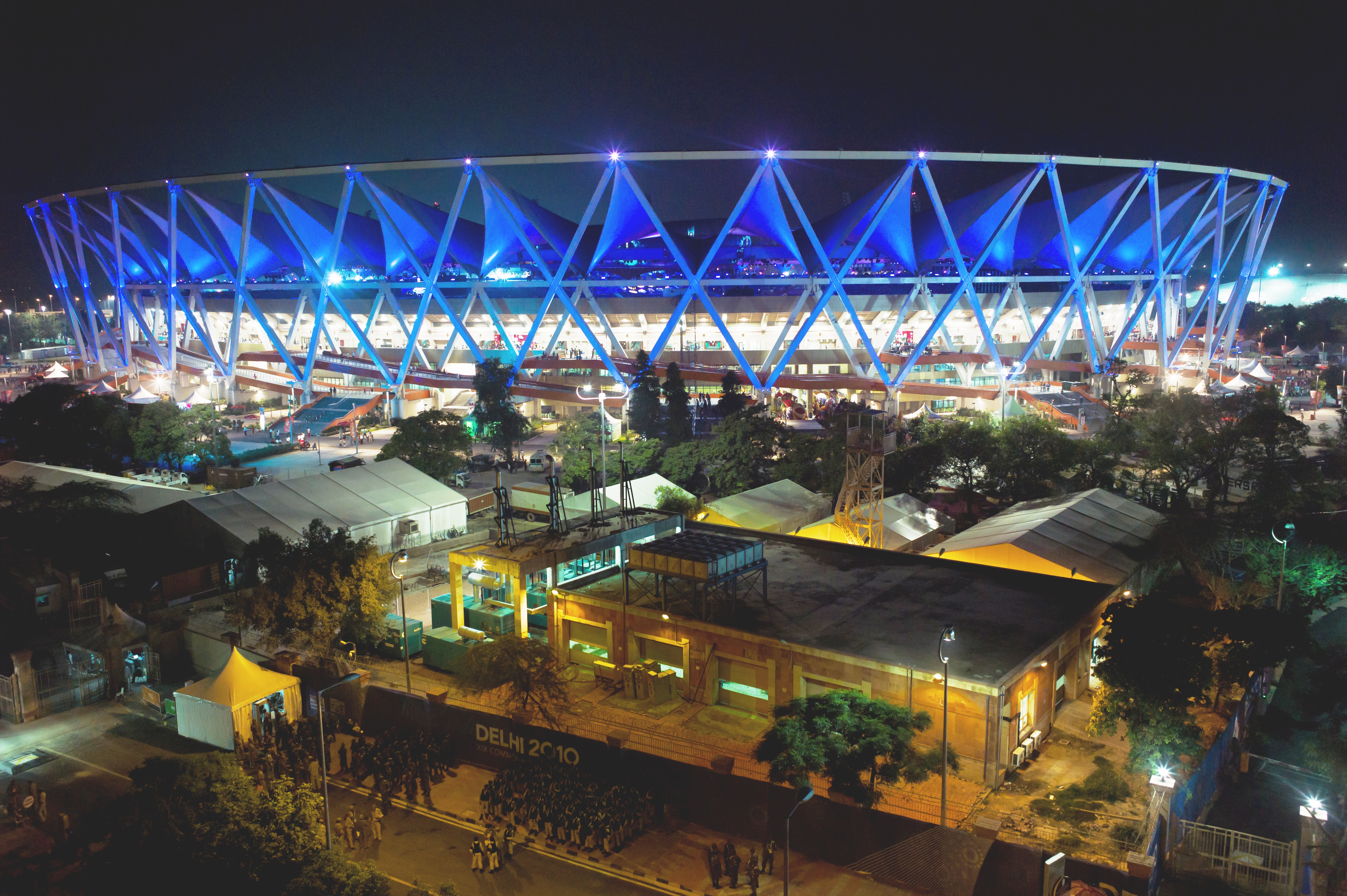
Estadio Jawaharlal Nehru en Delhi, India, por Gerkan, Marg und Partner (2010)
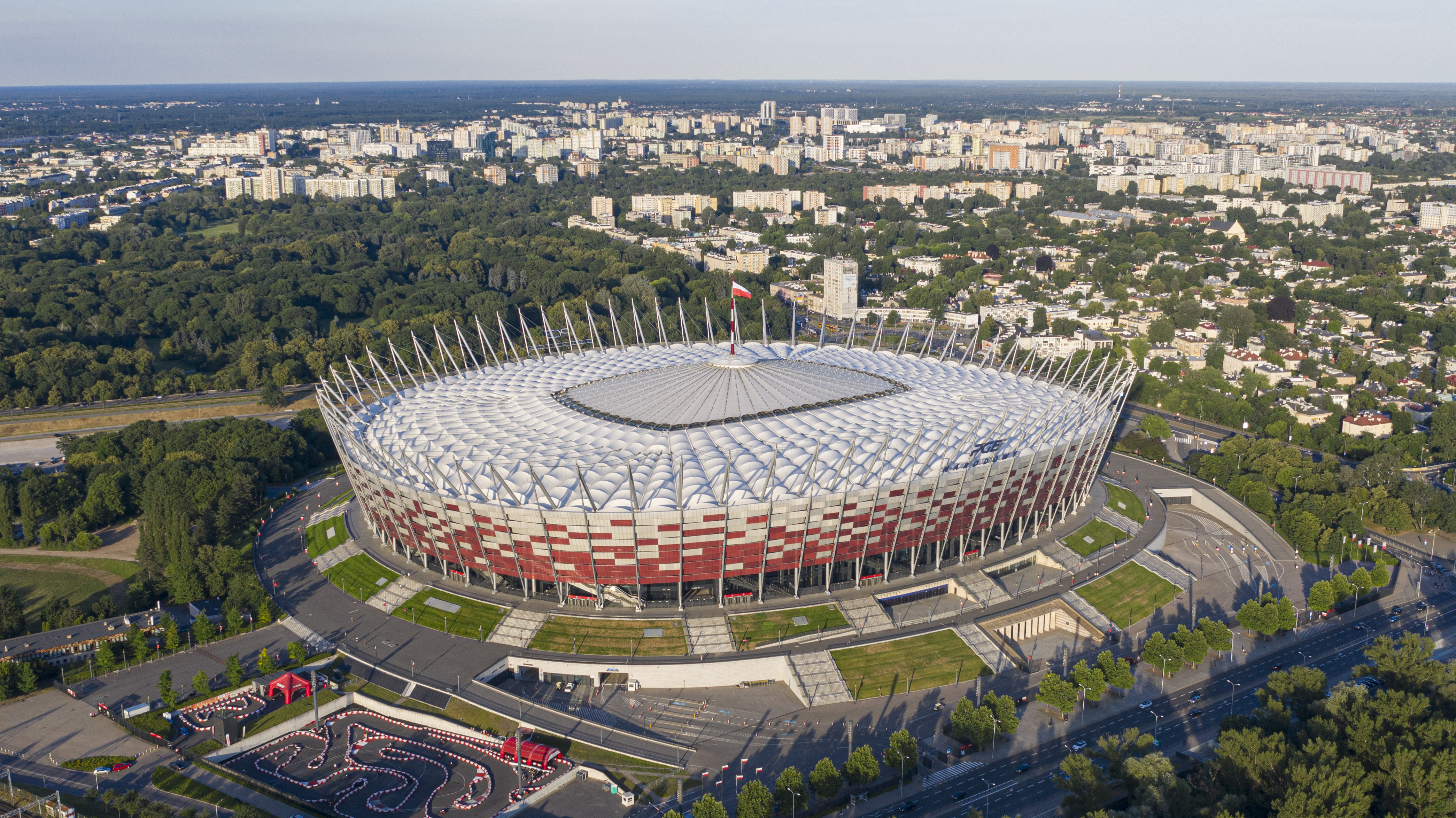
Estadio Nacional de Varsovia en Polonia por Gerkan, Marg und Partner (2011)
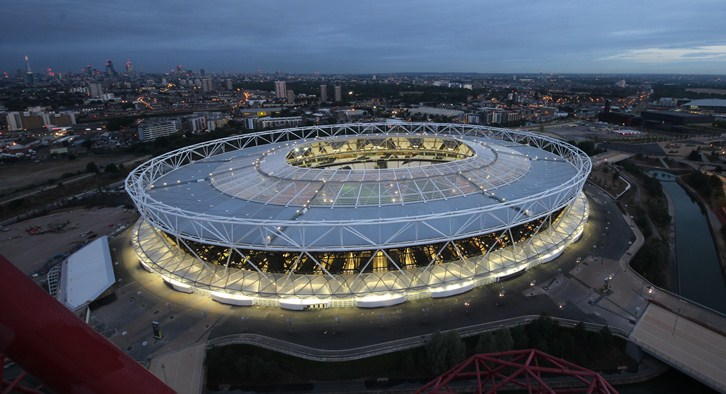
Estadio de Londres para los Juegos Olímpicos en Londres, por Populoso (2012)
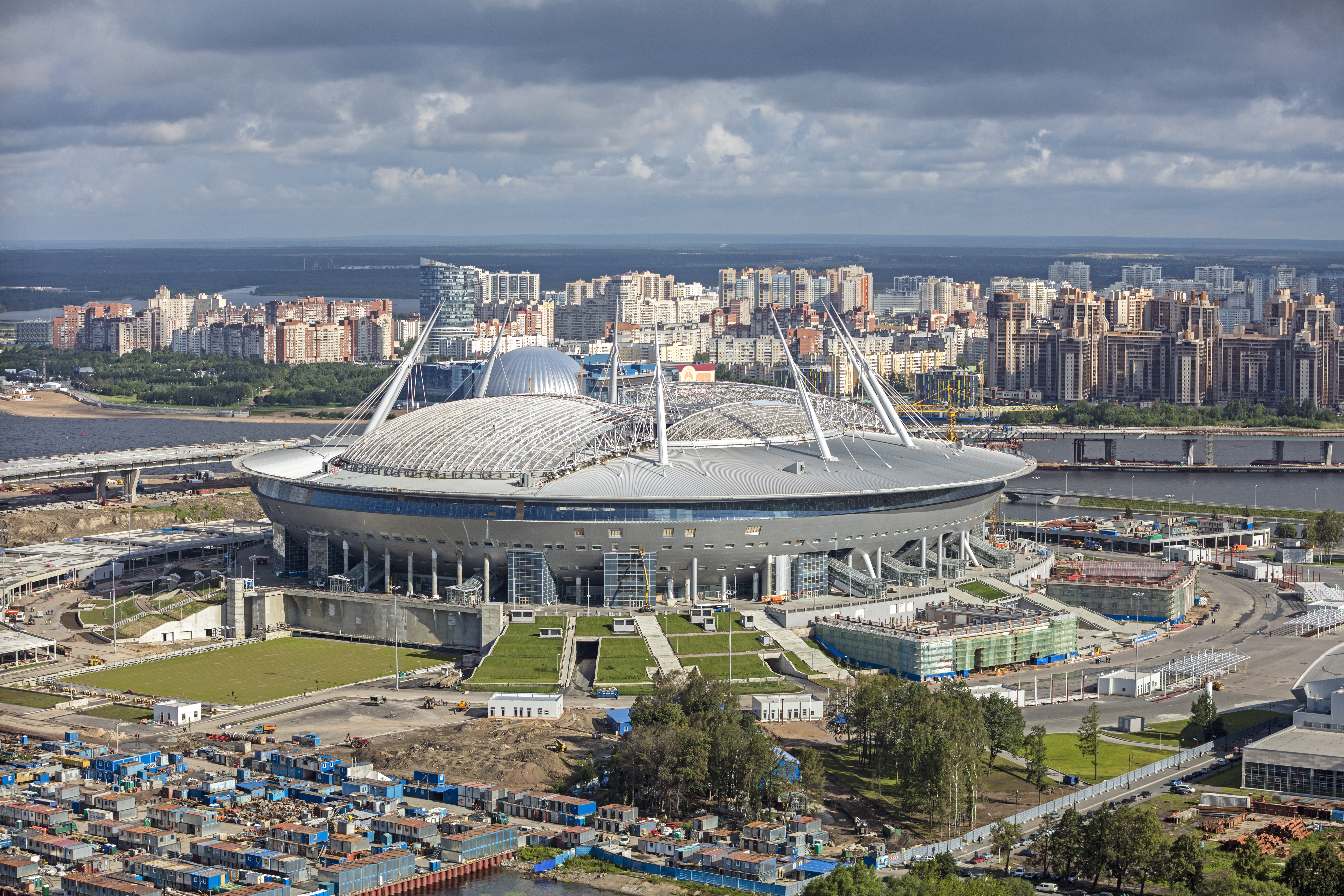
Estadio Krestovski en San Petersburgo, por Kishō Kurokawa (2016)

Los arquitectos suizos Jacques Herzog y Pierre de Meuron diseñaron el Allianz Arena en Múnich, Alemania, terminado en 2005. Tiene capacidad para 75.000 espectadores. La estructura está envuelta en 2.874 paneles de aire de lámina de ETFE que se mantienen inflados con aire seco; cada panel puede iluminarse de forma independiente en rojo, blanco o azul. Cuando está iluminado, el estadio es visible desde los Alpes austríacos, a 80 kilómetros (50 millas) de distancia. El Estadio Nacional de Kaohsiung, Taiwán, obra del arquitecto japonés Toyoo Itō (2009), tiene la forma de un dragón. Su otro rasgo distintivo es el conjunto de paneles solares que cubren casi todo el exterior, proporcionando la mayor parte de la energía que necesita el complejo.
Entre los proyectos más prestigiosos y más conocidos de la arquitectura contemporánea se encuentran los estadios de los Juegos Olímpicos. El Estadio Nacional de Pekín, construido para los Juegos de 2008 y conocido popularmente como el Nido de Pájaro debido a su intrincada estructura exterior, fue diseñado por la firma suiza Herzog & de Meuron, con el arquitecto chino Li Xinggang. Fue diseñado para albergar a 91.000 espectadores y, cuando se construyó, tenía un techo retráctil, que desde entonces se eliminó. Como muchos edificios contemporáneos, en realidad se trata de dos estructuras; un cuenco de hormigón en el que se sientan los espectadores, rodeado a una distancia de quince metros por una estructura de vidrio y acero. El diseño exterior del "nido de pájaro" se inspiró en el patrón de la cerámica china. Una vez terminado, el estadio era el espacio cerrado más grande del mundo y también la estructura de acero más grande, con 26 kilómetros de acero sin envolver.

## Edificios gubernamentales

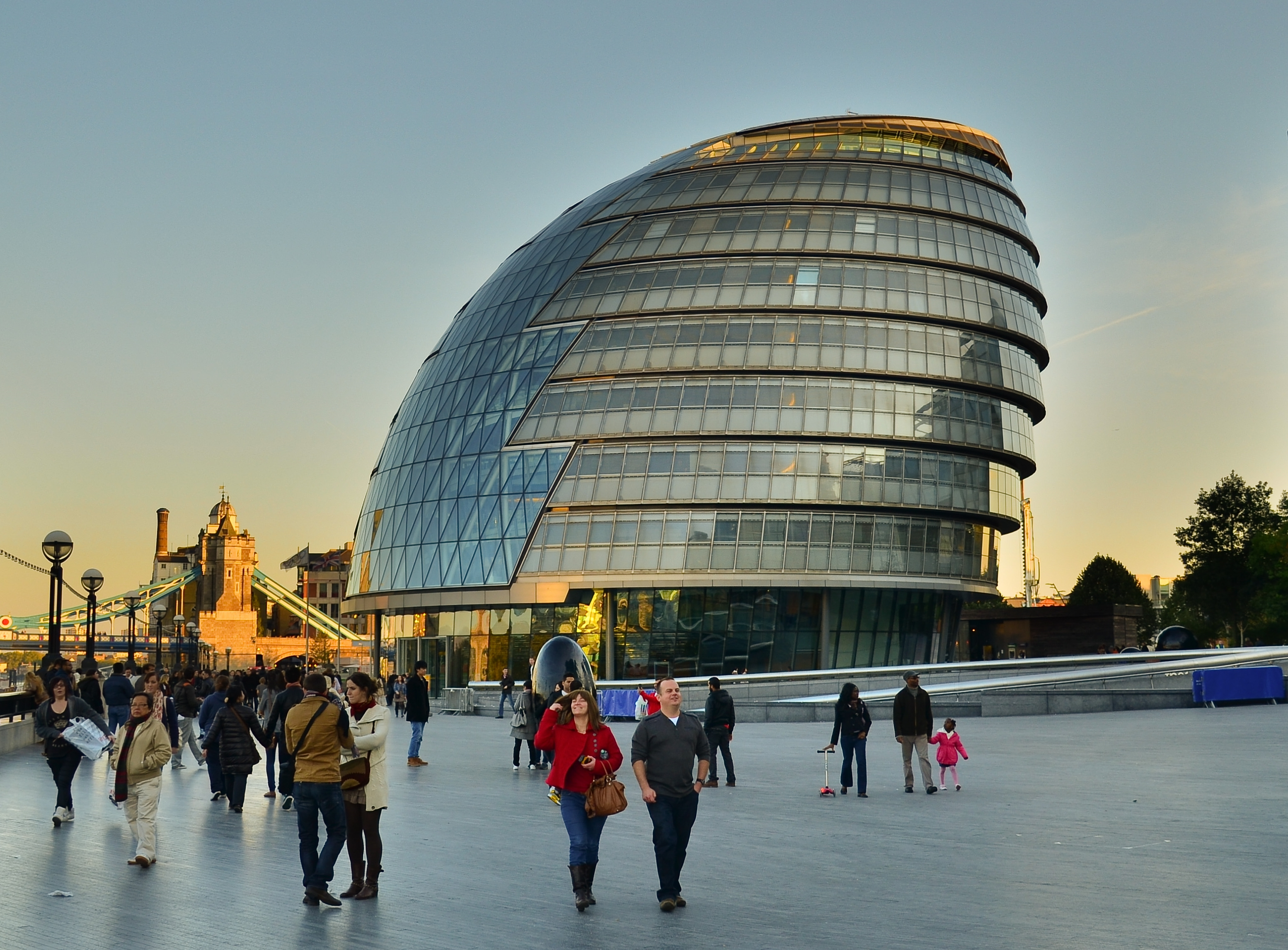
Ayuntamiento de Londres por Norman Foster (2002)
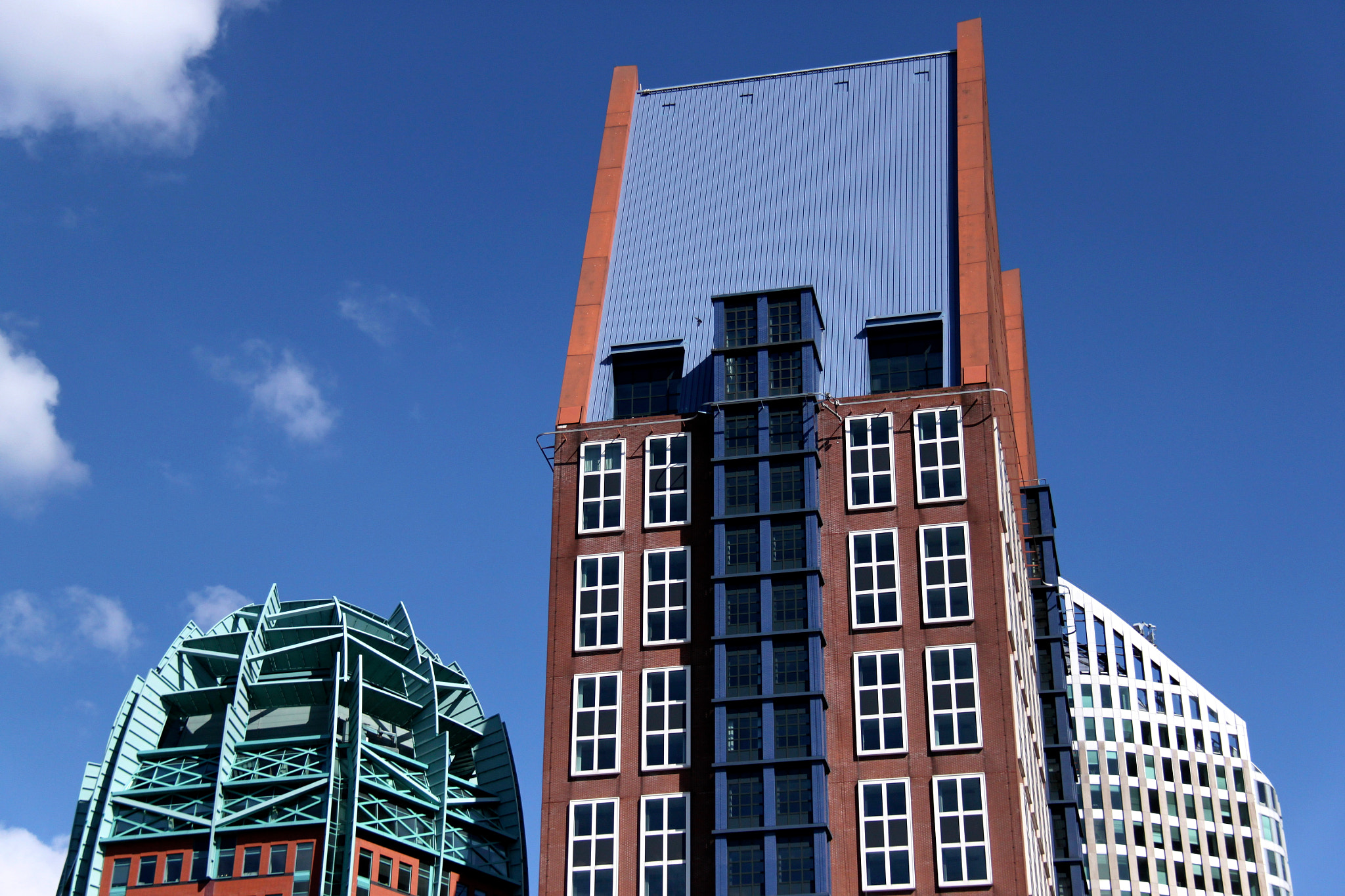
Ministerio neerlandés de Salud, Bienestar y Deportes en La Haya, Países Bajos, por Michael Graves (2003)
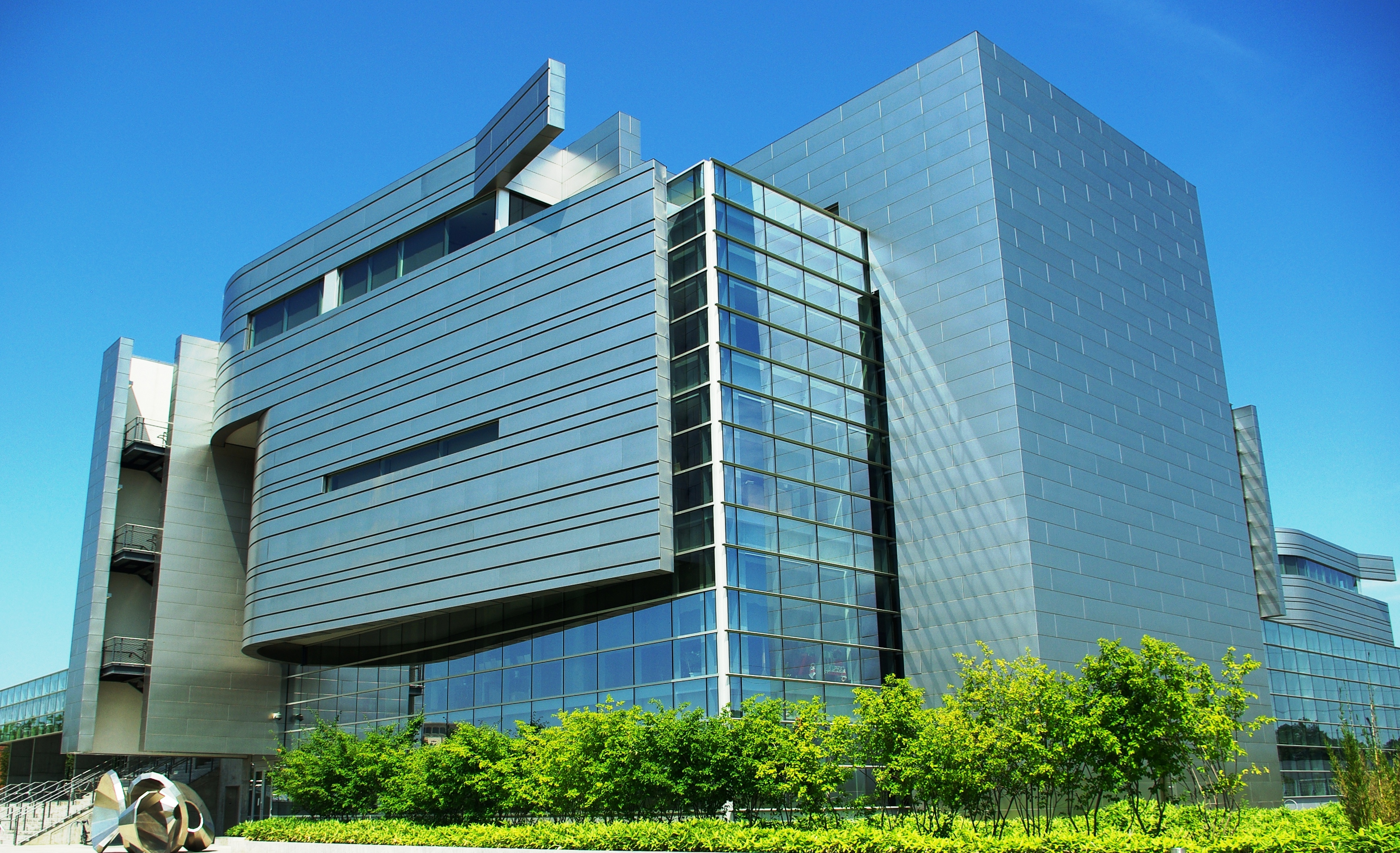
Palacio de Justicia de los Estados Unidos Wayne Lyman Morse en Eugene, Estados Unidos, por Thom Mayne (2006)
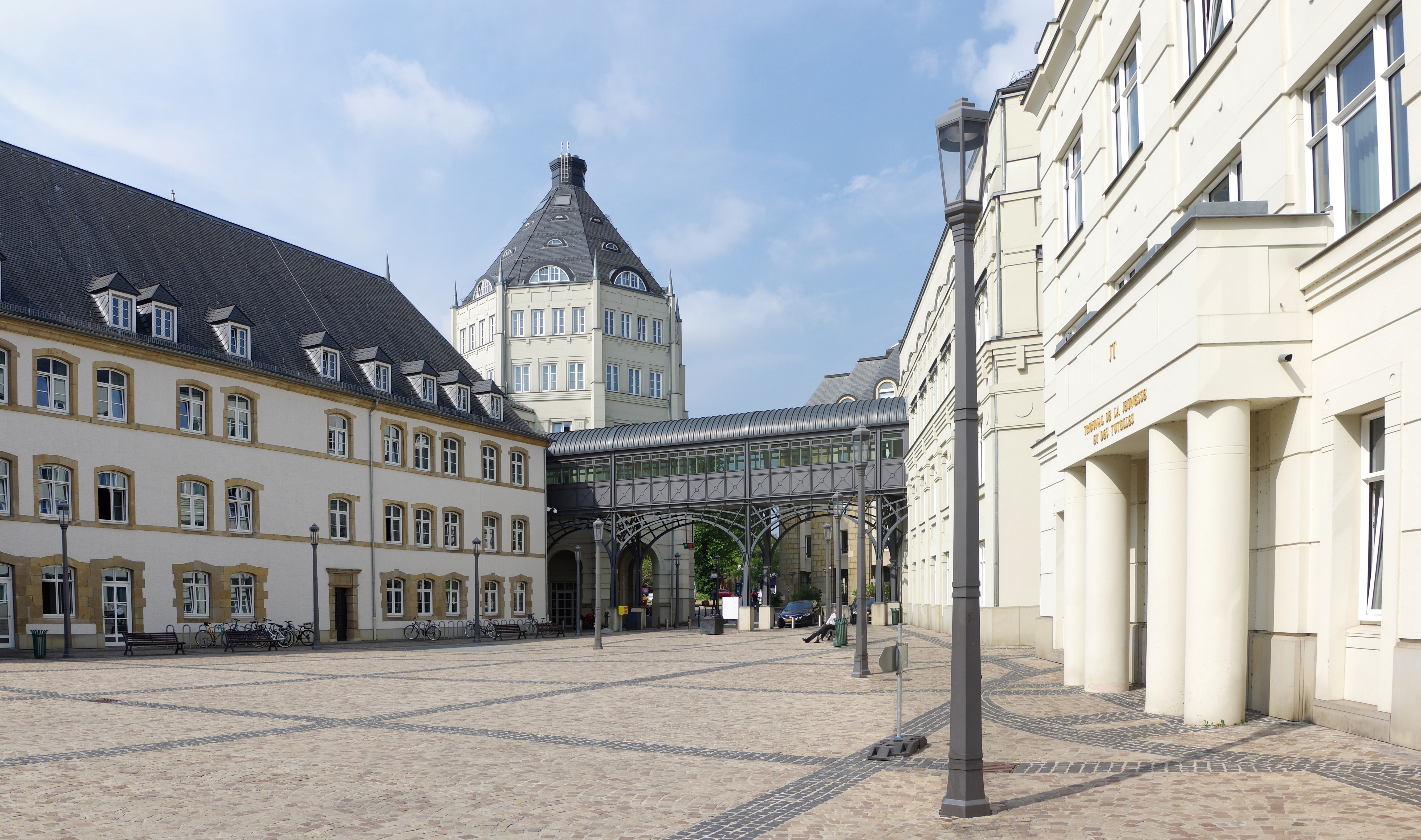
La ciudad judicial en Luxemburgo, de los hermanos León y Rob Krier (2008)
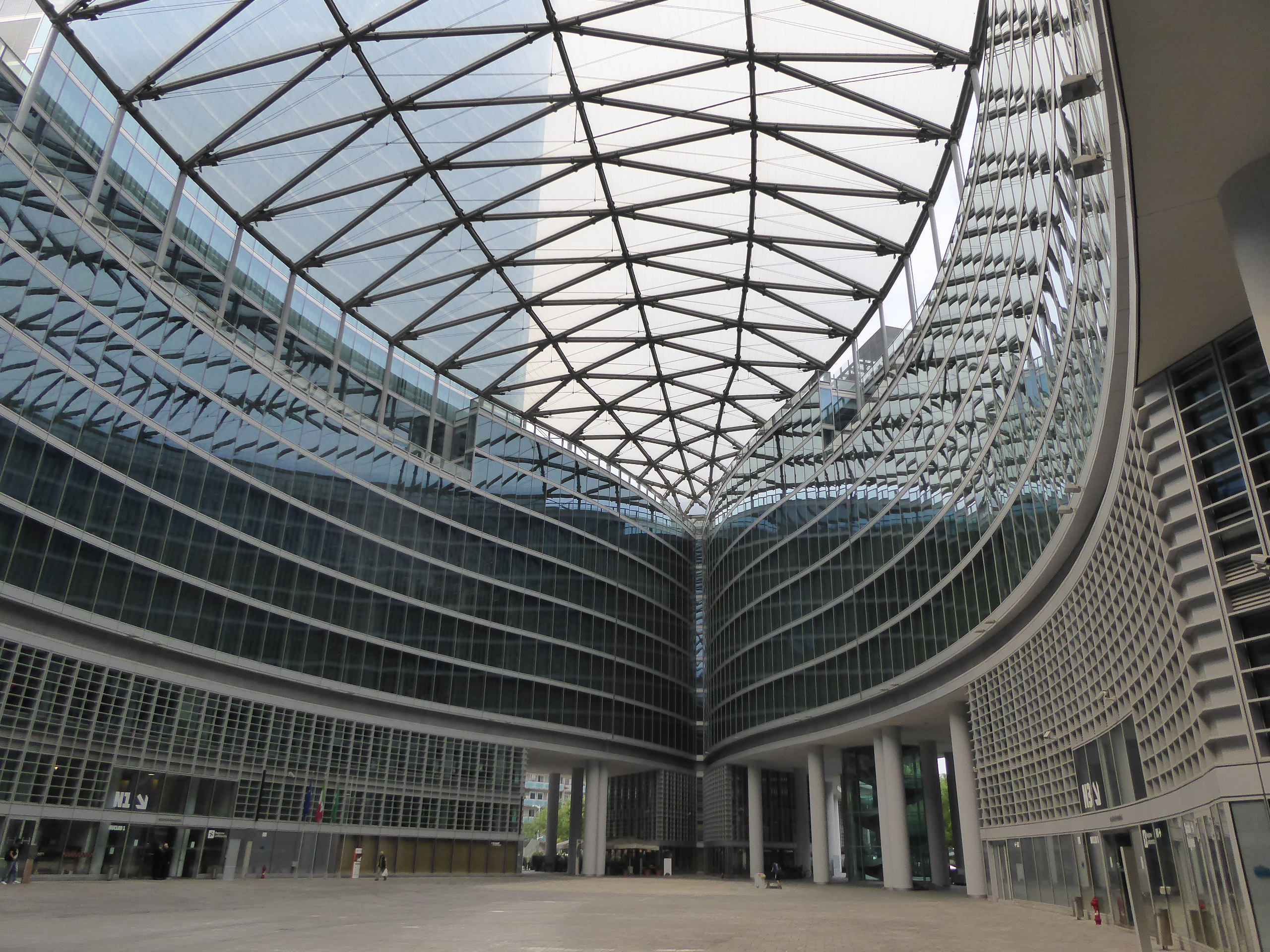
Palazzo Lombardia en Milán, por Pei Cobb Freed & Partners (2010)
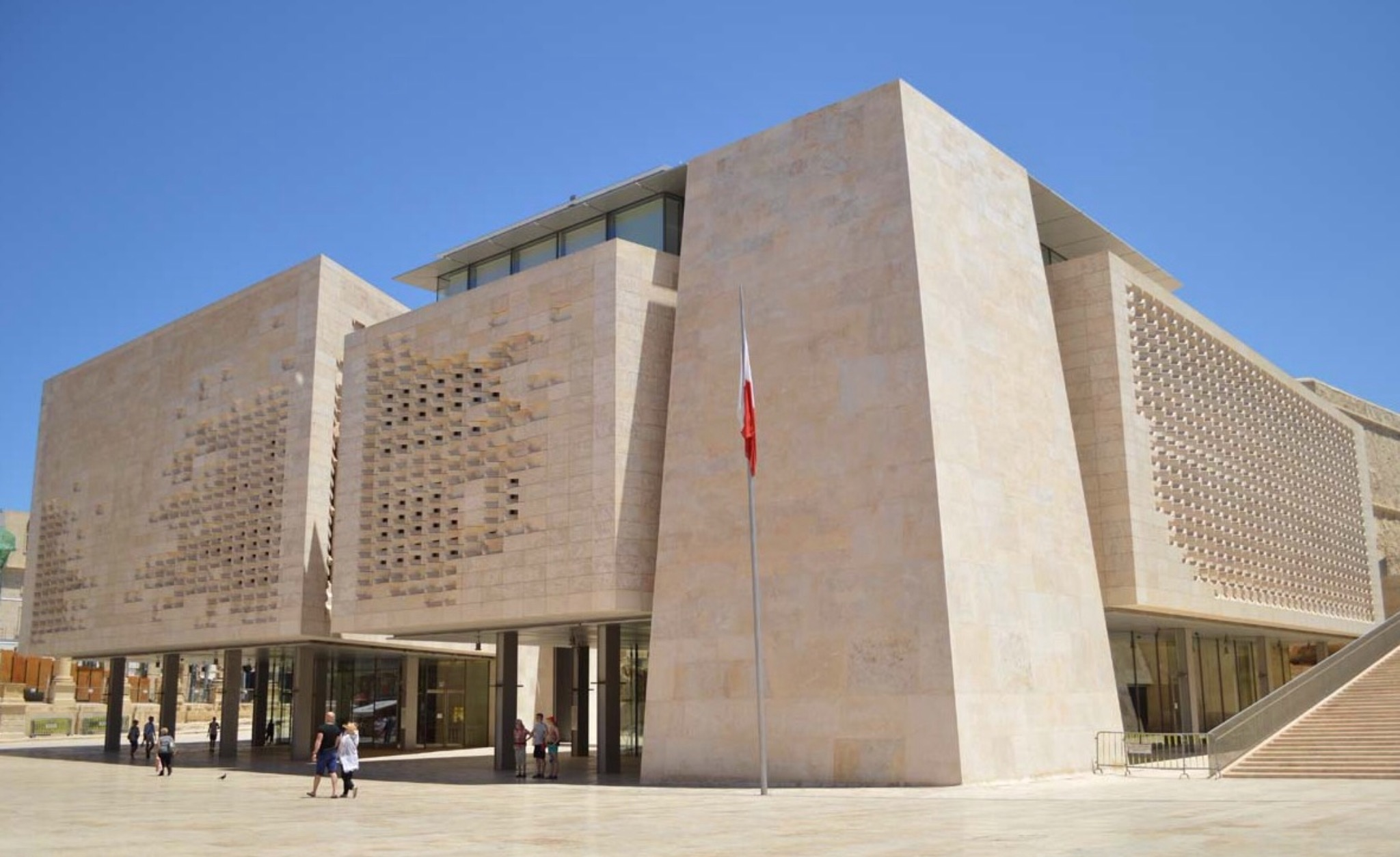
Casa del Parlamento en La Valeta, Malta por Renzo Piano (2015)
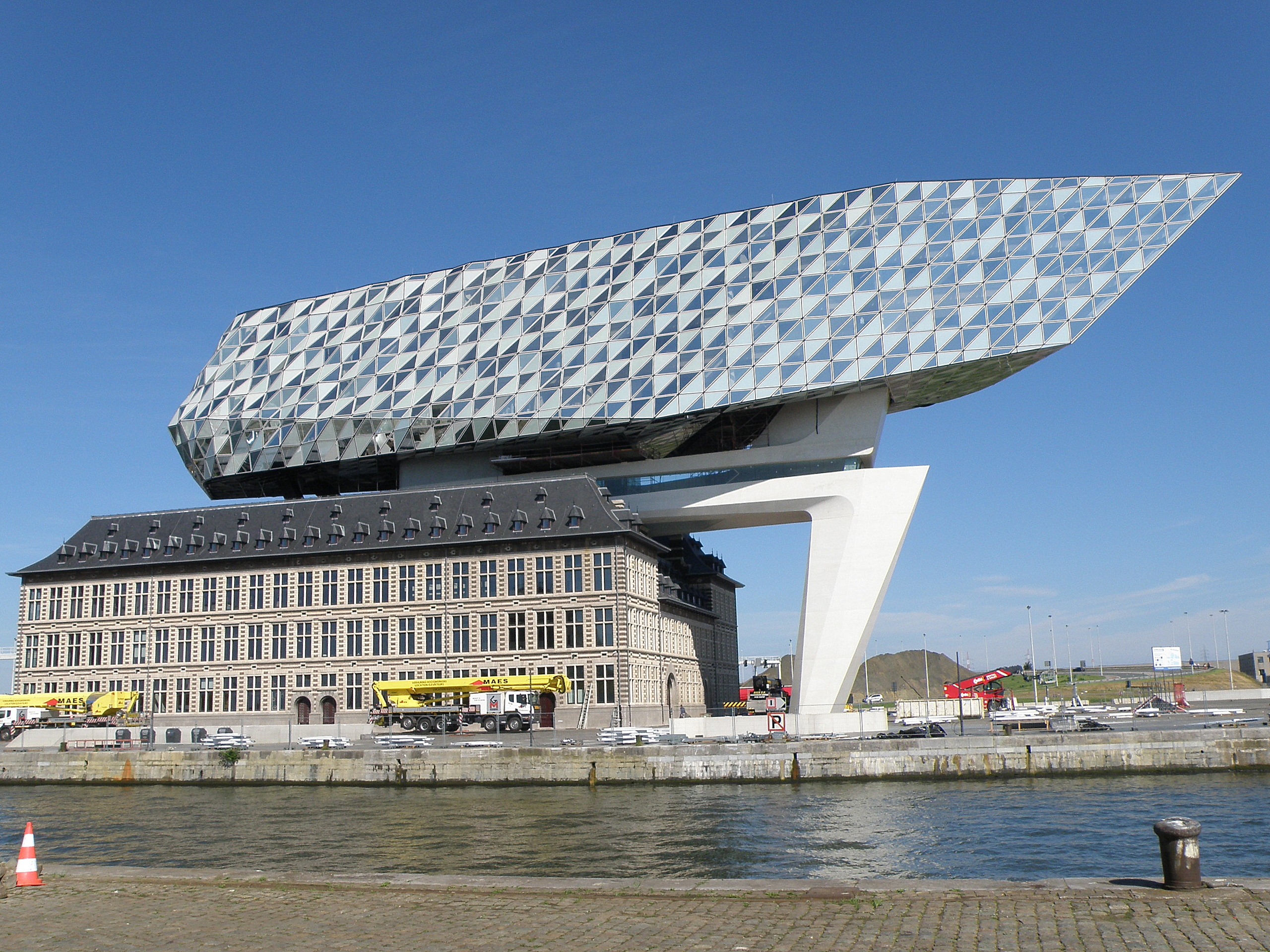
Edificio de la Autoridad Portuaria (Havenhuis) en Amberes, Bélgica, por Zaha Hadid (2016)

Los edificios gubernamentales, que alguna vez fueron casi universalmente serios y de aspecto sobrio, generalmente en variaciones de la escuela de arquitectura neoclásica, comenzaron a aparecer en formas más escultóricas e incluso caprichosas. Uno de los ejemplos más dramáticos fue el Ayuntamiento de Londres de Norman Foster (2002), sede de la Autoridad del Gran Londres. El inusual diseño del edificio en forma de huevo tenía como objetivo reducir la cantidad de paredes expuestas y ahorrar energía, aunque los resultados no cumplieron del todo las expectativas.
Algunos edificios gubernamentales nuevos, como la Casa del Parlamento en La Valeta, Malta de Renzo Piano (2015) crearon controversia debido al contraste entre su estilo y la arquitectura histórica que los rodea. La mayoría de los nuevos edificios gubernamentales intentan expresar solidez y seriedad; una excepción es la Autoridad Portuaria (Havenhuis) en Amberes, Bélgica, de Zaha Hadid (2016), donde una estructura similar a un barco de vidrio y acero sobre una percha de hormigón blanco parece haber aterrizado sobre el antiguo edificio portuario construido en 1922. La estructura de vidrio facetado también se asemeja a un diamante, símbolo del papel de Amberes como principal mercado de diamantes en Europa.

## Edificios universitarios

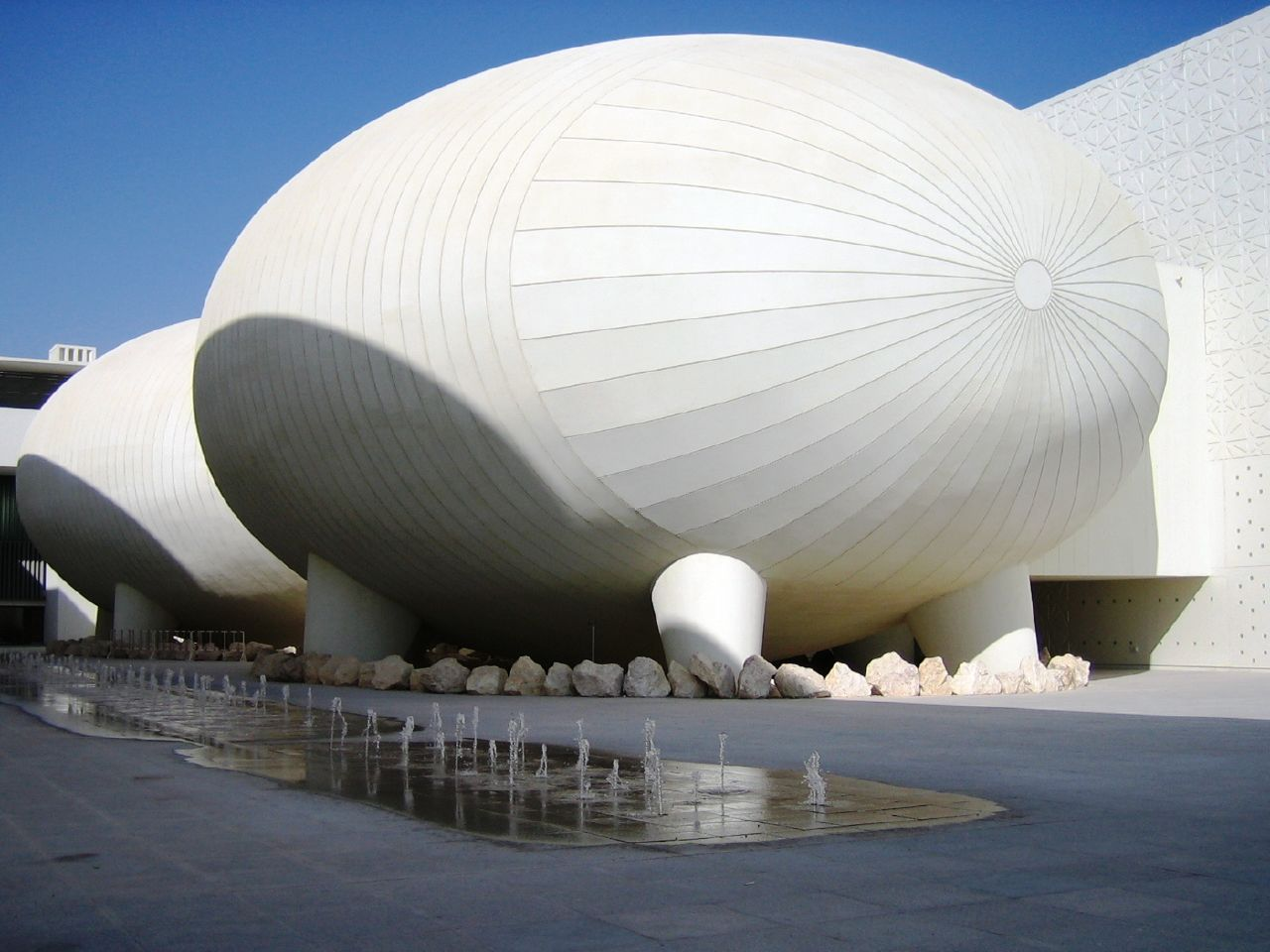
Facultad de Medicina Weill Cornell en Catar por Arata Isozaki (2004)
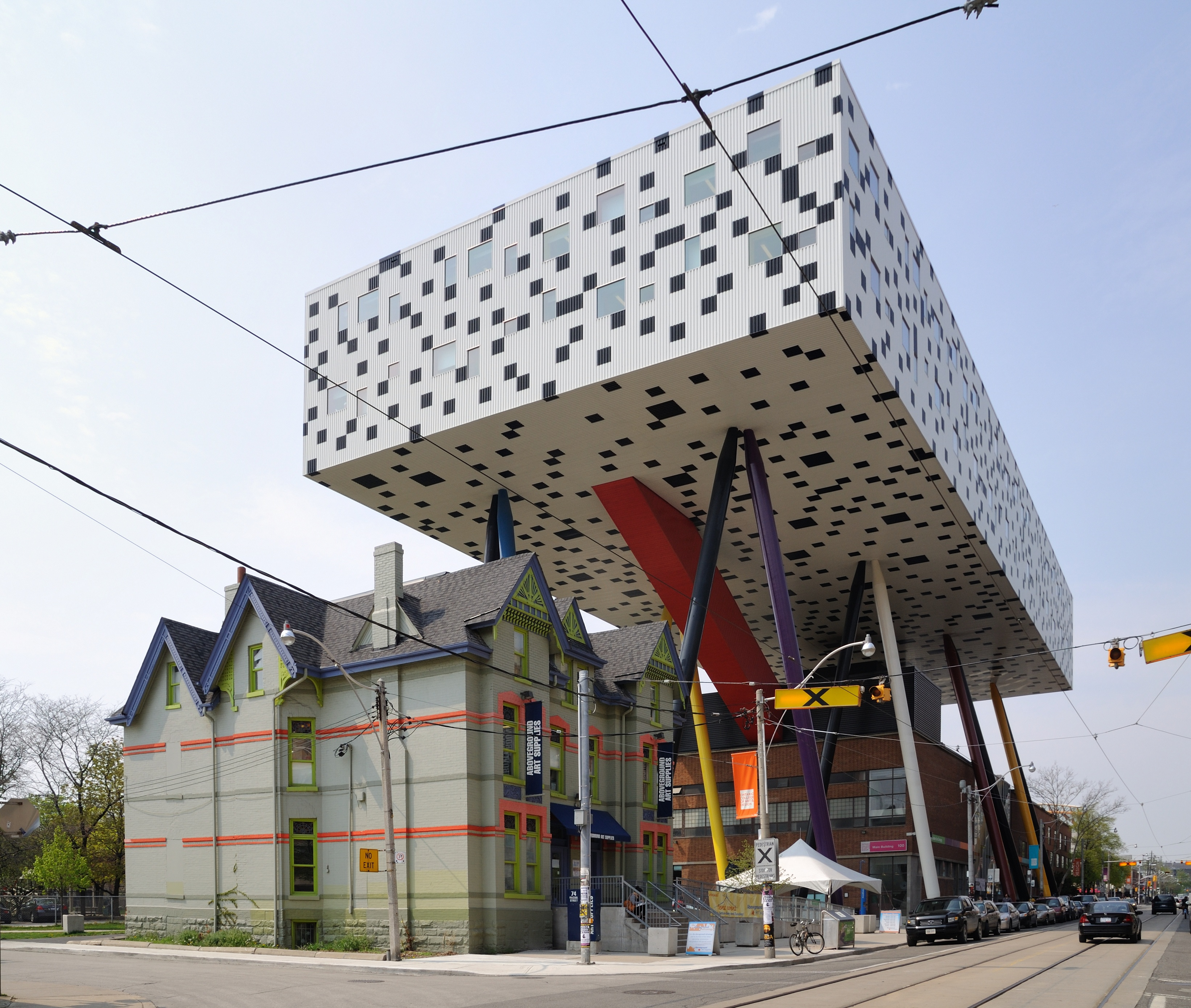
Centro Sharp de Diseño de la Facultad de Arte y Diseño de Ontario, por Will Alsop (2004)
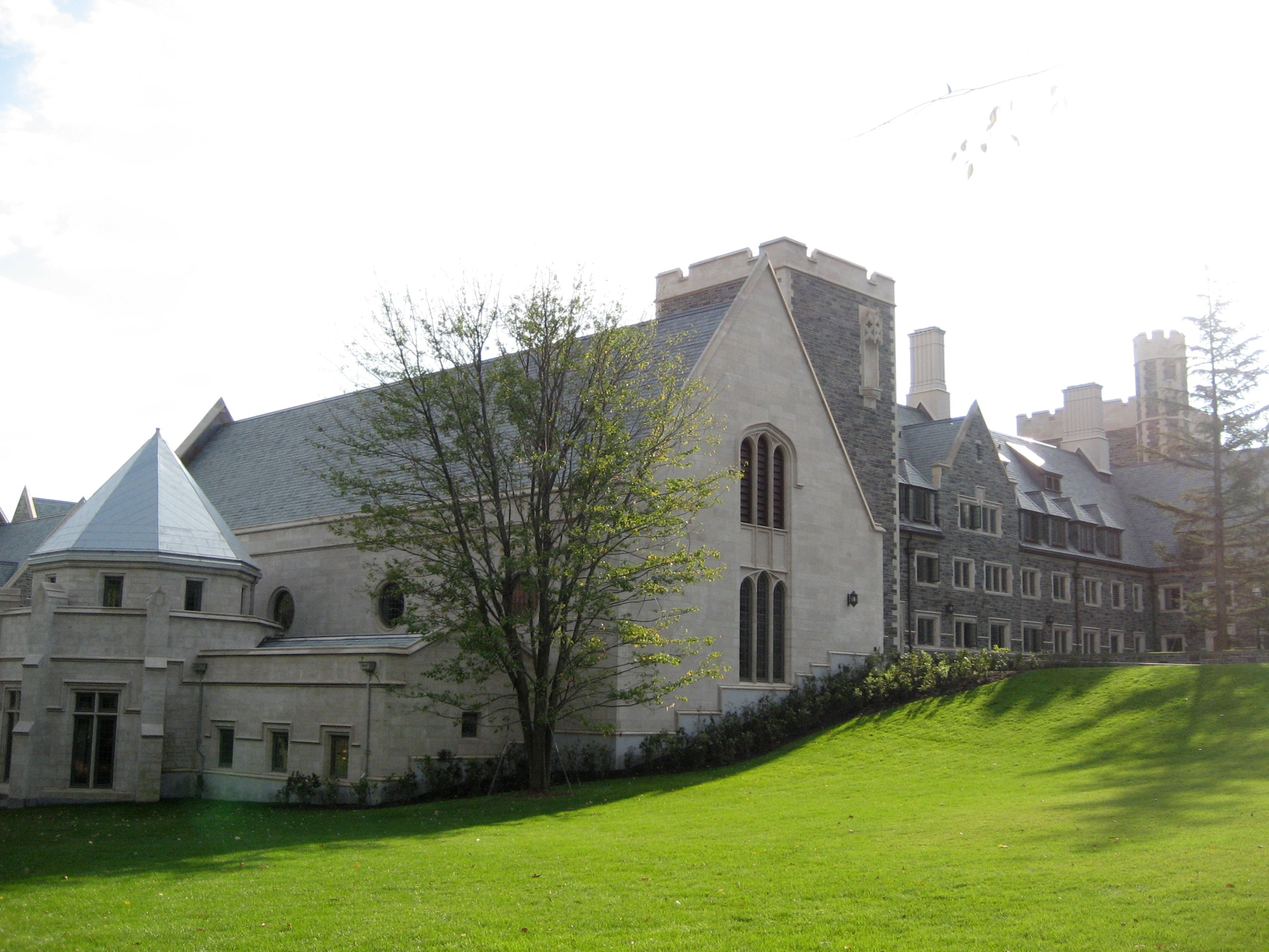
Whitman College de la Universidad de Princeton, por Demetrio Porfirios (2007)
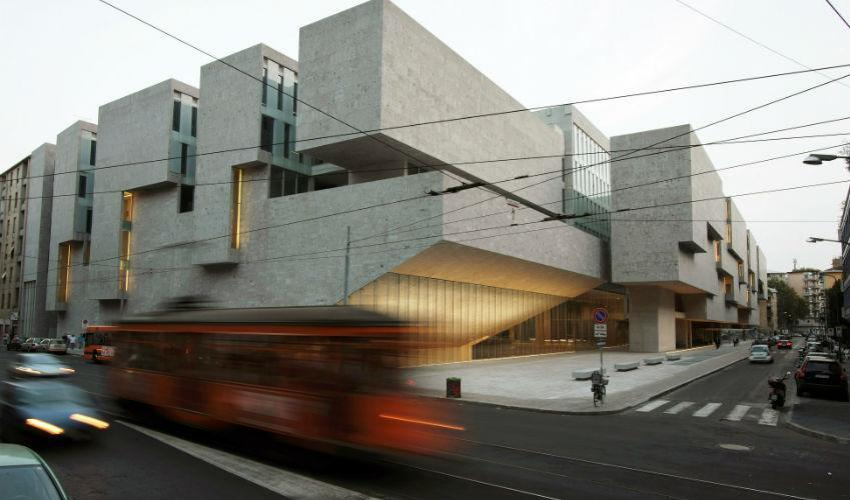
Edificio Roentgen de la Universidad Bocconi en Milán por Grafton Architects (2008)
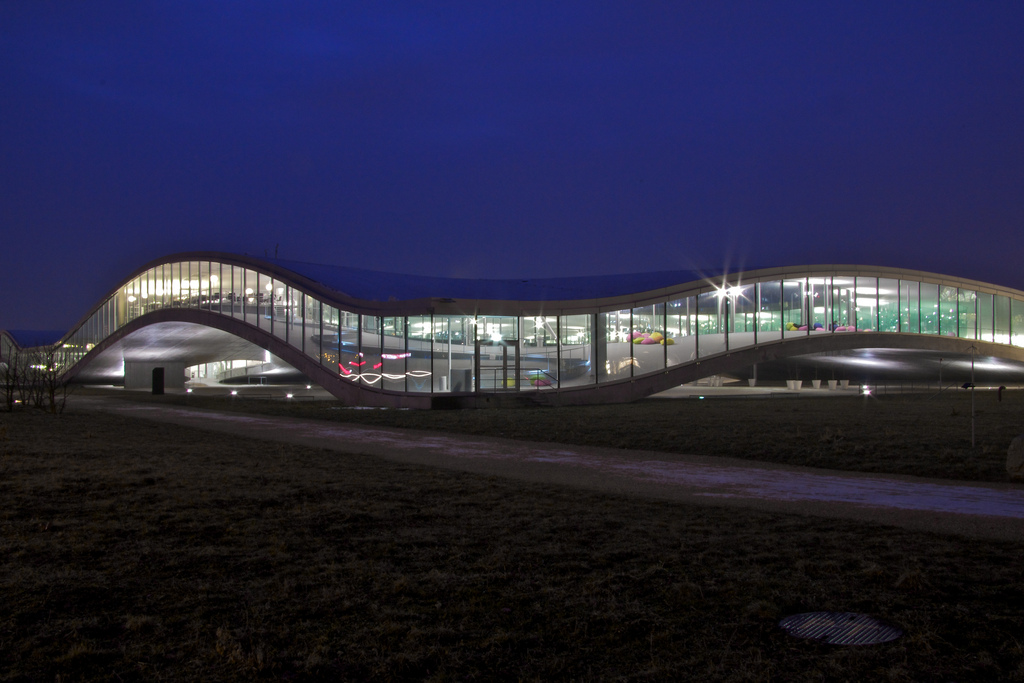
Centro de Aprendizaje Rolex en la Escuela Politécnica Federal de Lausana en Lausana, Suiza, por SANAA (2010)
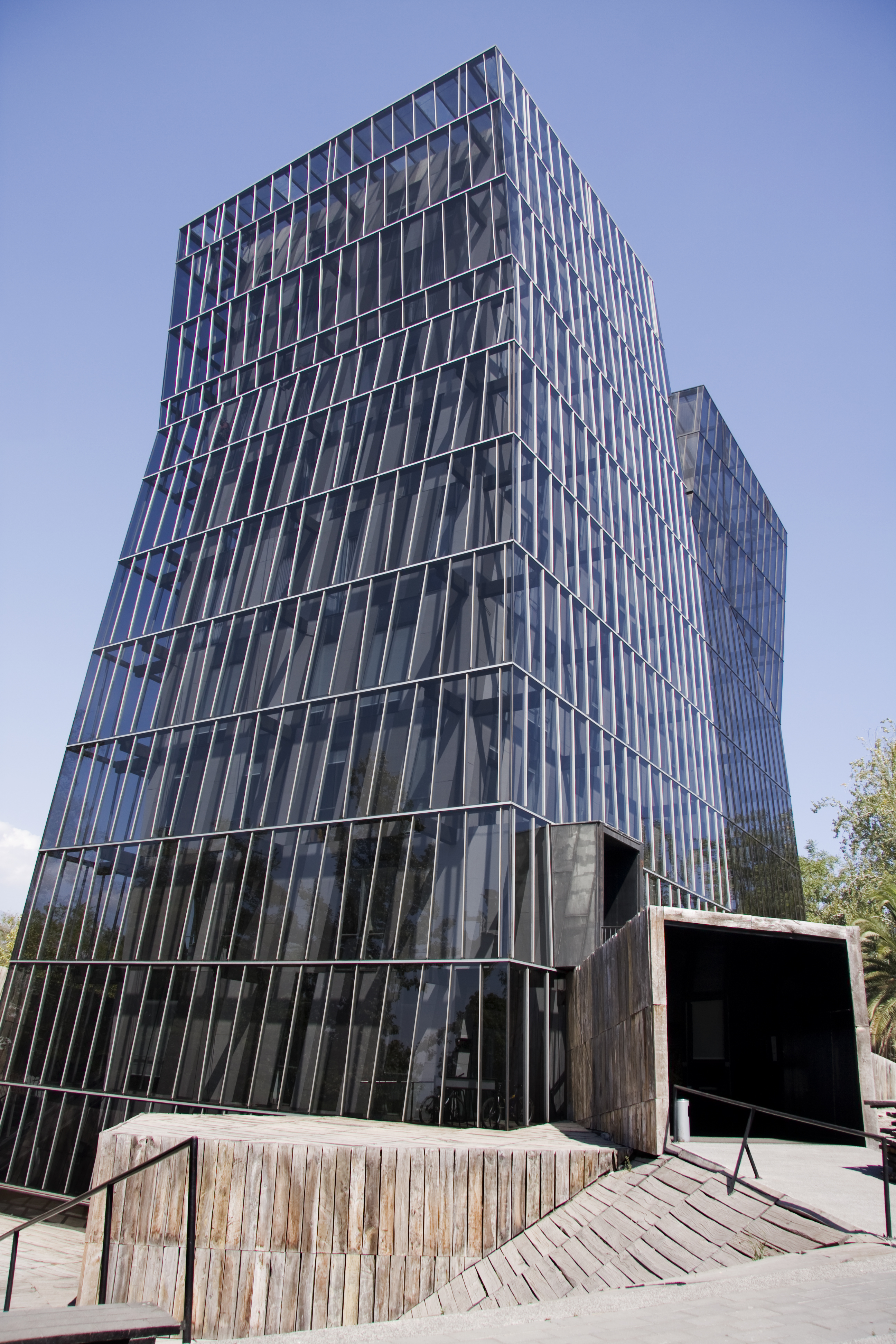
Las Torres Siamesas en la Pontificia Universidad Católica de Chile por Alejandro Aravena (2013)
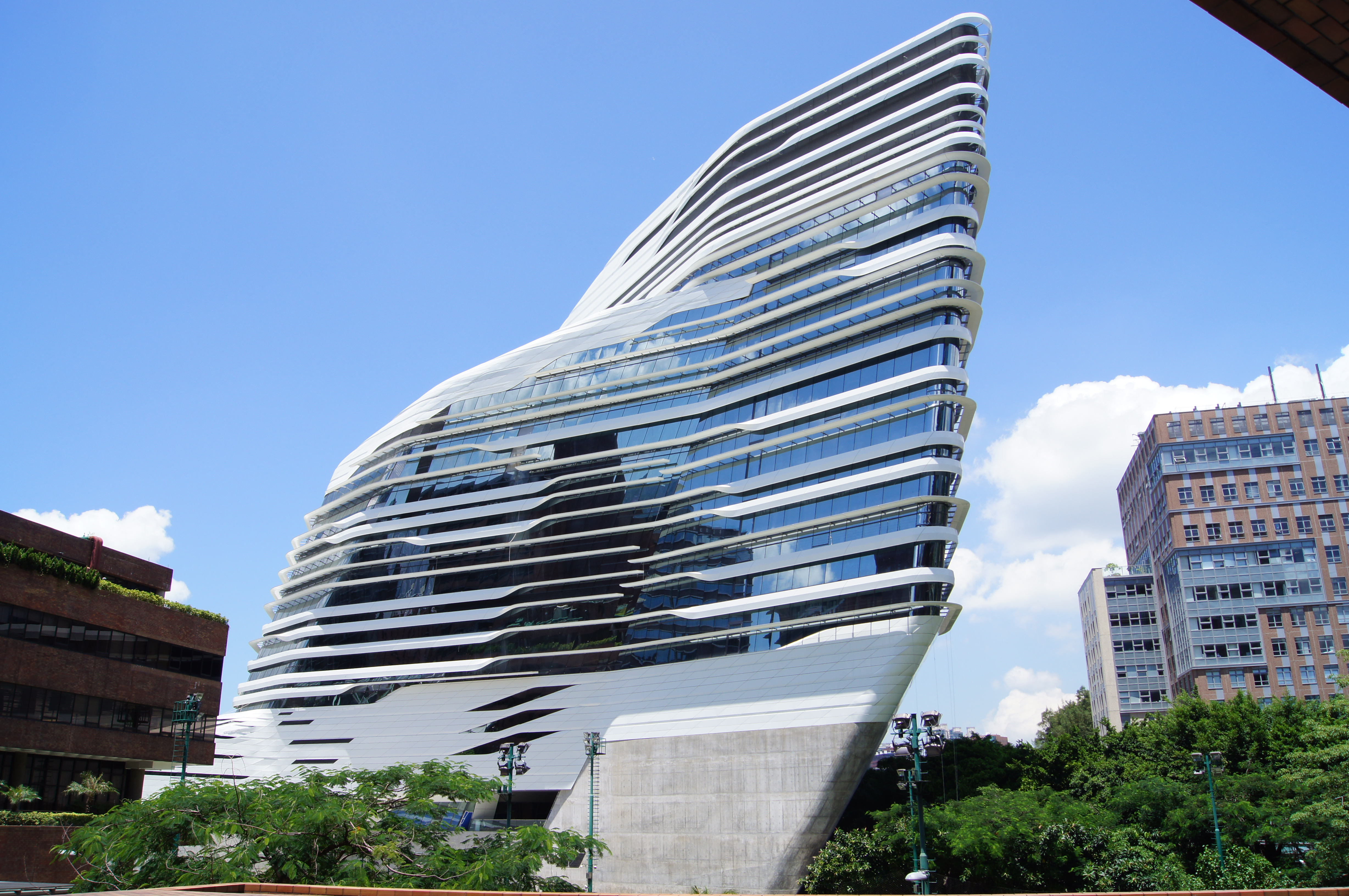
Innovation Tower en la Universidad Politécnica de Hong Kong por Zaha Hadid (2013)
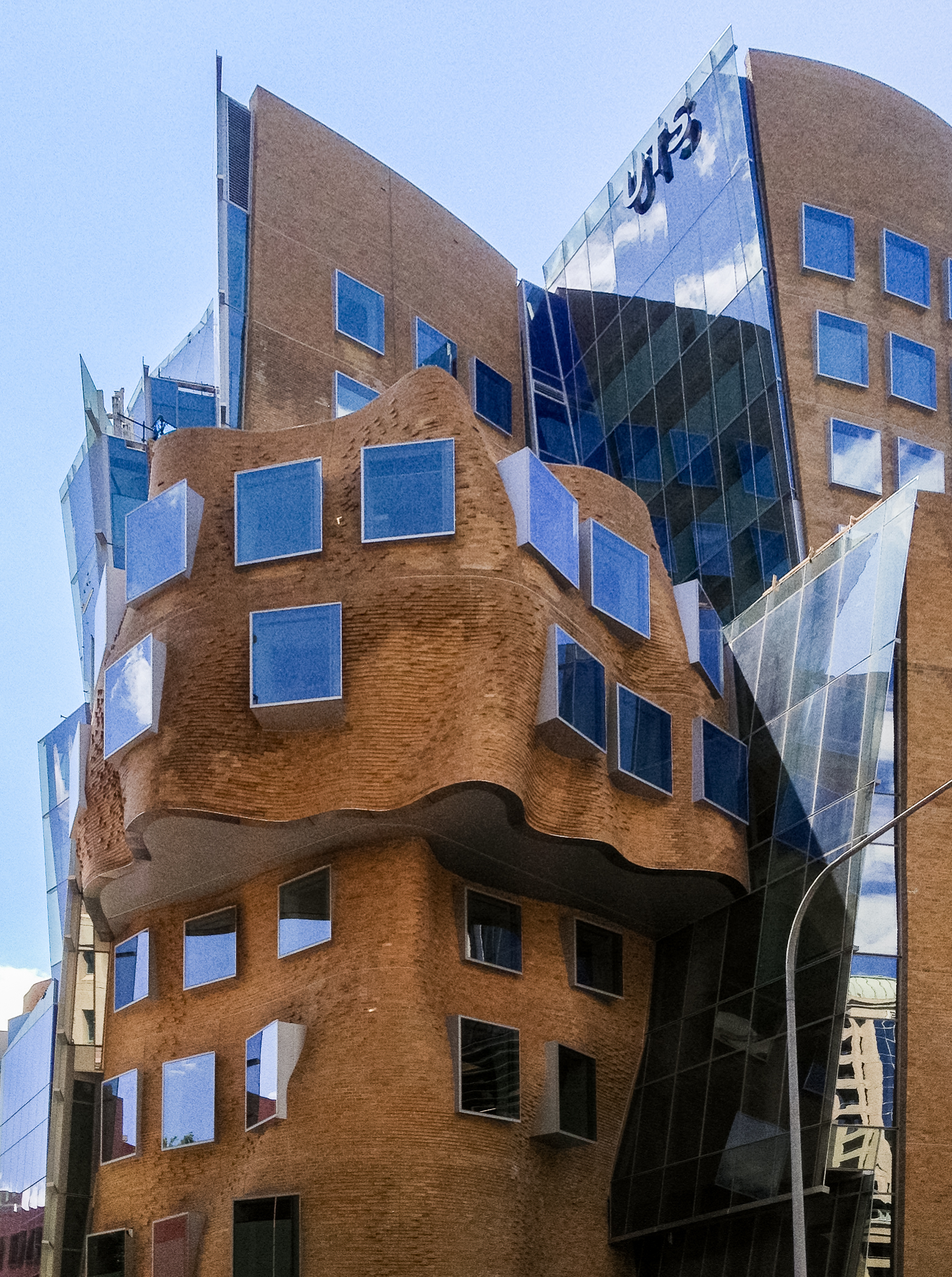
Edificio Dr. Chau Chak Wing en Sídney, Australia, por Frank Gehry (2014)
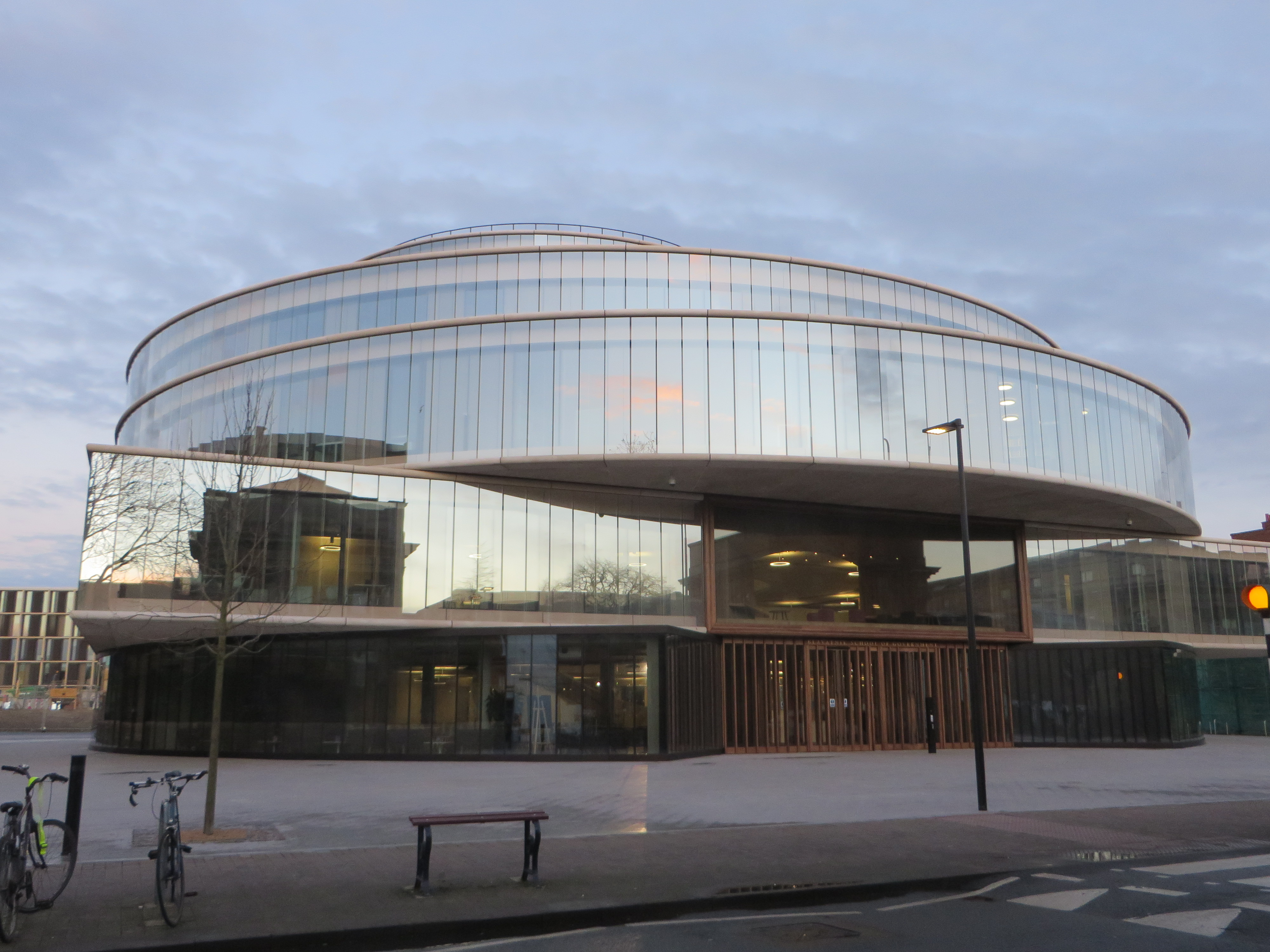
Escuela de Gobierno Blavatnik de la Universidad de Oxford, Reino Unido, por Herzog & de Meuron (2015)

El Dr Chau Chak Wing Building es un edificio de la Escuela de Negocios de la Universidad Tecnológica de Sídney en Australia, diseñado por Frank Gehry y terminado en 2015. La fachada del edificio, hecha de 320.000 ladrillos diseñados a medida, fue descrita por un crítico como una "bolsa de papel marrón aplastada". Frank Gehry respondió: "Tal vez sea una bolsa de papel marrón, pero por dentro es flexible y hay mucho espacio para cambios o movimientos". Las Torres Gemelas Siamesas en la Pontificia Universidad Católica de Chile fueron diseñadas por el arquitecto chileno Alejandro Aravena (nacido en 1967), terminadas en 2013. Aravena fue galardonado con el Premio Pritzker en 2016.

## Bibliotecas

Bibliotheca Alexandrina en Alejandría, Egipto por Snøhetta (2002)
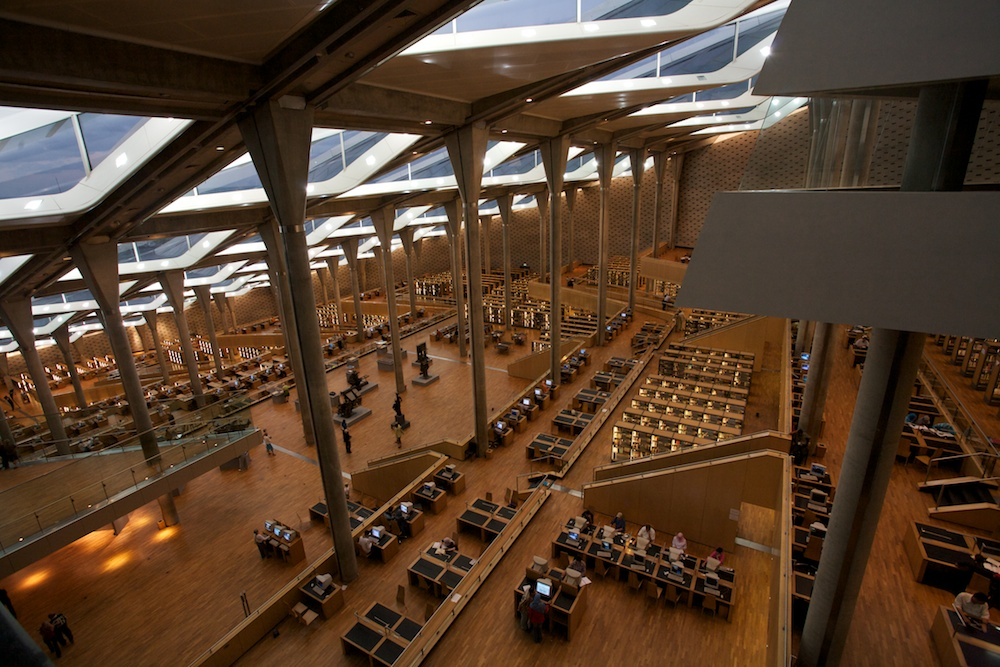
Interior de la Bibliotheca Alexandrina (2002)
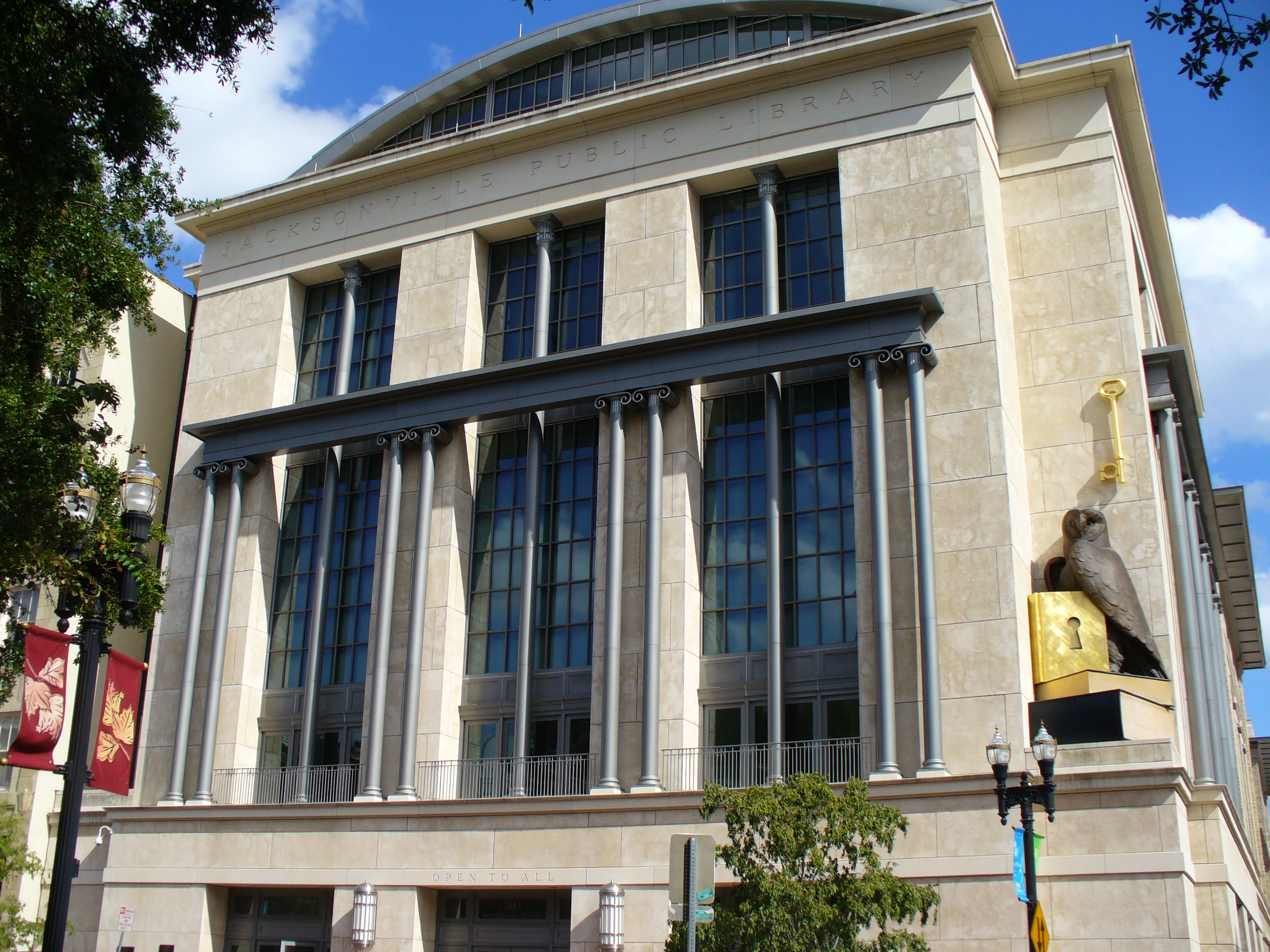
Jacksonville Public Library en Jacksonville, Estados Unidos, por Robert A.M. Stern Architects (2005)
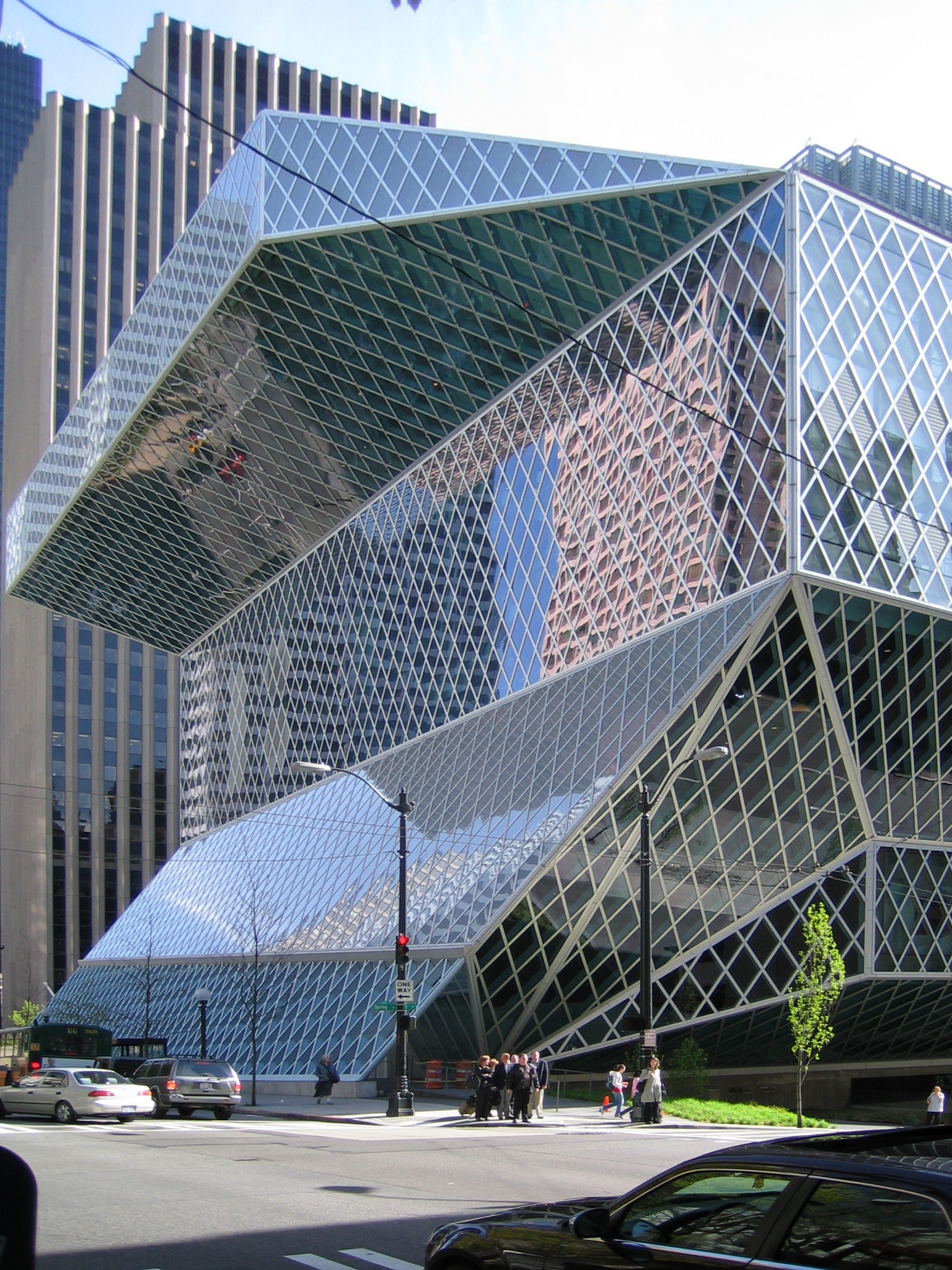
Biblioteca Central de Seattle por Rem Koolhaas (2006)
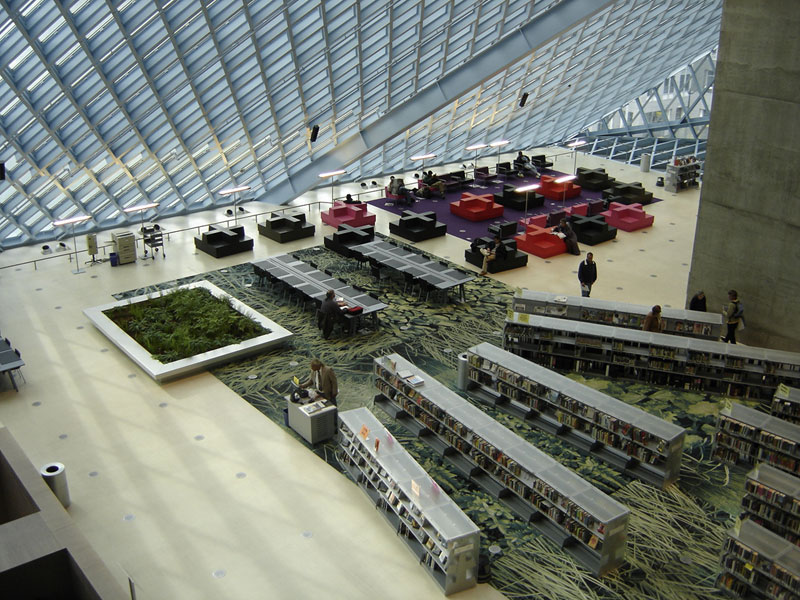
Interior de la Biblioteca Central de Seattle por Rem Koolhaas (2006)
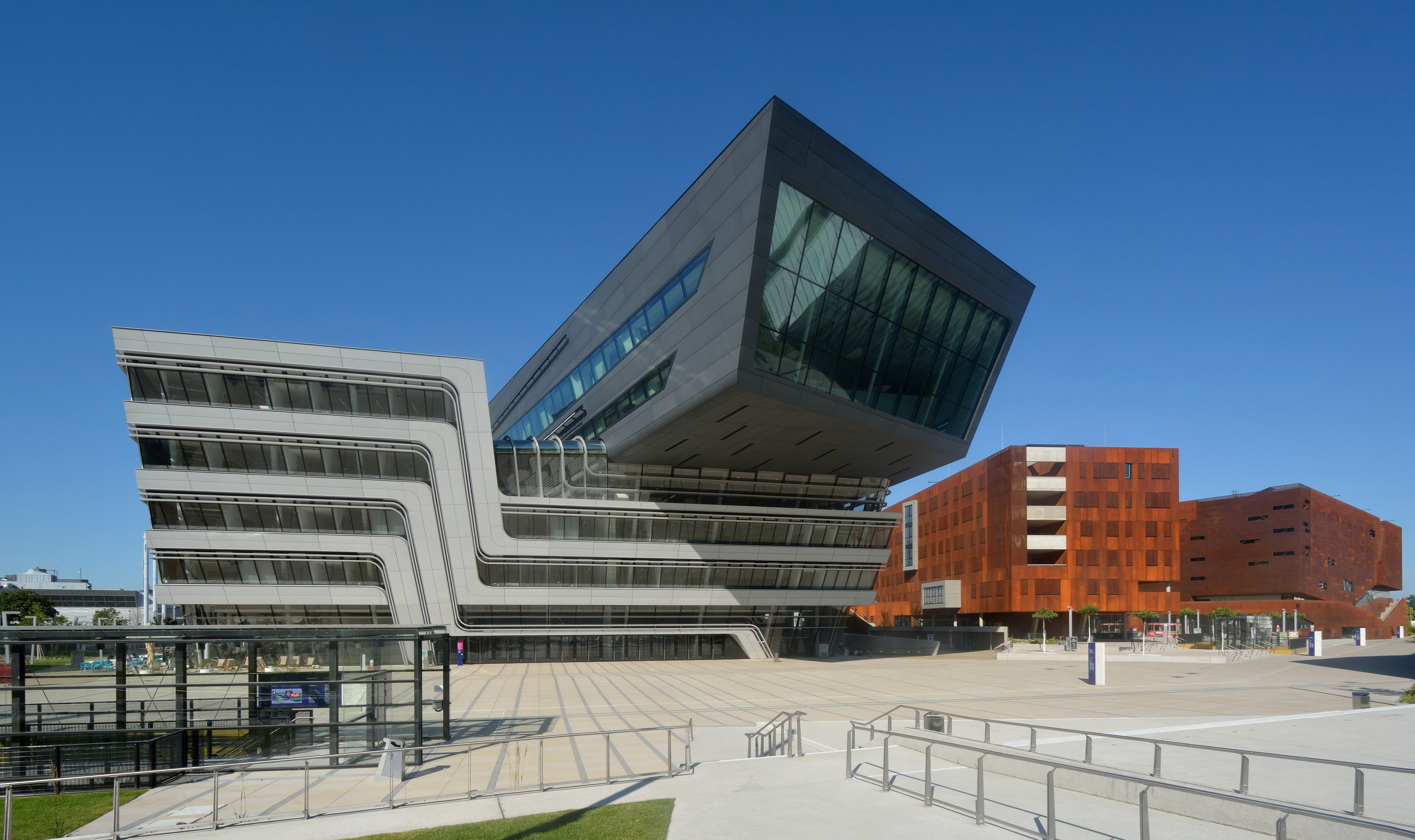
Biblioteca y centro de aprendizaje de la de Universidad de Viena, por Zaha Hadid (2008)
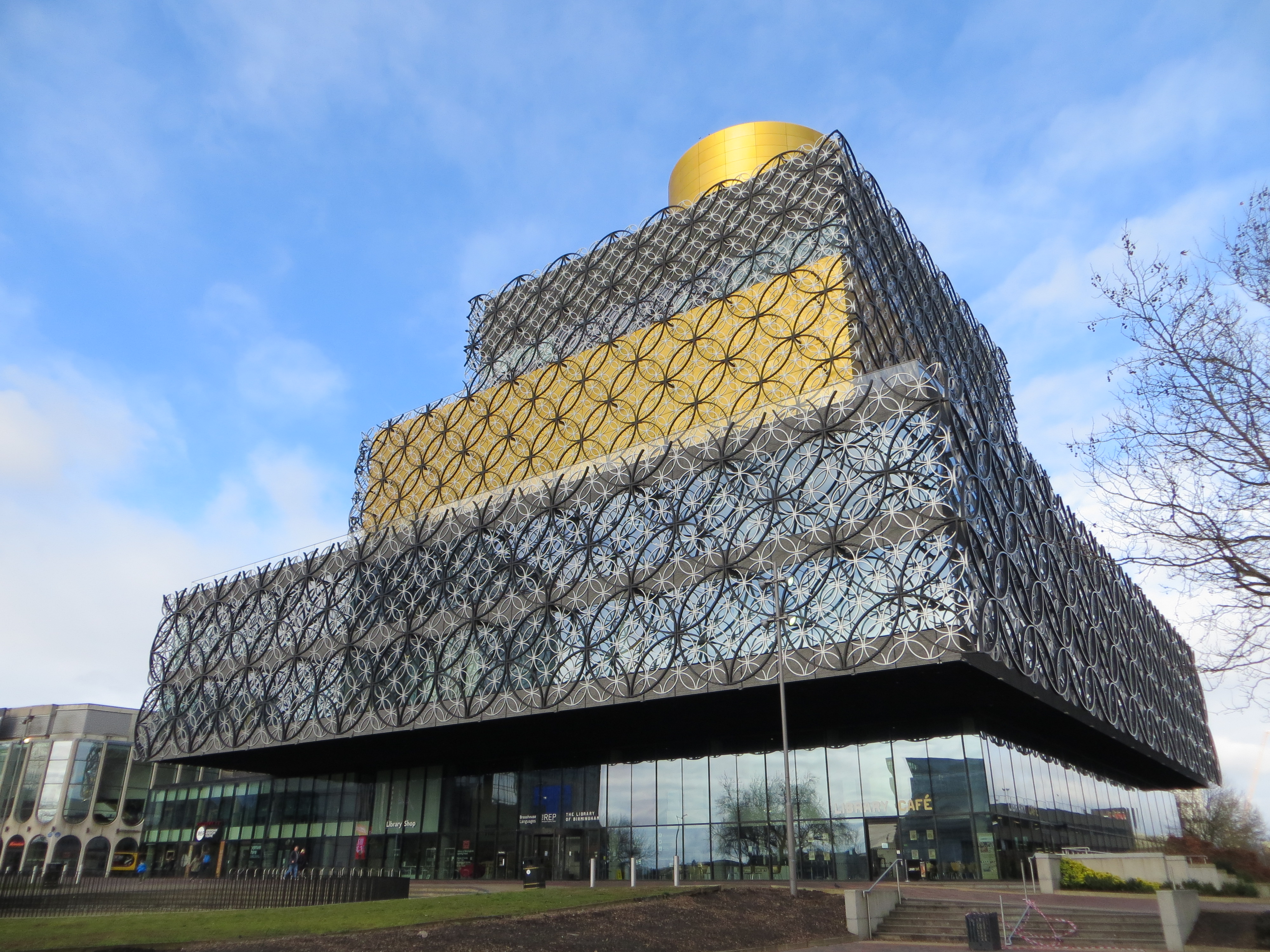
Biblioteca de Birmingham en Birmingham, Inglaterra por Francine Houben (2013)
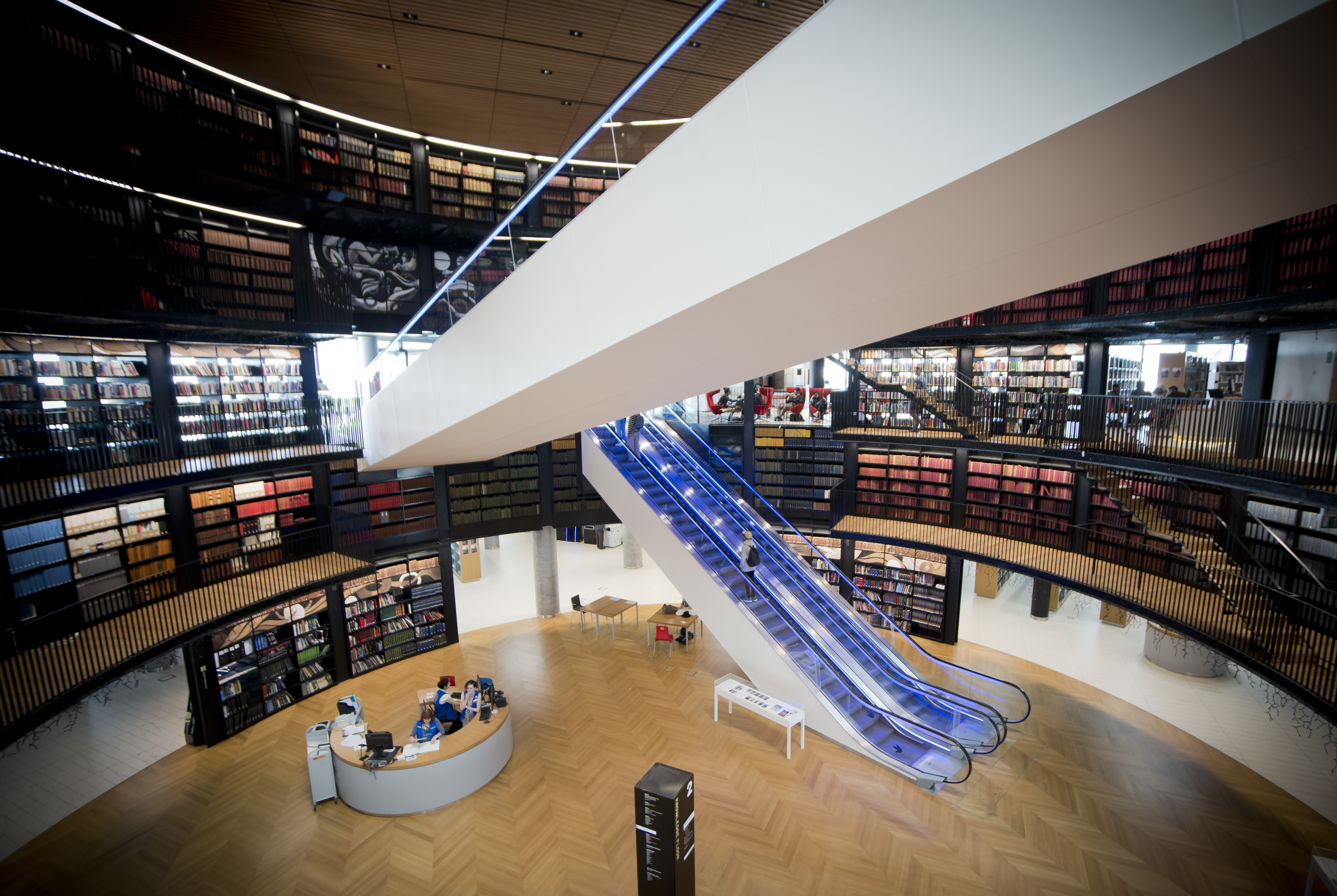
Parte del interior de la Biblioteca de Birmingham
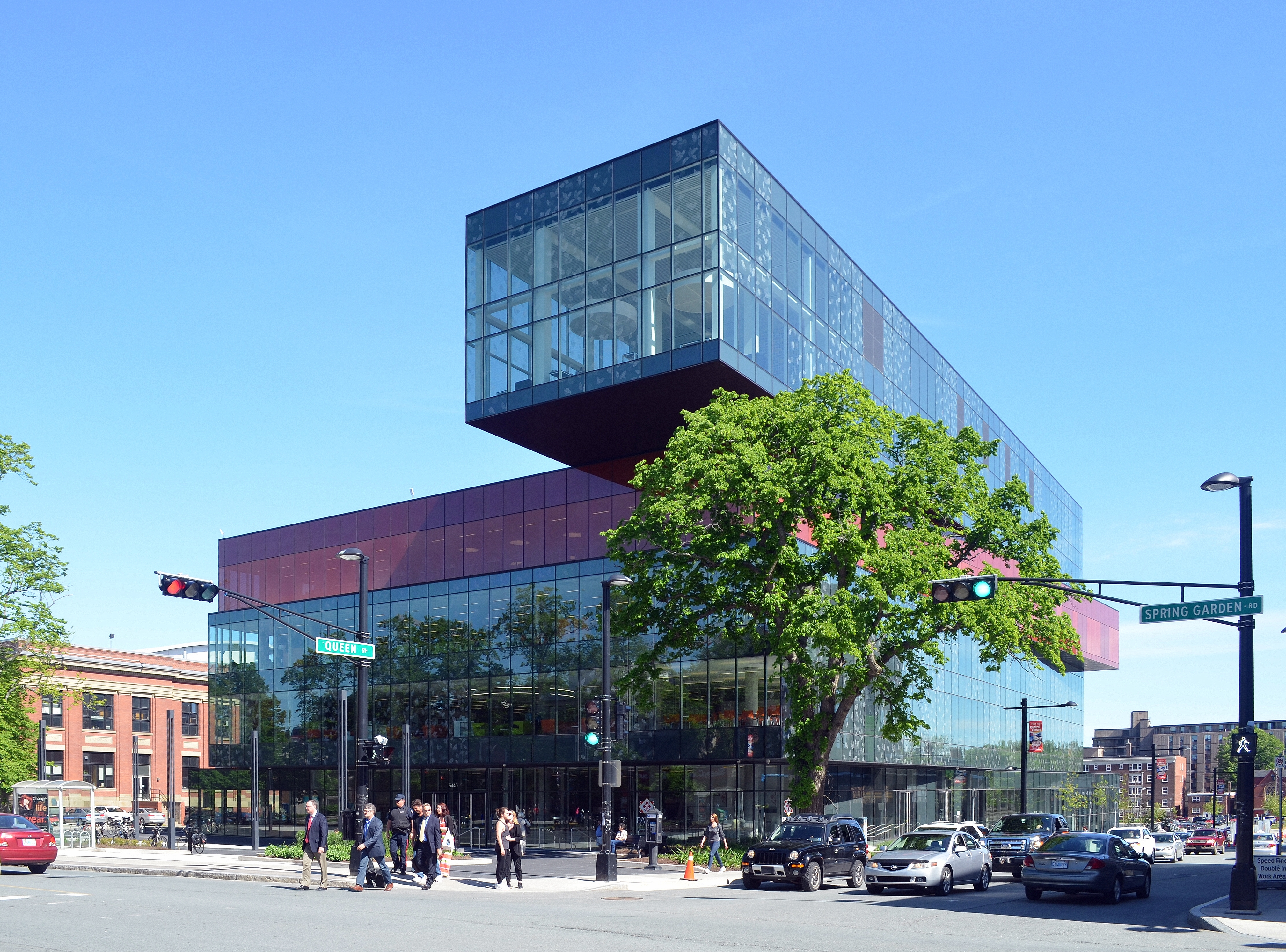
Biblioteca Central de Halifax en Halifax, Canada por Schmidt Hammer Lassen Architects (2014)
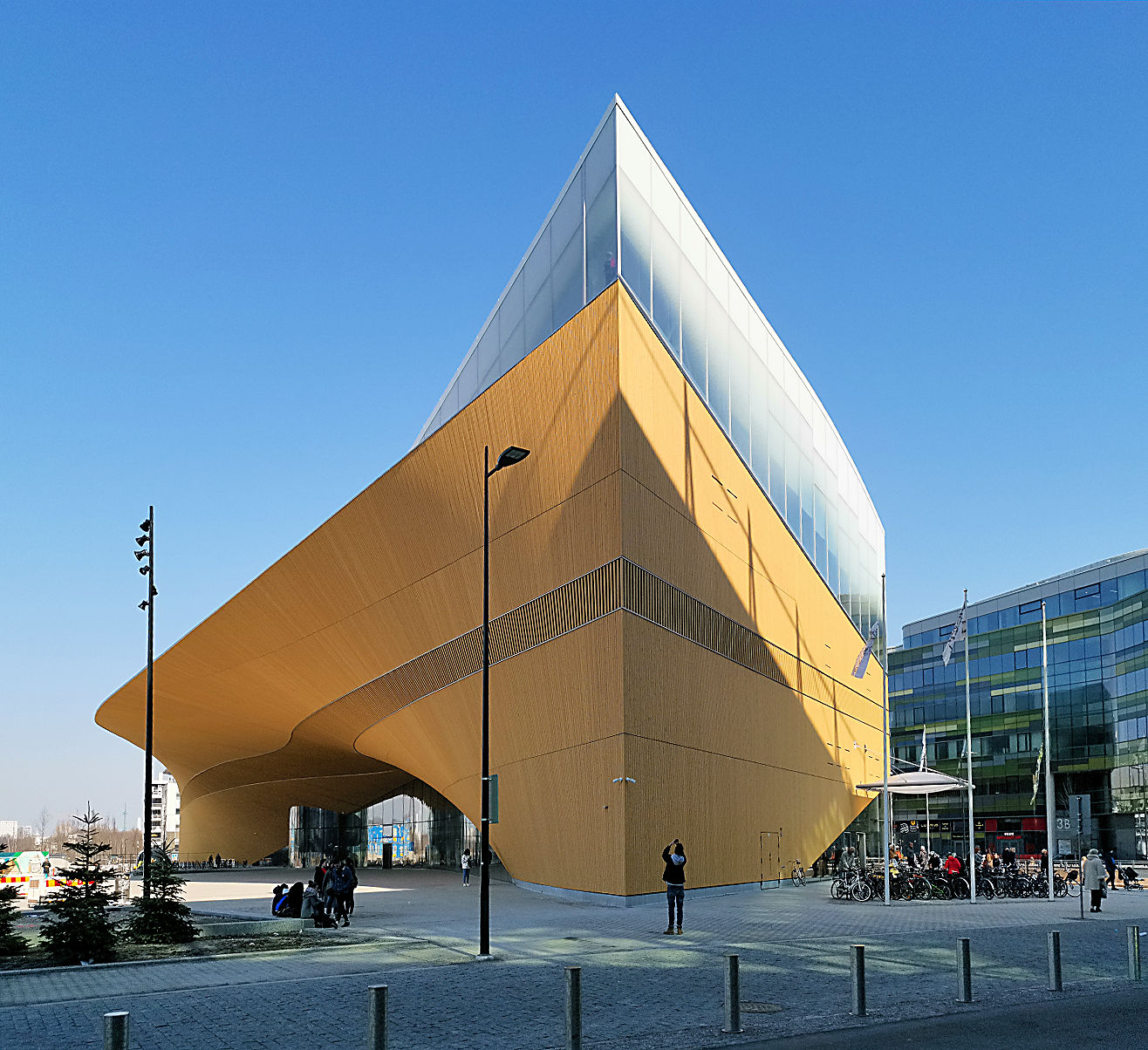
Helsinki Central Library Oodi en Finlandia (2018)

La Bibliotheca Alexandrina en Alejandría, Egipto, de la firma noruega Snøhetta (2002), intenta recrear, en forma moderna, la famosa Biblioteca de Alejandría de la antigüedad. El edificio, al borde del Mediterráneo, tiene espacio para ocho millones de libros y una sala de lectura principal que cubre 20 000 metros cuadrados (23 919,8 yd²) en once niveles en cascada, además de galerías para exposiciones y un planetario. La sala de lectura principal está cubierta por un techo de cristal de 32 metros de altura, inclinado hacia el mar como un reloj de sol y con un diámetro de unos 160 m. Las paredes son de granito gris de Asuán, talladas con caracteres de 120 escrituras humanas diferentes. La Biblioteca Central de Seattle, obra del arquitecto holandés Rem Koolhaas (2006), presenta una envoltura de vidrio y acero alrededor de una pila de plataformas. Una característica inusual es una rampa con estanterías continuas que ascienden en espiral cuatro pisos.

## Centros comerciales y tiendas minoristas

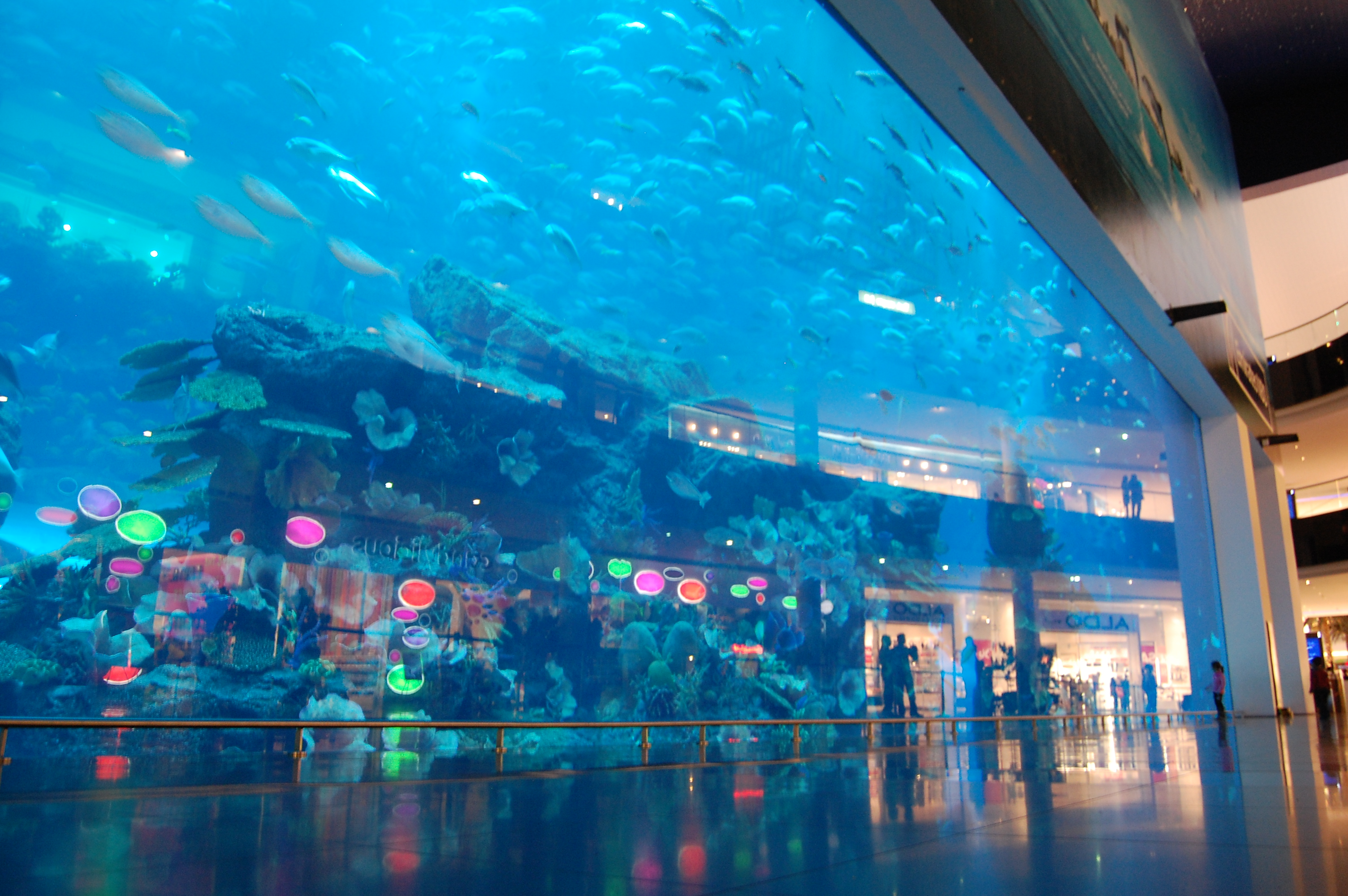
El acuario del Dubai Mall en Emiratos Árabes Unidos por DP Architects (2008)
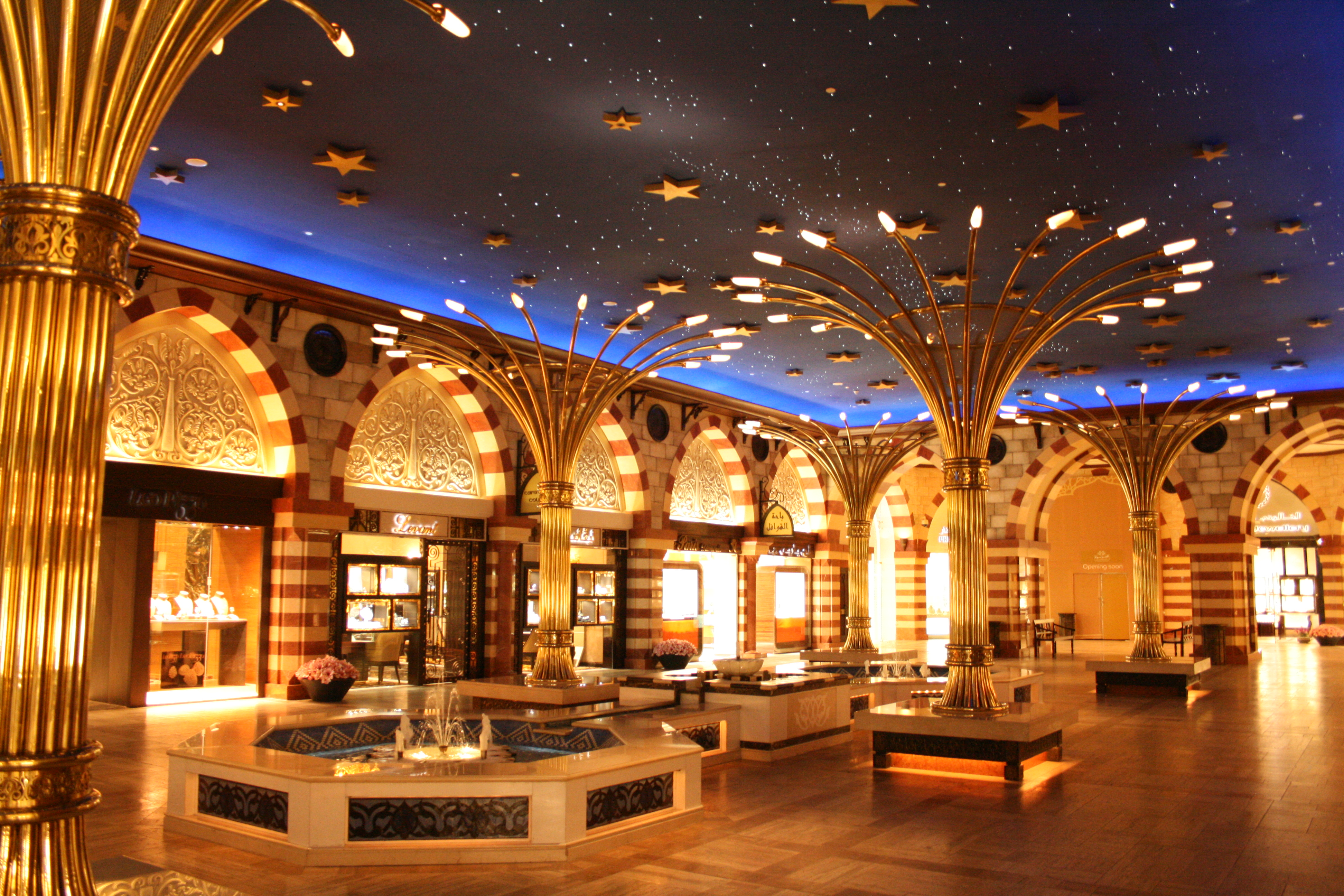
El Zoco del Oro del Dubai Mall (2008)
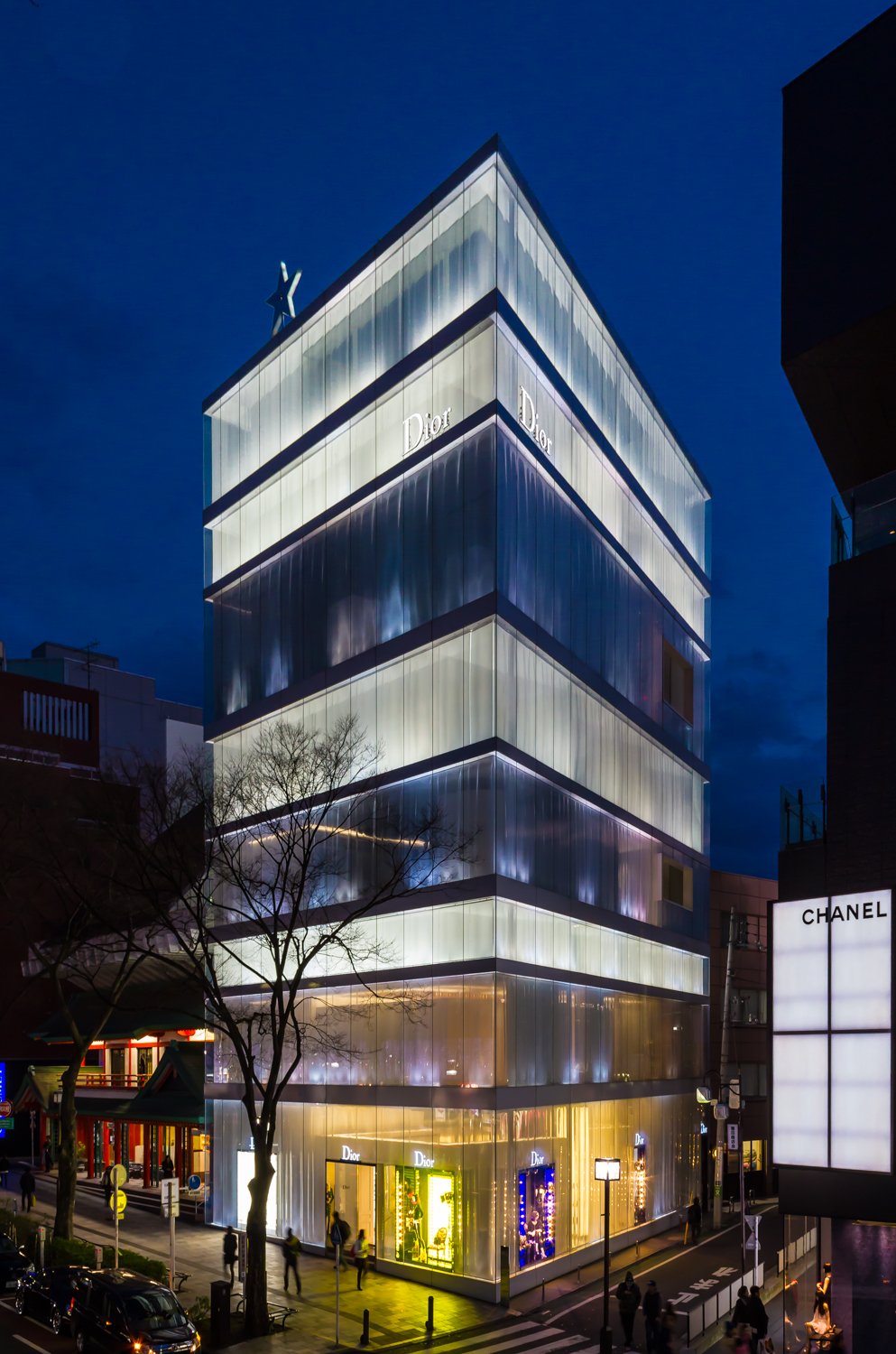
Torre Christian Dior en el barrio de Omotesandō en Tokio, Japón, por SANAA (2003)
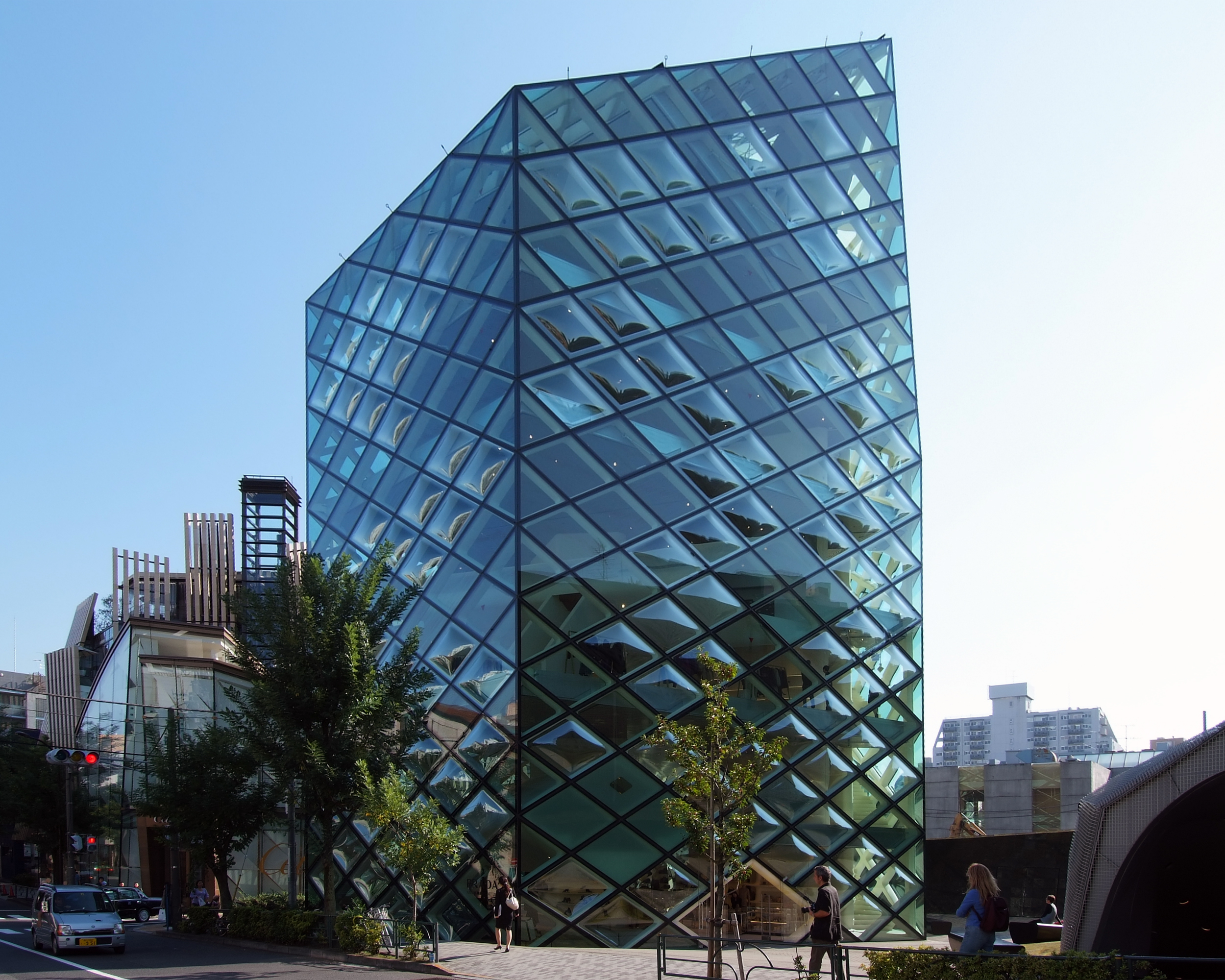
Tienda Prada Aoyama en Tokio, de Herzog & de Meuron (2003)
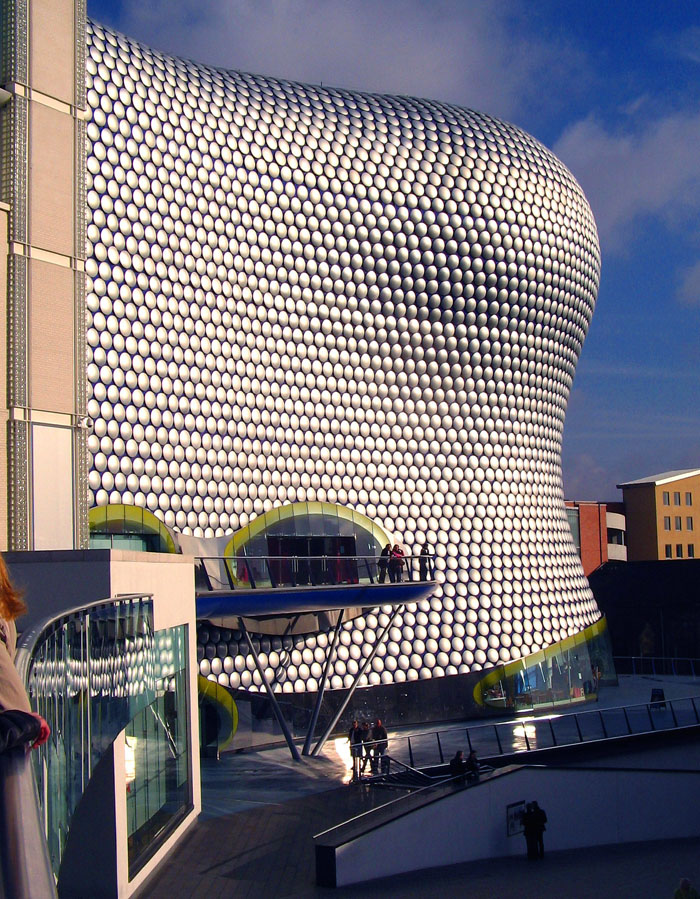
Edificio Selfridges en Birmingham, Inglaterra, diseñado por Future Systems (2003)
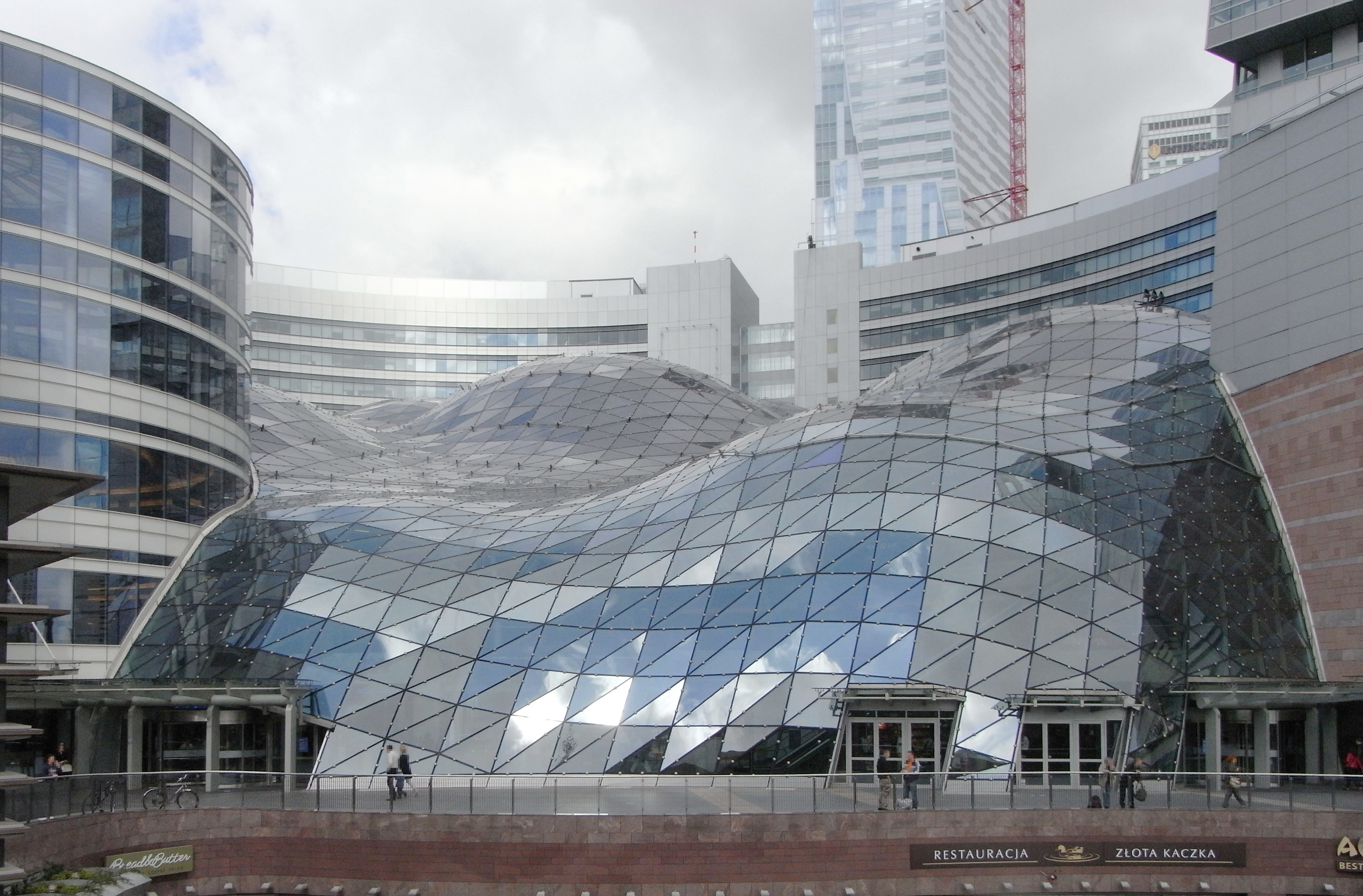
Złote Tarasy en Varsovia, Polonia, por Jon Jerde (2007)
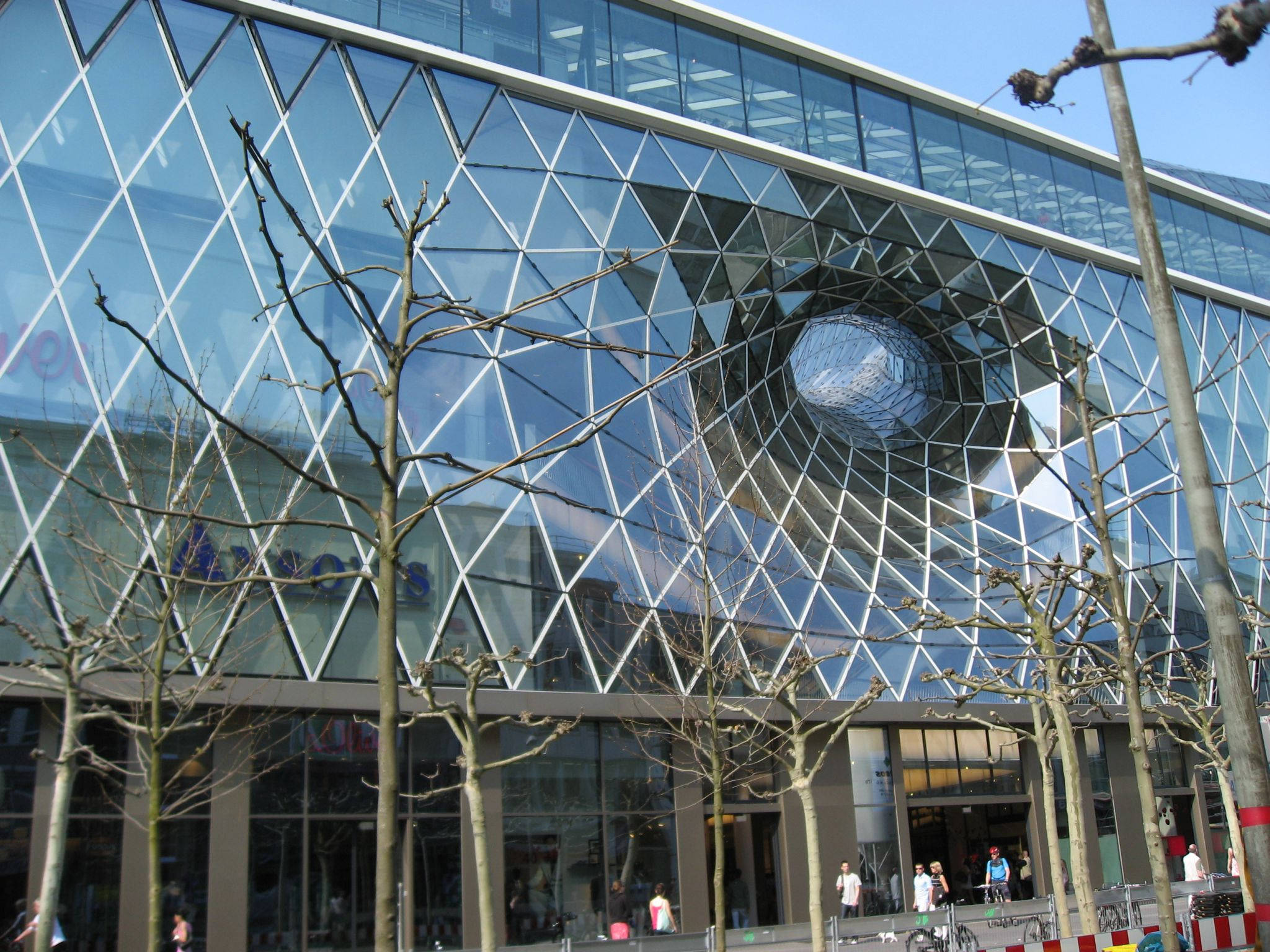
MyZeil en Fráncfort por Massimiliano Fuksas (2009)
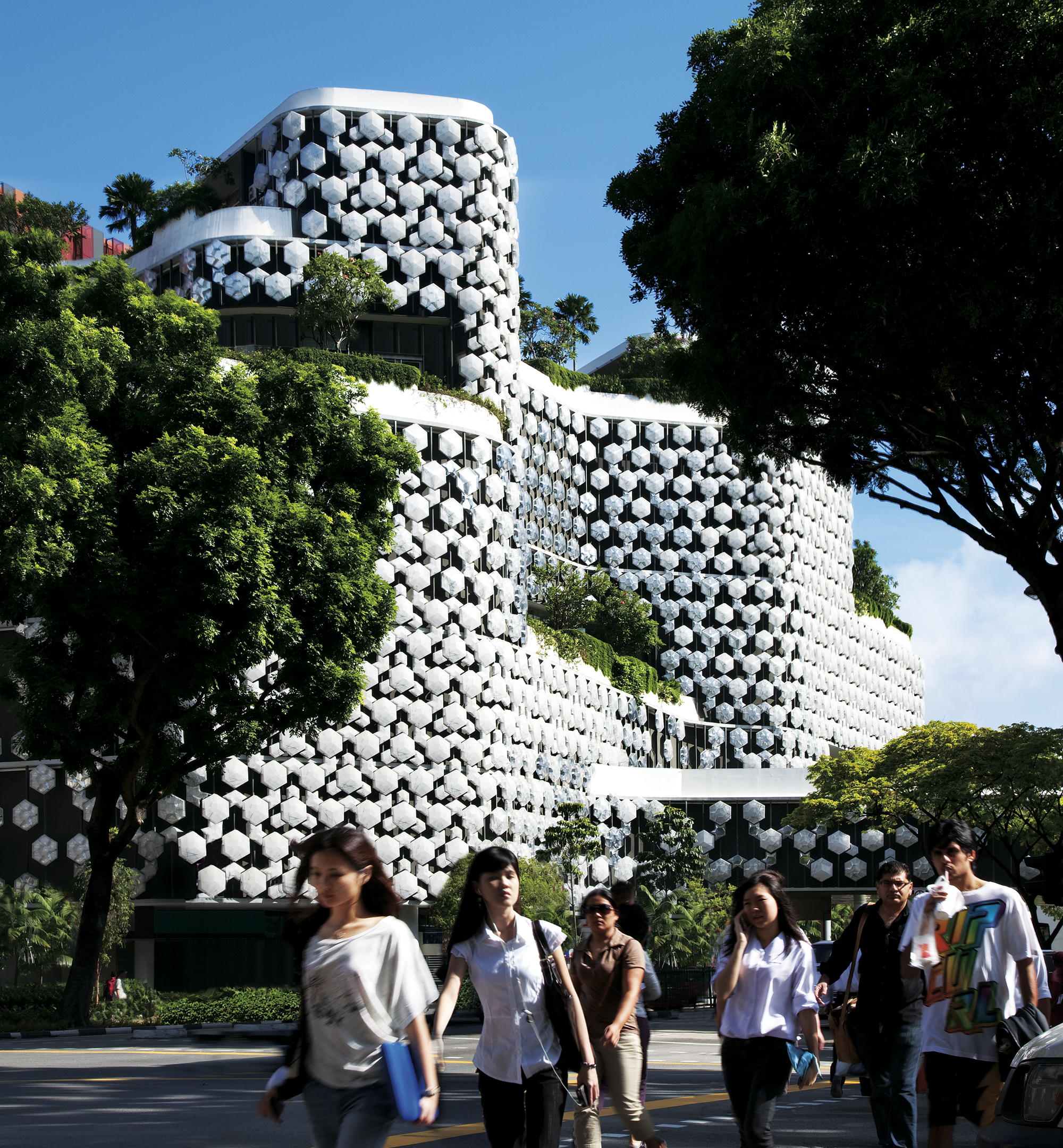
Bugis+ (anteriormente Iluma) en Singapur por WOHA (2009)
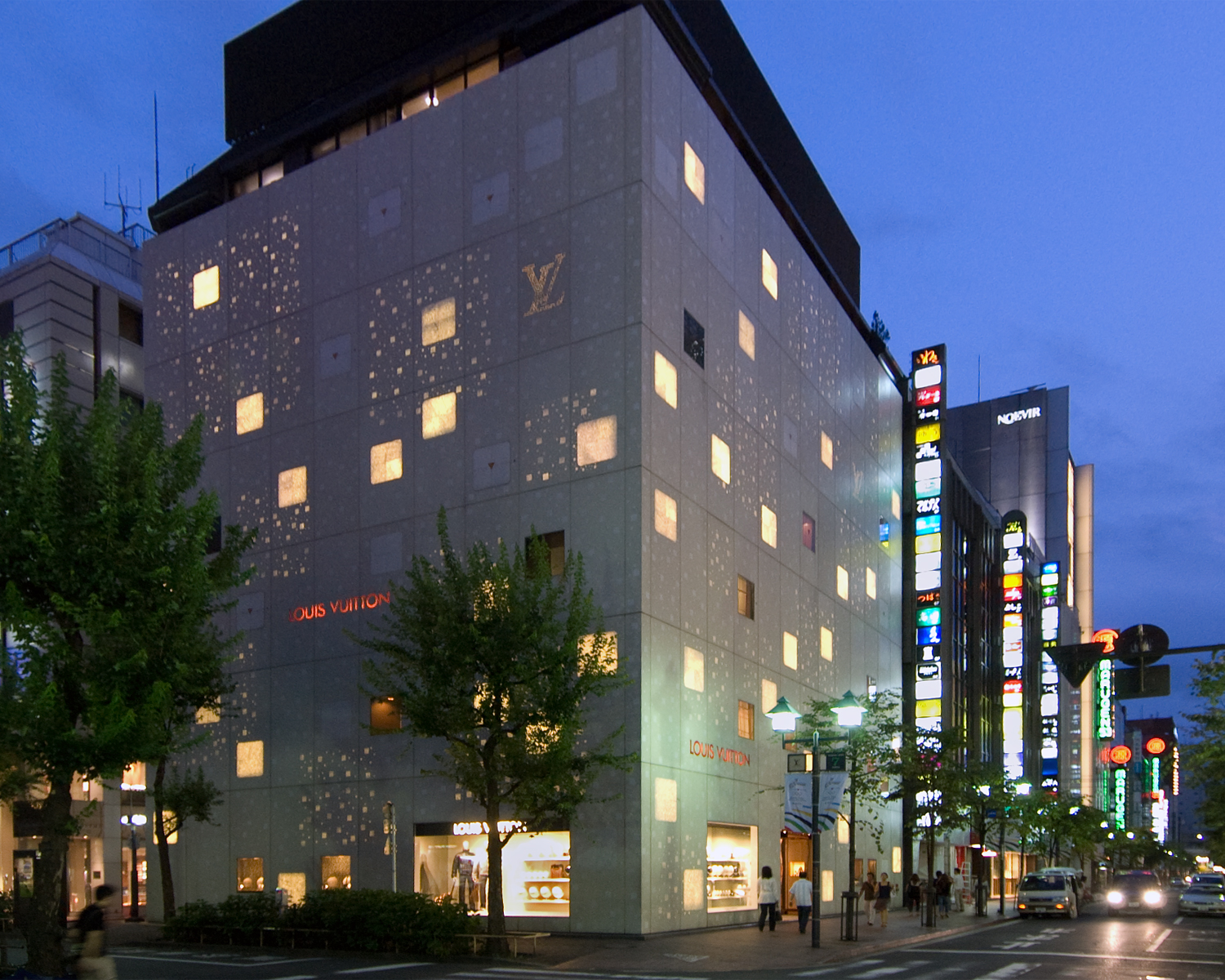
Tienda Louis Vuitton en el distrito de Ginza en Tokio por Jun Aoki and Associates (2014)
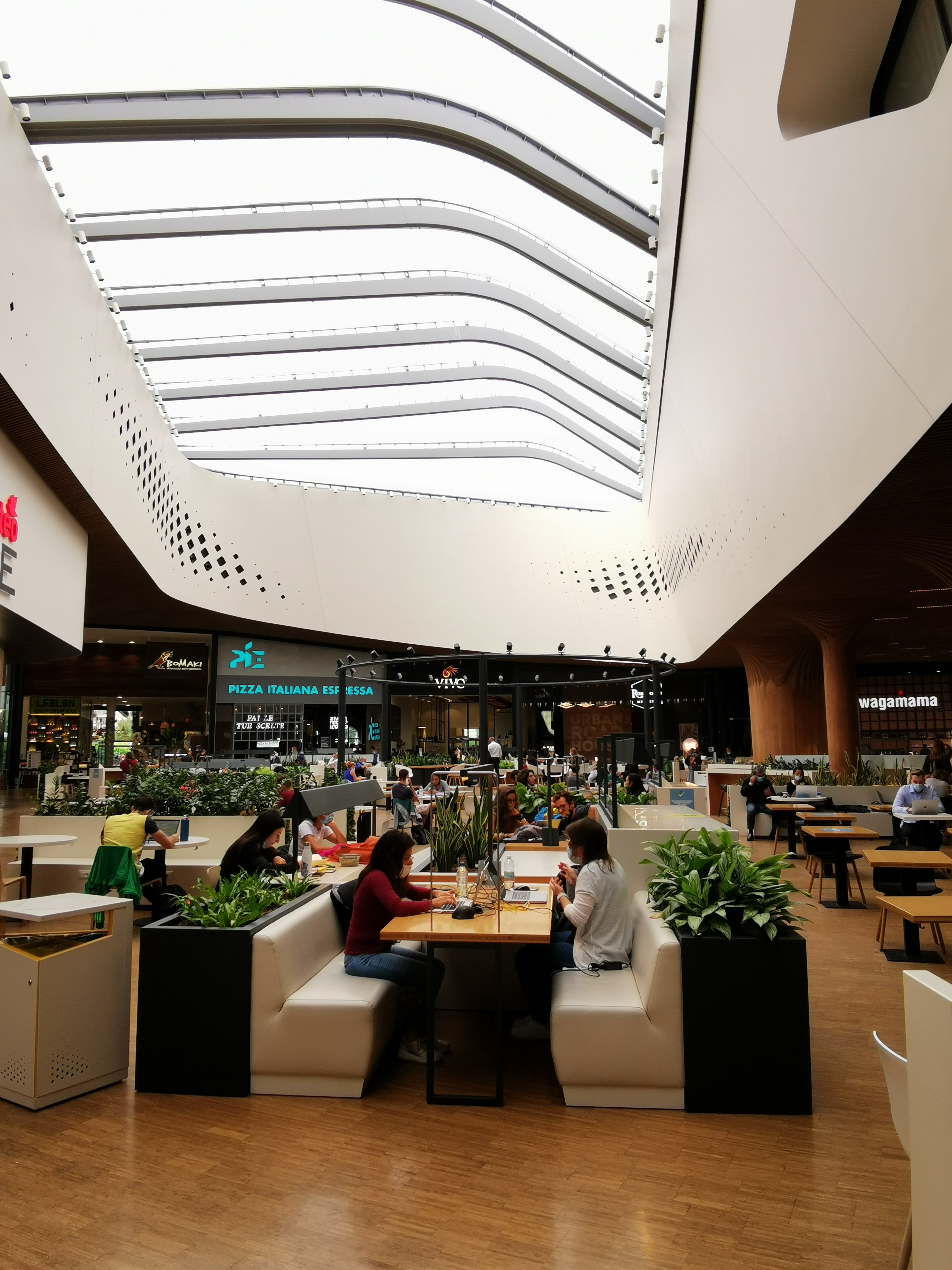
CityLife en Milán, Italia, por Zaha Hadid (2017)

Los centros comerciales son los grandes exponentes de la arquitectura comercial, estructuras masivas que combinan tiendas minoristas, establecimientos de comida y entretenimiento bajo un mismo techo. El más grande en superficie es el Dubai Mall en los Emiratos Árabes Unidos, diseñado por DP Architects de Singapur e inaugurado en (2008), que cuenta, además de tiendas y restaurantes, un gigantesco acuario y un zoológico submarino, además de una enorme pista de patinaje sobre hielo y, en las afueras, la fuente y el edificio más altos del mundo.
En competencia con los centros comerciales se encuentran los grandes almacenes y las tiendas de marcas de diseñadores individuales. Estos edificios están diseñados tradicionalmente para llamar la atención y expresar la modernidad de los productos que venden. Un ejemplo notable es el Edificio Selfridges en Birmingham, Inglaterra, un gran almacén diseñado por la firma Future Systems, fundada en 1979 por Jan Kaplický (1937-2009). El exterior de los grandes almacenes está compuesto de hormigón ondulado en formas convexas y cóncavas, completamente cubierto con relucientes baldosas de cerámica azules y blancas. Las tiendas de marcas de diseño intentan hacer visible su logotipo y diferenciarse de los grandes almacenes. Un ejemplo notable es la tienda Louis Vuitton en el distrito Ginza de Tokio, con una nueva fachada diseñada por el estudio japonés Jun Aoki and Associates con una estructura estampada y perforada basada en el logotipo de la marca.

## Aeropuertos, estaciones de tren y centros de transporte

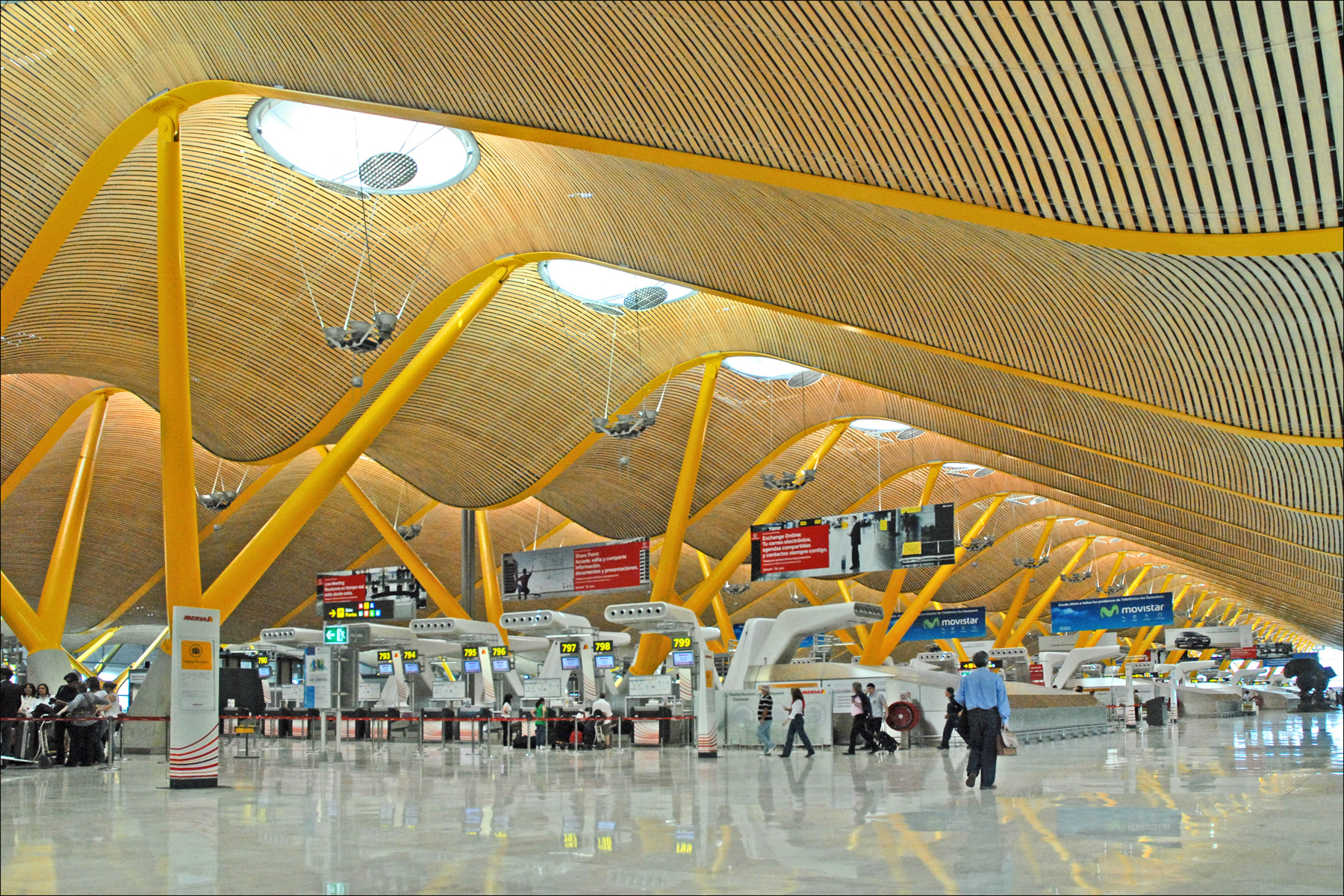
Interior de la Terminal Cuatro del Aeropuerto de Barajas en Madrid, España, por Richard Rogers (2007)
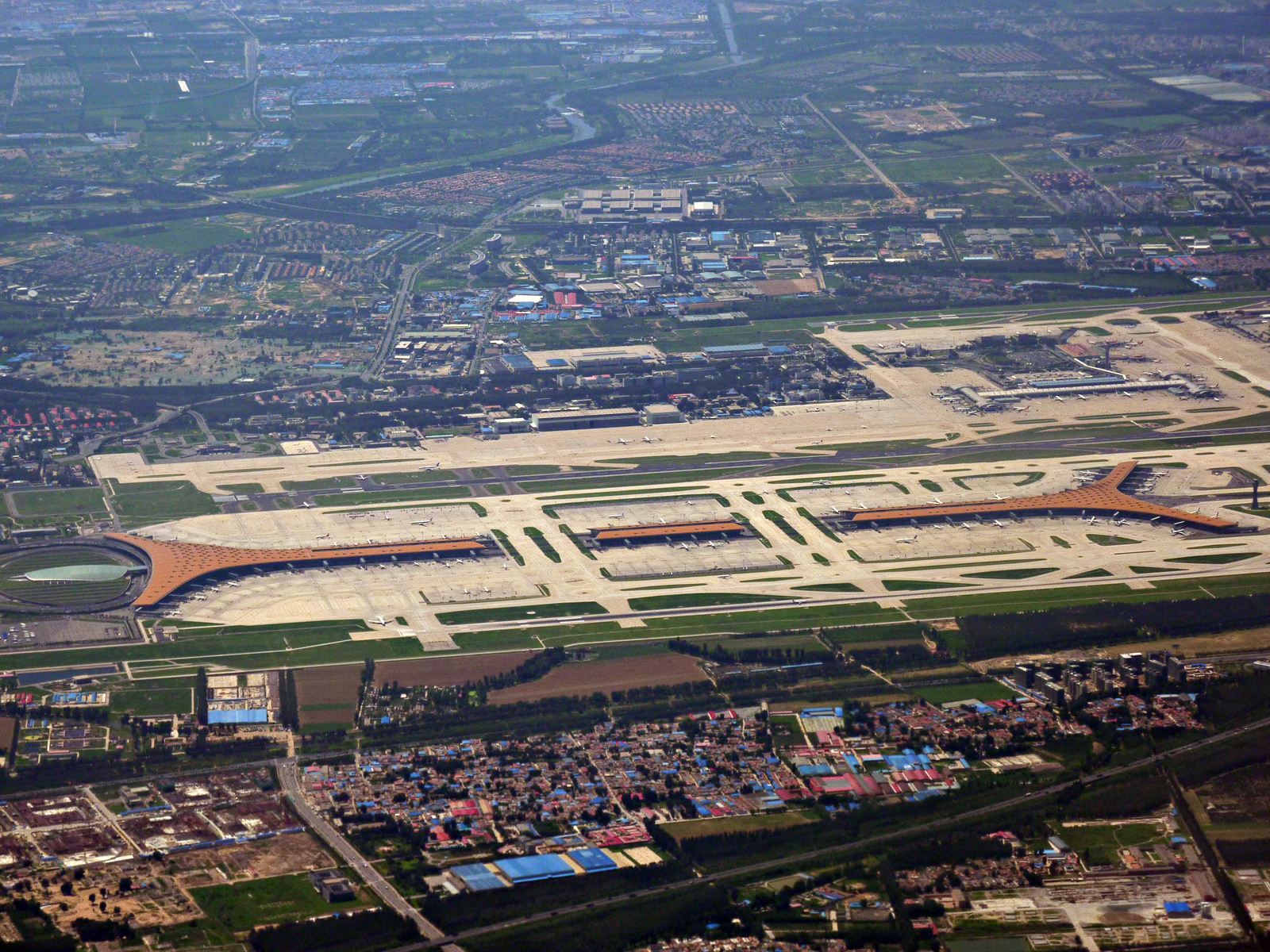
Vista aérea de la Terminal Tres del Aeropuerto Internacional de Pekín-Capital (techo naranja en el centro) por Norman Foster (2008)
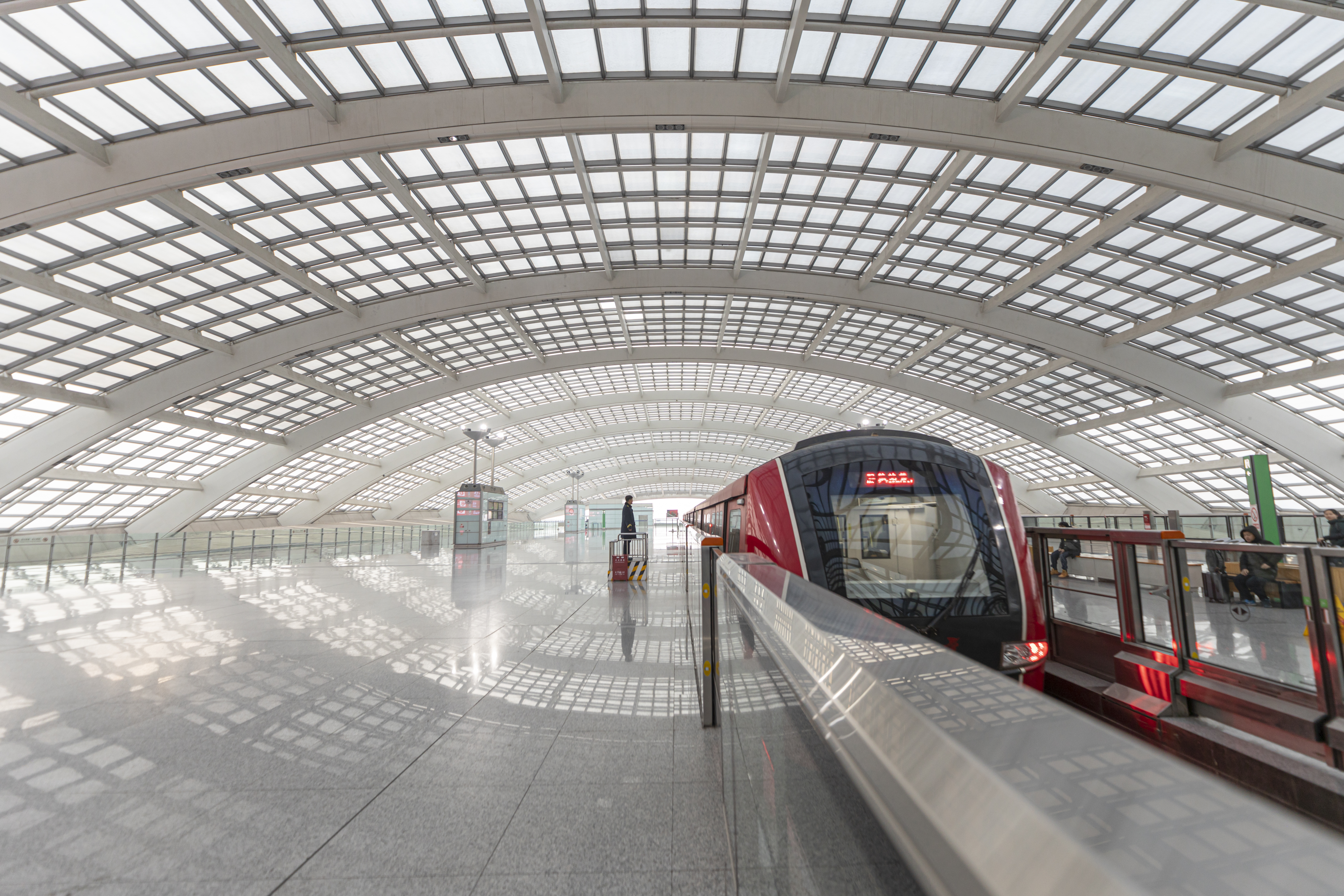
Tren expreso en el Centro de Transporte de la Terminal Tres del Aeropuerto Internacional de Pekín-Capital (2008)
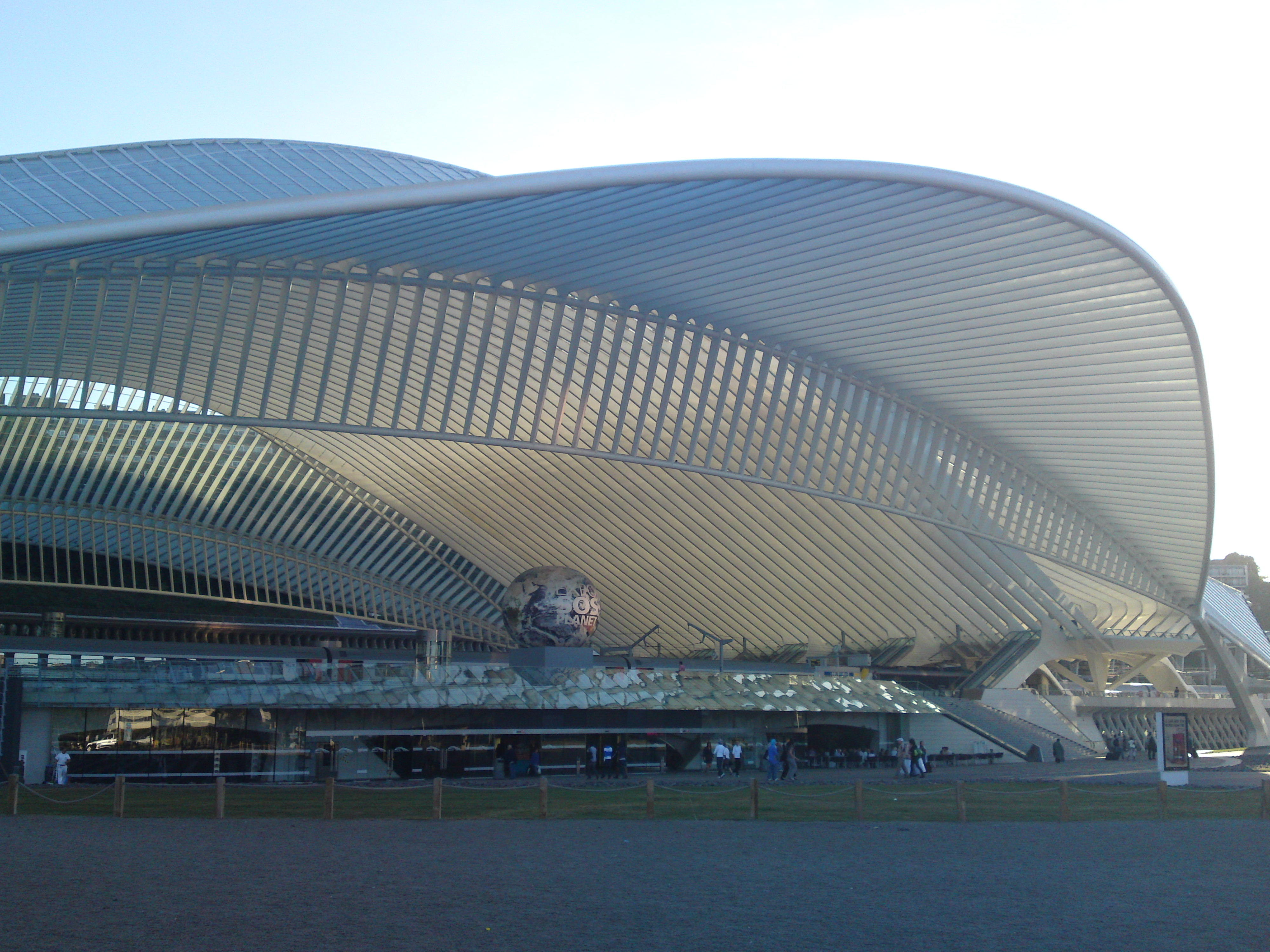
Estación de Liège-Guillemins en Lieja, Bélgica, por Santiago Calatrava (2009)
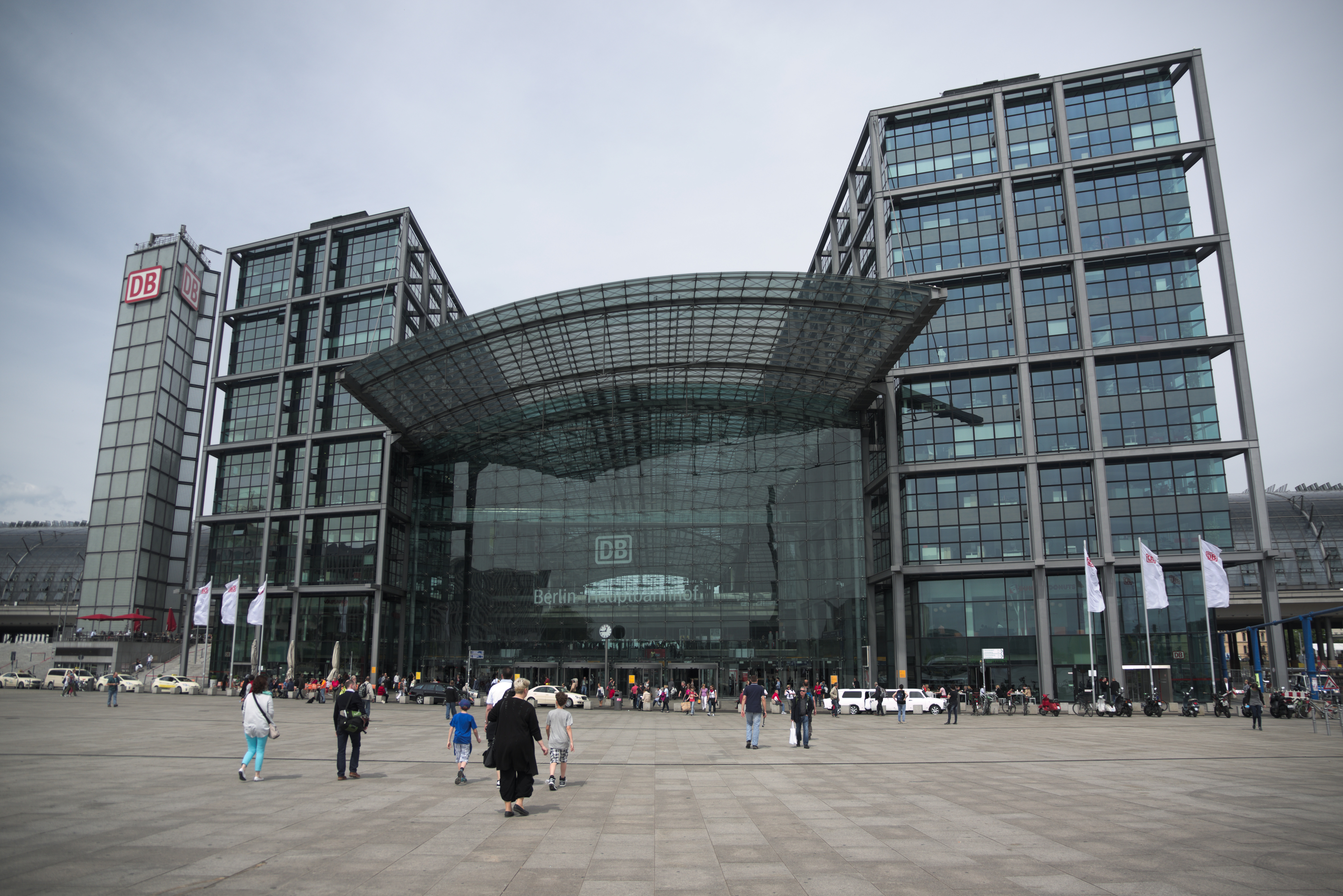
Estación Central de Berlín, Alemania, por Gerkan, Marg und Partner (2006)
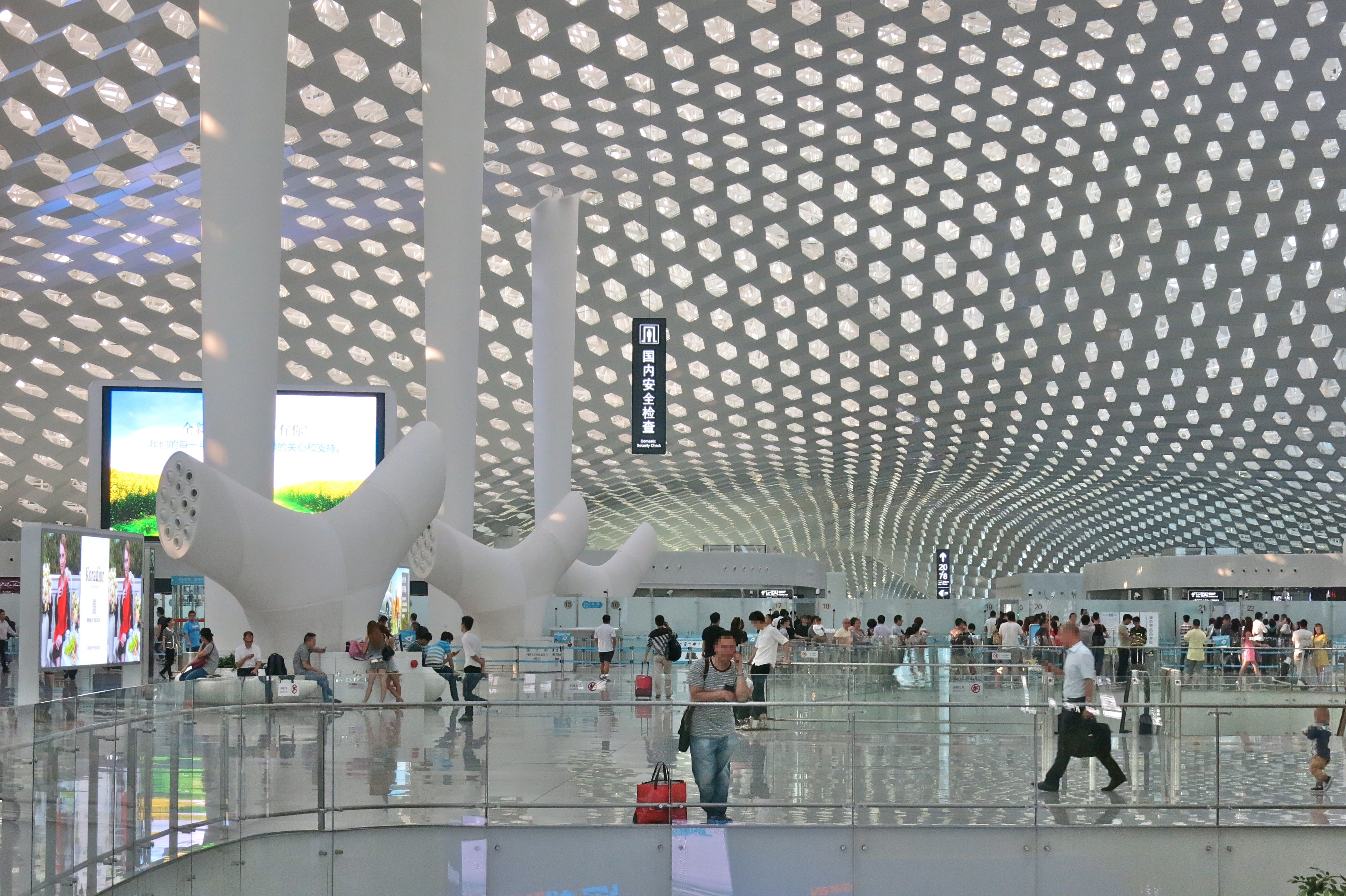
Aeropuerto Internacional de Shenzhen-Bao'an por Massimiliano Fuksas (2014)
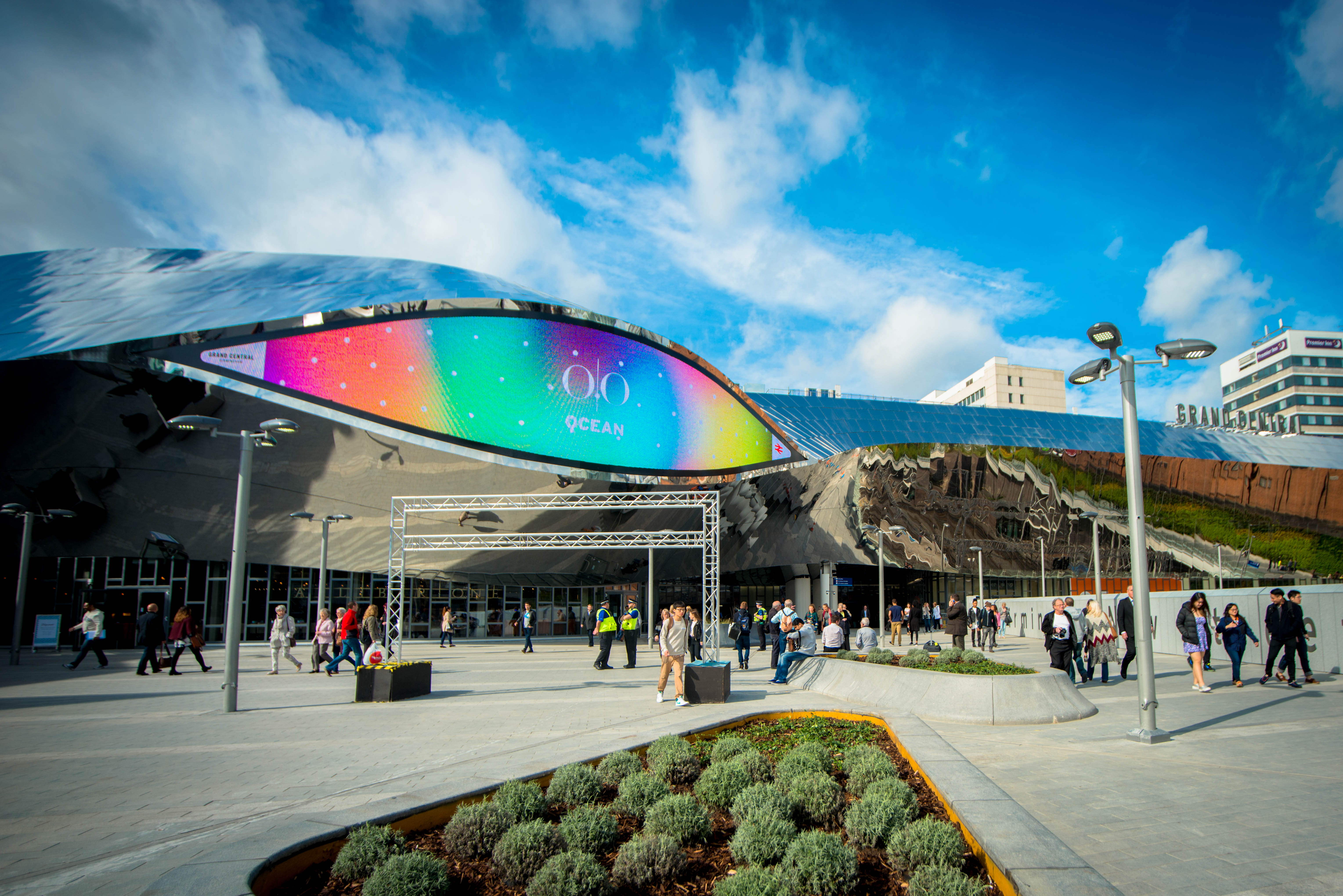
Estación de tren New Street en Birmingham, por Foreign Office Architects (2015)
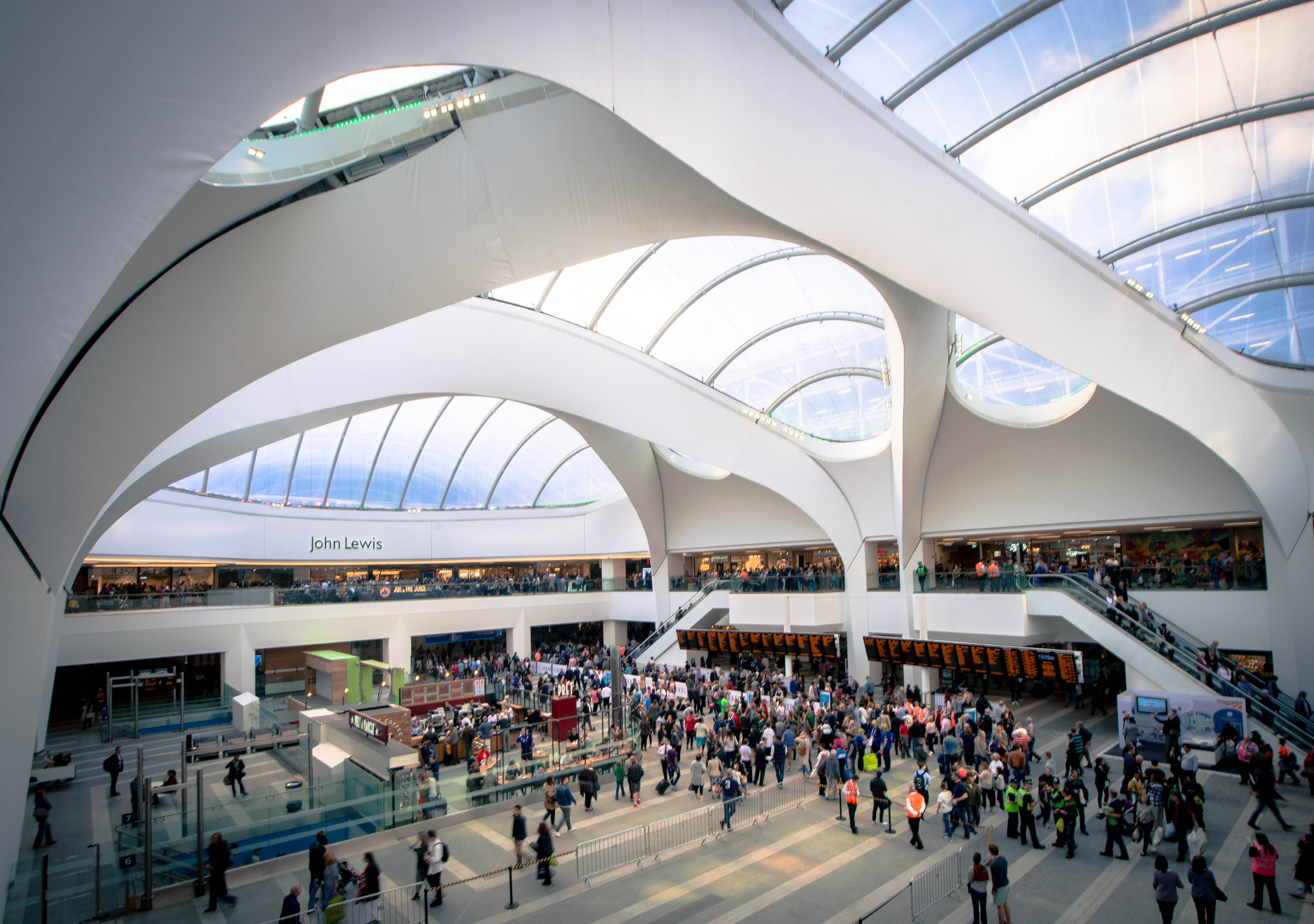
Atrio central de la estación de tren Birmingham New Street
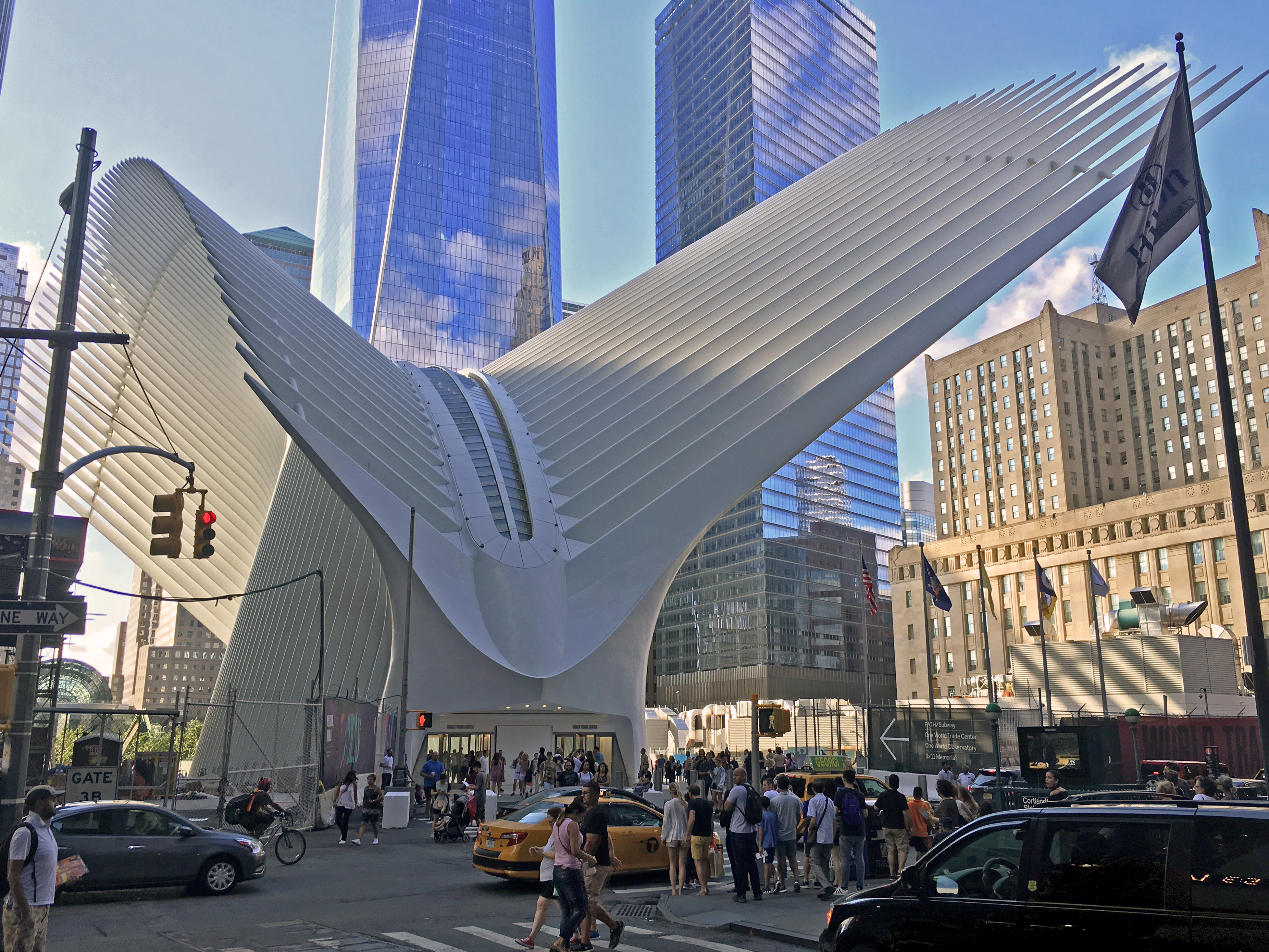
Centro de transporte del World Trade Center en Nueva York, por Santiago Calatrava (2016)
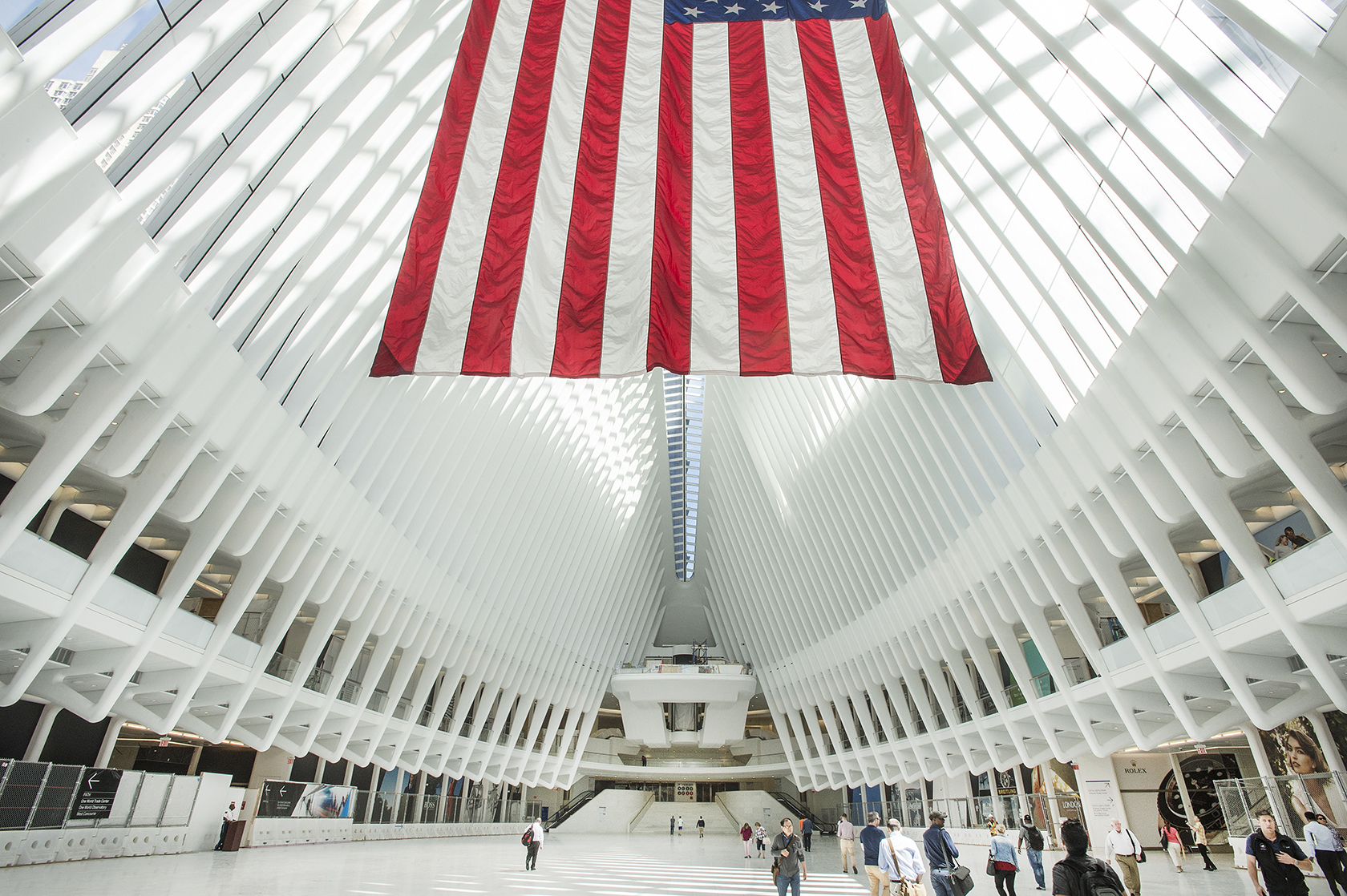
Interior del Oculus del Centro de Transporte del World Trade Center por Santiago Calatrava (2016)

El Aeropuerto Internacional de Pekín-Capital ha sido uno de los aeropuertos de más rápido crecimiento del mundo. La nueva Terminal Tres fue diseñada por Norman Foster para atender el mayor número de pasajeros que llegaran para los Juegos Olímpicos de 2008. La terminal es la segunda más grande del mundo, y en el año de su inauguración era el sexto edificio más grande del mundo. El Centro de transporte del World Trade Center es una estación construida debajo de una fuente y una plaza en honor a las víctimas de los ataques terroristas de 2001 en Nueva York. Fue diseñado por el arquitecto español Santiago Calatrava e inaugurado en 2016. La estructura sobre el suelo, llamada Oculus, ha sido comparada con un pájaro a punto de emprender el vuelo y conduce a los pasajeros hasta la estación de tren debajo de la plaza.

## Puentes

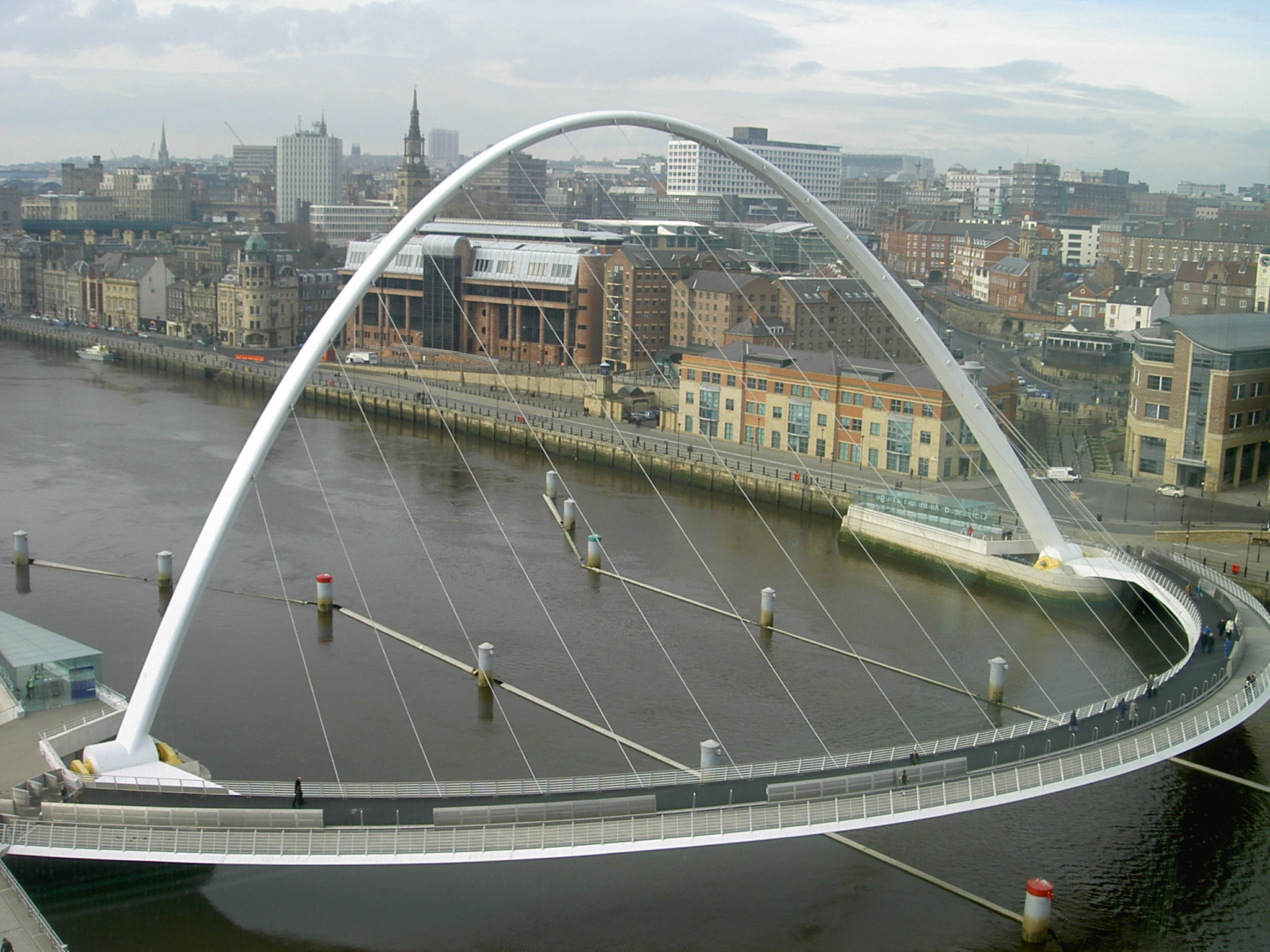
Puente del Milenio de Gateshead, un puente inclinado para bicicletas y peatones en Newcastle-upon-Tyne, Inglaterra, por WilkinsonEyre (2001)
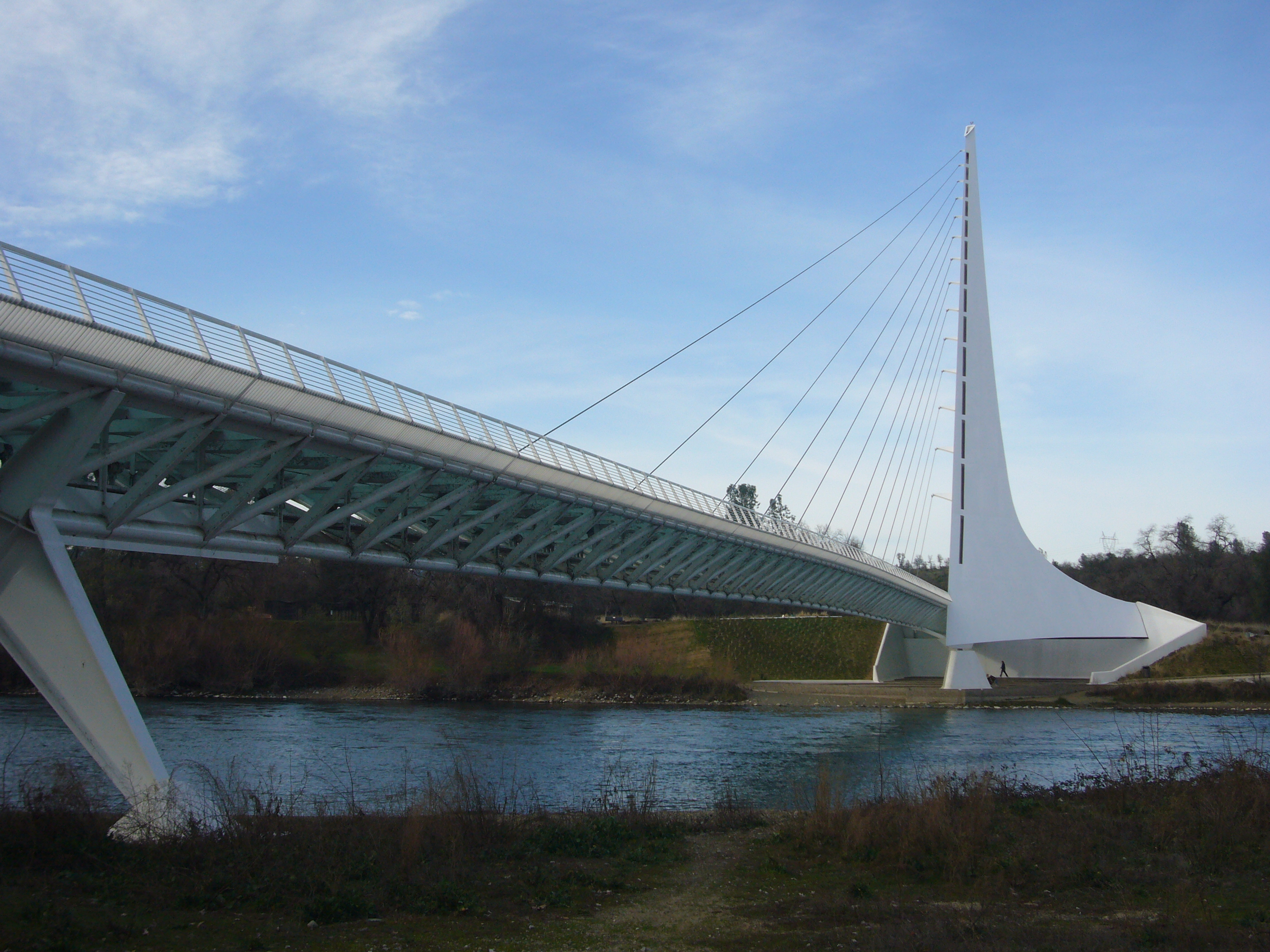
Puente del Reloj de Sol en Redding, Estados Unidos, por Santiago Calatrava (2004)
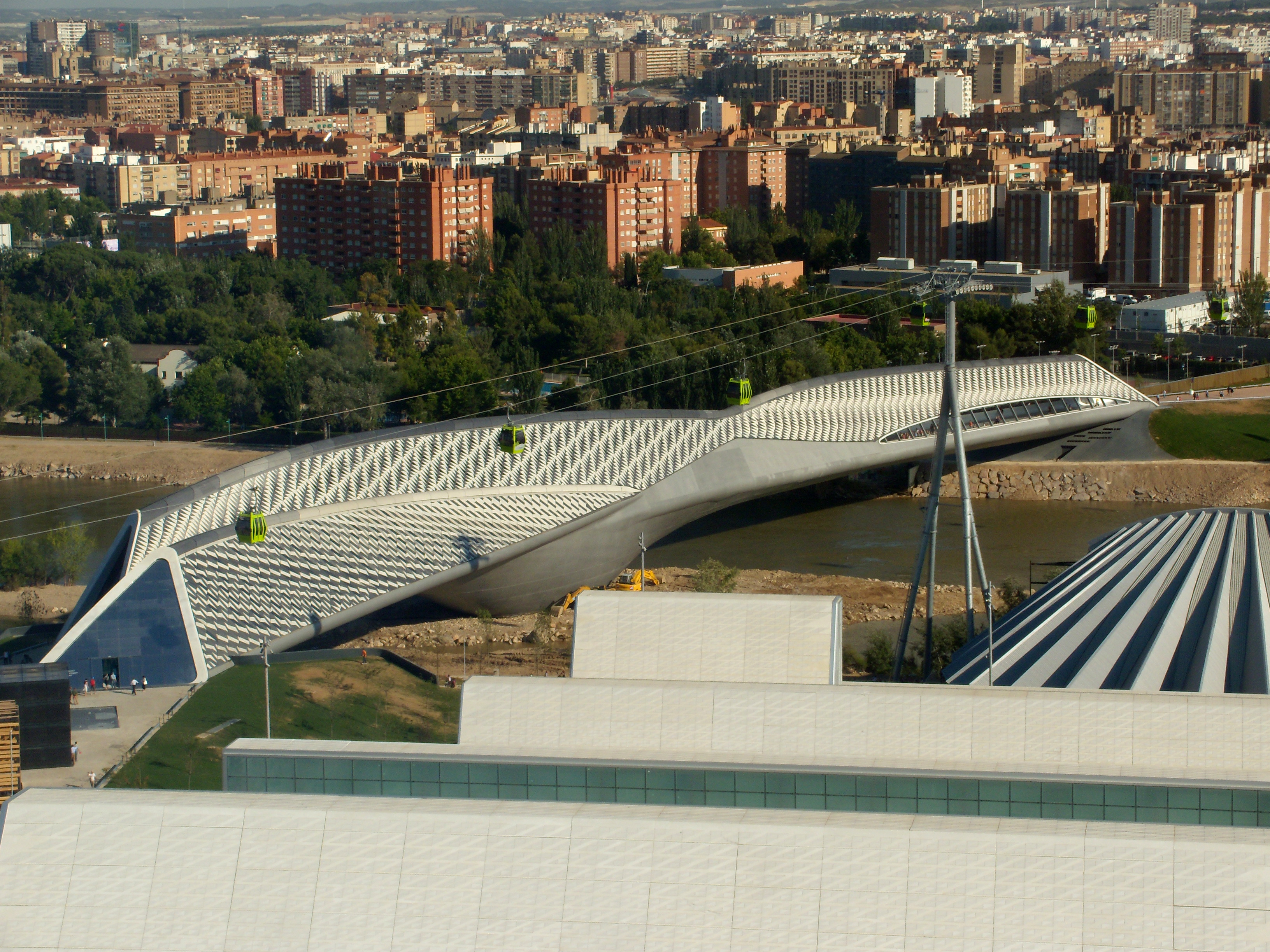
Pabellón Puente en Zaragoza, España, por Zaha Hadid (2008)
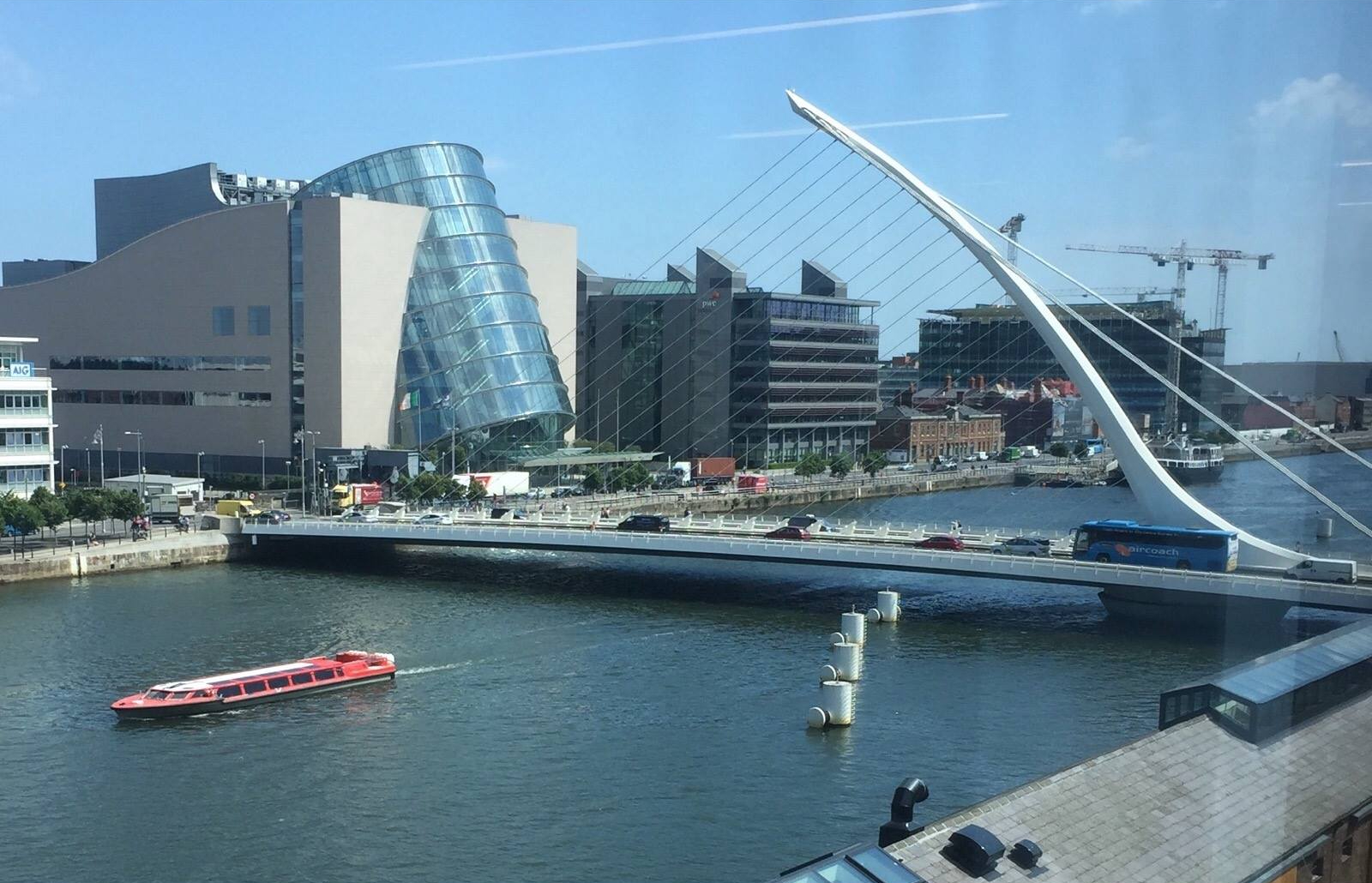
Puente Samuel Beckett en Dublín, Irlanda, por Santiago Calatrava (2009)
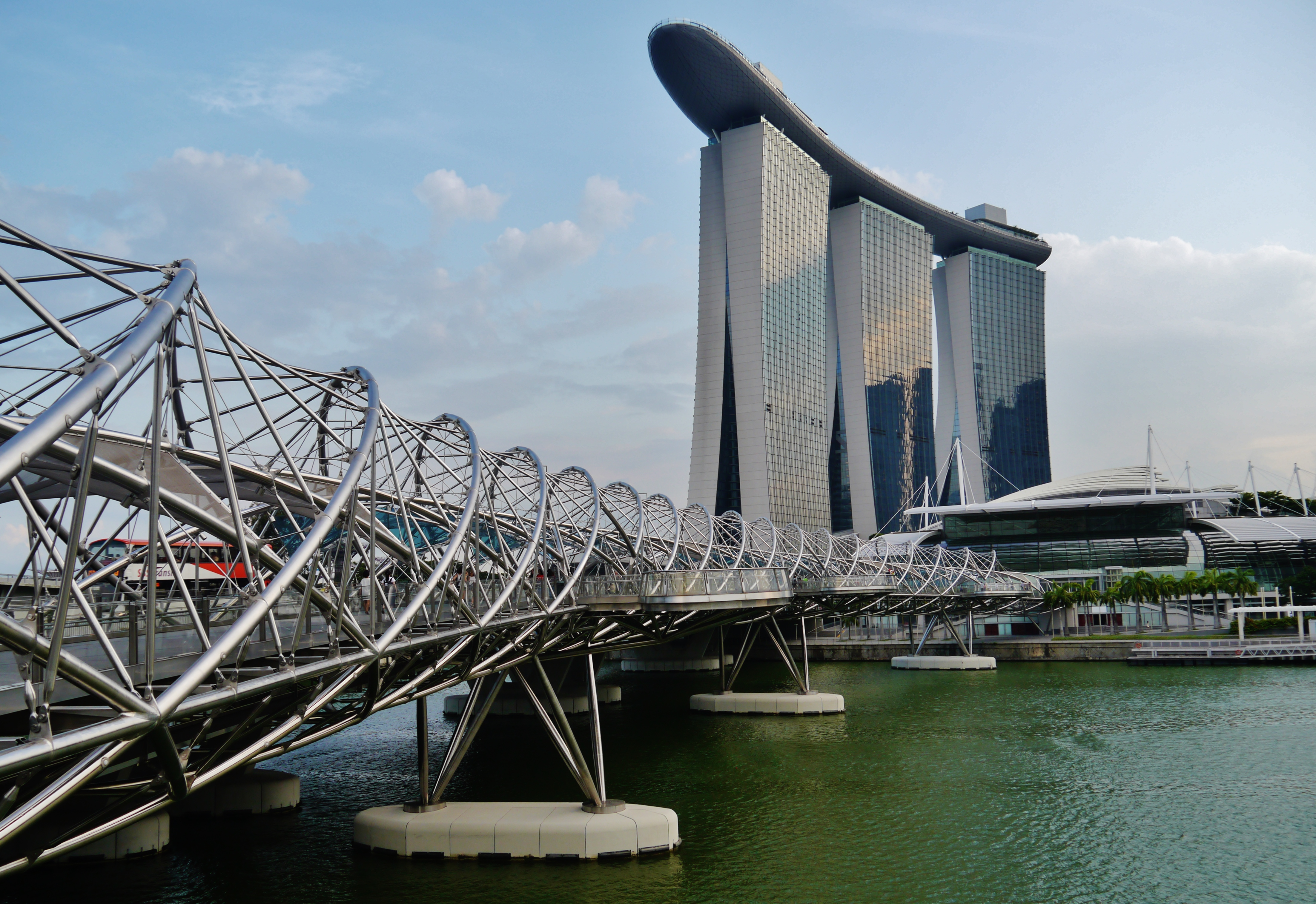
Helix Bridge en Singapur, por Felipe Cox (2010)
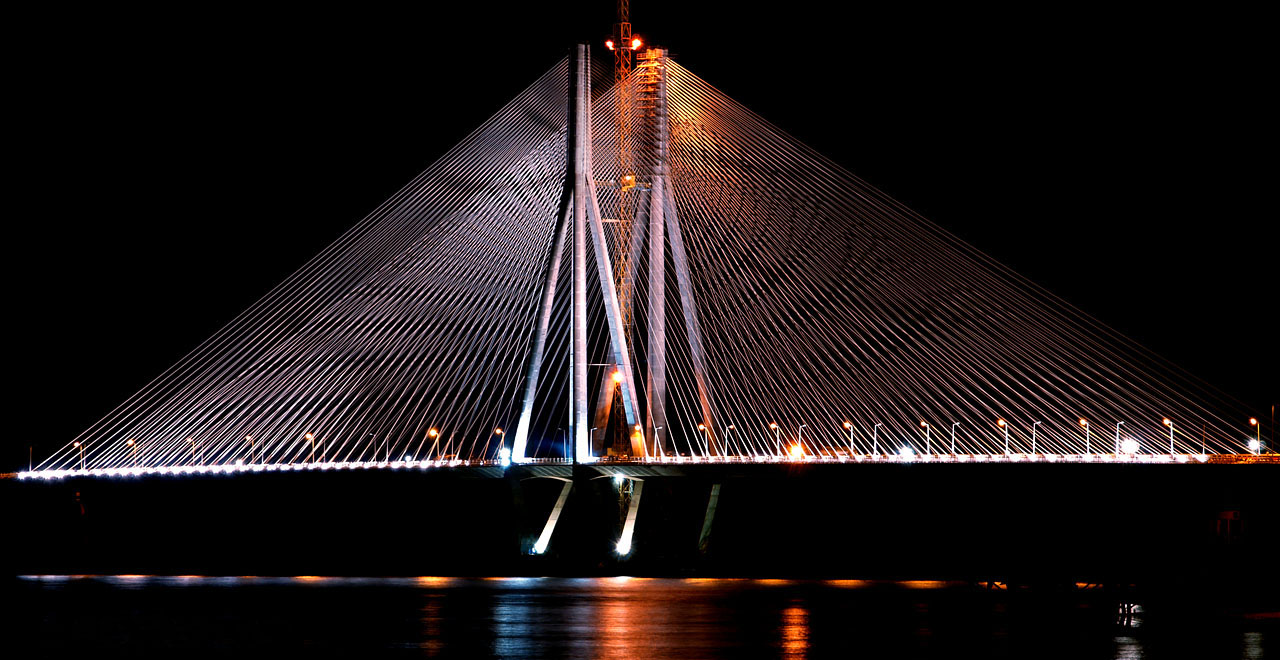
El enlace marítimo Bandra-Worli en Bombay por Hindustan Construction Company (2010)
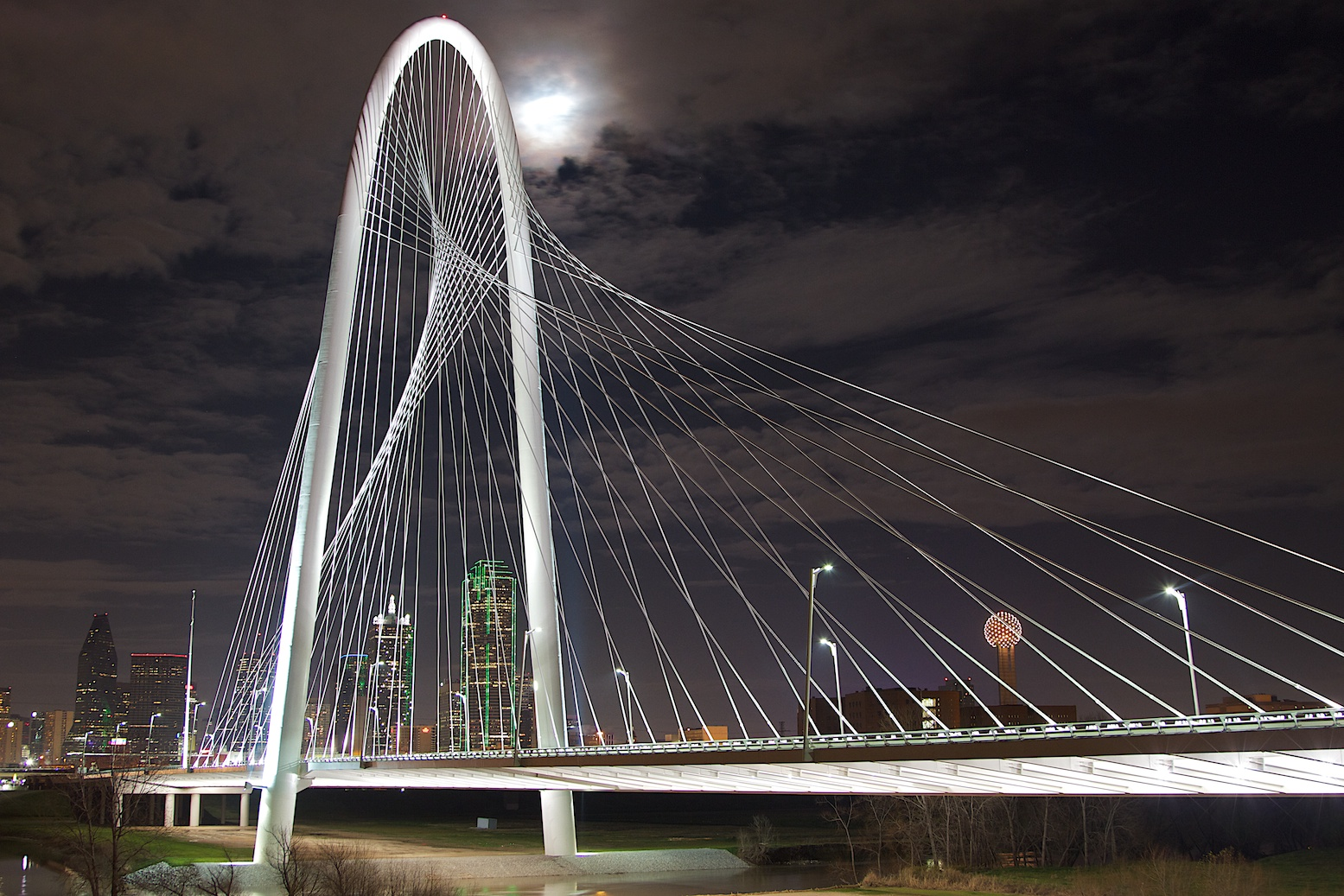
Puente Margaret Hunt Hill en Dallas, Estados Unidos, por Santiago Calatrava (2012)

Varios de los arquitectos contemporáneos más destacados, entre ellos Norman Foster, Santiago Calatrava, Zaha Hadid, han centrado su atención en el diseño de puentes. Uno de los ejemplos más notables de arquitectura e ingeniería contemporáneas es el Viaducto de Millau en el sur de Francia, diseñado por el arquitecto Norman Foster y el ingeniero estructural Michel Virlogeux. Fue inaugurado formalmente el 14 de diciembre de 2004. Es el puente más alto del mundo con la cima de un mástil a 343 metros (375 yd) por encima de la base de la estructura.
La arquitecta británico-iraquí Zaha Hadid construyó el Pabellón Puente en Zaragoza,  España, para una exposición internacional allí en 2008. El puente, que también sirvió como sala de exposiciones, está construido de hormigón armado con una capa exterior de fibra de vidrio en diferentes tonalidades de gris. Desde que se cerró el evento, el puente se ha utilizado para albergar exposiciones y espectáculos. Algunos puentes nuevos más pequeños también ofrecen diseños simples pero muy innovadores. El Puente del Milenio de Gateshead en Newcastle upon Tyne, Inglaterra, (2004) diseñado por Michel Virlogeux, para permitir a peatones y ciclistas cruzar el río Tyne, se inclina hacia un lado para permitir el paso de los barcos por debajo.

## Arquitectura sustentable

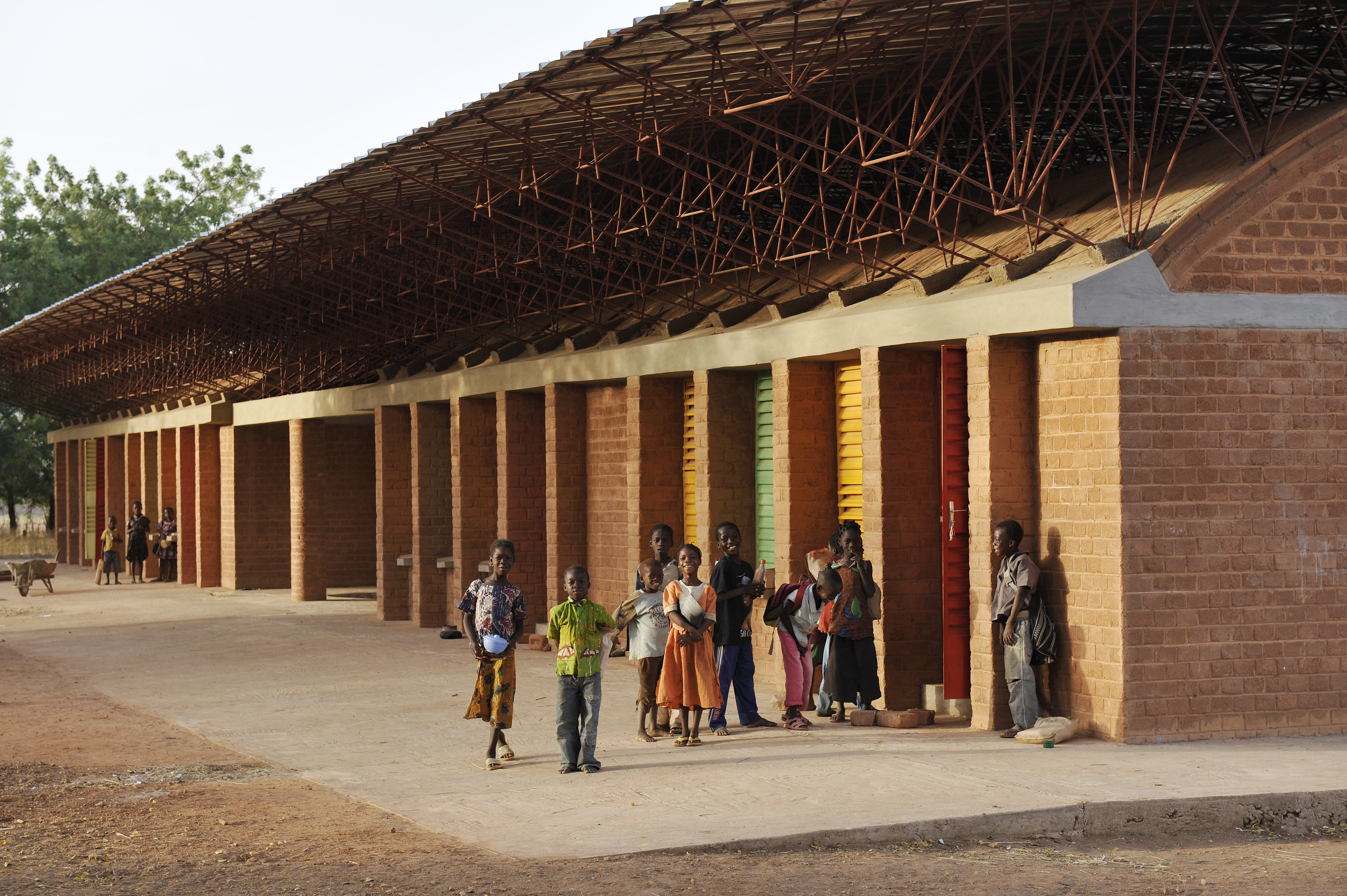
Escuela primaria de Gando, Burkina Faso, por Diébédo Francis Kéré (2001)
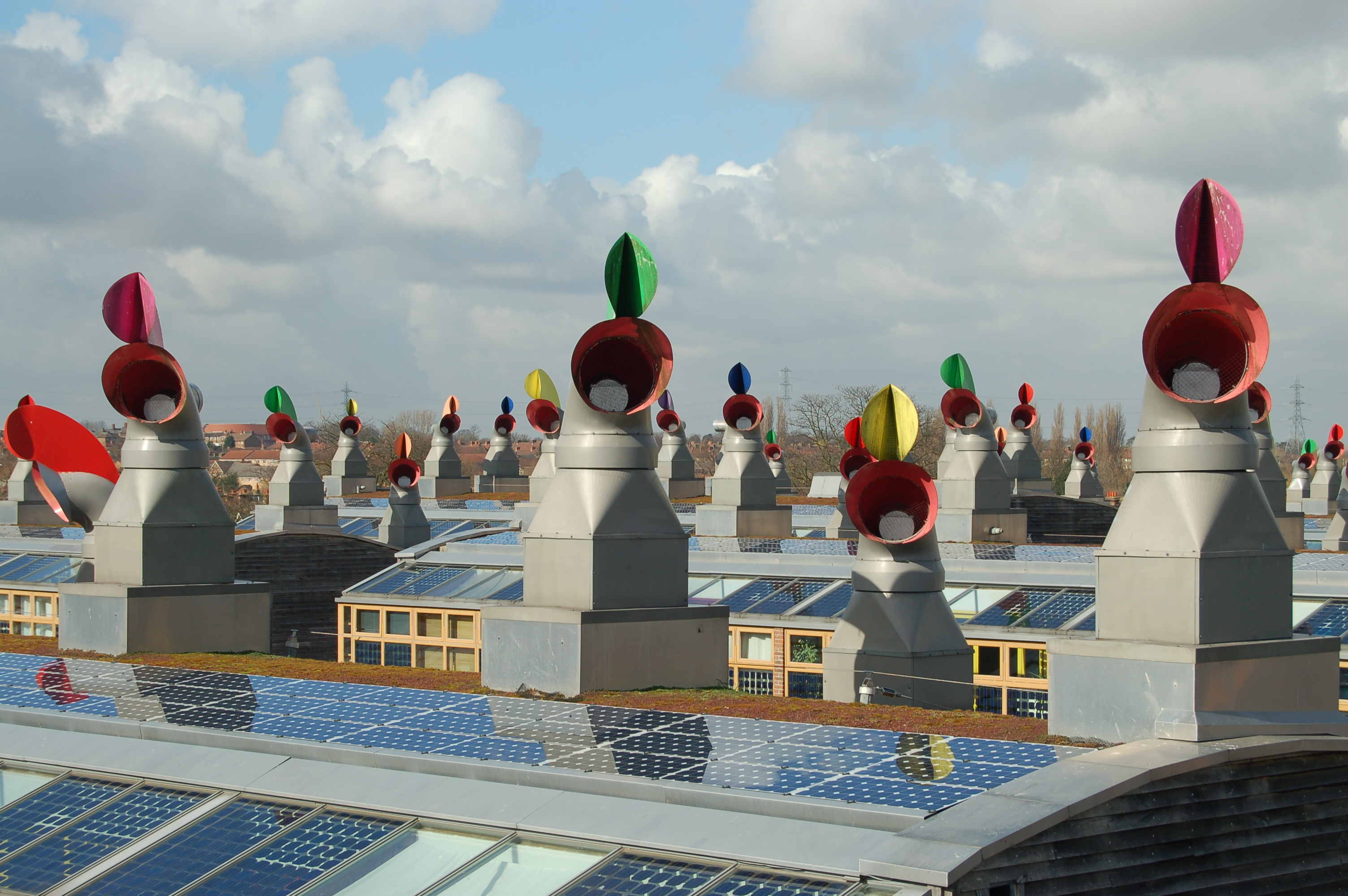
Techos del proyecto residencial CamaZED en Hackbridge, cerca de Londres, por Bill Dunster (2002)
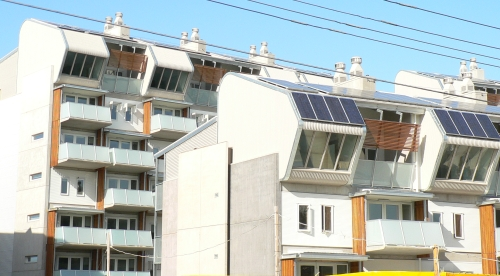
Los apartamentos sustentables K2 en Windsor, Australia, por DesignInc (2006), presentan un diseño solar pasivo, materiales reciclados y sustentables, celulas fotovoltaicas, tratamiento de aguas residuales, recolección de agua de lluvia y agua caliente solar.
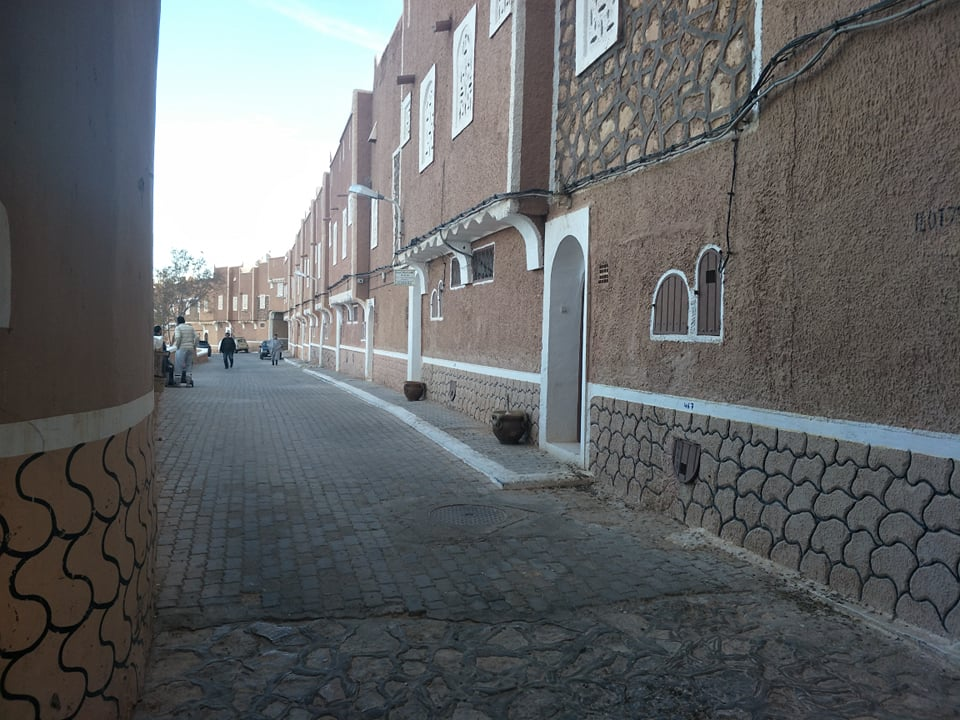
Ksar Tafilelt en Gardaya, Argelia (2006), que ganó el primer premio a la "mejor ciudad sostenible" en la Conferencia de las Naciones Unidas sobre el Cambio Climático de 2016
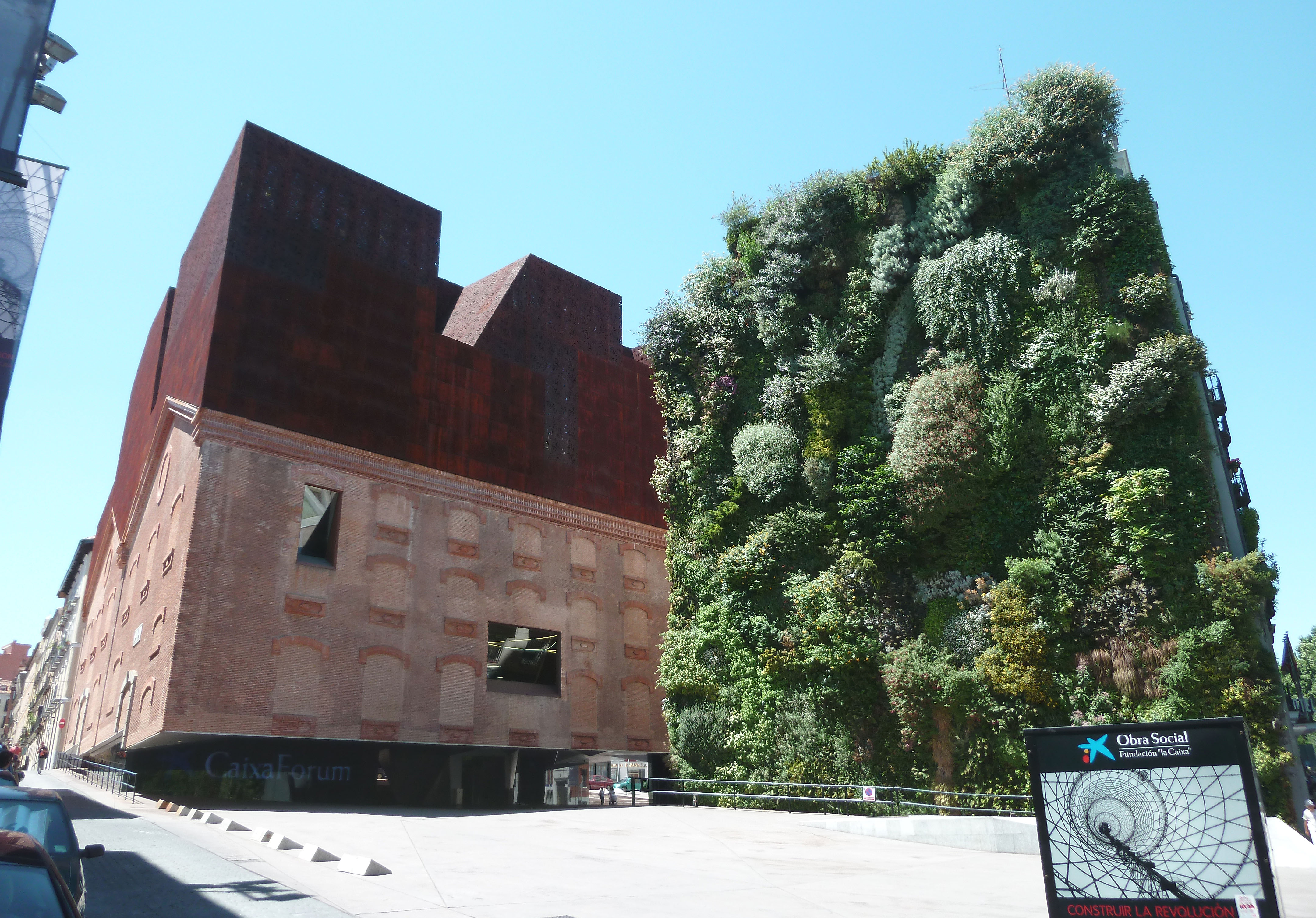
CaixaForum Madrid, por Herzog & de Meuron con un muro verde diseñado por Patrick Blanc (2007)
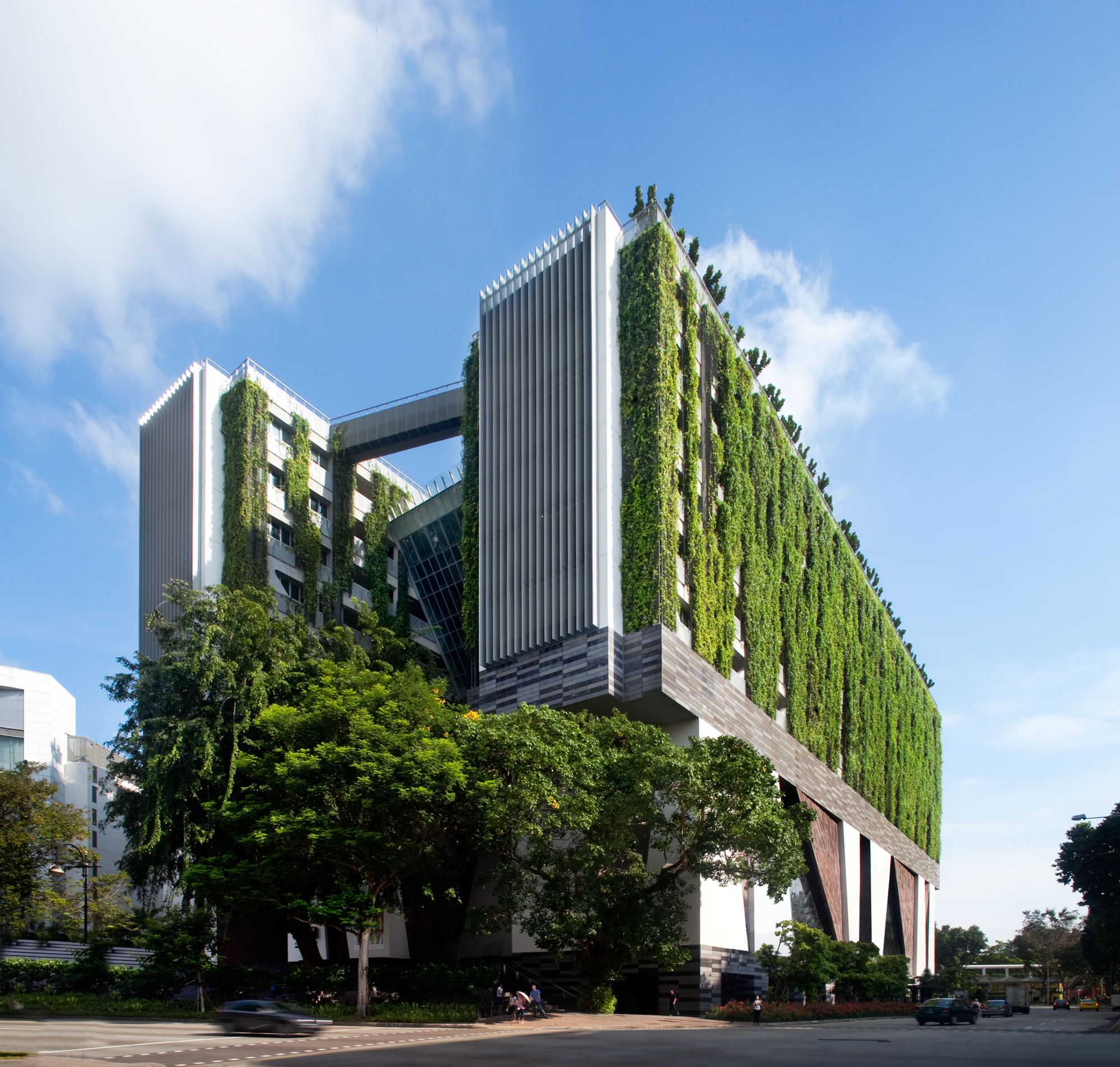
Muro verde de la Escuela de Artes de singapur por WOHA (2010)
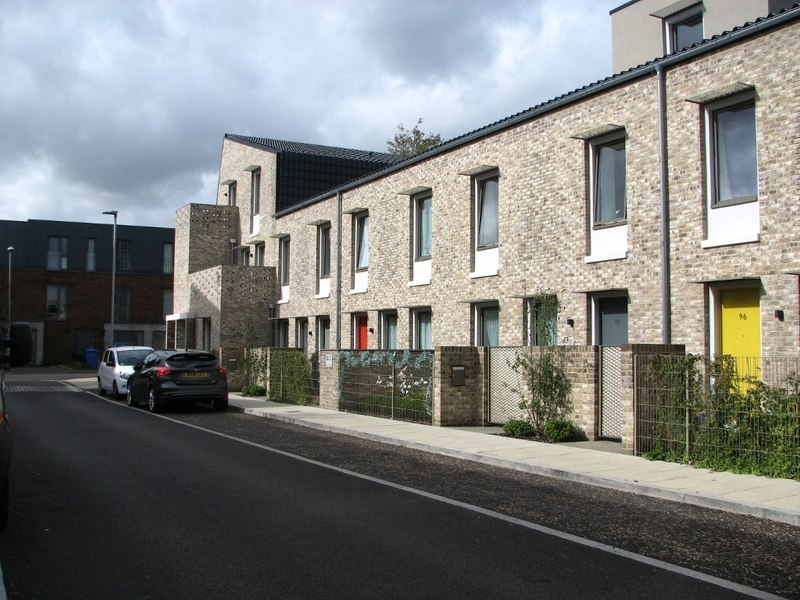
Una casa pasiva sobre Goldsmith Street en Norwich, Inglaterra, por Mikhail Riches (2019)

Una tendencia creciente en el siglo XXI es la arquitectura sustentable también denominada eco-arquitectura; edificios con características que conservan calor y energía y, a veces, producen su propia energía a través de células solares y molinos de viento, y utilizan el calor solar para generar agua caliente solar. También pueden construirse con su propio tratamiento de aguas residuales y, a veces, con recolección de agua de lluvia. Algunos edificios integran jardines, paredes verdes y techos verdes en sus estructuras. Otras características de la ecoarquitectura incluyen el uso de madera y materiales reciclados. Existen varios programas de certificación de bioconstrucción, el más conocido de los cuales es el Liderazgo en Diseño Energético y Ambiental, o calificación LEED, que mide el impacto ambiental de los edificios.
Muchos rascacielos urbanos como el 30 St Mary Axe en Londres utilizan una doble piel de vidrio para conservar energía. La doble piel y la forma curva del edificio crean diferencias en la presión del aire que ayudan a mantener el edificio más fresco en verano y más cálido en invierno, reduciendo la necesidad de aire acondicionado.
BedZED, diseñada por el arquitecto británico Bill Dunster, es una comunidad entera de ochenta y dos viviendas en Hackbridge, cerca de Londres, construidas según principios de ecoarquitectura. Las casas están orientadas al sur para aprovechar la luz del sol y tienen ventanas de triple acristalamiento como aislamiento, una parte importante de la energía proviene de paneles solares, el agua de lluvia se recoge y reutiliza y se desaconseja el uso de automóviles. BedZED redujo con éxito el uso de electricidad en un 45 por ciento y el uso de agua caliente en un 81 por ciento del promedio del municipio en 2010, aunque un sistema exitoso para producir calor mediante la quema de astillas de madera resultó esquivo y difícil.
El CaixaForum Madrid es un museo y centro cultural, de los arquitectos suizos Herzog & de Meuron, construido entre 2001 y 2007, es un ejemplo tanto de arquitectura verde como de reciclaje. La estructura principal es una central eléctrica de ladrillo abandonada, con pisos nuevos construidos en la parte superior. Los nuevos suelos están revestidos de hierro fundido oxidado, que tiene un color rojo oxidado como el ladrillo de la antigua central eléctrica que se encuentra debajo. El edificio contiguo presenta un muro verde diseñado por el botánico francés Patrick Blanc. El rojo de los pisos superiores contrasta con las plantas de la pared, mientras que la pared verde armoniza con el jardín botánico al lado del centro cultural.
A veces se reciclan materiales inusuales para su uso en ecoarquitectura; incluyen mezclilla de pantalones viejos como aislamiento y paneles hechos de escamas de papel, tierra cocida, lino, sisal o coco, y particularmente bambú. La madera y la piedra de los edificios demolidos a menudo se recuperan y reutilizan para pisos, mientras que los herrajes, las ventanas y otros detalles de los edificios más antiguos se reutilizan.

## Otras lecturas
- Bony, Anne (2012). L'Architecture Moderne (en francés). Larousse. ISBN 978-2-03-587641-6.
- Poisson, Michel (2009). 1000 Immeubles et monuments de Paris (en francés). Parigramme. ISBN 978-2-84096-539-8.
- Taschen, Aurelia and Balthazar (2016). L'Architecture Moderne de A à Z (en francés). Bibliotheca Universalis. ISBN 978-3-8365-5630-9.
- Prina, Francesca; Demaratini, Demartini (2006). Petite encyclopédie de l'architecture (en francés). Solar. ISBN 2-263-04096-X.
- Hopkins, Owen (2014). Les styles en architecture- guide visuel (en francés). Dunod. ISBN 978-2-10-070689-1.
- De Bure, Gilles (2015). Architecture contemporaine- le guide (en francés). Flammarion. ISBN 978-2-08-134385-6.